# Портрет італійського Ренесансу
Портрет італійського Ренесансу, Портрет доби Відродження — один з найбільш плідних періодів в історії розвитку портретного жанру, час, коли у західноєвропейському мистецтві виник реалістичний портрет. Цей новий реалізм був тісно пов'язаний з новим розумінням особистості і її місця в дійсності, з відкриттям світу і людини, що відбулось в цей період.

## Загальна характеристика
В епоху Ренесансу народився європейський реалістичний портрет. Це відбулось з визнанням цінності внутрішнього світу окремої людини. По мірі зростання індивідуалізму в портретному мистецтві можливість вираження суб'єктивного світу виражається все яскравіше, виразно з'являючись в живопису XVI століття.

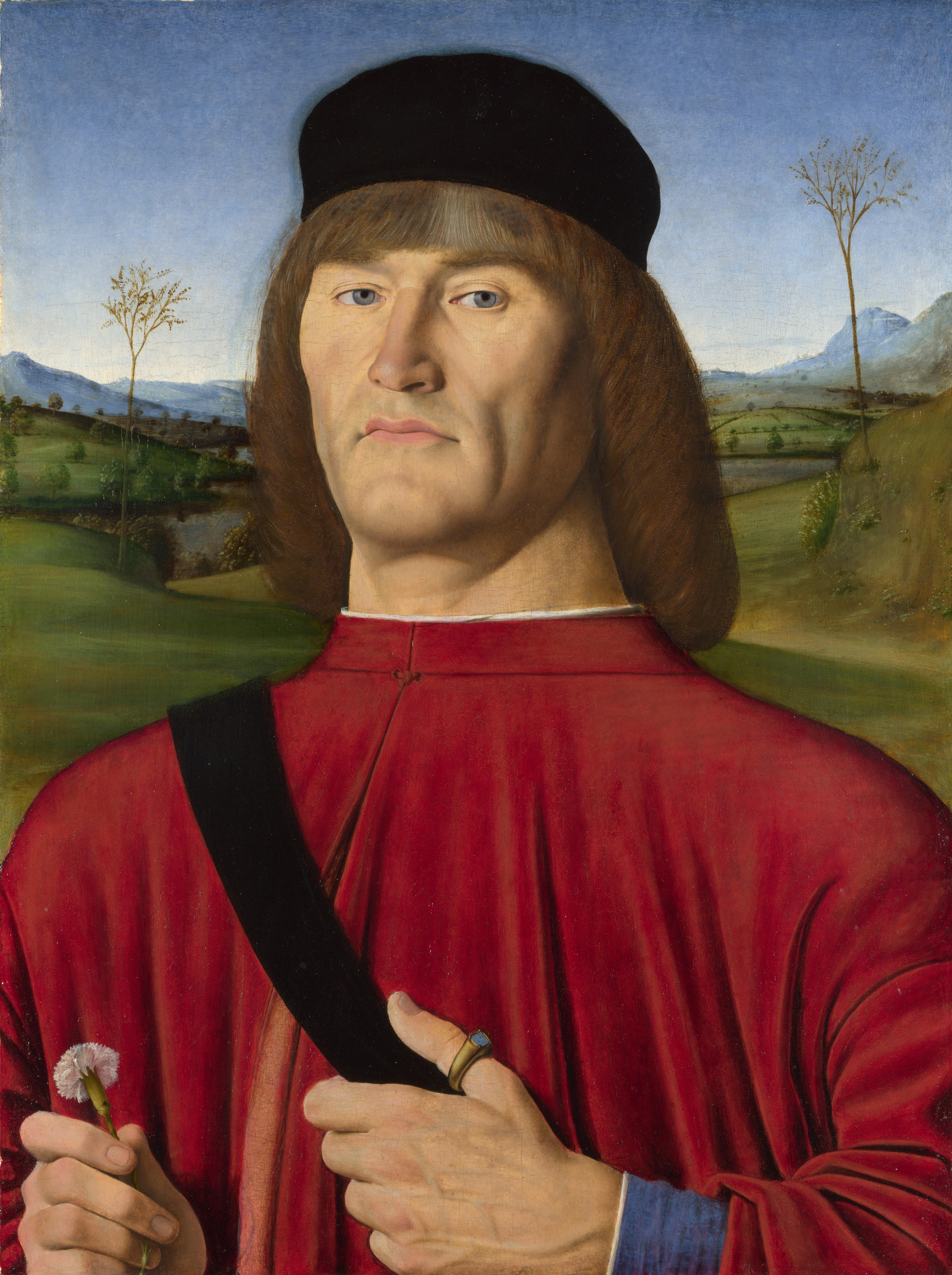
Андреа Соларіо. «Портрет чоловіка з рожевою гвоздикою»,
бл. 1495

Характерною рисою ренесансного італійського портрета є майже повна відсутність внутрішніх протиріч. У портреті кватроченто людина зазвичай зображена спокійною, мужньою і мудрою, здатною подолати всі мінливості фортуни, до кінця століття образ набуває рис духовної винятковості і споглядальності.

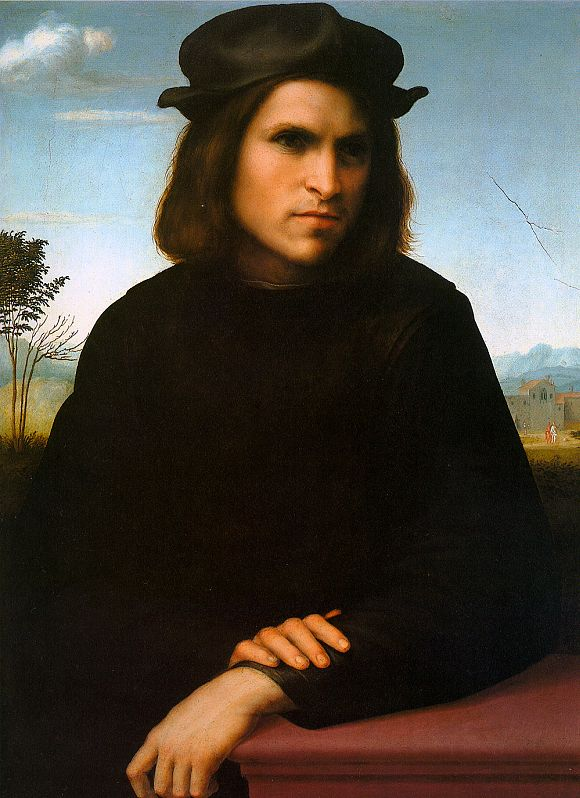
Франчабіджо. «Чоловічий портрет», Лувр, поч. XVI століття

Ідейні та естетичні принципи ренесансного портрета тісно пов'язані із зародженням та розвитком гуманістичної філософії і неоплатонізму: «Трактування індивідуальності в портреті XV століття тісно пов'язане з нормами гуманістичної етики та її поняттям uomo virtuoso. Звідси ж походить і той „шляхетний аристократизм“ образу, його незалежний і світський характер, якими відзначене портретне мистецтво епохи. Зближення художнього життя з ідеологією гуманізму і її різними течіями збагачувало реалістичну мову портрета при збереженні в ньому сильної тенденції до типізування, породженої високим уявленням про особисту гідність людини і її виняткове положення в навколишньому світі». У зображеннях конкретних видатних людей Ренесансу їх конкретні риси будуть переломлюватися через призму типізації та індивідуальних уявлень про людину.

### Витоки складення портрета в Італії
Перш ніж портрет набув характеру автономного світського жанру в формі станкової картини, він довгий час залишався складовою частиною багатофігурної релігійної композиції — стінного розпису або вівтарного образу. Ця залежність портрета від монументального живопису є визначальною рисою станкового портрета XV століття. Інші важливі риси — сплав середньовічної культури з гуманістичним зверненням до античного мистецтва, а також взаємодія з портретом в медальєрному мистецтві і в пластиці, де цей жанр склався раніше. Медаль і бюст дозволяють побачити родові зв'язки ренесансного портрета з античною традицією. Інший істотний фактор розвитку італійської портретного живопису — використання досягнень нідерландських портретистів, зокрема, з його впливом пов'язують появу в Італії портрета у три чверті.
Портрет виникає в епоху Проторенесансу в результаті зростання самосвідомості особистості і реалістичних тенденцій в мистецтві. Він розвивається різними шляхами в республіканських (бюргерських) і феодальних регіонах Італії. У придворному середовищі він набуває форми самостійної станкової картини досить швидко і служить засобом прославляння государя і близьких до нього. У житті міської комуни індивідуальний портрет довго не може відокремитися від допоміжних жанрів, оскільки громадяни відчували неприязнь до спроб кого-небудь виділитися. У такому середовищі портрет допускався як завуальоване зображення «великих людей міста» або як доповнення до релігійних композицій; тенденція була подолана у Флоренції в сер. XV століття з приходом до влади династії Медічі. В останній третині XV століття в провідних школах Італії виробляється єдина типологія портрета.

## Портрет Раннього Відродження
Витоки жанру реалістичного портрета сходять до періоду пізнього Середньовіччя. Перший етап в історії ренесансного портрета відноситься до кватроченто (XV століття) — періоду раннього італійського Відродження.

### Монументальний живопис
На відміну від живопису Північної Європи, де портрет уже виокремився у самостійну станкову картину, в італійському Ранньому Відродженні портрет ще у великій кількості зустрічається включеним у монументальний живопис і вівтарну картину. Типи «включеного» портрета:
- Донаторський портрет
- «Прихований» портрет в образі святих, частіше — в образі додаткових персонажів релігійної легенди.
- Портрет в сценах з громадського чи придворного життя
- Меморіальні портрети «славетних людей», що прикрашали інтер'єри.

#### Донаторський портрет

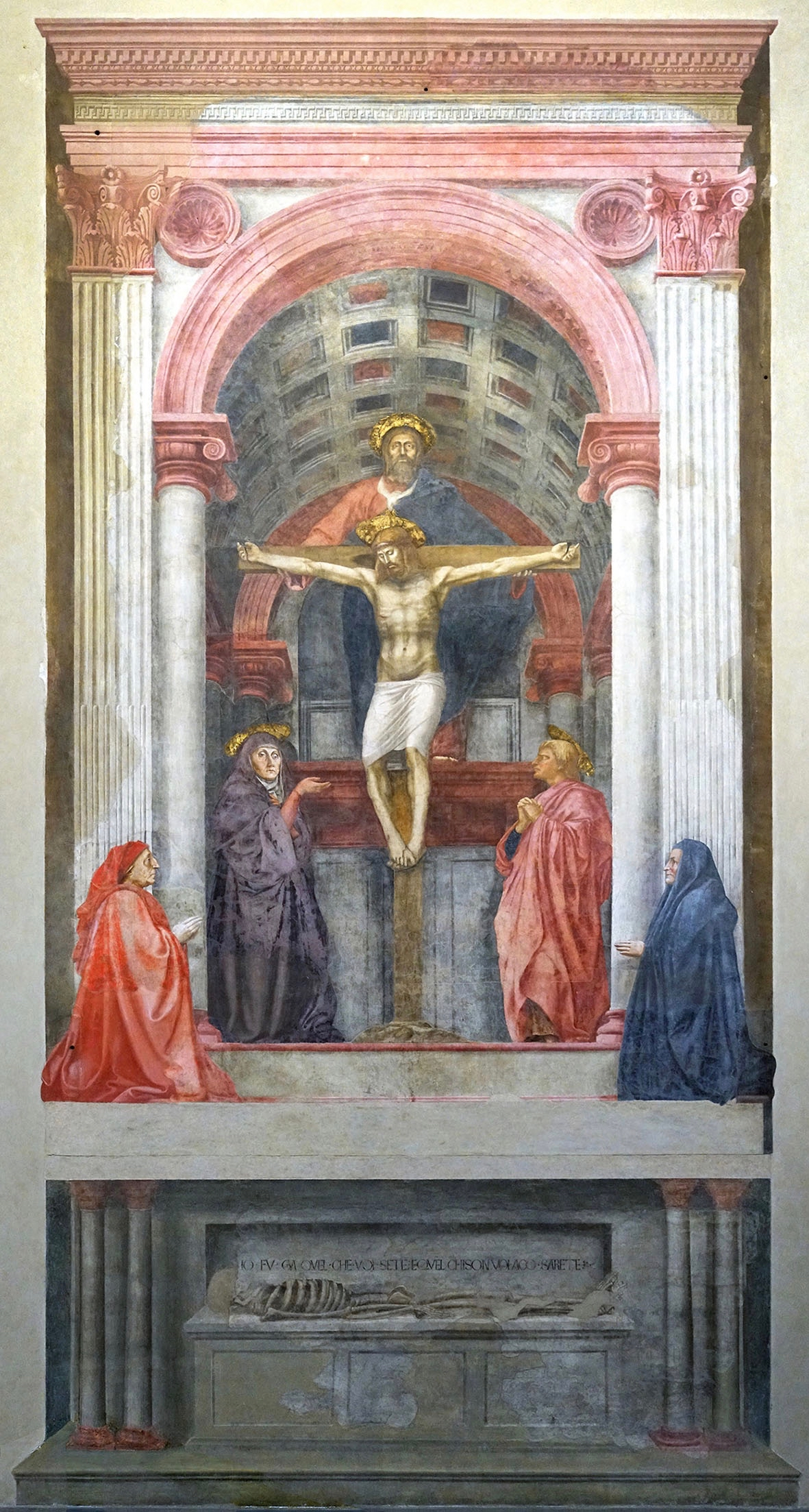
Мазаччо. «Трійця», бл. 1427. Фреска, церква Санта-Марія-Новелла, Флоренція

Є найбільш традиційним типом з перерахованих. Донатори зображалися уклінними і у молитві, зазвичай строго в профіль; чоловіки — по праву руку від Мадонни або святого, а жінки — по ліву; часто в супроводі своїх тезоіменних святих покровителів. Часом продовжує зберігатися середньовічна ієрархічна диспропорція між людьми і небожителями (Джентіле да Фабріано, «Мадонна зі святими», Берлін; Якопо Белліні, «Мадонна з Леонелло д'Есте», Лувр; Франческо Боттічіні, «Св. Ієронім з донаторами Ручеллаї», Лондон).

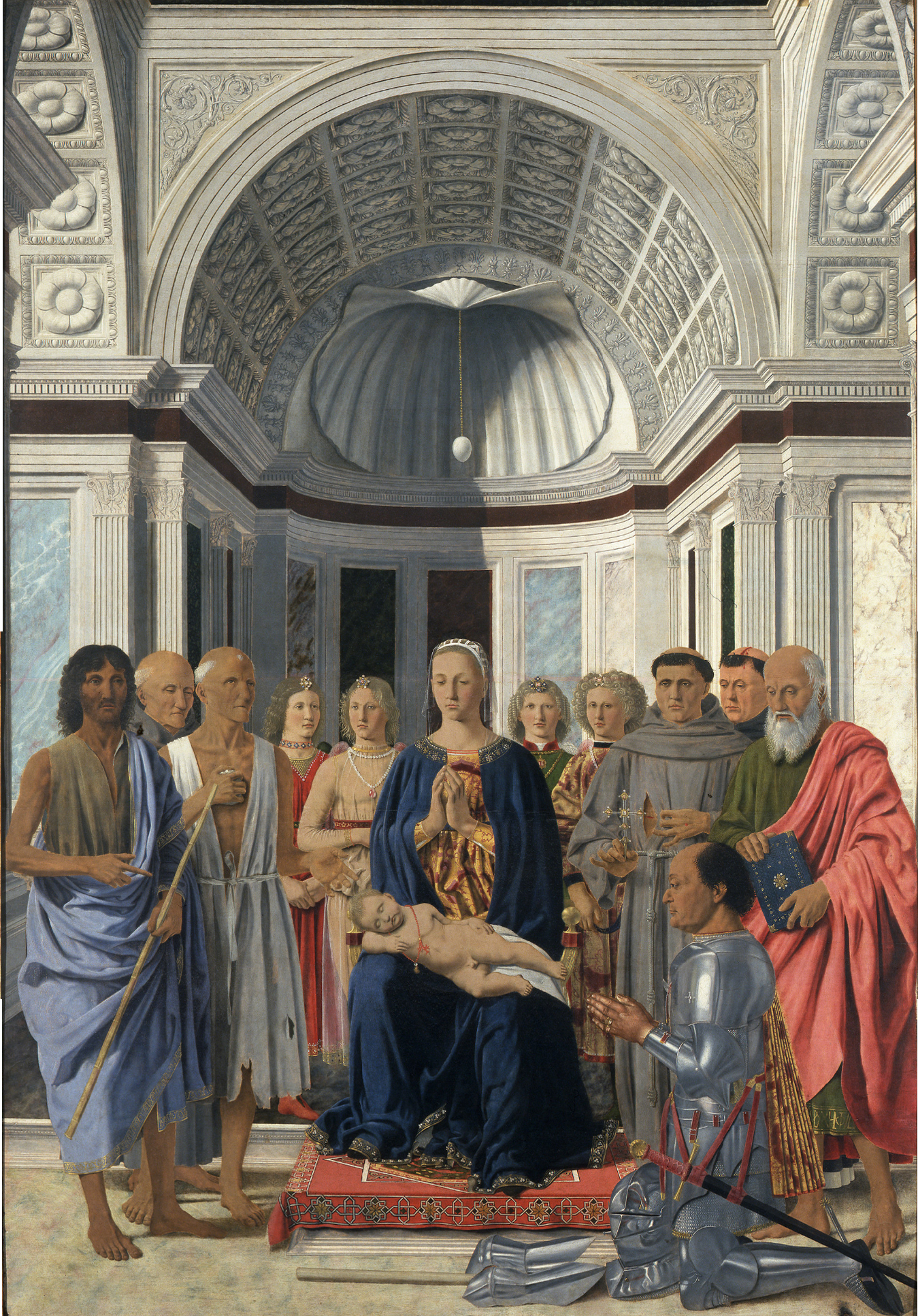
П'єро делла Франческа. «Вівтар Монтефельтро», пінакотека Брера, Мілан, 1472–1474 рр.

Більш новаторське трактування, за яким дистанція між двома світами показана не розмірами, а композицією і психологічними нюансами. Тепер і постаті, що моляться, і святі існують в одній просторової реальності, небесний світ стає відчутно-тривимірним. Перший пам'ятник цього стилю — «Трійця» Мазаччо в Санта-Марія-Новелла. В ній традиційна вівтарна картина переведена в техніку фрески і виконана по-новому і оригінально з точки зору композиції — донатори стали невід'ємною частиною зображення. Правильна і енергійна перспектива інтегрує простір фрески в простір церкви, в якій вона знаходиться, так само як і натуроподібна архітектура. Постаті донаторів написані скрупульозно і без ідеалізації.
Наступний крок до повного композиційного і психологічного об'єднання релігійних образів і портрета зробив П'єро делла Франческа у «Вівтарі Монтефельтро». Герцог, який втратив дружину в пологах, і з нагоди народження нею довгоочікуваного спадкоємця замовив цю картину, зображений уклінним на самоті у молитві. Його профіль виконаний з артистичною майстерністю. За масштабом він на рівних бере участь у Святій співбесіді.
Ту ж тему, але вирішену оригінальніше, демонструє вівтарна картина Мантеньї «Мадонна делла Вітторія», замовлена маркізом Франческо II Гонзага в пам'ять перемоги у битві при Форново. Програма замислювалася як Мадонна делла Мізерікордія, яка покривала б плащем маркіза і його братів, а з іншого боку — його дружину Ізабеллу д'Есте, але ця ідея не була здійснена, і Богородиця покриває плащем лише одного Франческо. Архітектурного оточення немає — присутня зелена альтанка.

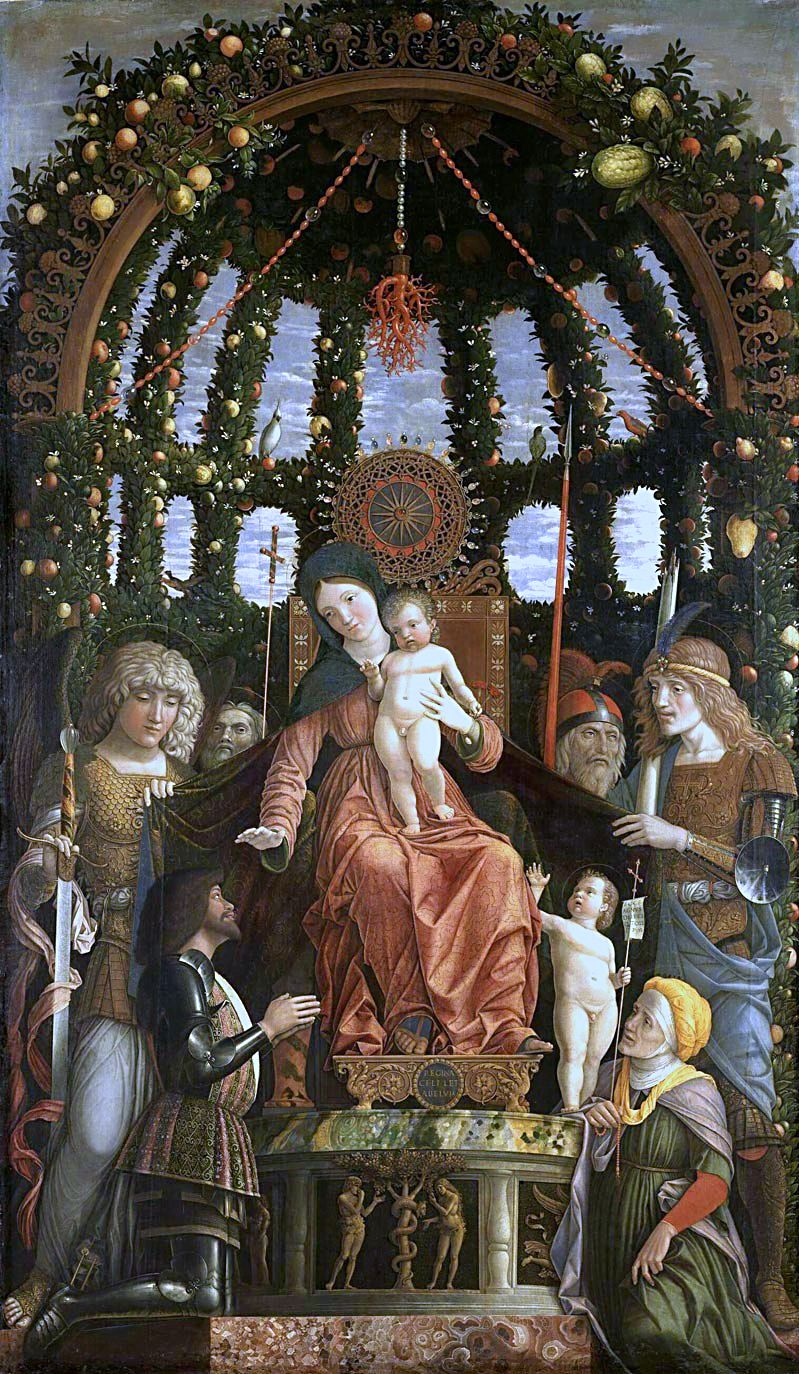
Мантенья. «Мадонна делла Вітторія», 1496. Париж, Лувр

Більш прозаїчні і архаїчні донаторські портрети у ломбардських і еміліанських художників: наприклад, фреска Лоренцо Коста, (Капела Бентівольйо, церква Сан-Джакомо-Маджоре, Болонья, 1488): використана традиційна схема вівтарного образу, тільки святі замінені членами сім'ї Бентівольйо.

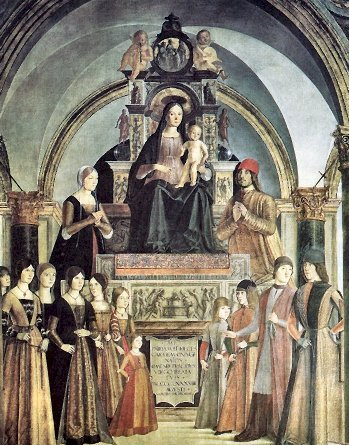
Лоренцо Коста, капела Бентівольйо
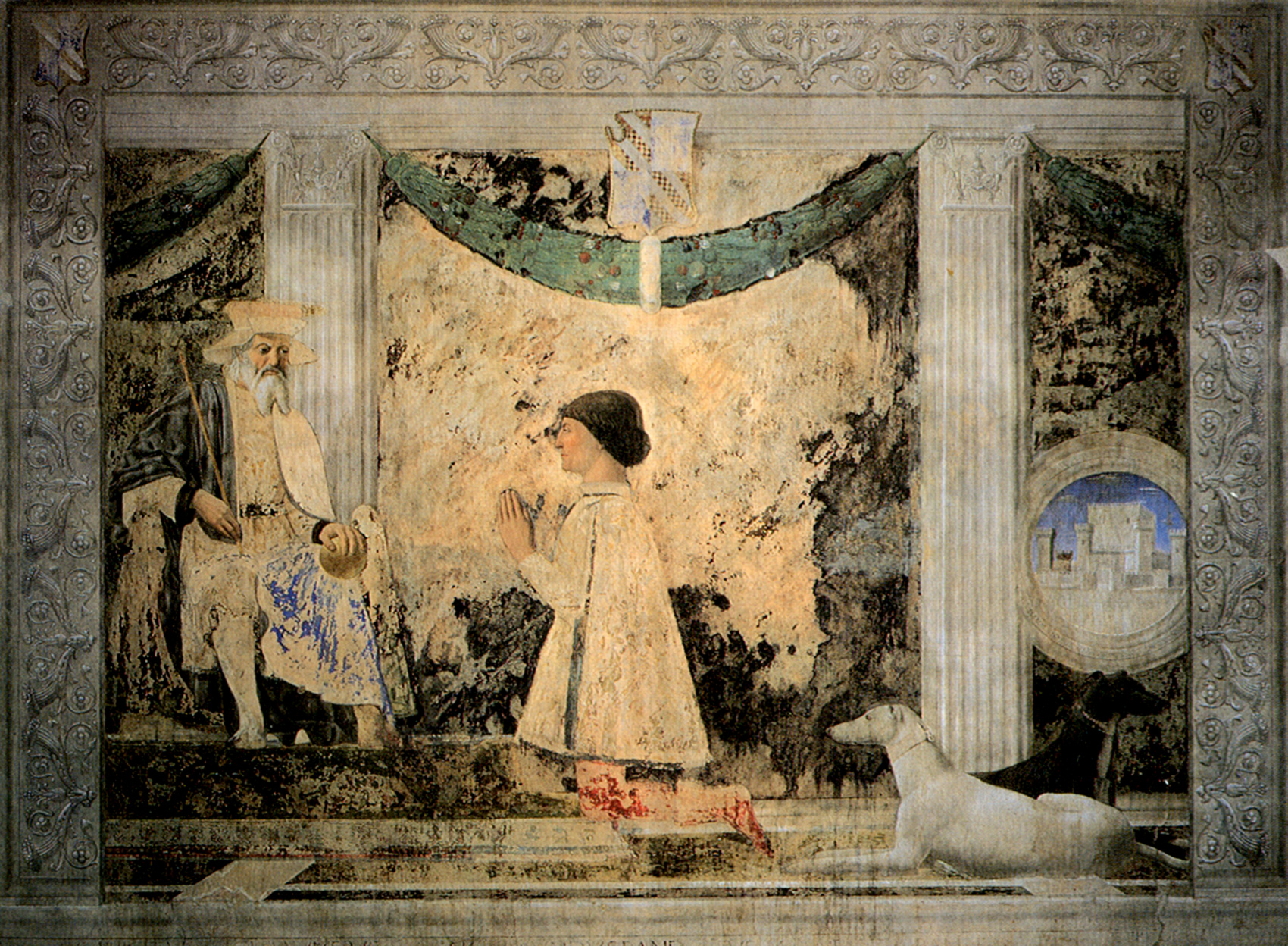
П'єро делла Франческа, Ріміні
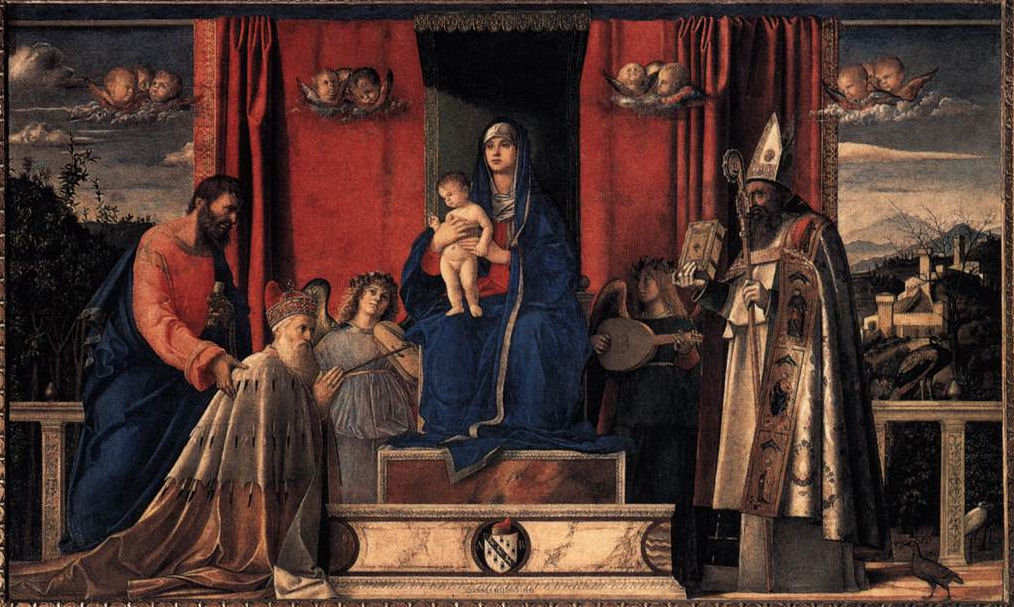
Джованні Белліні, Вівтар Барбаріго
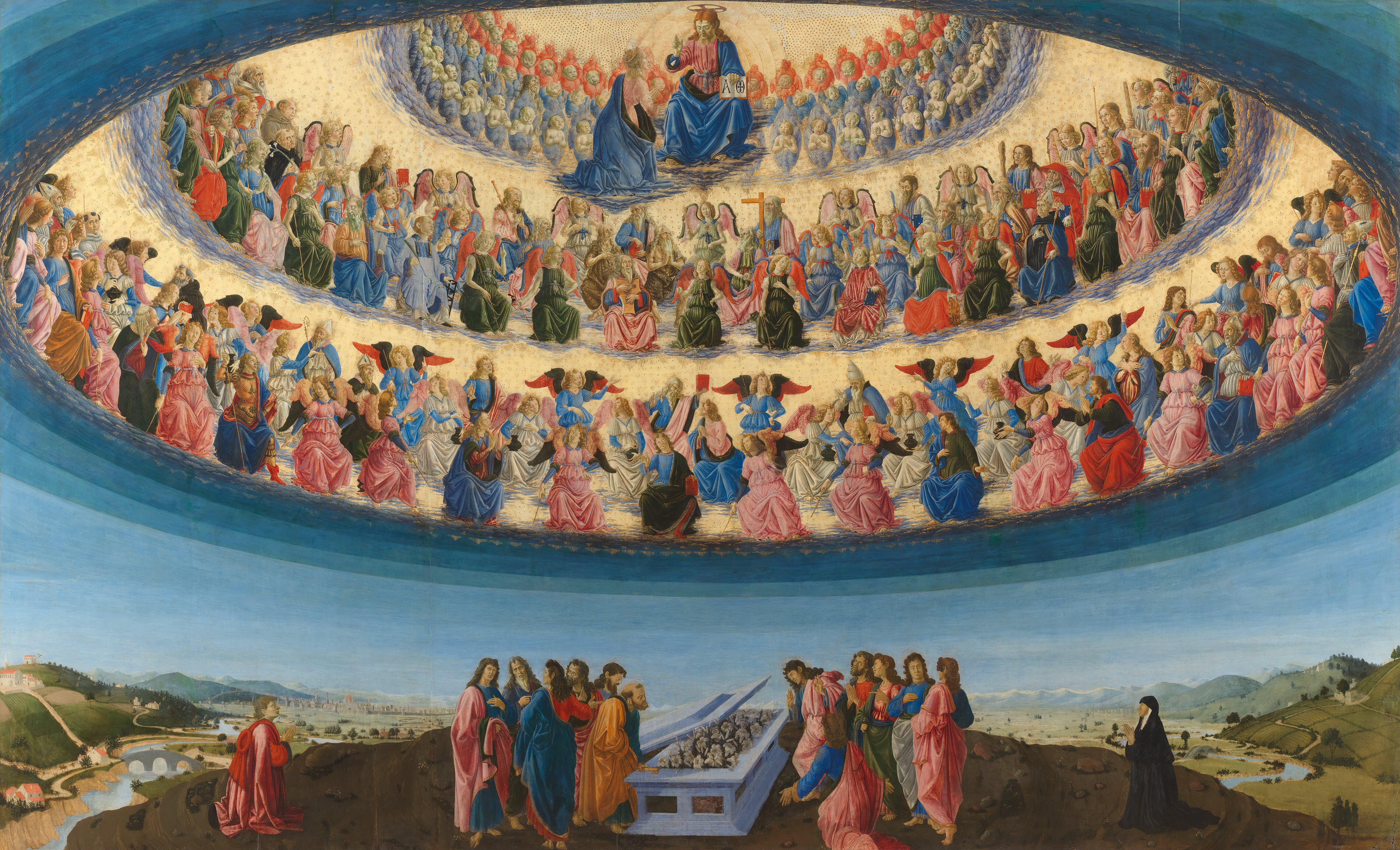
Франческо Боттічіні, «Успіння Марії»

Цікава ще одна фреска делла Франчески — «Сіджисмондо Малатеста перед святим Сигізмундом» (1451, Ріміні, церква Сан Франческо). Сцена «лицарського» поклоніння вірізняється майже світським характером. Профіль Малатести написаний абсолютно портретно. В образі святого, можливо, написаний імператор Сигізмунд I, який звів Малатеста у лицарі. Такий тип вотивних композицій буде розвиватися у венеційському живописі (Джованні Белліні, «Дож Агостіно Барбаріго перед Мадонною», 1488, Мурано, Сан П'єтро Мартіре).

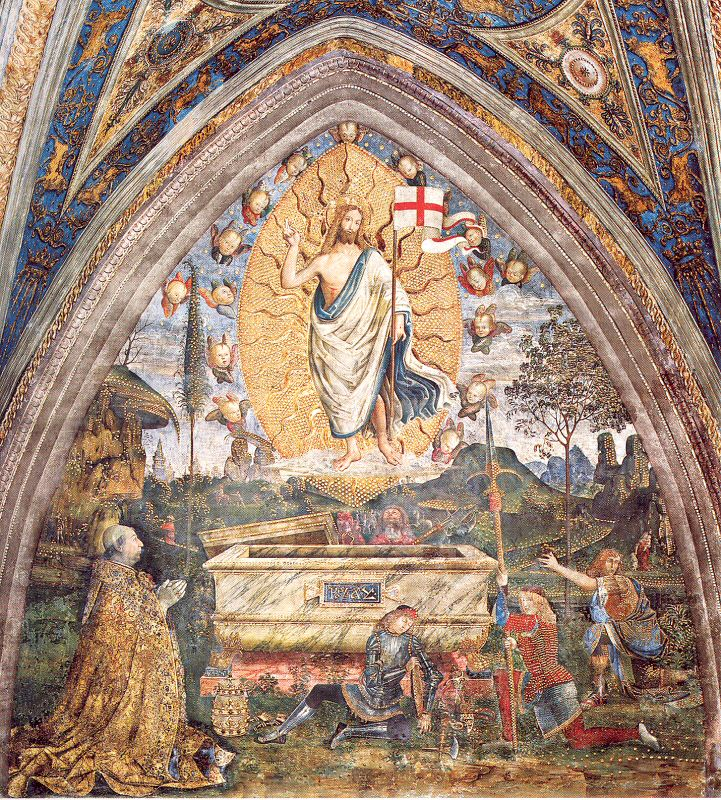
Пінтуріккіо. «Воскресіння» з папою Олександром VI

Інше рішення вотивної композиції — донатор зображений не поруч зі святим, а бачить його здалеку, як небесне видіння. Вперше рішення використане в картині Франческо Боттічіні, «Успіння Марії», (1474–1475, Лондон, Національна галерея) із зображеннями Маттео Пальмієрі і його дружини (постаті сильно постраждали). Потім Перуджино написав на стіні Сикстинської капели великий вівтарний образ (1481; пізніше знищений при роботі Мікеланджело), де зобразив Вознесіння Марії з уклінним Сикстом IV. Два донаторських портрети в Апартаментах Борджіа (Ватикан, 1492–1494) створені Пінтуріккіо і майстернею: Зал Таїнств, простінок з люнетом, «Воскресіння Христа» з папою Олександром VI. Три пробуджених стражника — можливо сини папи. Ще одна фреска того ж залу — «Вознесіння Марії»: помічник художника, Антоніо да Вітербо написав донатора, можливо — Франческо Борджіа, кузена і скарбника папи. (В «Диспуті св. Катерини Сієнської» там само в образі святої, як вважається, зображена Лукреція Борджіа).

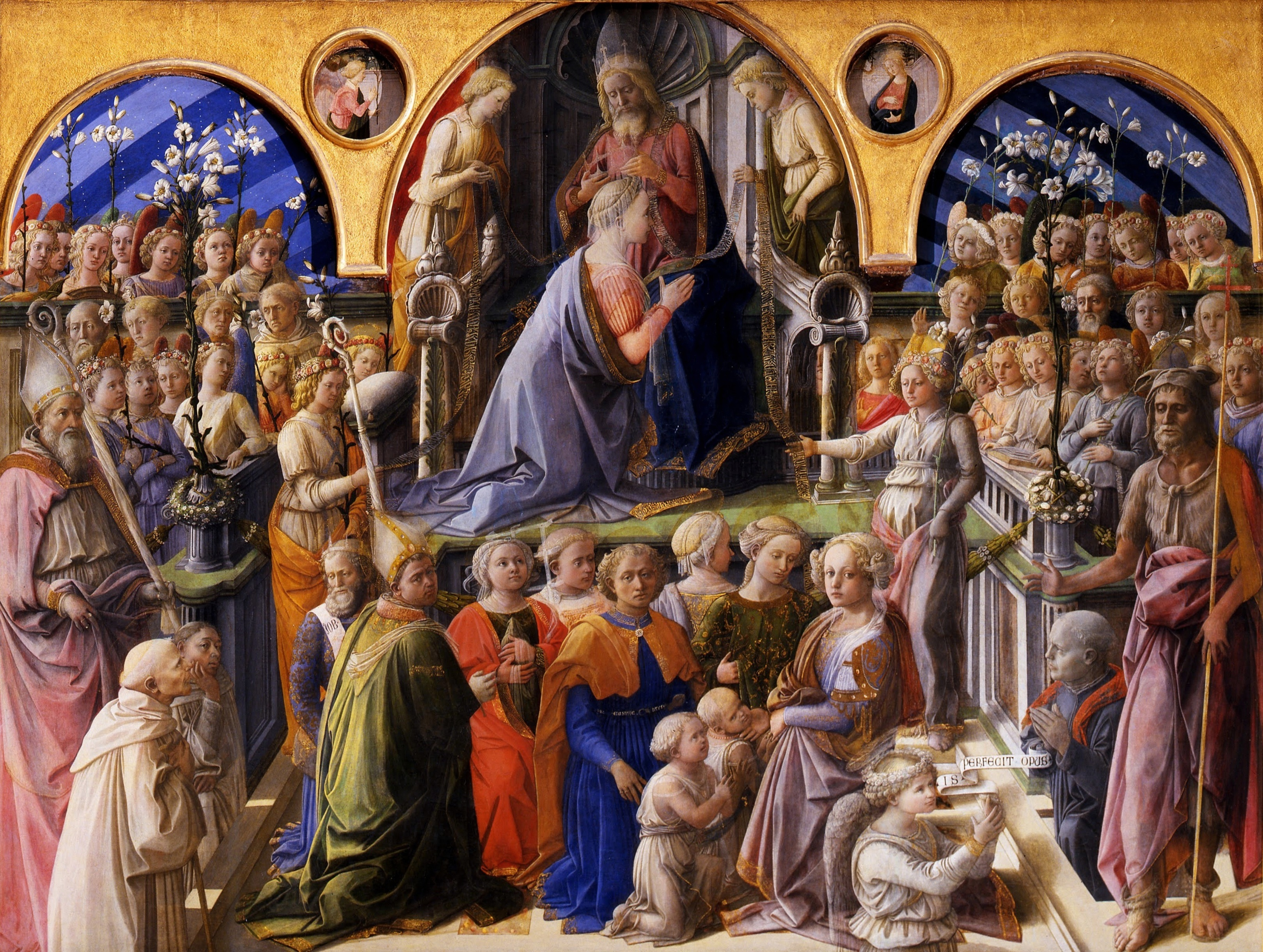
Філіппо Ліппі, «Коронування Марії»
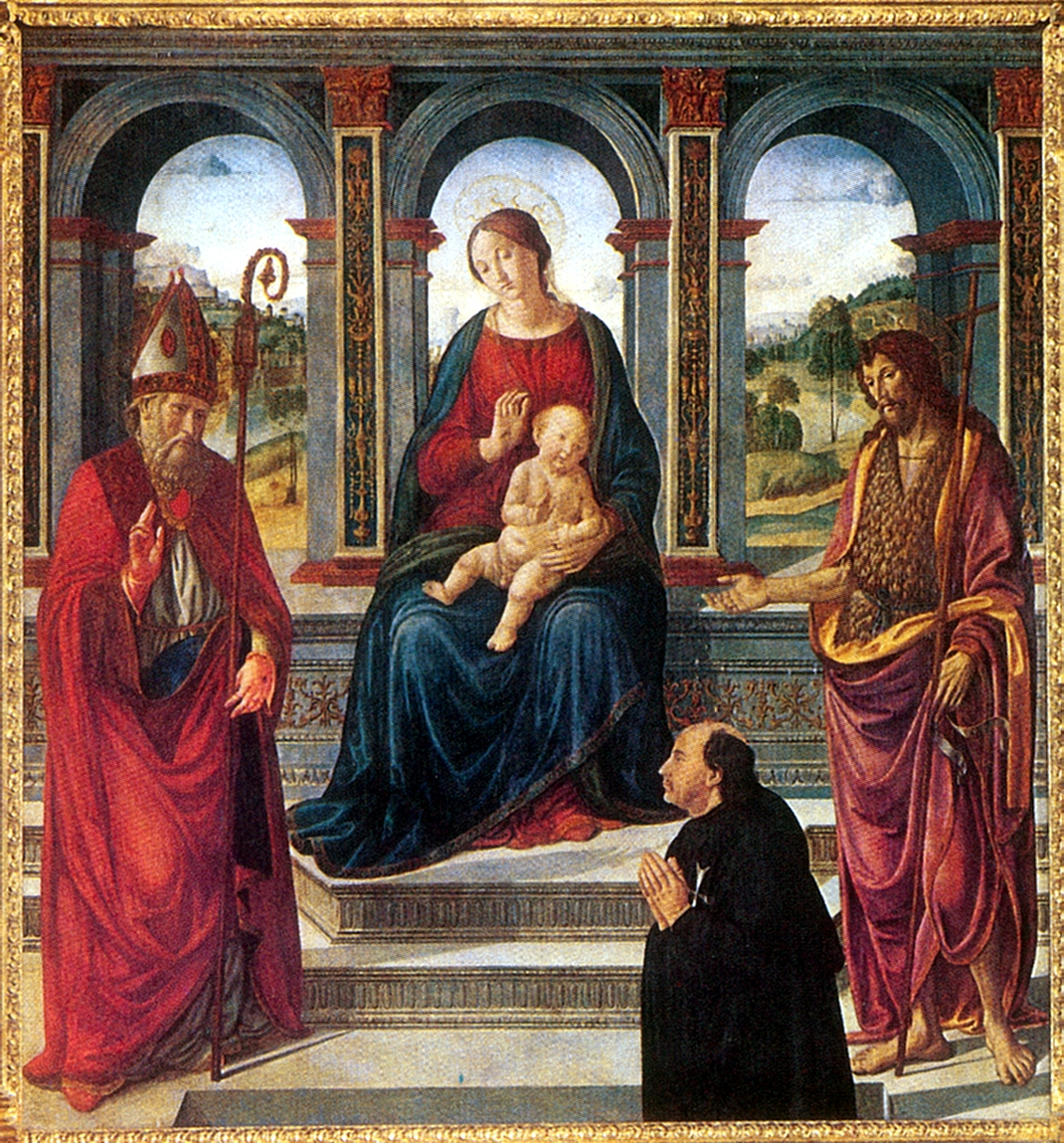
Козімо Росселлі, «Вівтар з Радди»
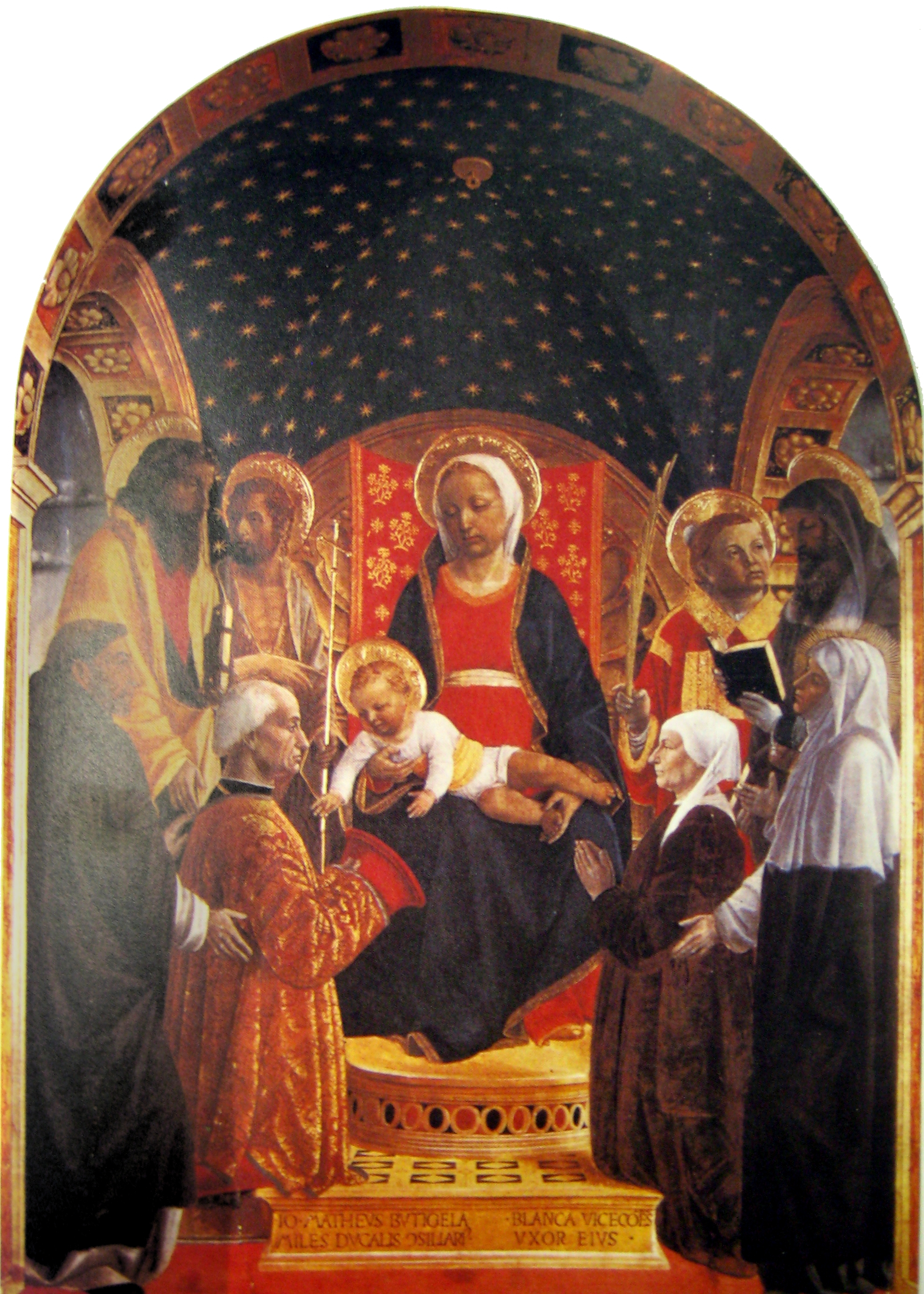
Вінченце Фоппа, «Мадонна»
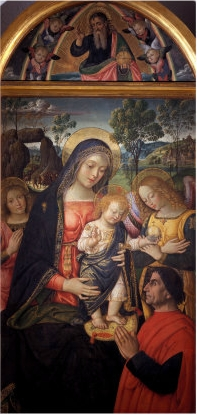
Пінтуріккіо, «Мадонна делла Паче»

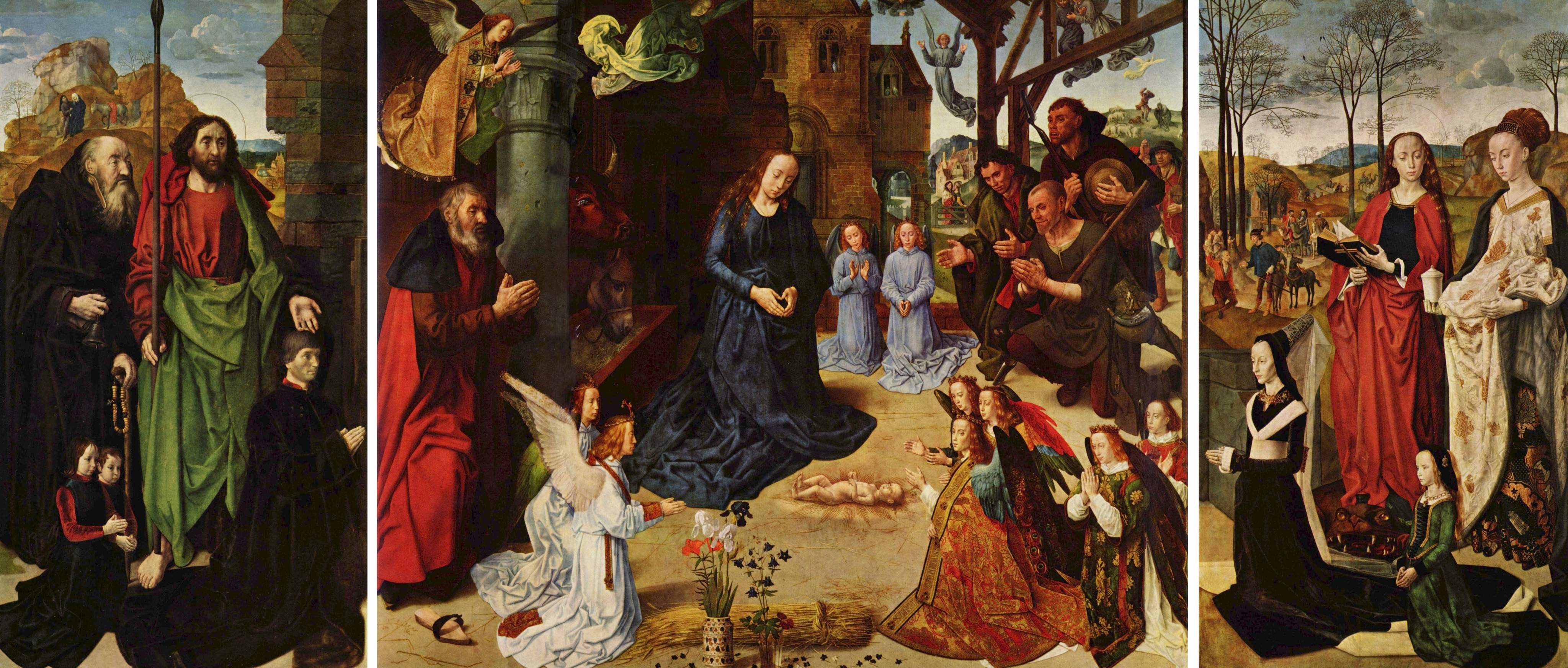
Гуго ван дер Гус. «Вівтар Портінарі»

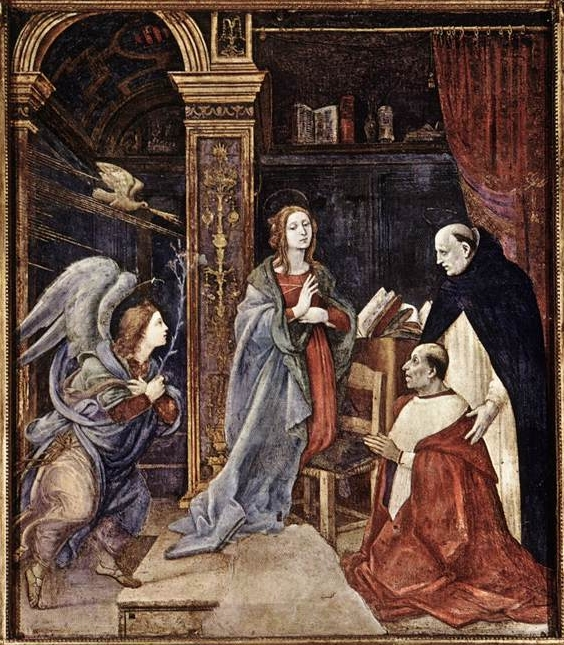
Філіппіно Ліппі, «Благовіщення»

Більш камерна і емоційна тенденція трактування донаторського портрета у вівтарній композиції припускала більш тісний зв'язок фігури донатора з іншими. Щоб підкреслити дистанцію між земною людиною і святими, фігура донатора могла, наприклад, наполовину виступати з люка у підлозі, або він міг бути написаний напівфігурно біля нижнього краю картини, «обрізаний» ним до плечей. Таким чином, постать ніби виходила з потойбічного світу. «Вперше більш інтимне і водночас більш ієрархічне розуміння образу донатора» зустрічається у Філіппо Ліппі («Коронування Марії», 1441–1447, Уффіці): в нижніх кутах два ченці (можливо, правий — автопортрет) і донатор, вставлені в багатофігурну композицію, погано пов'язані з нею, дані в іншому масштабі і ракурсі. Художник не володіє перспективним символізмом Мазаччо, але вже намагається художньо відокремити портретні образи. Можливо, на веризм вплинули начерки скульптора Лоренцо Гіберті для «Райських воріт». Мотив донатора, «що піднімається з землі», очевидний у Козімо Росселлі («Вівтар з Радди», Палаццо Веккьйо), де замовник Бартоломео Каніджані обрізаний по коліно. Але художники пізнього кватроченто все ж втягують донаторів в емоційний склад картини: наприклад, у Вінченцо Фоппа («Мадонна», бл. 1480-86, Павія) немовля простягає руки до донаторів — Маттео Боттіджелла, радника міланського герцога; навпроти його дружина Б'янка Вісконті. У Пінтуріккіо в «Мадонні делла Паче» (1488, Собор Сансеверіно) немовля благословляє прелата Ліберато Бартеллі. З Вазарі відомо, що він же написав коханку Родріго Борджіа Джулію Фарнезе в образі Богоматері, що благословляє папу (не збереглася, відомо з пізньої копії).
На нову тенденцію вплинуло знайомство італійців з нідерландськими вівтарями («Вівтар Портінарі» ван дер Гуса, портрети Мемлінга). Цей вплив з'явився у Філіппіно Ліппі («Видіння Марії св. Бернарду», бл. 1486, Ф'єзолє): замовник П'єро ді Франческо дель Пульєзе зображений напівфігурою внизу, але поглядом активно бере участь у дії. Інша його картина («Мадонна зі святими», бл. 1488, ц. Санто Спіріто, Флоренція) зображує донатора Танаї дей Нерлі і його дружину Нанну деї Каппоні, які з подивом дивляться на диво. У деталях є очевидним уважне вивчення нідерландського живопису. Також емоційне «Благовіщення» (фреска капели Карафа, Санта Марія сопра Мінерва, 1488–1493), де замовник кардинал Ольвієро Карафа написаний поряд з Фомою Аквінським, і Богородиця майже обернулася до архангела спиною, зосередившись на безмовному діалозі з донатором — рішення є мало не єретичним. Його ж «Поклоніння волхвів» (1496, Уффіці) включає зображення П'єрфранческо Медічі Старшого. Вище стоїть юнак, можливо його син, Джованні іль Пополано Медічі.

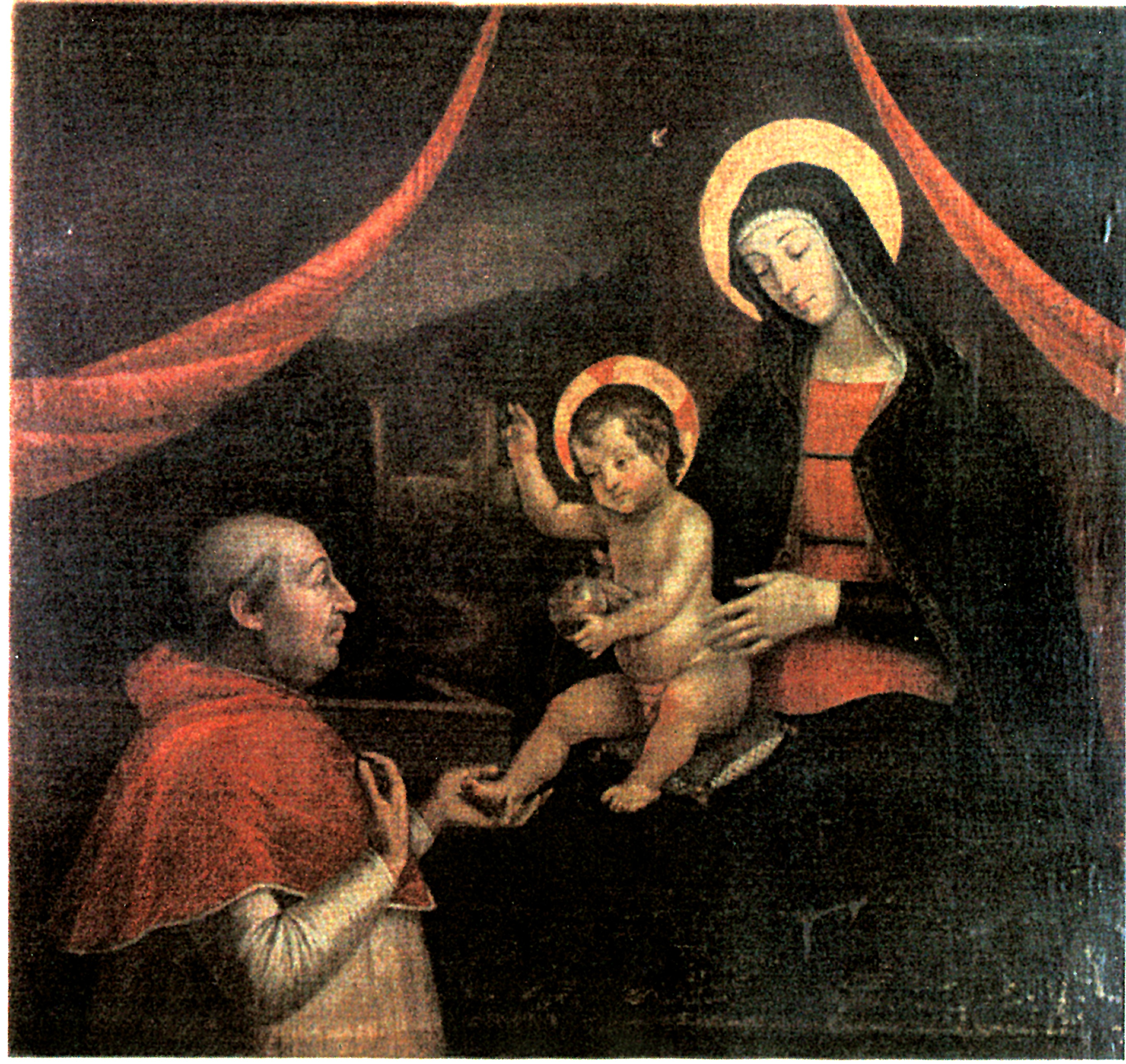
Копія з фрески Пінтуріккіо: папа вклоняється Мадонні, що написана з Джулії Фарнезе
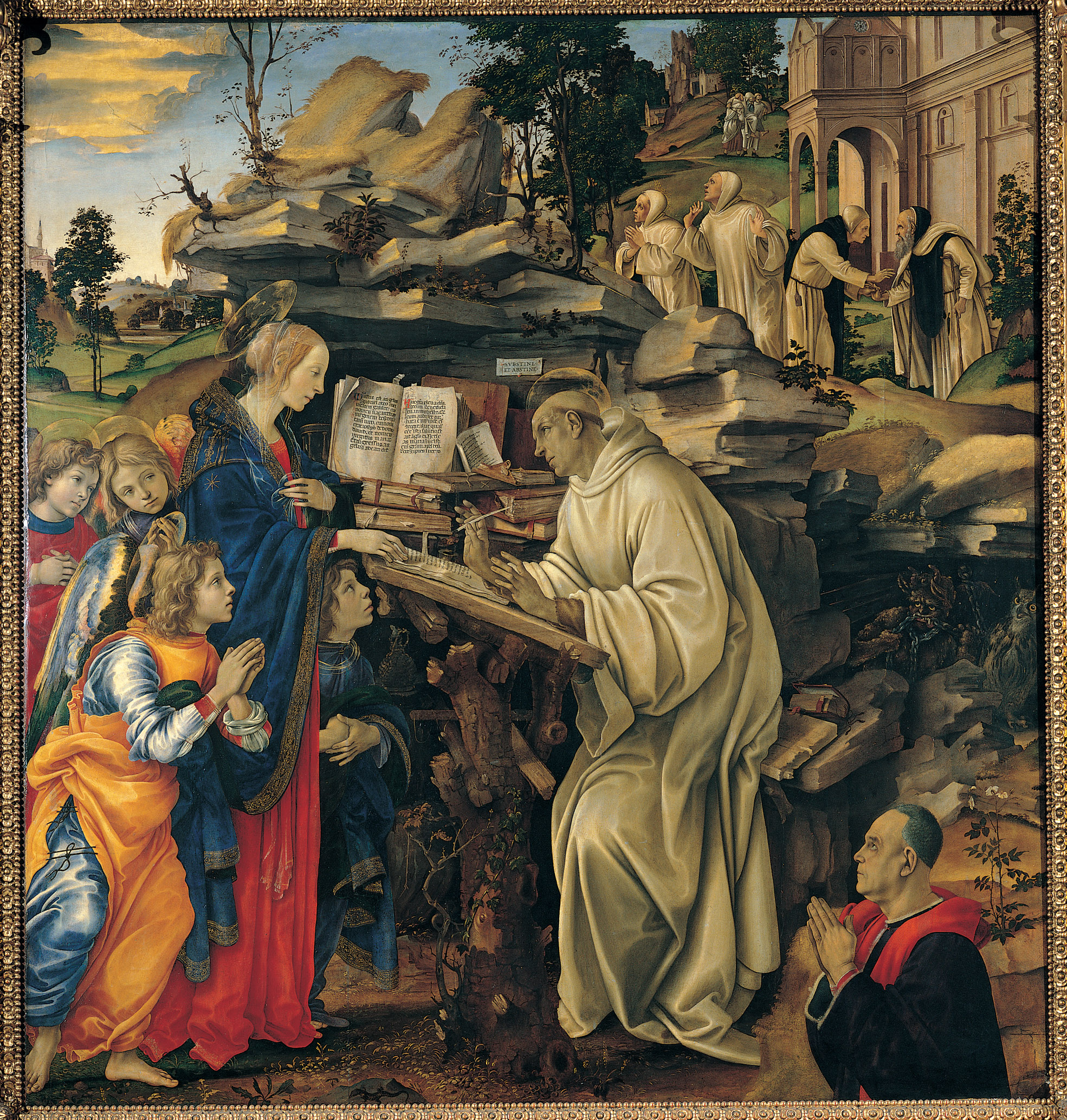
Філіппіно Ліппі, «Видіння Марії св. Бернарду»
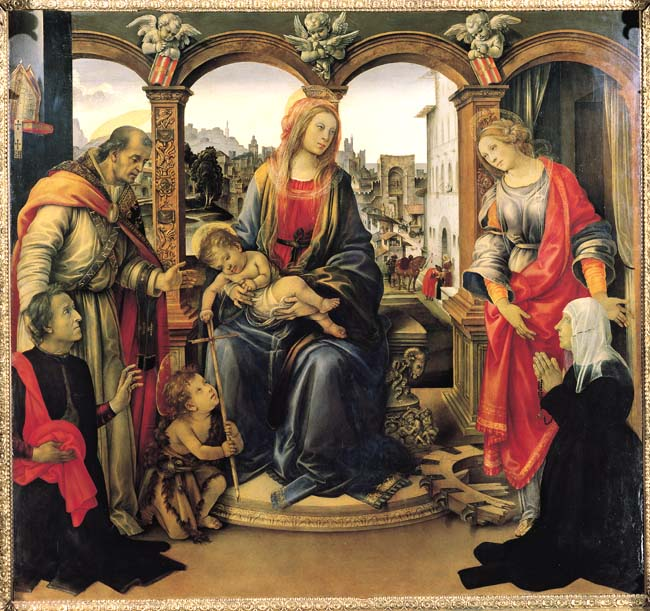
Філіппіно Ліппі, «Мадонна зі св. Мартіном Турським і Катериною Александрійською»
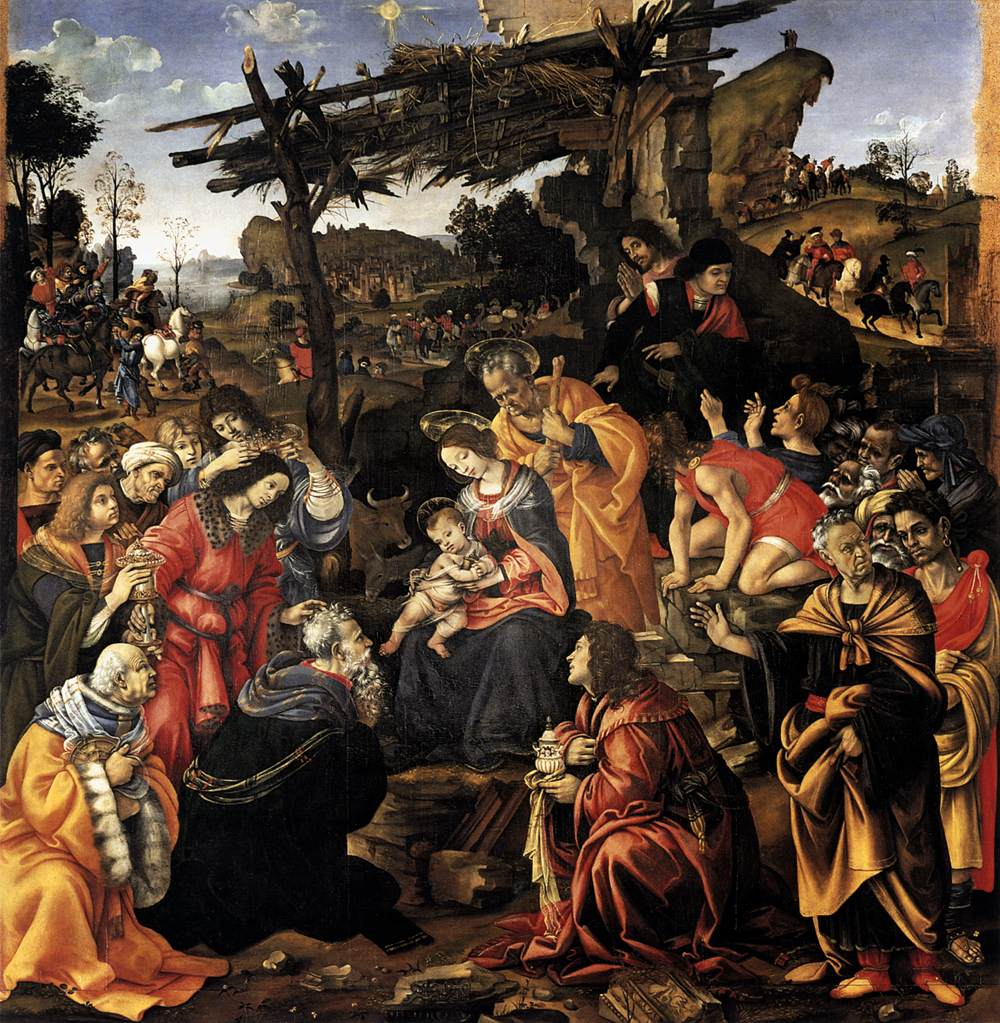
Філіппіно Ліппі, «Поклоніння волхвів»

Інший художник, Перуджино, одного разу порушив традицію пов'язувати образи донаторів зі святими композиційно: він створив портрети двох ченців (олією) з обителі Валломброзе поблизу Флоренції — Б'яджо Міланезі, генерала ордена і Бальдассаре ді Антоніо ді Анджело, управителя монастиря (бл. 1499, Уфіцці). Це зображення голів, піднятих зі спрямованими вгору поглядами — можливо, що ці зображення знаходилися в пределлі під вівтарним образом «Вознесіння Марії з чотирма святими» (1500, Уффіци). Тобто, ці портрети, візуально зараз сприймаються як станкові, насправді функціонально були тісно пов'язані з монументальної релігійної композицією. Також з сильно піднятою головою Перуджино намалював Сикста IV в незбереженому вівтарному образі Сикстинської капели на той же сюжет (відомий з малюнку кола Пінтуріккіо, Відень, Альбертіна).

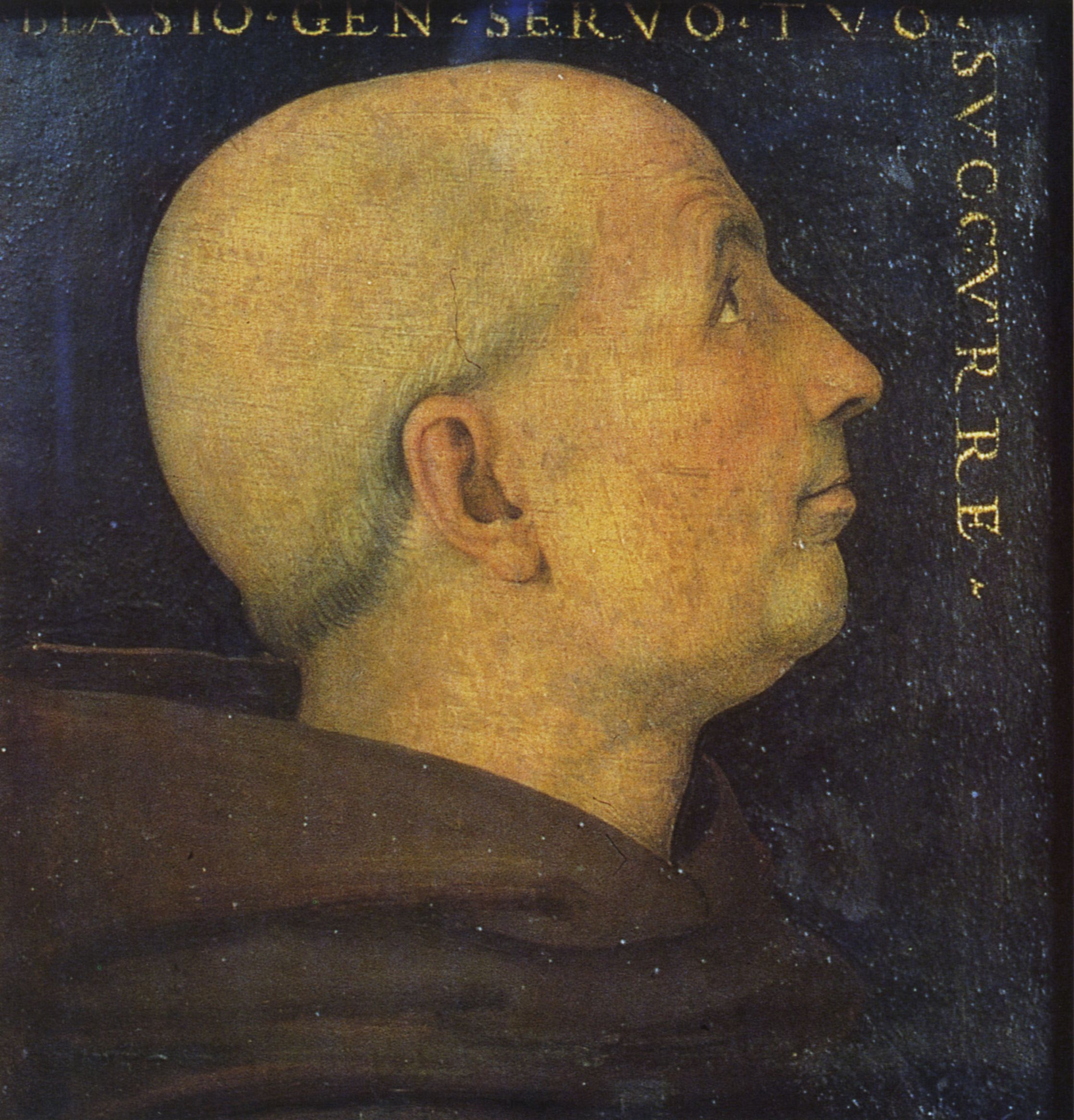
Перуджино. «Б'яджо Міланезі»
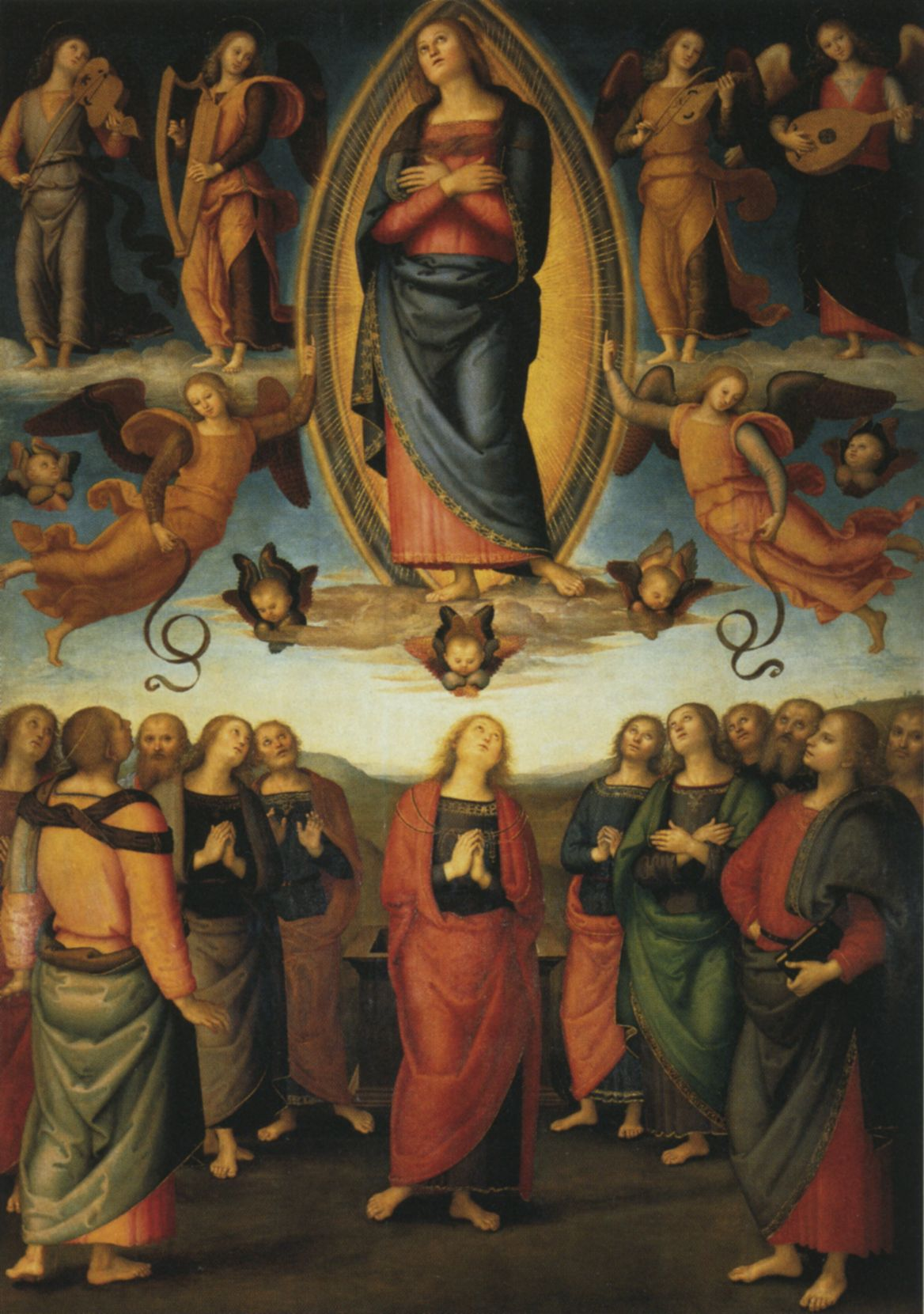
Перуджино. «Вознесіння Марії» — приклад картини, яка могла знаходитись над портретами
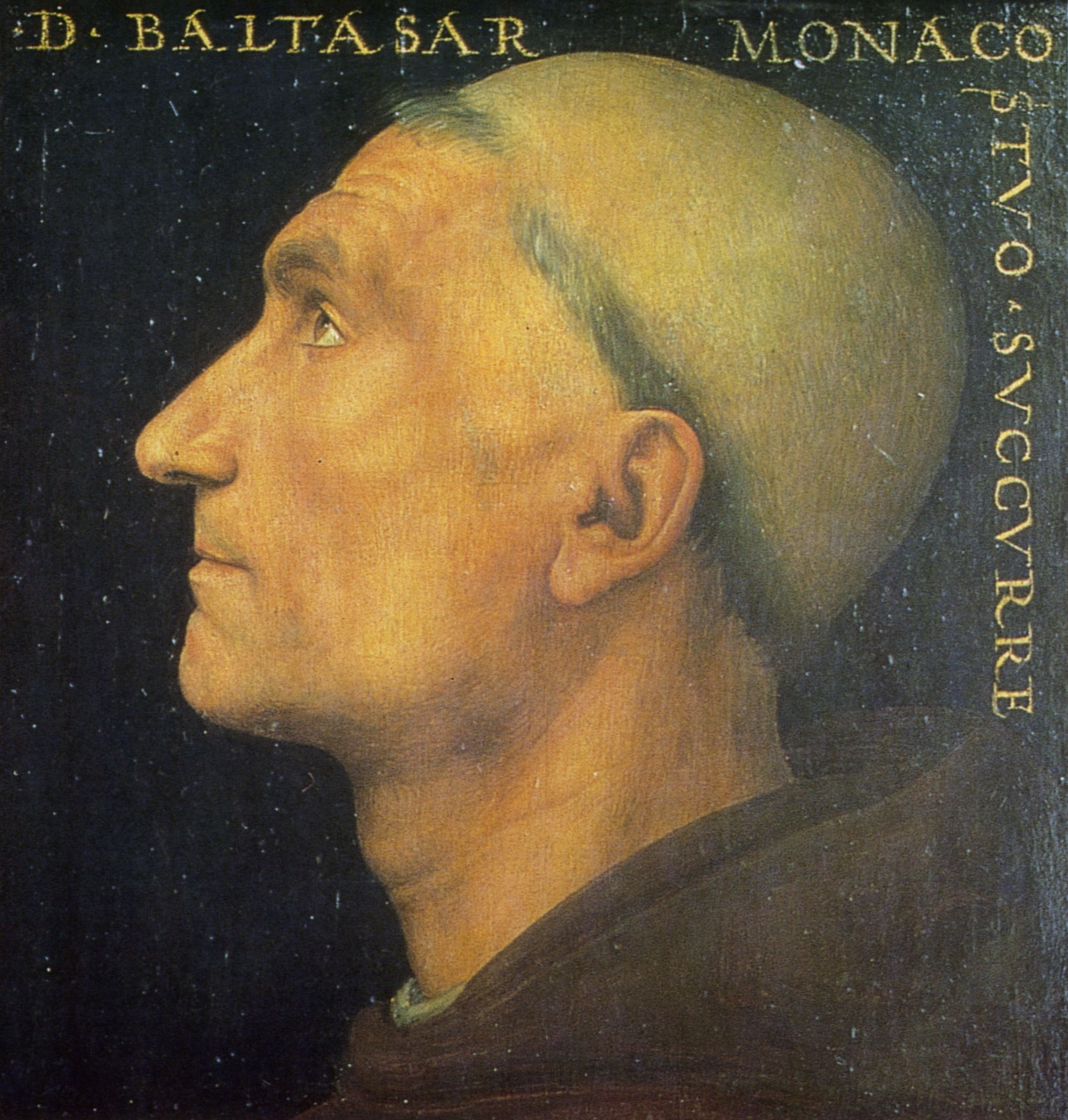
Перуджино. «Бальдассаре ді Антоніо ді Анджело»
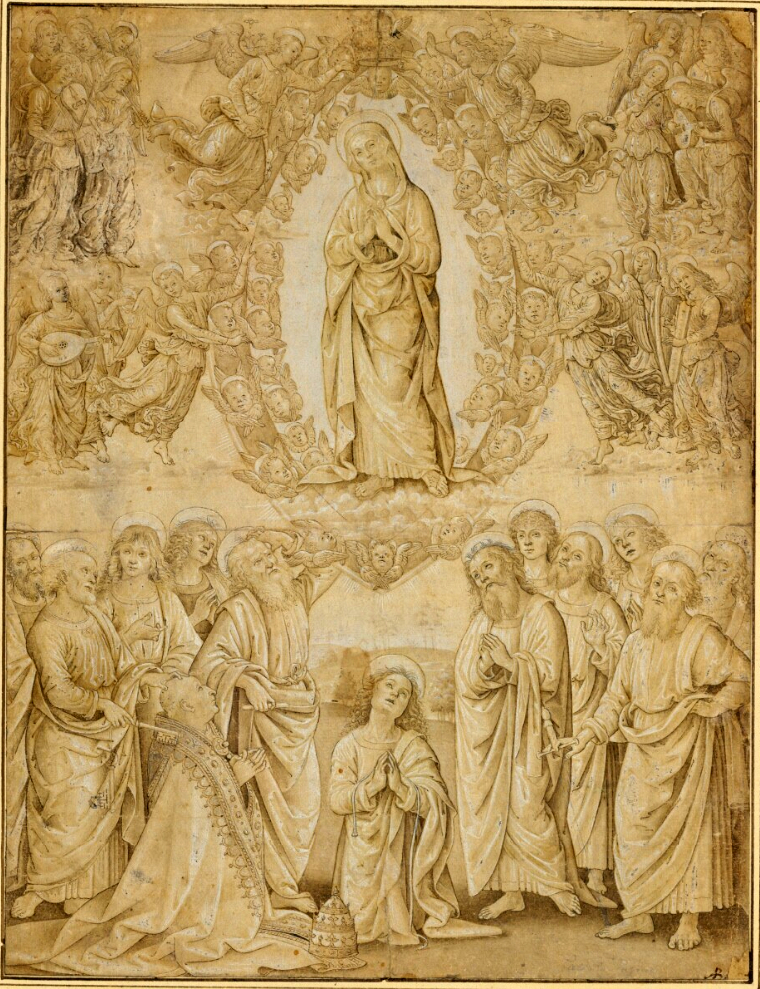
Малюнок фрески Перуджино, фреска не збереглась

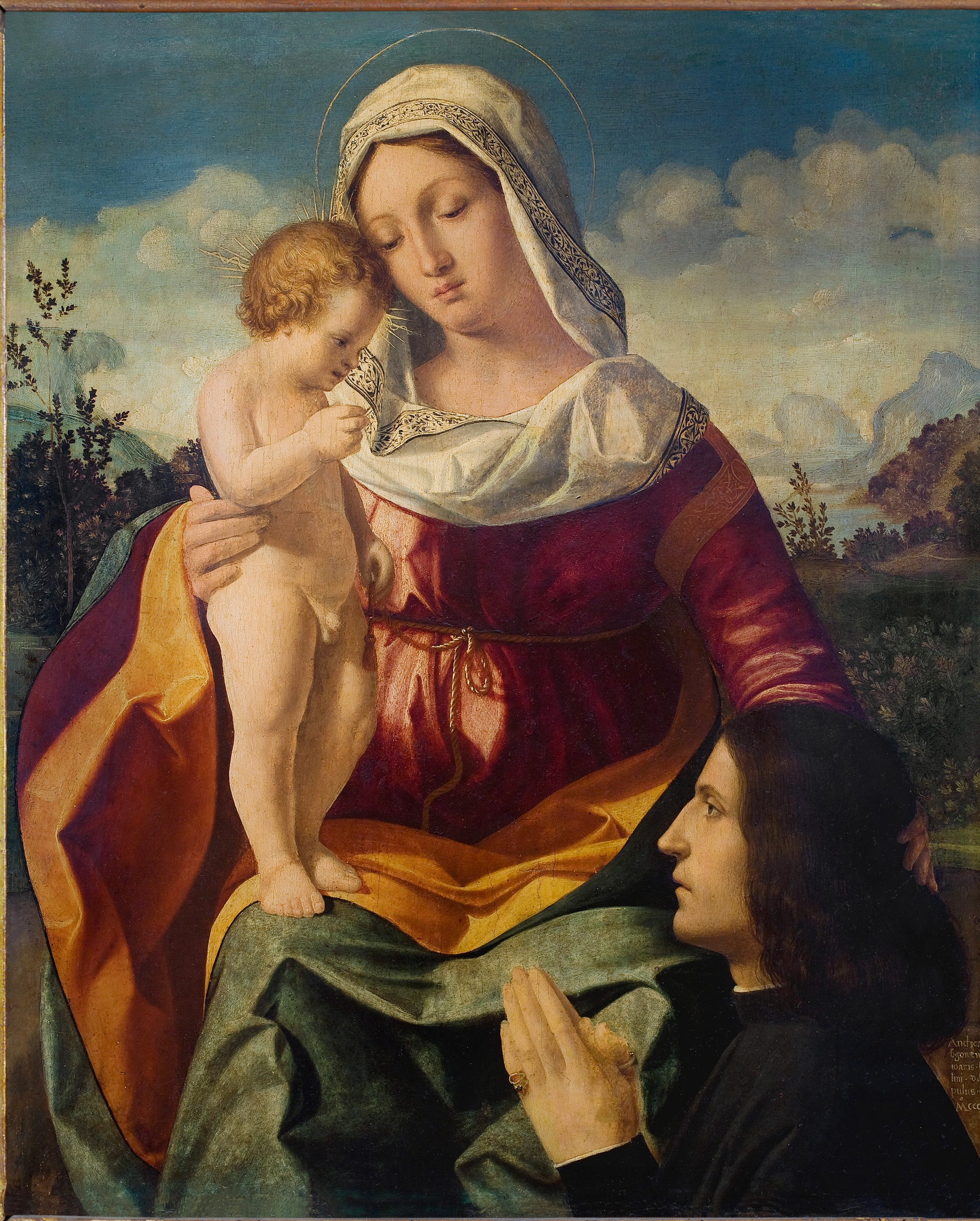
Андреа Превіталі. «Мадонна з немовлям і донатором»

У Венеції подібні донаторські образи створювалися не виходячи з традиції невеликих картин з Мадонною і святими, зображеними напівфігурно на тлі пейзажу. Творцем цього жанру став Джованні Белліні, саме він доповнив композицію Святої співбесіди плечовим портретом донатора. Приклади таких творів: «Мадонна зі святими і донатором» (майстерня Джованні Белліні, бл. 1500, Нью-Йорк, бібл. Моргана), «Мадонна» (церква Сан Франческо делла Вінья, Венеція), «Мадонна» Паскуаліно Венето (Ермітаж, 1504), Андреа Превіталі (Падуя, 1502). Венеційцям було мало простого благословення — Мадонна іноді вже навіть торкається голови донатора; вони підкреслювали прямий емоційний зв'язок.

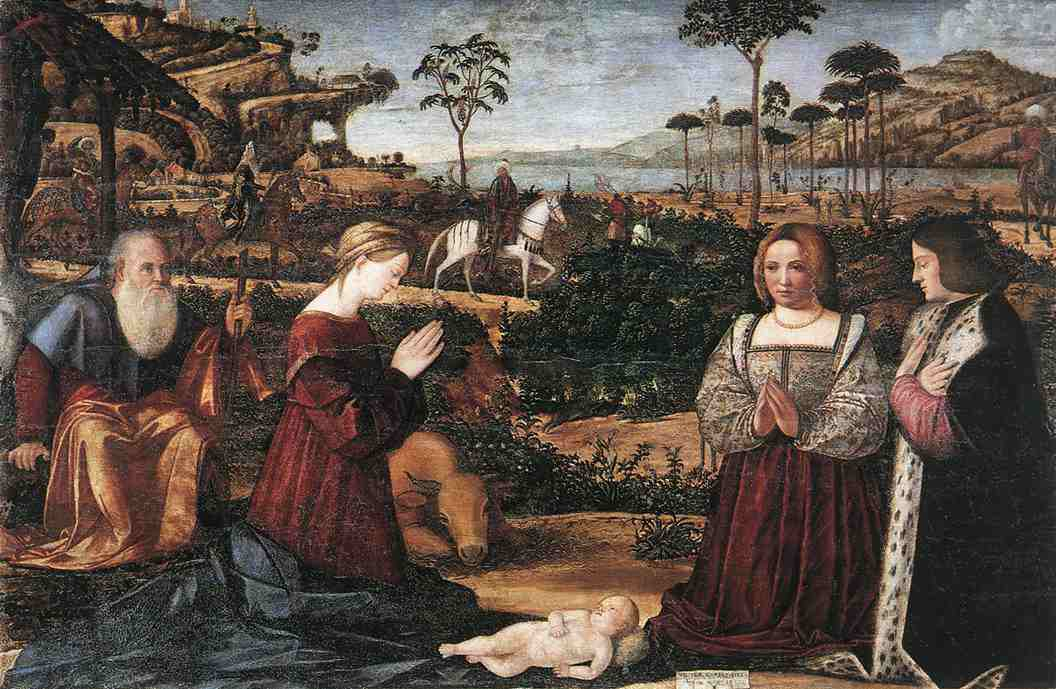
Вітторе Карпаччо. «Поклоіння немовляті»

Вітторе Карпаччо оригінально вирішив цю задачу, він по-своєму перетлумачив композицію традиційного «Поклоніння немопляті» (1505, фонд Гульбенкяна): донатори вклоняються Христу в одній емоційній площині зі Святим Сімейством, замінивши євангельських пастухів. Донатори стають вже не глядачами, а співучасниками події.
Таким чином, підсумкові висновки щодо донаторського портрета в цю епоху такі: як і всі види ренесансного портрета, він розвивався у бік все більшої реалістичності. Звертаючись до цього жанру, майстри намагалися не просто зобразити акт молитовного звернення до божества, але й натякнути на складні зв'язки особистого життя замовника з символікою композиції (як наприклад, у «Вівтарі Монтефельтро»). Але рамки жанру обмежували можливості розкриття особистості в портреті. До кінця кватроченто донаторські портрети майже всі однопланові і подані у профіль, настрій у всіх один — праведна смиренність і віра, які пом'якшують дух гідності, насправді більш яскраво властивий людям Відродження.

#### «Приховані» портрети
Художник відчував себе набагато вільніше, коли зображав сучасників як персонажів церковної легенди — співучасників і глядачів. Така традиція (зародилася в треченто), в період Раннього Відродження отримує найширше поширення. Вона почне мостити собі шлях з розвитком творчого мислення майстрів Проторенесансу, які почали все активніше озиратися на природу в процесі роботи і малювати з натури, насичуючи роботи реалістичними мотивами. Спочатку виходило не дуже і портретні замальовки, часом зроблені по пам'яті, були досить умовними. Але поступово впроваджувався ренесансний метод «портретування з натури» (rittrarre di naturale), і індивідуальність в портретах починає відчуватися все сильніше. Іноді ця «прихована портретність» пом'якшується і ховається в типових рисах загального стилю, але чим далі, тим відвертіше художники надають своїм персонажам пряме схожість з сучасниками (замовниками, друзями), охоче малюючи і автопортрети в натовпі. Портретні мотиви зустрічаються навіть в обрамленнях розписів церков — голови в медальйонах.
|  | Савонарола в одній проповіді дорікав художникам, за те, що вони в храмах зображають святих з обличчями реальних людей, а молоді люди, коли бачать тих на вулицях, говорять: «ця — Магдаліна, той — Сан Джованні, та — Діва Марія». |

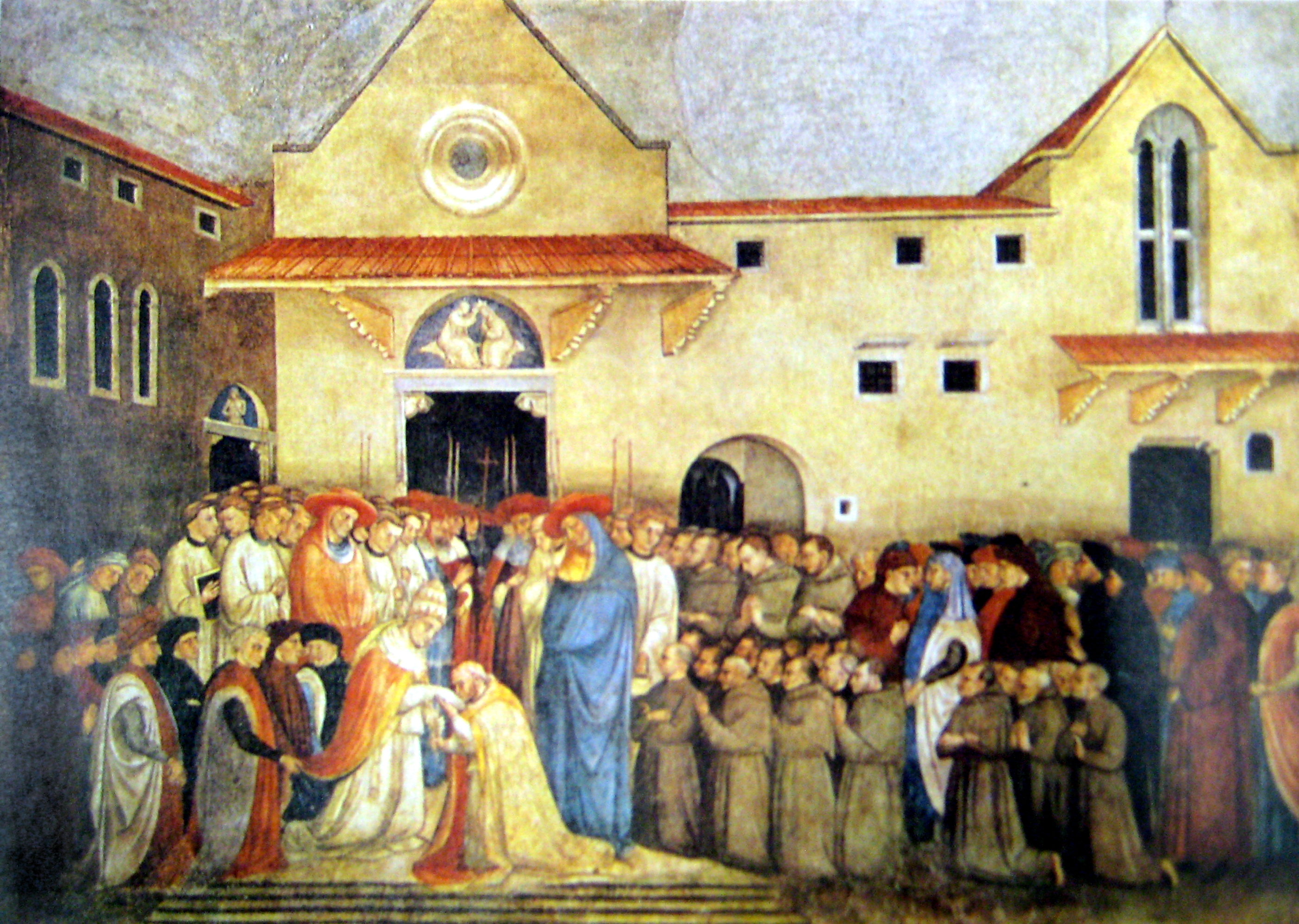
Біччі ді Лоренцо, «Освячення шпитальної церкви Сант Еджидіо»

Ці зображення спочатку ще не є портретом в точному значенні цього слова, поки ще просто натяк на зв'язок певного образу з особистістю замовника. У живописі треченто і раннього кватроченто чітку межу між реалістично написаним типажем і портретом реальної людини провести ще важко — риси розчиняються в стереотипі, обличчя в натовпі ще досить схематичні. Втім, для сучасників вони здавалися більш індивідуальними, ніж для нас нині, і задовольняли марнославство через упізнання сучасниками. З часом портретних фігур стає все більше, своєю індивідуальністю і костюмом вони вже явно відрізняються від ідеальних типів інших фігур. Це помічають сучасники, і викладають свою думку в письмовій історії твору мистецтва нарівні з історією про власне його створенні (таких «анекдотів» багато у Вазарі). У міру зростання майстерності реалістичного портретування ці фігури вже рішуче кидаються в очі. Художники не упускають можливості помістити в свою картину автопортрет. Протягом XV століття «прихований» портрет стає все більш явним; окремі персонажі релігійного полотна перетворюються на групові портрети, які розташовуються на передньому плані з очевидною демонстративністю (особливо в 1480–1500 рр.). При цьому одночасно відбуваються якісні зміни в характері портретів в цьому жанрі, оскільки виникає нове розуміння дидактичної функції церковного живопису. Реалістичність, що зростає, бере початок з нових форм донаторського і станкового портрета. (Вченим XX століття подобається будувати гіпотези про ототожнення персонажів з реальними особами, але без опори на надійний іконографічний матеріал це заняття залишається «салонною грою»).

##### Фрески

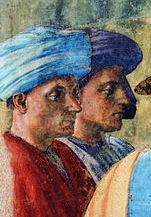
Мазаччо. «Хрещення Петром новонавернених», фрагмент

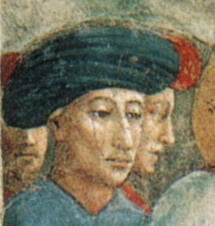
Мазоліно. «Проповідь Петра», фрагмент

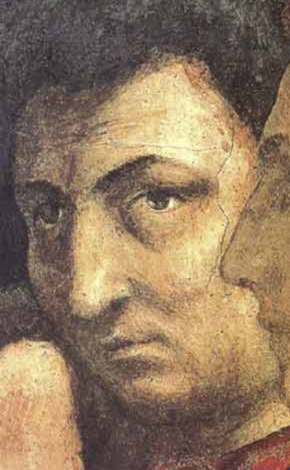
Мазаччо. «Воскресіння сина Теофіла», ймовірно автопортрет

Новаторська роль в цьому питанні знову належала Мазаччо, який в церкві Санта Марія дель Карміне (Флоренція) написав фреску на сюжет урочистого освячення цього храму архієпископом Амеріго Корсіні, що мало місце в квітні 1422 року. Фреска, що знаходилася на монастирському подвір'ї на стіні над входом і не збереглася до наших днів, була виконана монохромно («зеленою землею»). Вазарі повідомляє про незліченну кількість зображених там іменитих громадян міста, що слідували за процесією. Композиція реконструюється за її описом і низкою малюнків (в тому числі молодого Мікеланджело). Швидше за все, вона була схожа на «Диво з статиром» і «Воскресіння сина Теофіла» Мазаччо (Капела Бранкаччі). У центрі, мабуть, був зображений сам акт посвячення церкви, а по обидва боки — симетрично стояли фігури громадян, які розташовувалися рядами, що йдуть в глибину. Може бути, під впливом цієї фрески Гірляндайо написав «Воскресіння сина нотаріуса» (1482–1485, церква Санта Трініта), а Біччі ді Лоренцо — «Освячення шпитальної церкви Сант Еджідіо папою Мартіном V у вересні 1420» (1420–1421, Санта Марія Нуова), втім, відповідно до дат виходить, що Біччі ді Лоренцо міг написати свою роботу раніше Мазаччо. Мазаччо, на відміну від нього, представив сцену освячення не як церковний акт, а як урочисту подія з громадського життя Флоренції, перенісши акцент на портрети видатних сучасників.
Про стиль портретів Мазаччо ми можемо судити по двох головах з «Хрещення Петром новонавернених» з Капели Бранкаччі, які трактовані портретно, з урахуванням перспективного скорочення рис обличчя, світлотіньовим опрацюванням форм і чергуванням просторових планів. Можливо, це два члени сім'ї Бранкаччі, помітно те, що вони є «доповненням». Мазоліно у своїй фресці «Проповідь Петра» з цієї ж капели пішов тим же шляхом (три фігури за спиною апостола, трактовані портретно). Вазарі вважав, що Мазаччо написав автопортрет в «Диві з статиром», за іншими припущеннями — це замовник Феліче Бранкаччі, а автопортрет — третій з правого краю у «Воскресінні сина Теофіла». Дослідники побудували безліч гіпотез про те, хто міг бути зображений у постатях інших персонажів фрескового циклу капели, ґрунтуючись на історії Флоренції, втім, всі ці версії залишаються недоказовими.

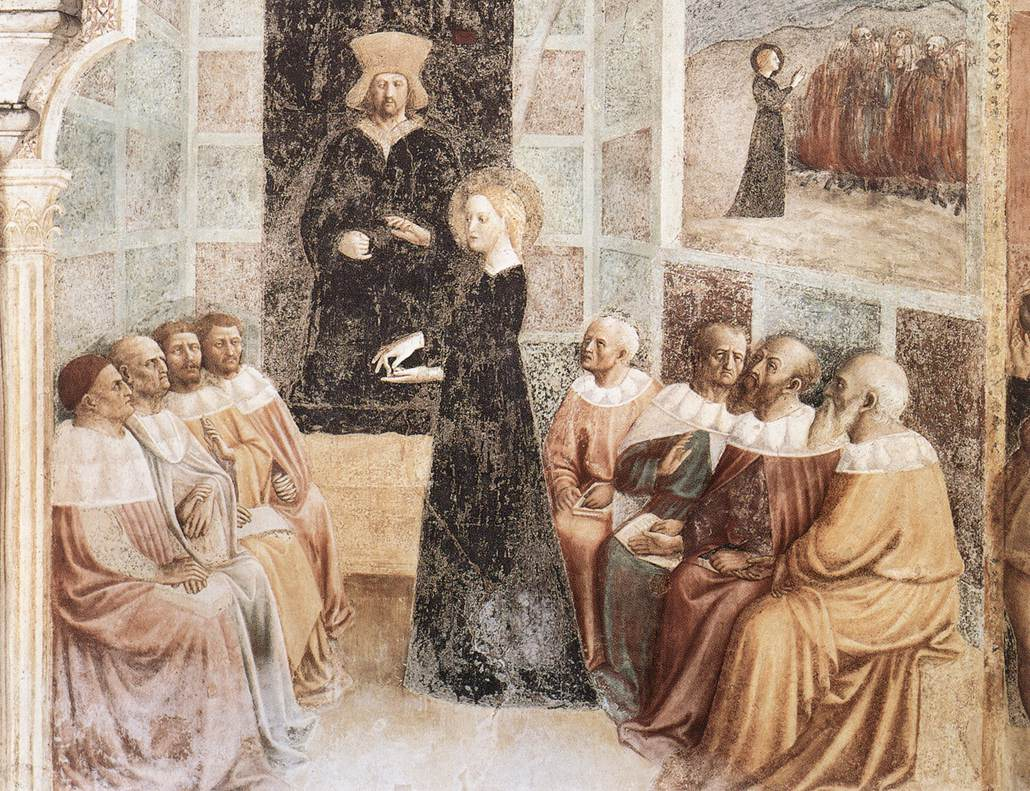
Мазоліно, «Диспут святої Катерини»

Результати художньої реформи Мазаччо далися взнаки не одразу, і спершу проявились у формі компромісу Ренесансу і готики, який у творчості різних художників втілювався по різному. В інтерпретації моделі переважала, в цілому, умовна ідеалізація, яка легко стирала межу між портретом і типом у багатофігурній композиції на релігійну тему. Так, наприклад, творчість Мазоліно — вже крок назад порівняно з Мазаччо (фрески в капелі Катерини Александрійської в Сан Клементе, Рим, 1427–1431): у «Диспуті Катерини» можна упізнати портрети кардинала Бранда Кастільйоне і домініканця Джованні Домінічі (ліворуч) і двох скинутих пап — Григорія XII і Івана XXIII (праворуч); а в «Катерині та імператорі-ідолопоклоннику» — Сигізмунда I. Художник бажав зв'язати розпис з подіями нещодавнього собору в Констанці і боротьбою за зміцнення папства. Готичний напрям проявляється в його фресках баптистерію в місті Кастілйьоне Олона (1435): в «Проповіді Івана Хрестителя», можливо, він зобразив Альберті (лівий на укосі); в «Явленні ангела Захарії» також помітні портретні голови, які розпізнаються за своєю життєвістю і тим, що розташовані біля країв композиції. Висловлювалися припущення, втім, гіпотетичні, що голова Ірода в «Хрестителі, що викриває Іродіаду» — Філіппо-Марія Вісконті, або Нікколо III Феррарський; а в «Бенкеті Ірода» — імператор Сигізмунд, або кондотьєр Піппо Спано, або кардинал Бранда Кастільйоне.
Подібні портрети не передбачалися традиційною іконографією і досить довго механічно «вставлялися» по краях композиції або між персонажами легенди у міру роботи над розписом, іноді вже поверх висохлого шару. Ця нова мода на «приховані» портрети набуває широкого поширення в 2-й чверті XV століття. Римський звичай зображати пап з оточенням за Мазоліно підхопив фра Анджеліко: фрески капели Нікколіна (1448) зі сценами з житія св. Лаврентія зображують легендарного папу Сикста II з обличчям папи Миколая V, замовника. Гращенков пише: «Фра Анжеліко і його найближчий помічник Беноццо Гоццолі виявляють тут як портретисти неабияку безпорадність». Більш помітними є портрети донаторів роботи Доменіко ді Бартоло у Спедале делла Скала (1441–1444, Сієна), а також у Мантеньї у «Мучеництві св. Христофора» (бл. 1452, Капела Оветарі, црекова Еремітані) і П'єро делла Франческа у «Страті Хосроя»(бл. 1464, Сан Франческо в Ареццо). Паоло Учелло у фресці «Потоп» (бл. 1450, Кьостро Верде, Санта Марія Новелла) розміщує фігуру літньої людини, яка разюче відрізняється від бентежного оточення, тому одразу сприймається як чужорідна вставка. Ця фігура пройнята духом героїчних і стоїчних ідеалів громадянського гуманізму і, можливо, є портретною.

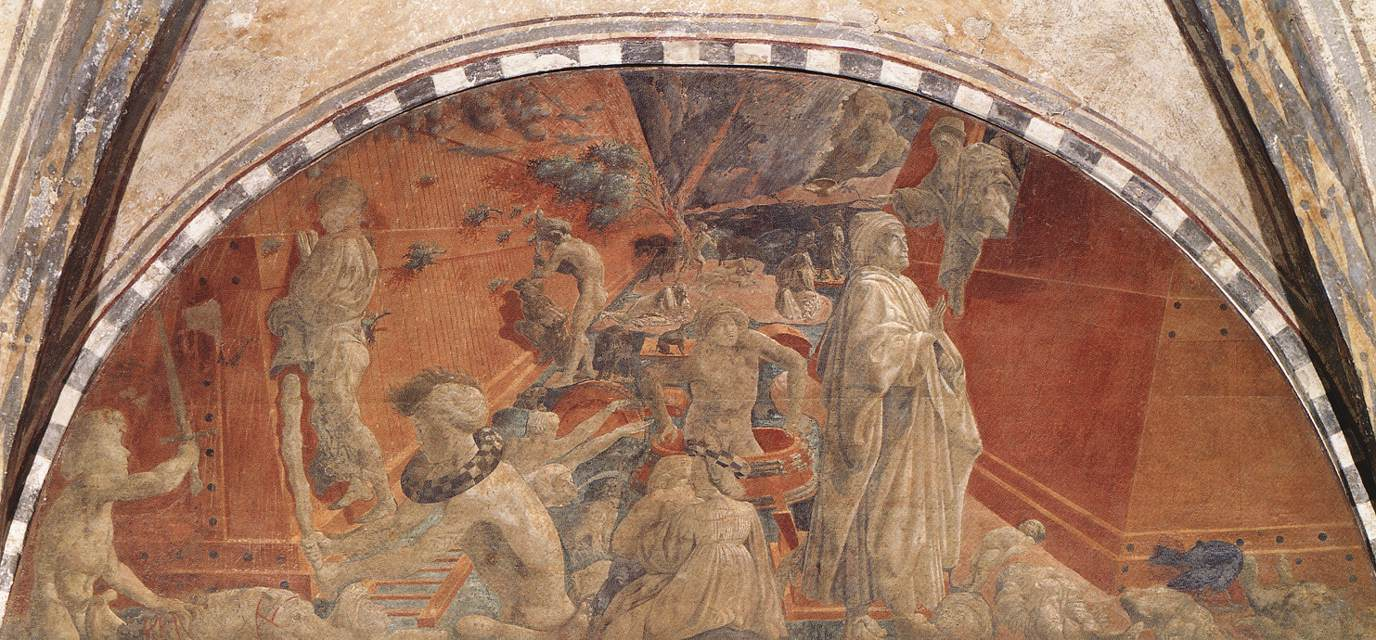
Уччелло, «Потоп»

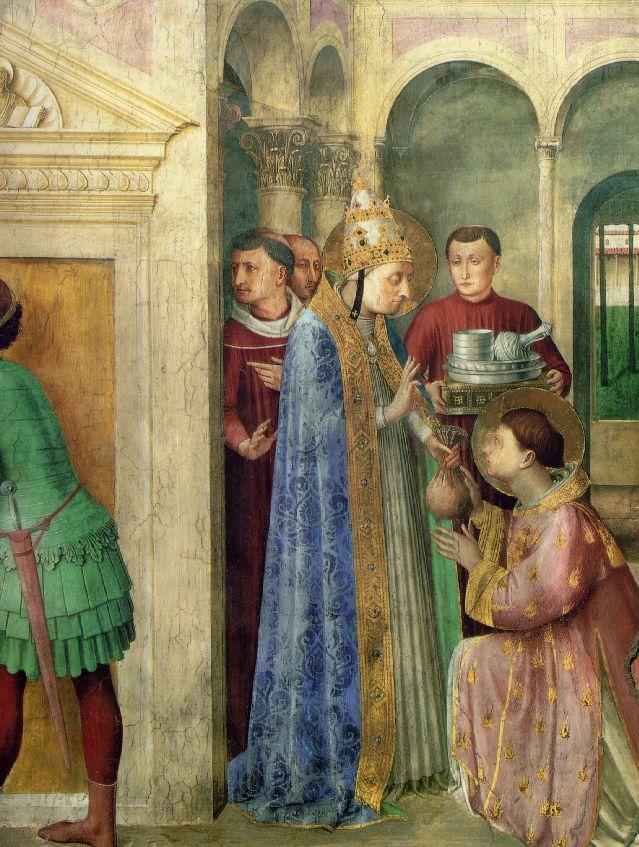
Фра Анжеліко. «Папа Сикст II вручає св. Лаврентію скарби церкви для роздачі їх бідним»
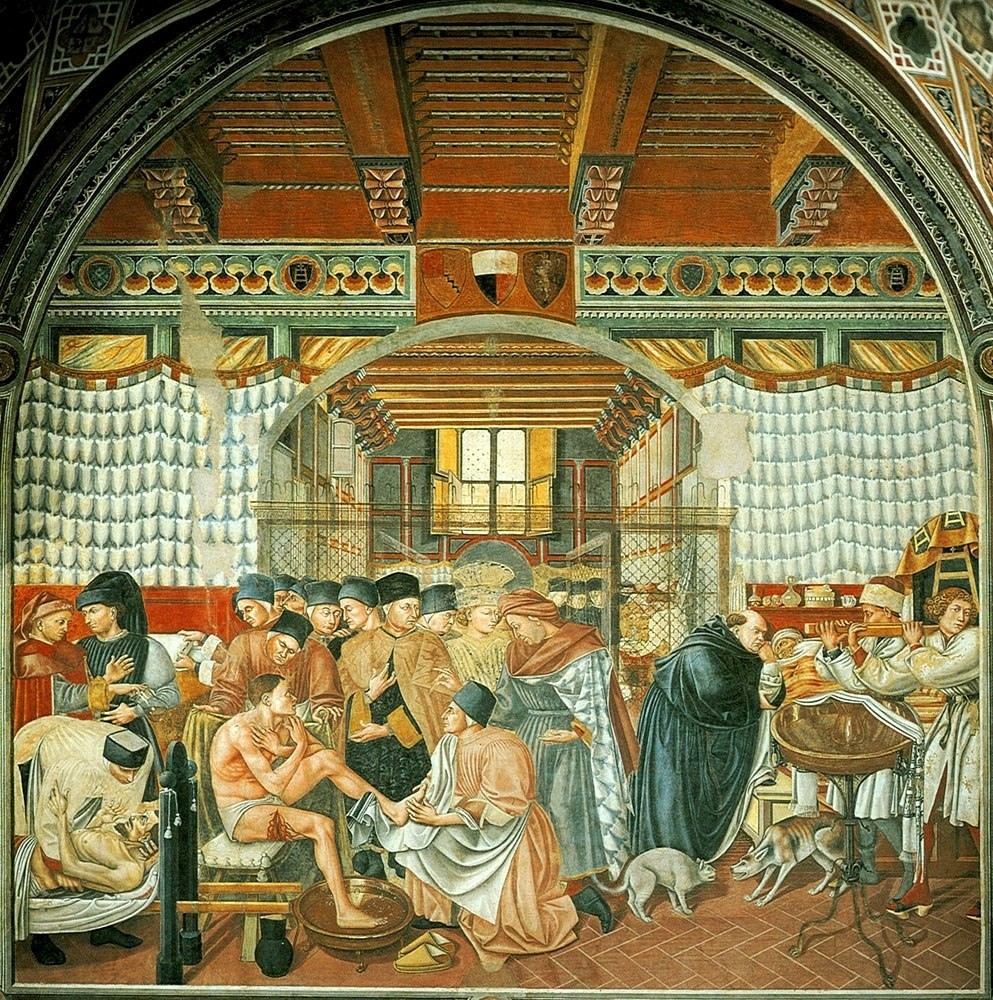
Доменіко ді Бартоло. «Догляд за хворими», Спедале делла Скале
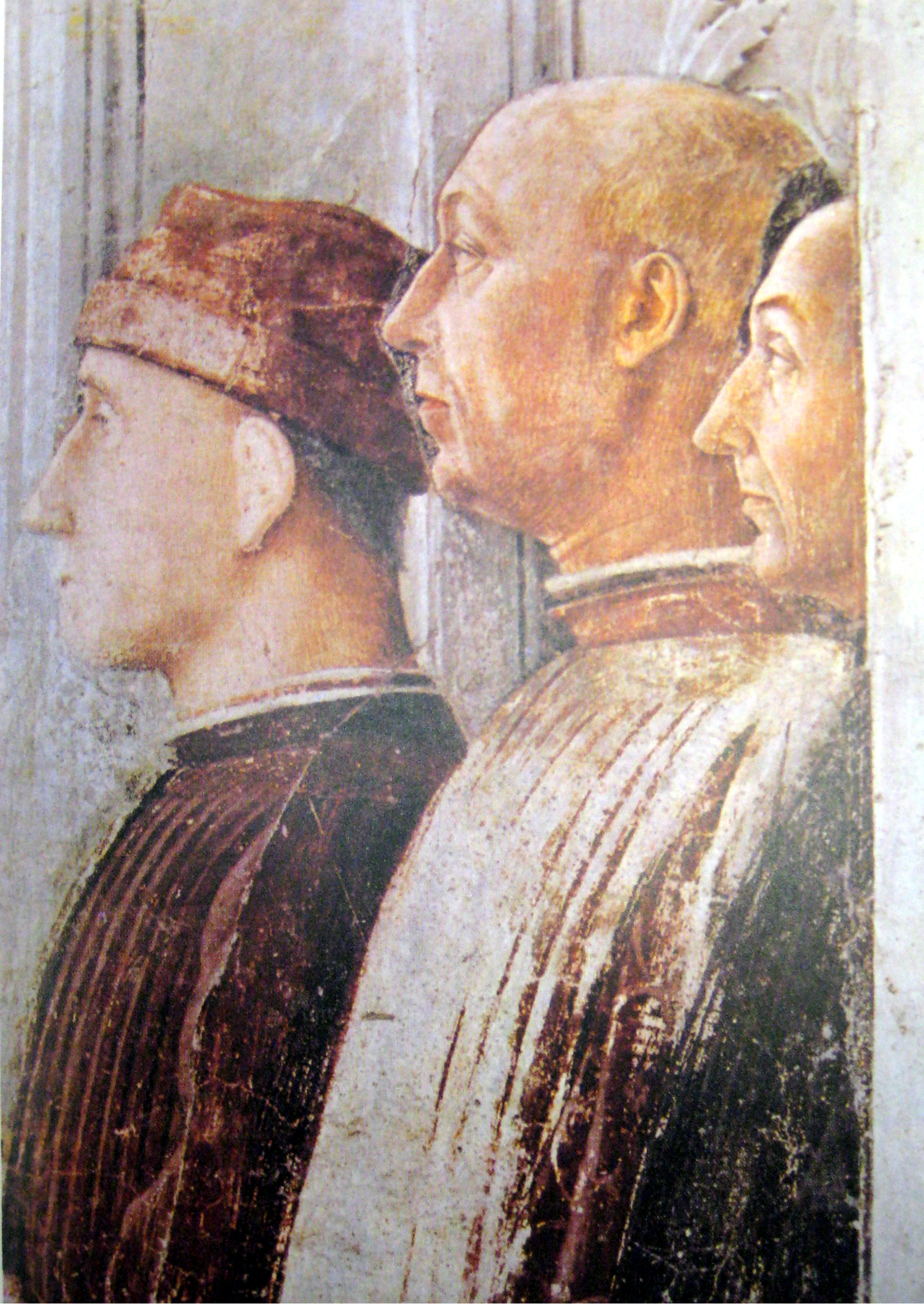
Мантенья, «Мучеництво св. Христофора», фрагмент
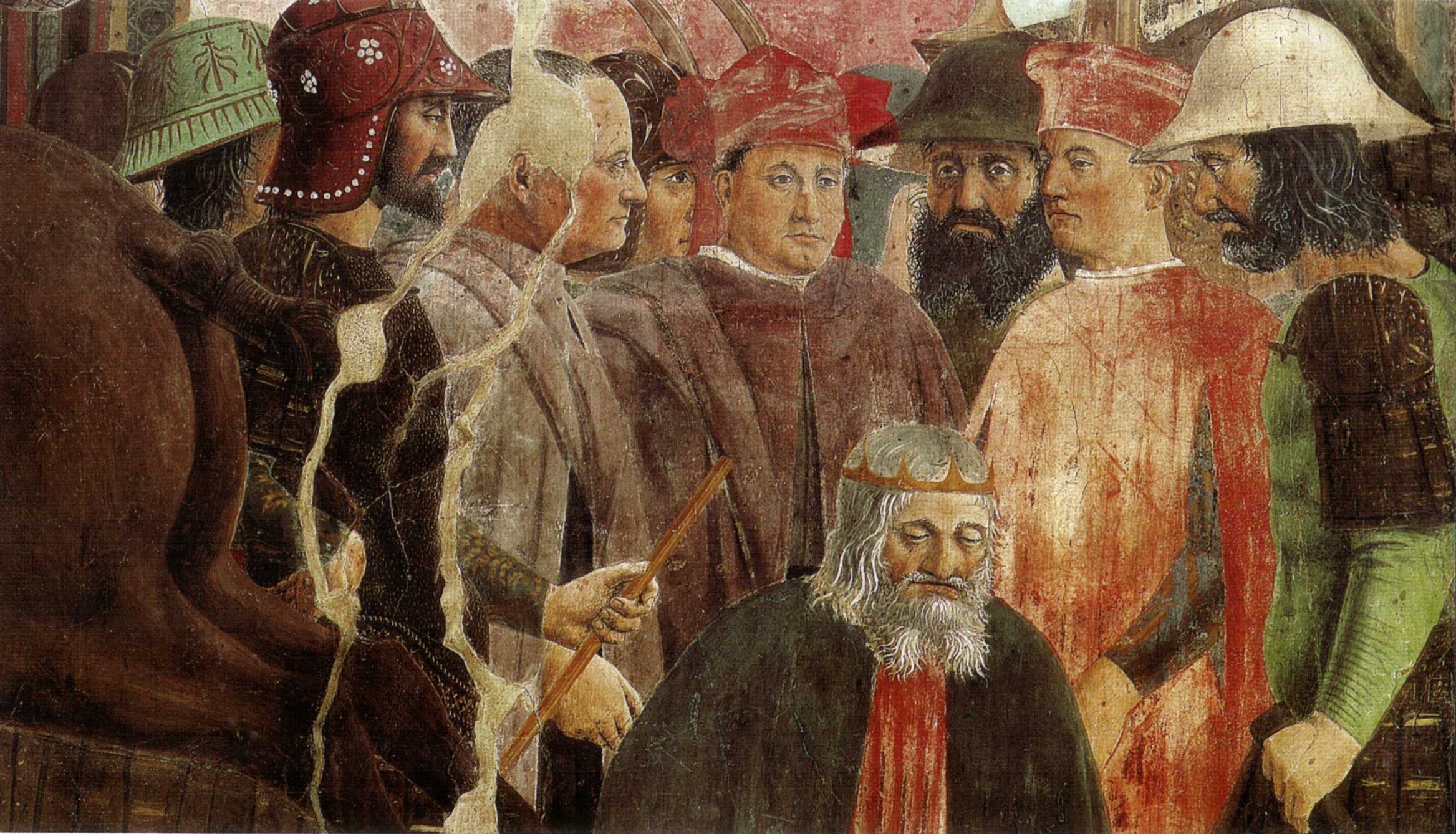
П'єро делла Франческа. «Стата Хосроя», фрагмент

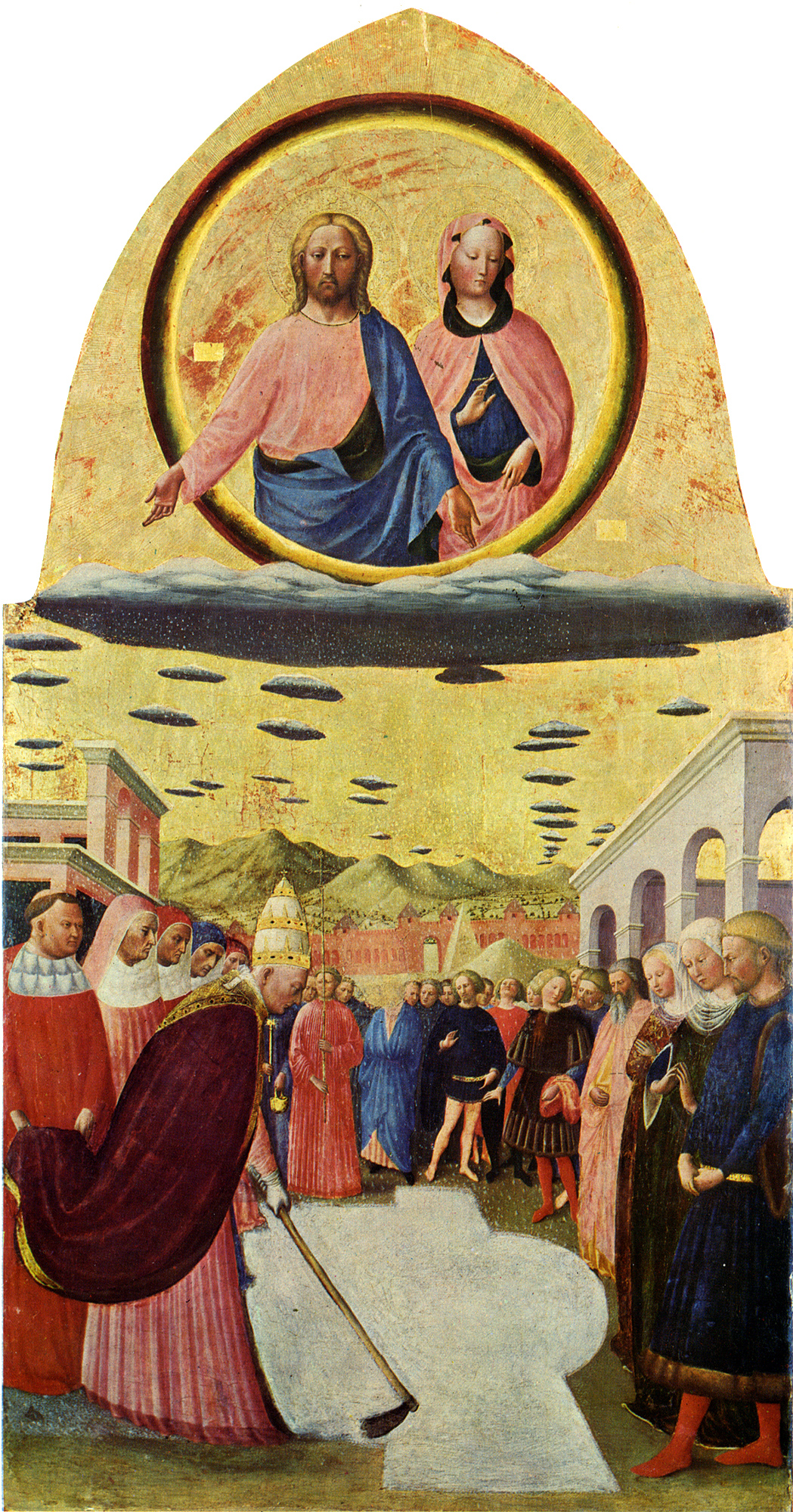
Мазоліно. «Закладення базиліки Санта Мария Маджиоре в Римі»

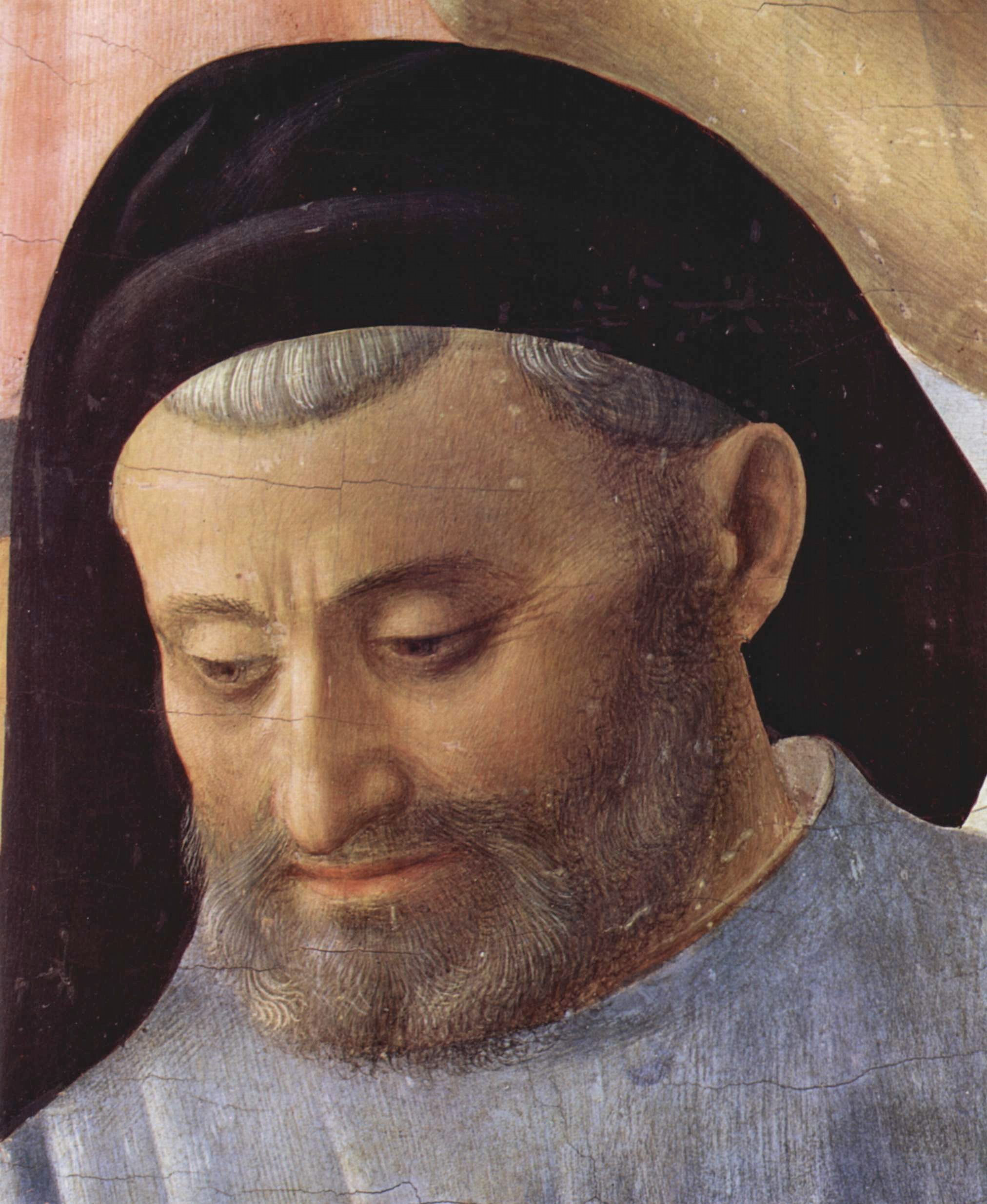
Фра Анжеліко. «Зняття з хреста», фрагмент — портрет Мікелоццо

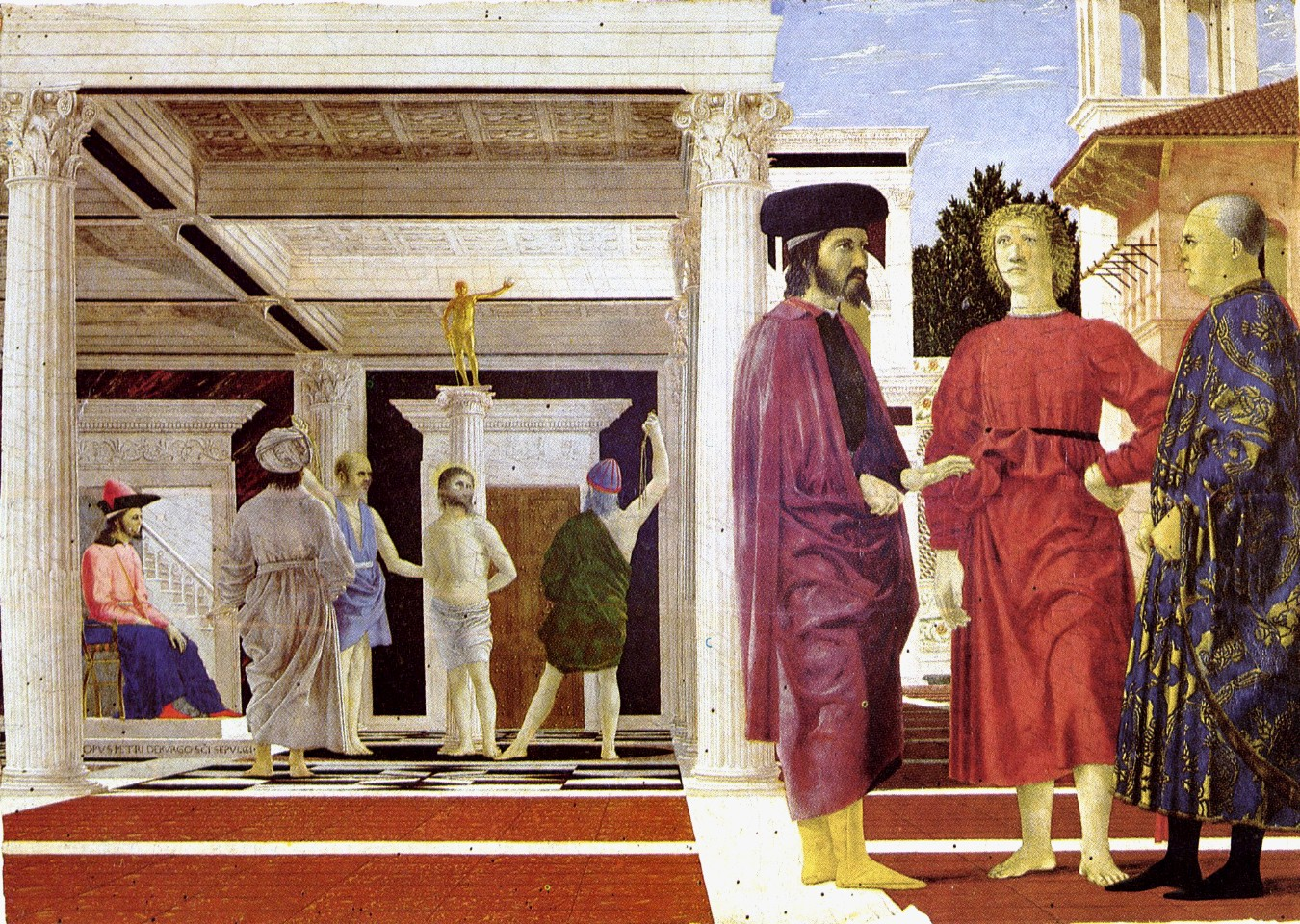
П'єро делла Франческа. «Бичування Христа»

##### Вівтарні картини
До середини XV століття «приховані» портрети все активніше впроваджуються в релігійні композиції. Портретні образи тепер вже досить просто відрізнити від типових. Перші зазвичай профільні (спадщина донаторського портрета). Але, хоча у фресках ця традиція вже закріпилася, у вівтарних картинах (через їх важливість) портрети вводять обережніше і сильніше «маскуючи». Але й тут очевидна тенденція все більшого наближення до реалізму на тлі типових персонажів легенд.
Найбільш традиційна і проста форма звеличення замовників — зображення їх в образі однойменних святих. Мазоліно в «Іван Хреститель і св. Мартин» (1428–1431, Філадельфія) таким чином написав папу Мартина V. Вазарі пише, що він написав його ж як св. папу Ліберія в «Закладці базиліки Санта Марія Маджіоре в Римі» (1428–1431, Каподімонте), а під виглядом римського патриція Іоанна — імператора Сигізмунда. Більш зрілий зразок ранніх форм «прихованого» портрета в картині знаходимо у Фра Анжеліко в «Знятті з хреста» (бл. 1435–1440, Флоренція, музей Сан Марко), де, за словами Вазарі, людина в блакитному позаду Христа — архітектор Мікелоццо, що звів капелу, для якої призначався образ. Інші приховані портрети — замовника Палла Строцці і членів його сімей — більш умовні. З волі художника реальні люди стають активними учасниками євангельських подій. Іноді розшифрувати алегорії важко, наприклад як у разі «Бичування Христа» П'єро делла Франческа (1455–1460, Урбіно), в правій половині якого зображені три явно портретних фігури, але чому — незрозуміло. Подібних нерозшифрованих портретів, ймовірно, залишається досить багато.
Мантенья в «Принесенні у храм» (Берлін) написав з боків ймовірно, автопортрет і свою дружину Нікколозію Белліні, а Джованні Белліні, який повторив його полотно (Венеція, галерея Кверіні-Стампалія) і замінив лише бічні фігури, ймовірно, на свою і брата (Джентіле Белліні), матір і сестру Ніколозію, дружину Мантеньї. Але тут постаті ще не чітко індивідуальні, в пізнішій картині Белліні «Мадонна зі св. Павлом і Георгієм» (1490-ті, Венеція, Академія) портрет замовника явно вгадується в святому Георгії; а в образі св. Миколая Толентинського (1460–1469, Польді-Пеццолі) теж вгадується реальний персонаж. Математик брат Лука Пачолі можливо написаний у натовпі «Вівтаря Монтефельтро» делла Франчески.

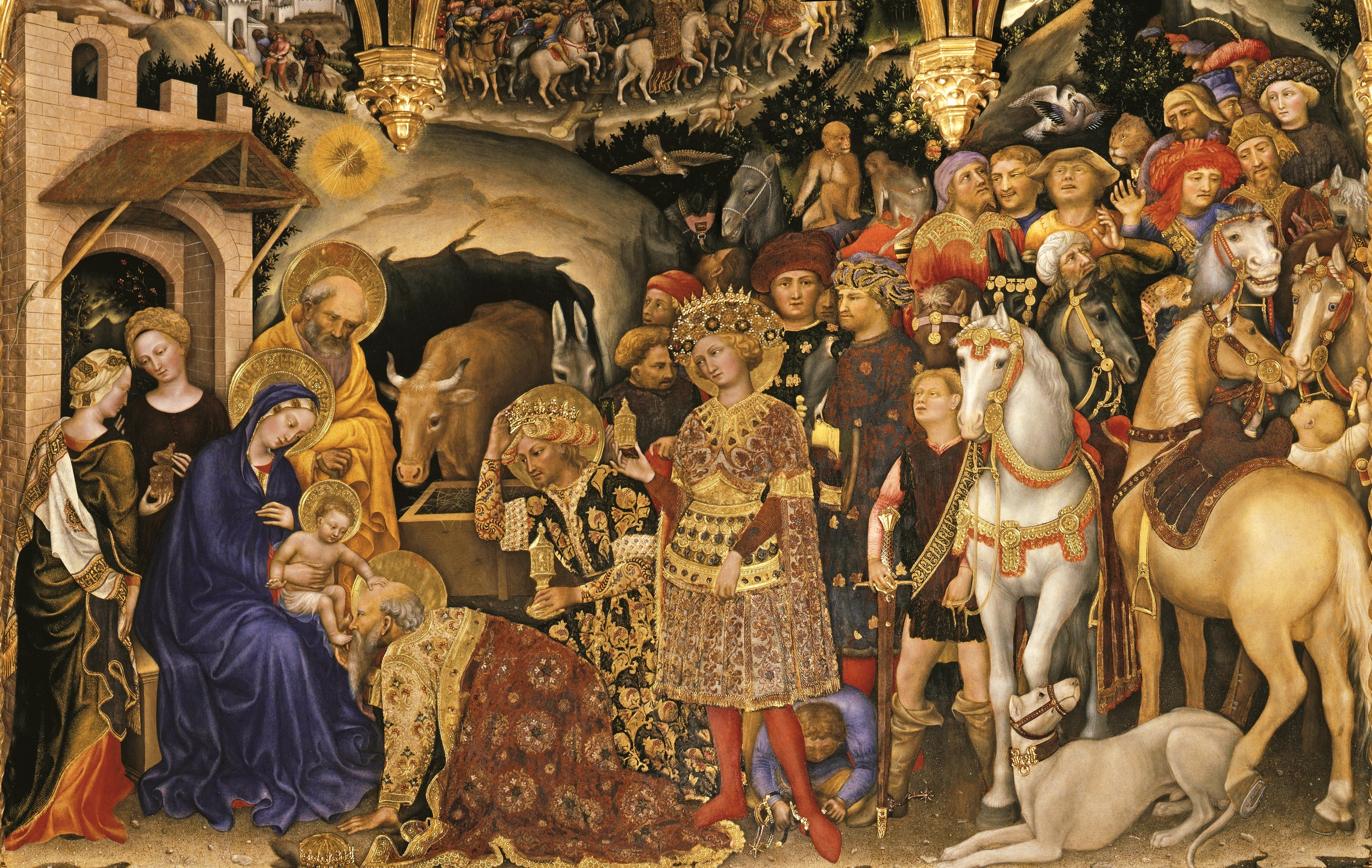
Джентіле да Фабріано. «Поклоніння волхвів», фрагмент

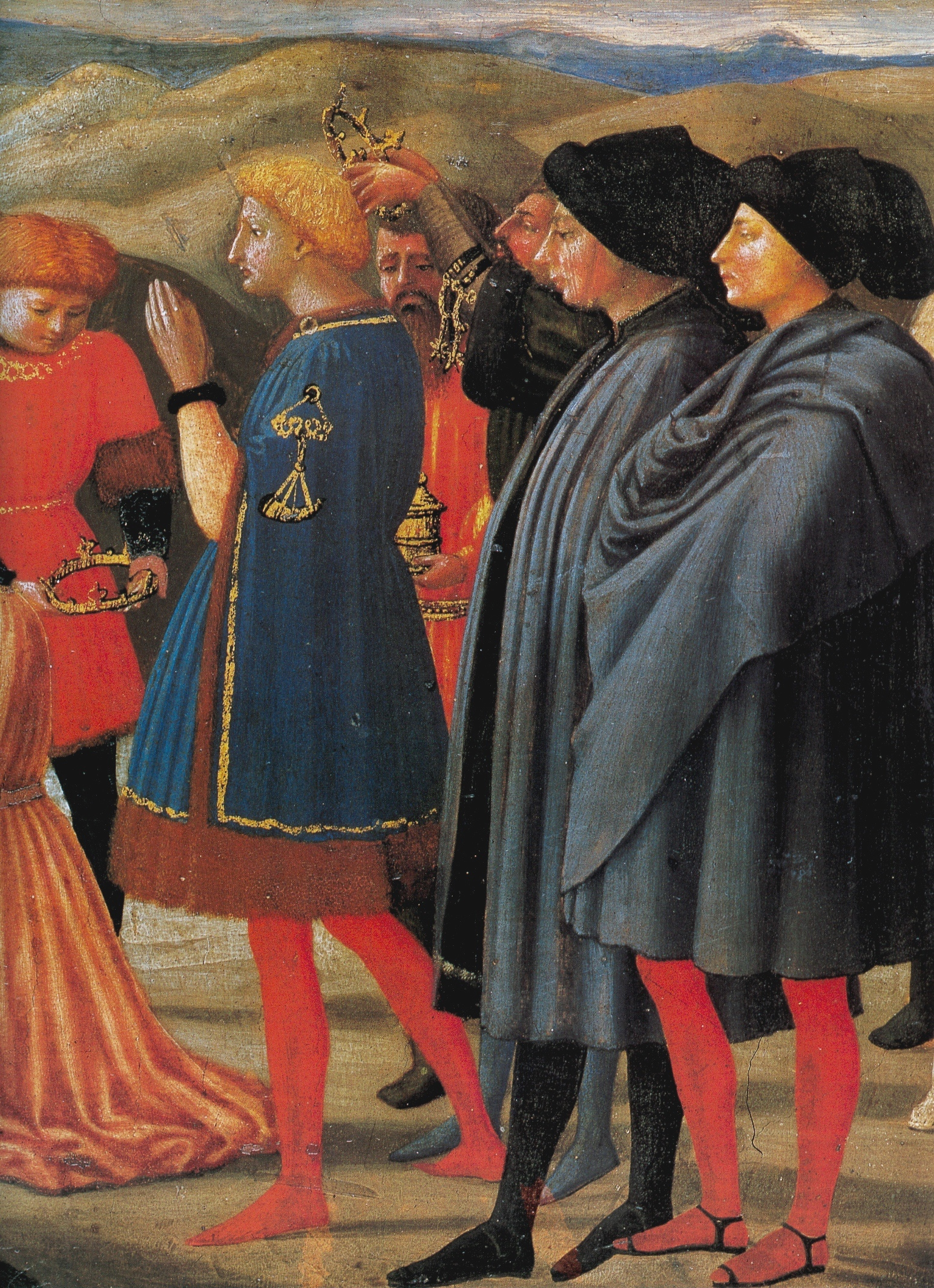
Мазаччо. «Поклоніння волхвів», фрагмент

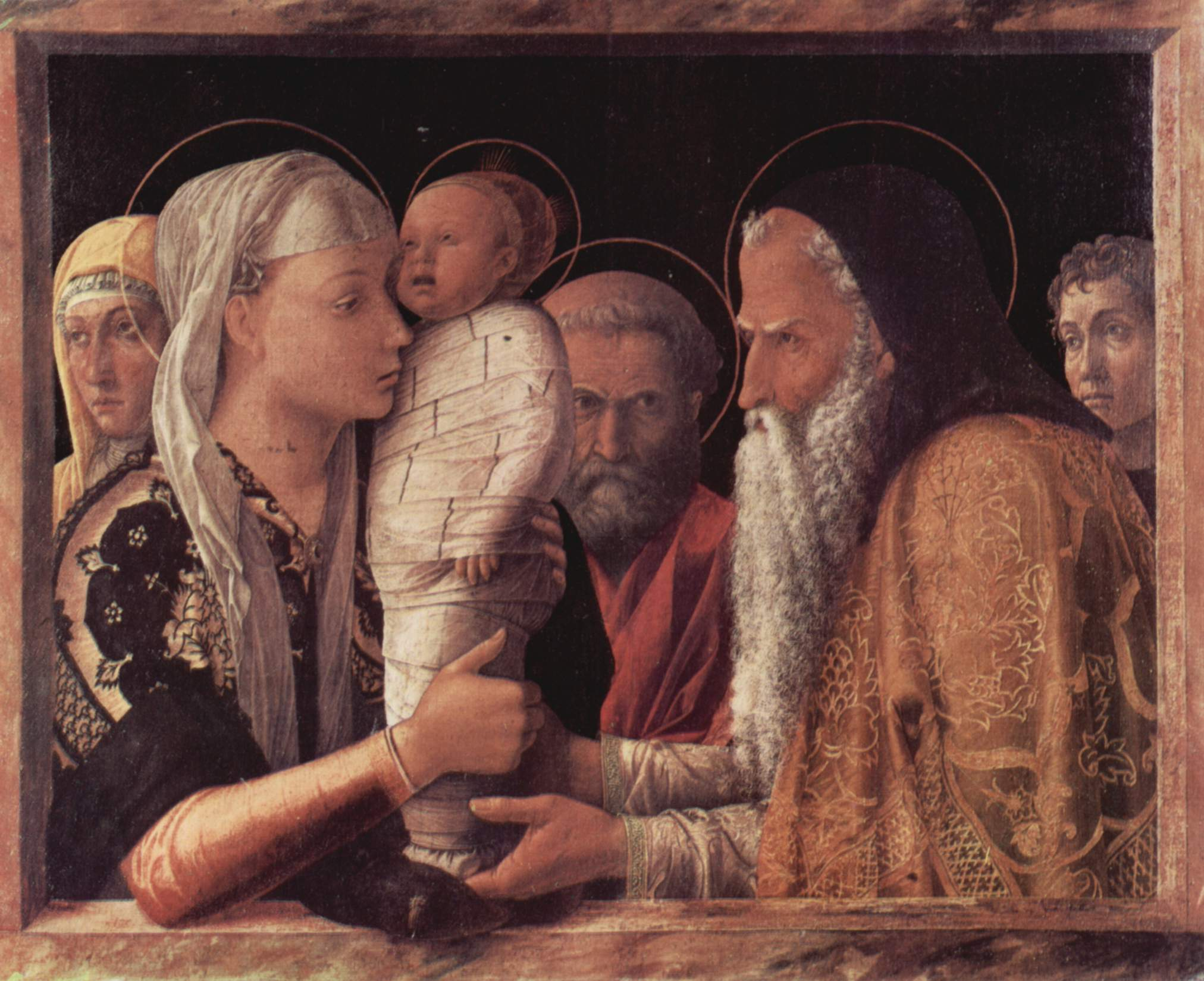
Мантенья. «Принесення у храм»
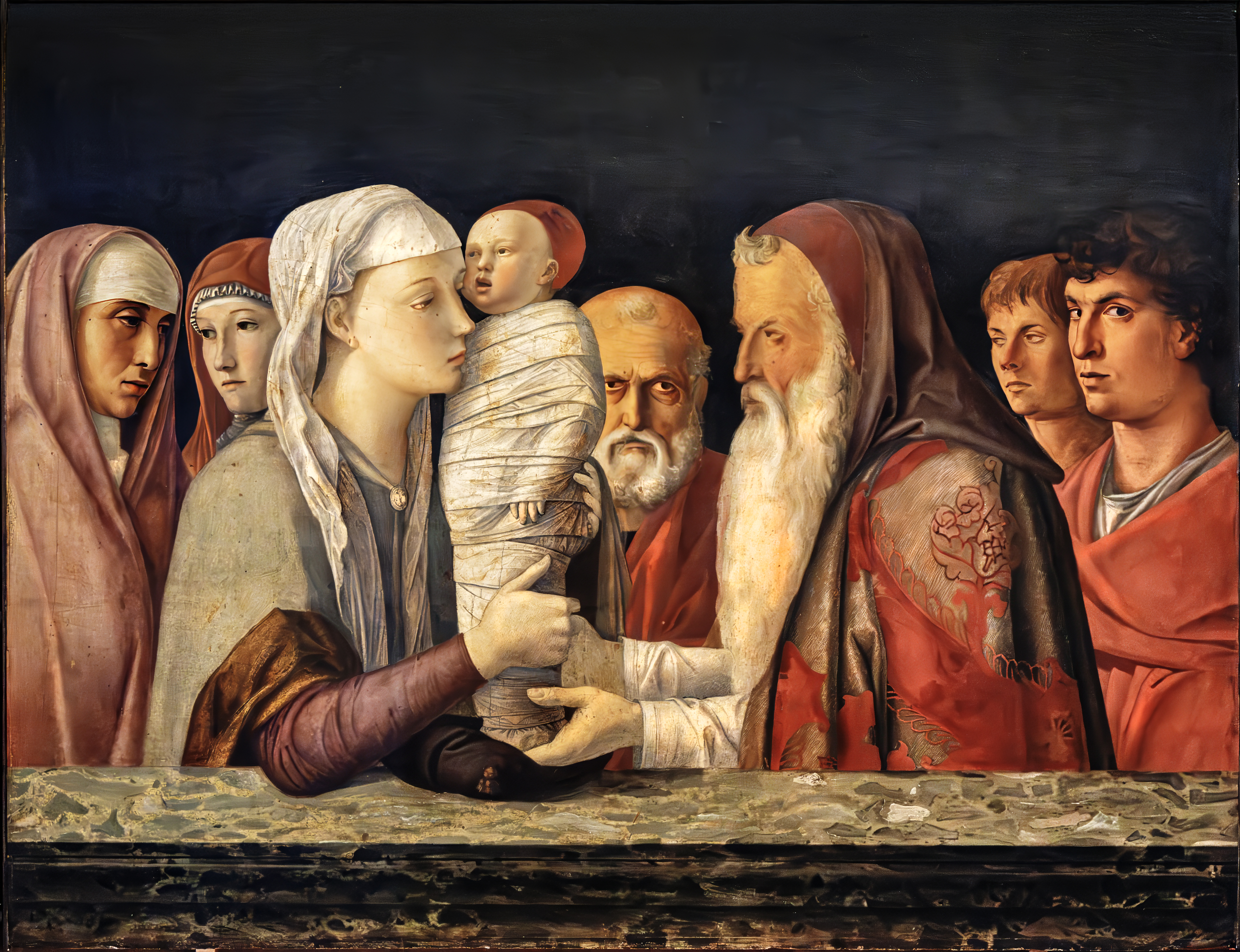
Джованні Белліні. «Принесення у храм»

Особливо полюбляли вставляти «приховані» портрети в зображення Поклоніння волхвів: тема ритуального підношення трьох царів асоціювалася з темою донаторства. У другій пол. XV століття воно стане одним з найулюбленіших сюжетів флорентійців, додатково, і тому, що Медічі влаштовували пишні театралізовані вистави на цю тему. Джентіле да Фабріано поклав початок цієї традиції (1423, Уффіці), створивши зразок на замовлення того ж Палла Строцці. У натовпі він написав самого себе (за словами Вазарі). Пропонуються версії з упізнання замовника і його синів, але обличчя персонажів поки ще стереотипні і неіндивідуальні. Мазаччо на ту ж тему (Берлін, 1426, розрізнений «Пізанський поліптих») більш індивідуалізований — дві фігури можуть бути зображеннями замовника нотаріуса Джуліано ді Коліно дельї Скарсі та його близького. Але для вівтарної картини знадобиться ще час, щоб портретні натяки стали незаперечними.

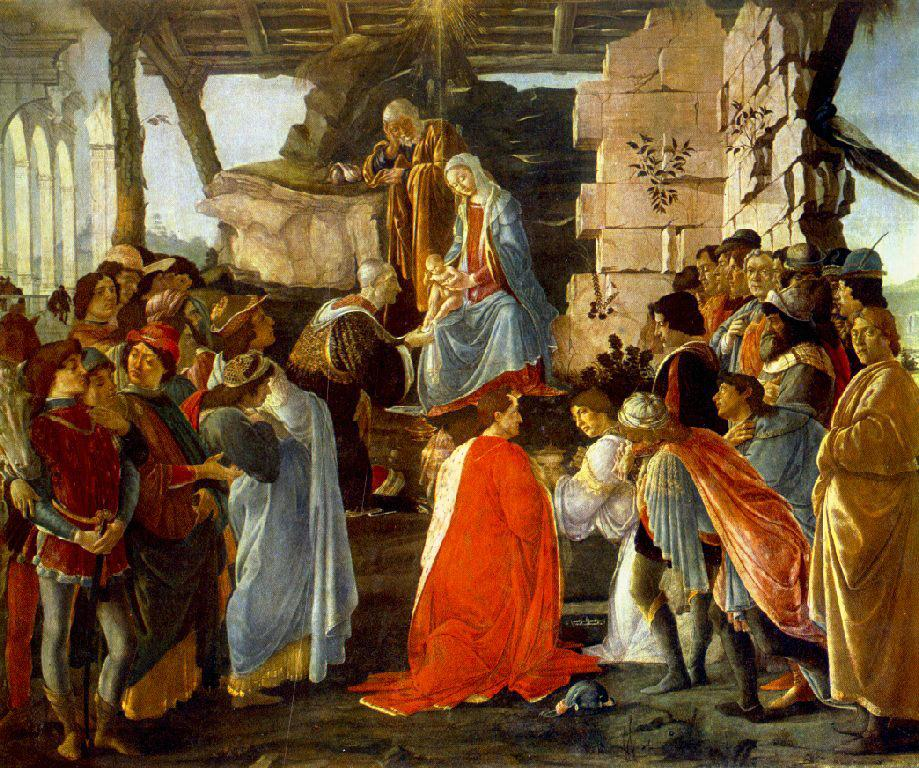
Боттічеллі. «Поклоніння волхвів»

Доменіко Венеціано у своєму «Поклонінні» (1438–1439, Берлін), можливо, написаному на замовлення П'єро Медічі, міг зобразити його з соколом на руці. Через сорок років на ту ж тему писав Боттічеллі. Себе він написав біля краю картини, в натовпі — представники трьох поколінь родини Медічі і свита Лоренцо Прекрасного. Замовником картини був лихвар Гуаспарре ді Дзанобі дель Лама, який побажав зробити своїм покровителям комплімент. Всі постаті злегка ідеалізовані, не мають настирливої документальної точності, але цілком впізнаванні: це Козімо Медічі Старший, його сини і брати, Поліціано, Піко делла Мірандола і т. д. Згодом Боттічеллі буде повторювати цей сюжет з іншими «прихованими» портретами, так само будуть робити Гірляндайо і Перуджино. Поява настільки індивідуальних зображень в релігійній композиції — результат складання реалістичної естетики, а також розвитку громадянського честолюбства і розуміння політичної програми, що вимагає агітації. Відбувається прославляння тих, хто стоїть при владі і заслуговує на визнання нащадків, з'являються портрети-панегірики.

##### «Монументальний» портрет
У Флоренції Козімо Медічі і його спадкоємці намагаються підкреслити свою владу і виняткове становище, вони фінансують художні роботи, їх приклад у цьому слідують їх прихильники. Прерогатива комуни стає сферою приватного меценатства. В монументальному живописі з'являються портрети Медічі та їх оточення. Республіканський ідеал громадянської рівності, який стримував розвиток індивідуального портрета, втратив своє значення. «Монументальний» портрет поширюється усе ширше: одиничні портретні образи змінюються групами, «прихований» портрет стає явним, житійні оповіді проймаються світським духом.

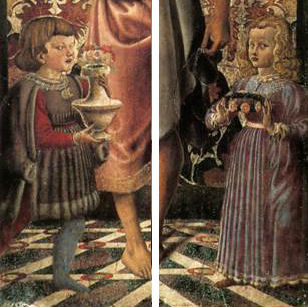
Андреа дель Кастаньйо. «Мадонна Пацці», фрагмент

Початок ренесансному груповому портрету поклав Мазаччо описаною вище фрескою церемонії освячення Карміне. Ця робота стала зразком для подальших флорентійських творів, але громадянські ідеали Мазаччо трактуються в них вже по-іншому. Політична ситуація після приходу до влади Козімо Медічі визначала можливість широкого запровадження портретів у церковних розписах, а також вибір персонажів. Перший пам'ятник, де чітко проявилися нові тенденції, до наших днів не зберігся, але опис залишив Вазарі (Доменіко Венеціано і Андреа дель Кастаньйо, фрески в шпитальній церкві Сант Еджідіо, 1440–1450 рр., знищені у XVII столітті). Ця будівля мала відношення до сім'ї Портінарі: церква Санта Марія Нуова заснована Фолько Портінарі (батьком Беатріче) в 1286 році, хор шпитальної церкви Сант Еджідіо вважався їх родинною капелою. Нова церква Сант Едіджіо була побудована у 1418–1420 рр. Біччі ді Лоренцо. Сім'я Портінарі, тісно пов'язана з Медічі, запросила художників, що працювали на замовленнях правителів міста. З джерел відомо, що розпис розпочав в 1439 році Доменіко Венеціано. З ним як помічник до 1442 року працював П'єро делла Франческа. На лівій стіні в три регістри Венеціано написав «Зустріч біля Золотих воріт» (1439), «Різдво Богородиці» (1441–1442), «Заручини Марії» (1443–1445), остання фреска залишилася незавершеною. Через 6 років роботи відновив Андреа дель Кастаньйо, він розписав хор (1451): «Благовіщення», «Введення у храм», «Успіння Марії» (права стіна), але посварившись з кліром церкви, він кинув роботу, і тільки в 1461 році Алессо Бальдовінетті завершив фресковий ансамбль — закінчив фреску Венеціано і прикрасив вівтарну стіну. (У 1483 оздоблення довершив «Вівтар Портінарі» Гуго ван дер Гуса, який повісили над головним вівтарем). Вазарі пише, що у «Зарученні Марії» Венеціано написав безліч портретів з натури, зокрема коннетабля Бернардо Гвадальї, Фолько Портінарі, інших членів сім'ї, жінок. У фресках дель Кастаньйо були зображені інші соратники Медічі, а також месер Бернардо ді Домініко делла Вольта, доглядач шпиталю. Із слів Вазарі ясно, що художники використовували нові принципи архітектурно-перспективної побудови живописного простору, яке потім стане характерним для всіх циклів Флоренції. Ці втрачені фрески, безумовно, були важливим етапом у становленні флорентійського «монументального» портрета. Від них відштовхувалися Бальдовінетті і Гірляндайо (ц. Санта Трініта), Філіппо Ліппі (собор в Прато) тощо.

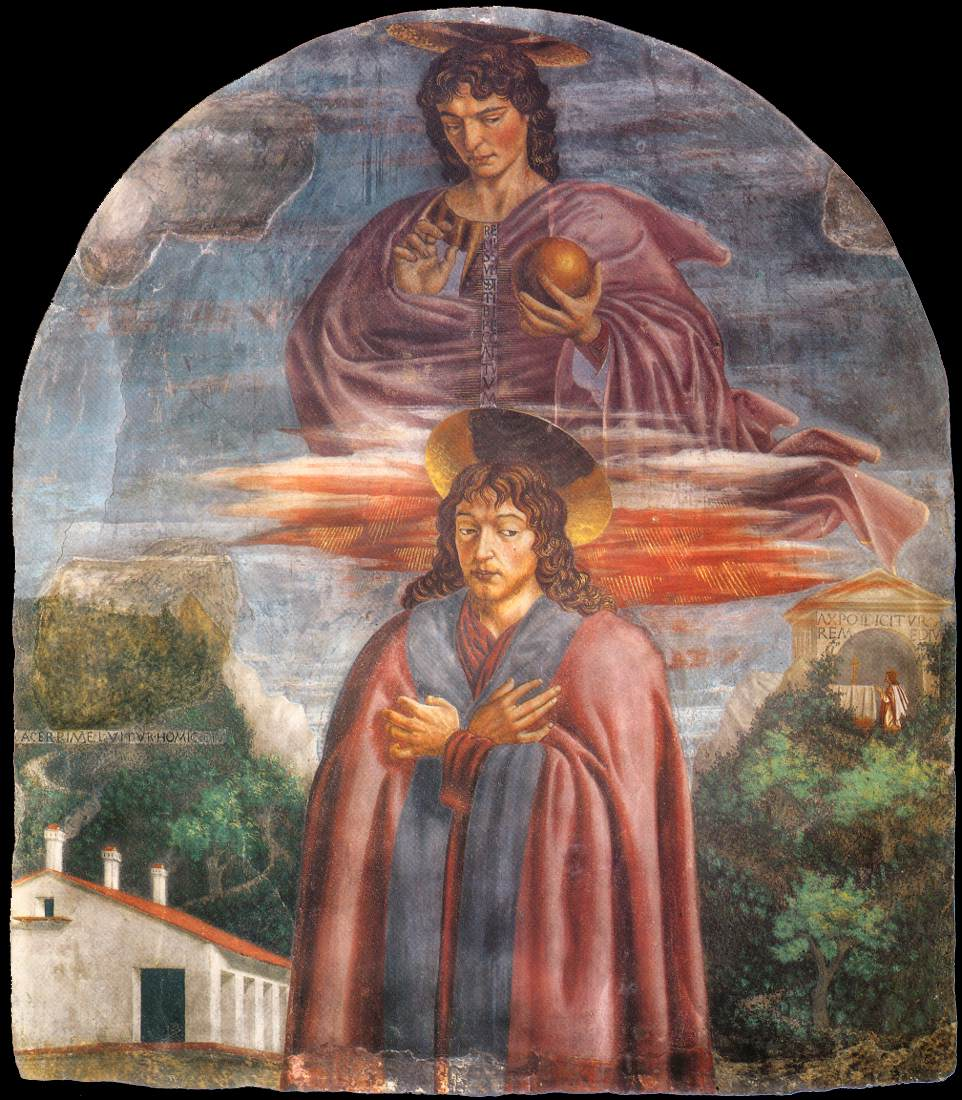
Андреа дель Кастаньйо. Святий Юліан

Спробувати собі уявити, якими були портрети в цих фресках, можна за іншими творами цих художників. Наприклад, Андреа дель Кастаньйо написав «Мадонну Пацці» (капела замку Треббія, після 1455, нині Палаццо Пітті, Флоренція) і включив в типову композицію фігурки двох дітей Ренато і Оретти, сина і дочки замовника П'єро ді Андреа деї Пацці. Діти тримають подарунки для Мадонни, вони звернені до глядача, відволікаючись від релігійного дійства. Ймовірно, це найбільш ранні портрети дітей в живописі кватроченто. Цікаво згадати образ святого Юліана його ж роботи (ц. Сантіссіма Аннунціата, Флоренція, 1454), на тлі пейзажу його рідного містечка Кастаньйо, який може бути ідеалізованим автопортретом (відповідно до джерел, там само в незбережений фресці він написав свою дружину в образі Марії Магдаліни).

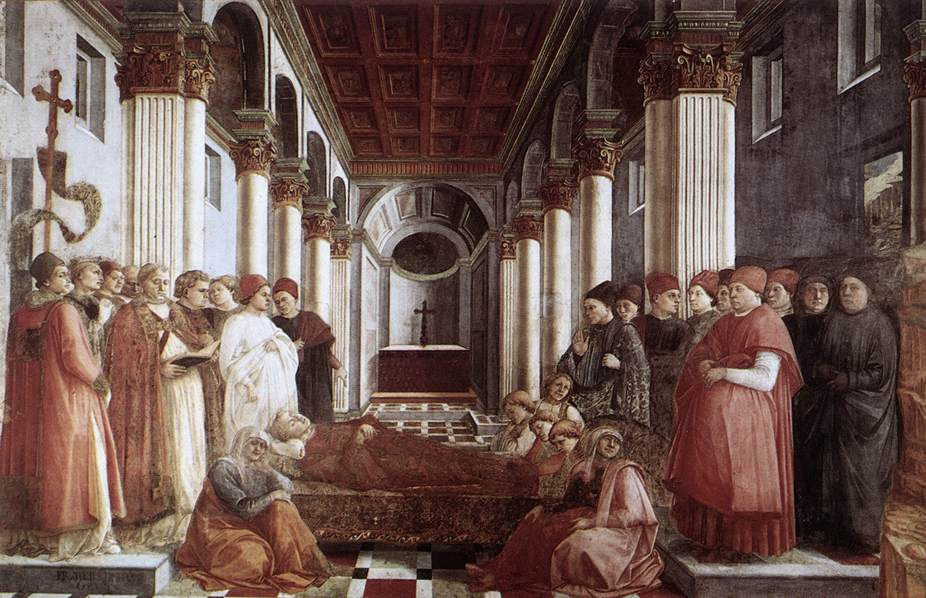
Філіппо Ліппі. «Богослужіння над останками св. Стефана»

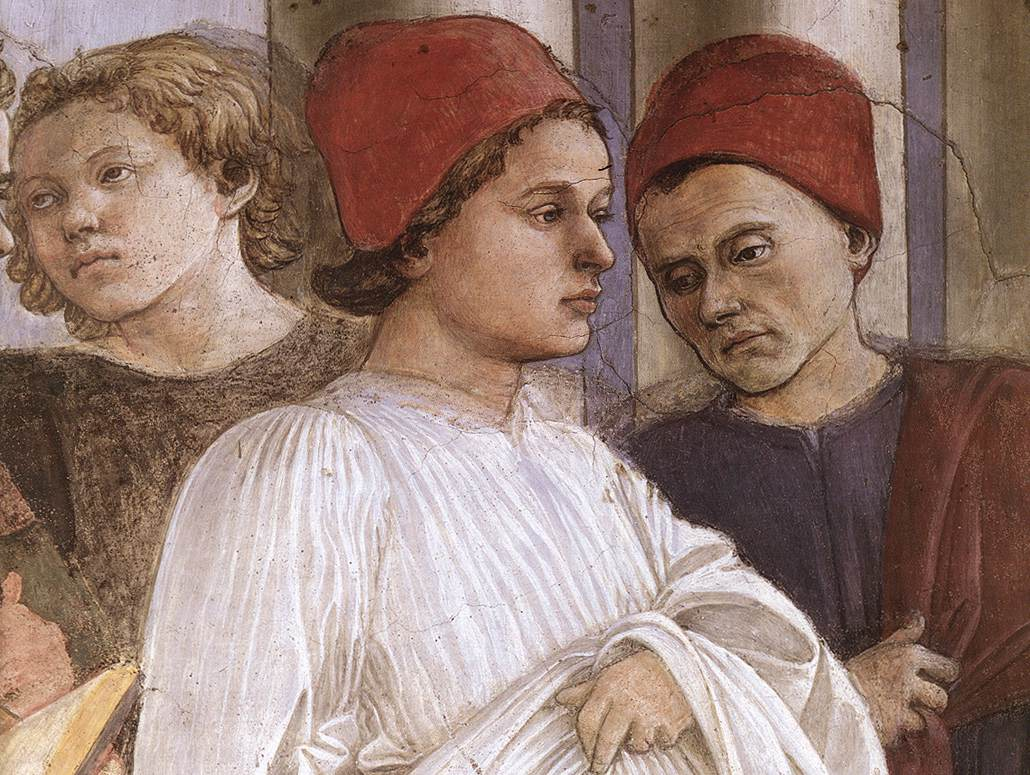
Філіппо Ліппі. «Богослужіння над останками св. Стефана», фрагмент

Філіппо Ліппі у своїх розписах хорів собору в Прато теж спирався на досвід фресок Сант Еджідіо. Спочатку розпис на тему житія св. Стефана та Івана Хрестителя був замовлений фра Анжеліко, але той відмовився, і Ліппі почав роботу в 1452 році, пізніше до нього приєднався його помічник фра Діаманте. Цикл був закінчений до 1465. Права стіна була прикрашена сценами з життя Хрестителя (покровителя Флоренції), а ліва — св. Стефана (початковий покровитель собору і міста Прато, яке тепер належало Флорентійській республіці). Дві фрески нижнього регістра (найпізніші) відрізняються художньої зрілістю: це «Бенкет Ірода» і «Богослужіння над останками св. Стефана». У другій фресці очевидний вже сформований тип композиції монументального групового портрета, що вже визначив подальший розвиток цього жанру в церковному живописі Раннього Відродження. У фресці налічується понад десять портретних фігур, причому вони складають важливу частину композицію. Початковий задум (зберігся ескіз, Клівленд), не припускав такої кількості фігур. Фігури повні спокійної гідності, простір трактовано з тілесністю, пластика виявлена. Вся побудова фрески, без сумніву, була підказана майстру «Освяченням» Мазаччо. Зображені члени міської комуни і опікунства собору. Фігура в червоному в центрі правої групи — можливо, папа Пій II, а фігура в лівій групі з молитовником — можливо Донато Медічі, єпископ Пістойї і Прато; нерозпізнаним залишається Карло Медічі.

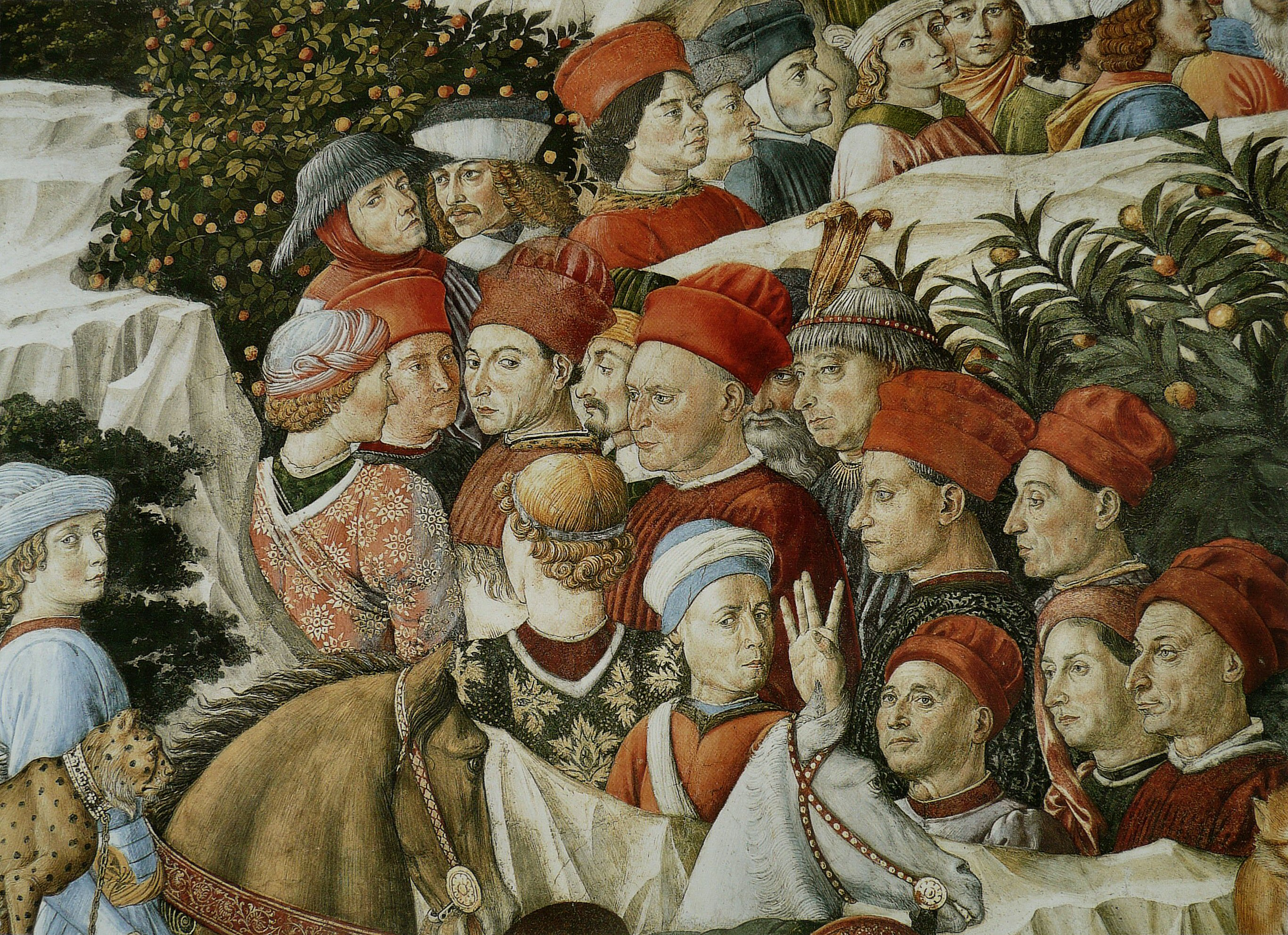
Беноццо Гоццолі. «Хода Старого волхва» (деталь), Капела волхвів

Беноццо Гоццолі зі своїми розписами у Капелі волхвів (Палаццо Медічі-Ріккарді, 1459–1460), більш консервативний, у ньому більше тенденцій до барвистої інтернаціональної готики. Він відтворює новаторський тепер реалізм в стилі і обличчях, але при цьому зберігає декоративний ефект розпису і казкову лицарність. Листи свідчать, що художник беззаперечно слухався замовника, П'єро Медічі. Розписи покривають всі стіни суцільним килимом, вони задумані не як цикл фресок, а як єдина декорація, що безперервно розгортається по стінах капели. Всього зображено близько 150 фігур. Коли сім'я Медічі відвідувала капелу, вона бачила на стінах знайомі обличчя і знайомі краєвиди. Гращенков вважає, що реальні портрети зосереджені тільки в 2 місцях: групі вершників на чолі з П'єро Медічі і групі фігур в червоних шапках на протилежній стіні в «Ходи Старого волхва». Цим зображенням властиві композиційна і ритмічна неузгодженість, різнобій за масштабом — це є результатом того, що ці голови повторюють окремі портретні замальовки, зроблені з натури поза прив'язкою до композиції фрески. Особливо хаотичні голови у другій групі — вони звернені в різні боки, втиснуті в пейзаж без усякого взаємного зв'язку і механічно заповнюють простір за принципом «куди вдалося вставити». У цій «мозаїці» очевидна безпорадність Гоццолі в питанні композиції, оскільки він відмовився від ренесансного принципу перспективно-просторової єдності частин в цілому і втратив можливість створити зв'язну портретну групу. Кожна з зображених ним голів при цьому, взята окремо, демонструє його майстерність у натуралістичній передачі обличчя, його вправність у зображенні голови в різних поворотах і ракурсах. Ці фрески — «запізніла квітка лицарської культури», в який включені реалістичні портрети, що знаходяться в дисонансі з святковою готикою стилю зображень.

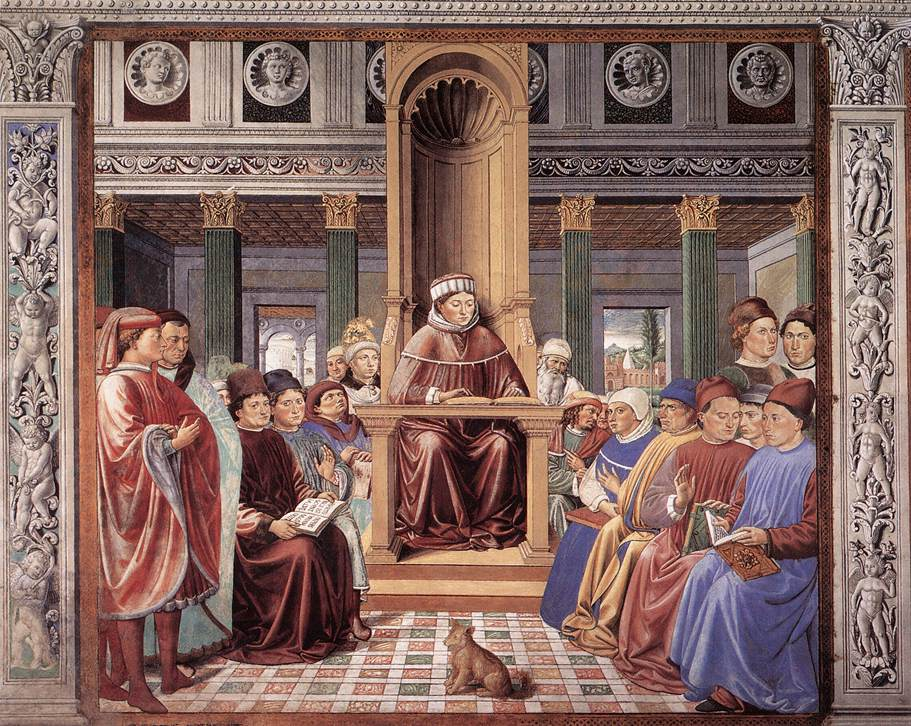
Беноццо Гоццолі. «Св. Августин викладає риторику в Римі»

Надалі Беноццо працював у тосканській провінції, де над ним не було настільки жорсткого контролю замовника і він намагався пристосуватися до нових ідеалів живопису. У фресках Сант Агостіно в Сан Джіміньяно (1464–1465) він повертається до перспективної композиції, якої він дотримувався раніше, коли працював разом з фра Анжеліко у Ватикані. У сцену «Св. Августин викладає риторику в Римі» він цілком вміло включає 20 портретних фігур, втім, не вносячи в них нічого нового в порівнянні з тим, що вже винайшли флорентійські живописці. Потім він розписував Кампосанто в Пізі (1469–1484), куди, за словами Вазарі, вписав безліч портретів в натурі. Фрески «Зустріч царя Соломона з царицею Савською», «Зведення Вавилонської вежі», що погано збереглися, справді містять портрети, але зображені нудними і формальними рівноголовими рядами.

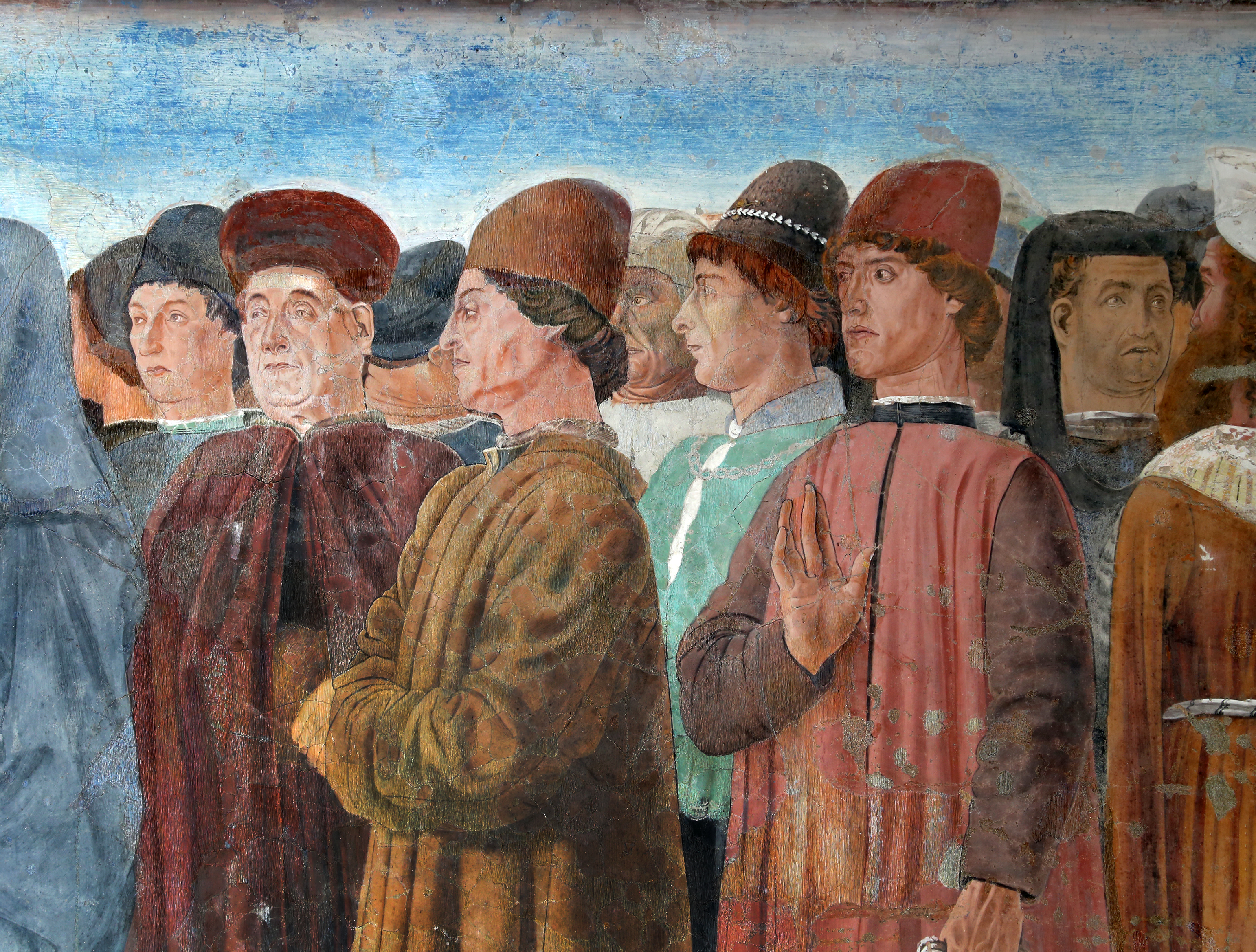
Лоренцо да Вітербо. «Заручини Марії», деталь

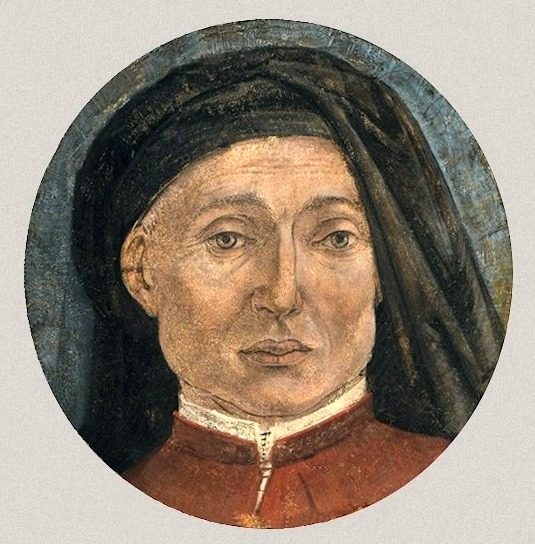
Алессо Бальдовінетті, автопортрет. (Бергамо, академія Каррара)

Його умбійський послідовник Лоренцо да Вітербо розписав в 1469 році за замовленням Нардо Маццатоста його фамільну капелу (ц. Санта Марія делла Веріта, Вітербо), створивши довгу фреску в нижній частині стіни з «Заручинами Марії», яка включала безліч фігур городян (в тому числі замовника і місцевого хроніста).
Фрески Алессо Бальдовінетті (1471–1472, Санта Трініта, Флоренція; не збереглися) продовжили художню лінію флорентійських майстрів. Вони прикрашали хори (капелу Джанфільяцці) і містили, за словами Вазарі, безліч портретів. Зберігся автопортрет художника, який його нащадок вирізав при руйнуванні хору з фрески зі сценою «Зустрічі Соломона з царицею Савською». У цих фресках, судячи за перерахуванням зображених осіб (з роду Медічі, Строцці на ін.) відображається новий етап історії Флоренції — вже під владою Лоренцо Прекрасного, що міцно утвердився на чолі держави.

##### Портретні фігури в «історіях»
Портретні фігури і групи, включені в «історії» пізнього кватроченто стали наступним етапом портрета в монументальному живописі. У 1480-ті роки традиція включати групові портрети у фрески досягла апогею. Сцени Святого письма і церковної історії набувають характеру цивільного панегірика і політичної алегорії. Портрет стає сполучною ланкою між реальністю і ідеалом, повчанням і етичною нормою. Оскільки портрет включався у релігійний сюжет, тобто модель портрету ставала «свідком» дива, зображені мимоволі ставали повними високого сенсу того, що відбувається, тобто сповнювалися величі і викликати повагу глядача. Крім можновладців та членів їх сімей включалися зображення видатних осіб — поетів, учених, воєначальників.

###### Автопортрети

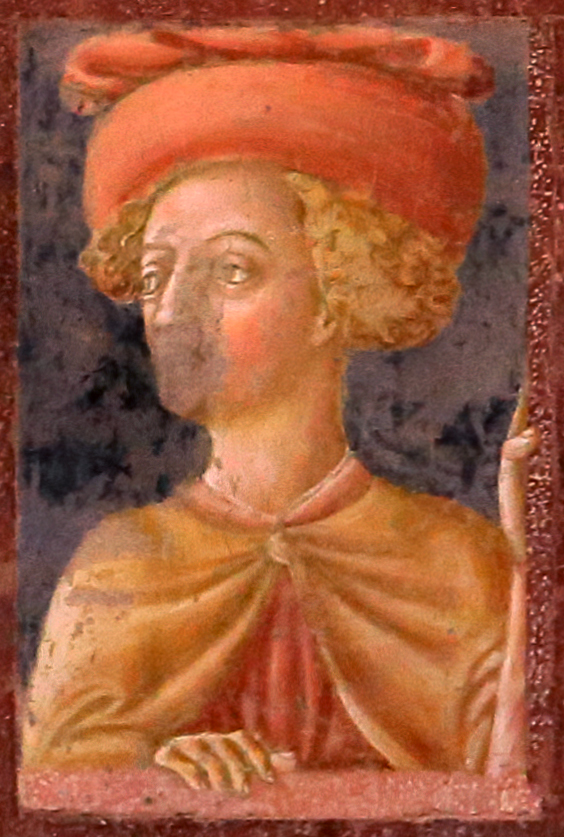
Лоренцо Веккьєтта, автопортрет

Поряд з появою «прихованих» портретів замовників так само впевнено виникають автопортрети художників (зазвичай біля самого краю композиції, ніби як посередник, що запрошує глядача звернути увагу на те, що відбувається на фресці). Про багато, особливо ранніх автопортретів, нам відомо з Вазарі, але нерідко їх можна розпізнати безпосередньо — по розташуванню біля краю (за межами активної дії), але зазвичай за напруженим скошеним поглядом і дзеркальним розворотом абрису обличчя, яке підсилює асиметричність. Так розпізнаний автопортрет Мазаччо у «Воскресінні сина Теофіла» і автопортрети Боттічеллі, Пінтуріккіо, Перуджино і Козімо Росселлі (в Сікстинській капелі), Філіппіно Ліппі (капела Бранкаччі), Козімо Росселліні (Сант-Амброджо, Флоренція), Мелоццо да Форлі або Марко Пальмеццано («Вхід в Єрусалим», Лорето). Художники, підтверджуючи своє авторство, поміщали себе і у вівтарних картинах: Мантенья («Принесення у храм», 1545, Берлін), Гірландайо («Поклоніння волхвів», 1488), Перуджино («Поклоніння волхвів», бл. 1476). Іноді автопортрети маскували під священних персонажів: Таддео ді Бартоло в образі апостола Фаддея (див. вище). Андреа дель Кастаньйо, можливо, написав себе в образі євангеліста Луки (капела Сан-Таразіо, Венеція, 1442). Мантенья написав себе героїзовано, у вигляді гігантської скульптурної голови біля склепінь на лицьовій стороні арки капели Оветарі (Падуя).

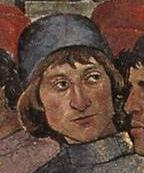
Сандро Боттічеллі («Обурення проти законів Мойсея»)
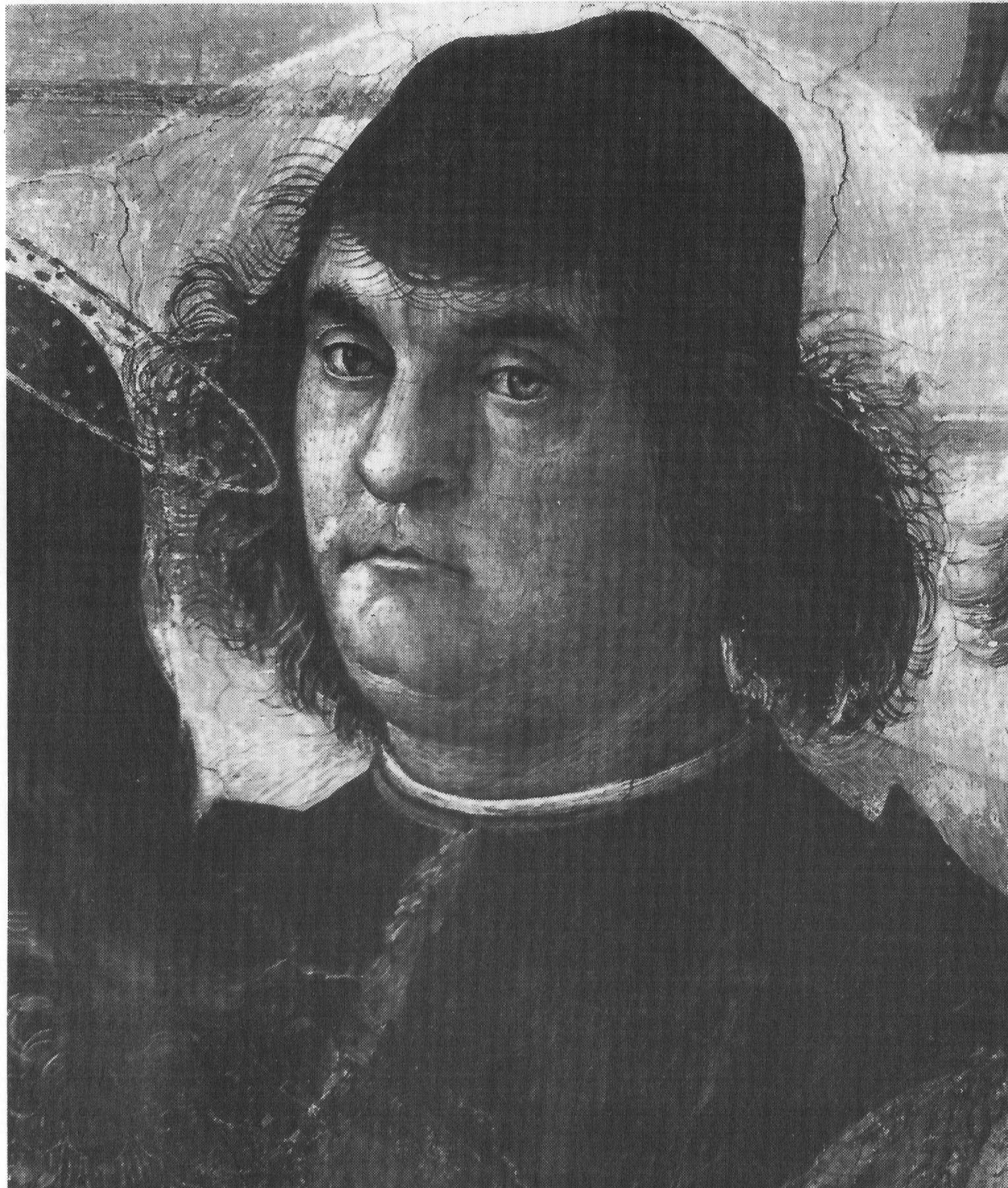
Перуджино («Передача ключів апостолу Петру»)
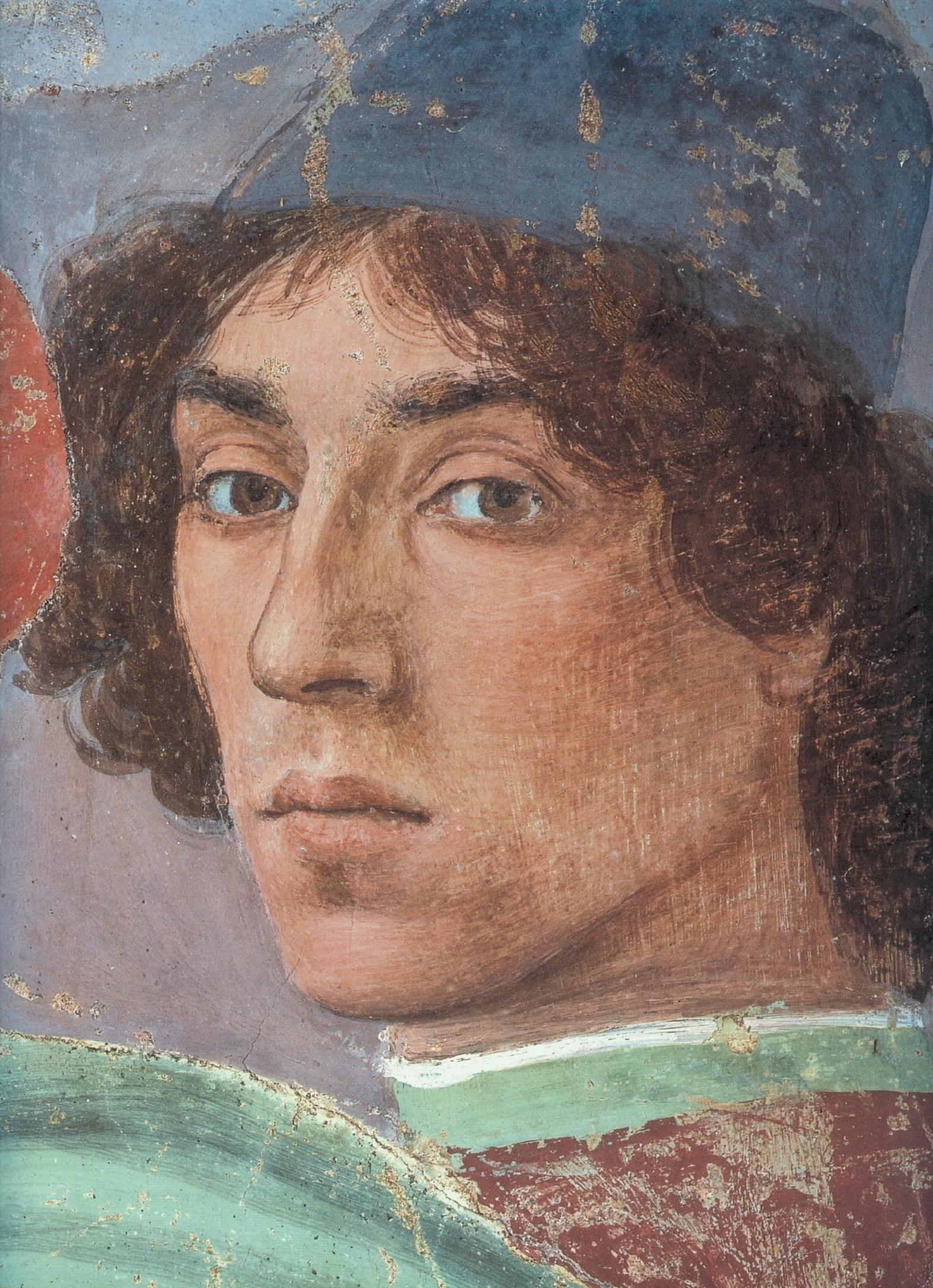
Філіппіно Ліппі («Апостоли Петро і Павло перед проконсулом Агріппою і Розп'ятя Петра»)
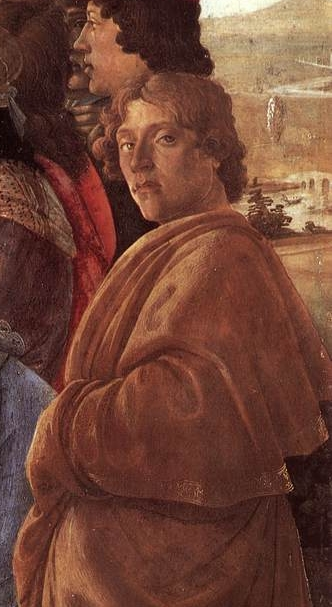
Сандро Боттічеллі («Поклоніння волхвів»)

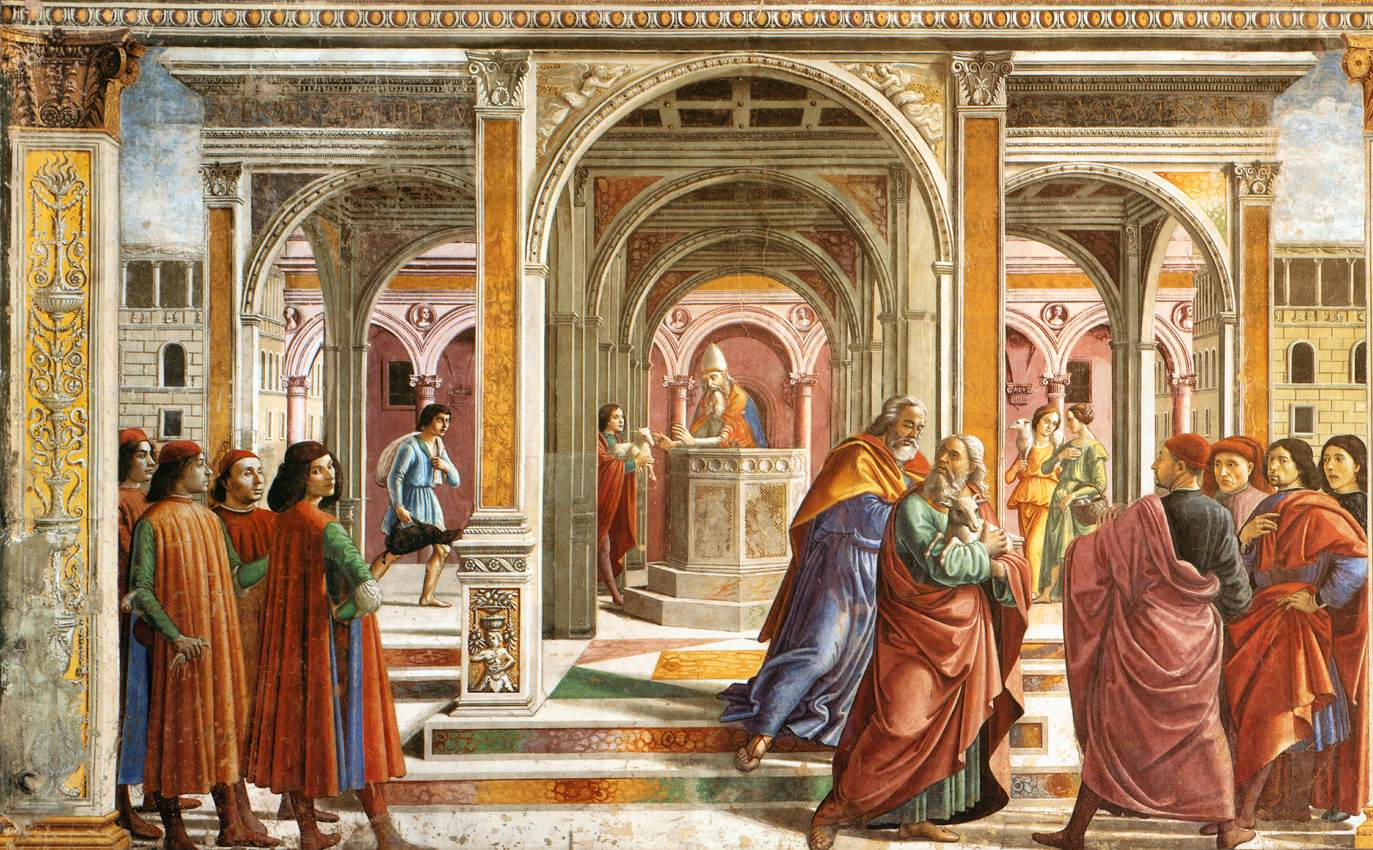
Доменіко Гірландайо, «Вигнання Йоакима з храму», капела Торнабуоні, родинний груповий портрет художника

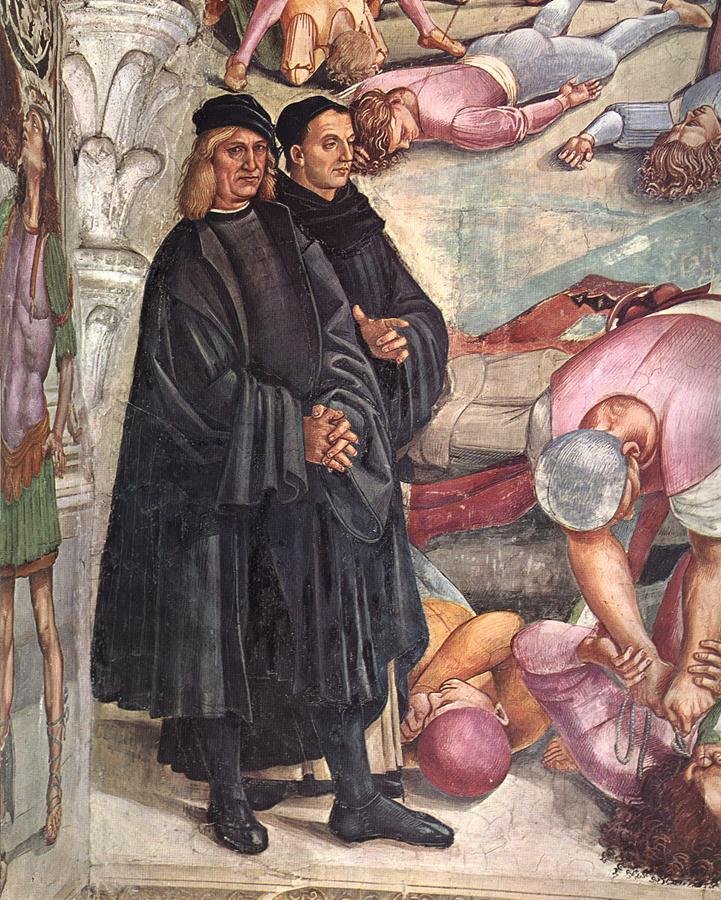
Лука Сіньйореллі. Автопортрет разом з Фра Анжеліко

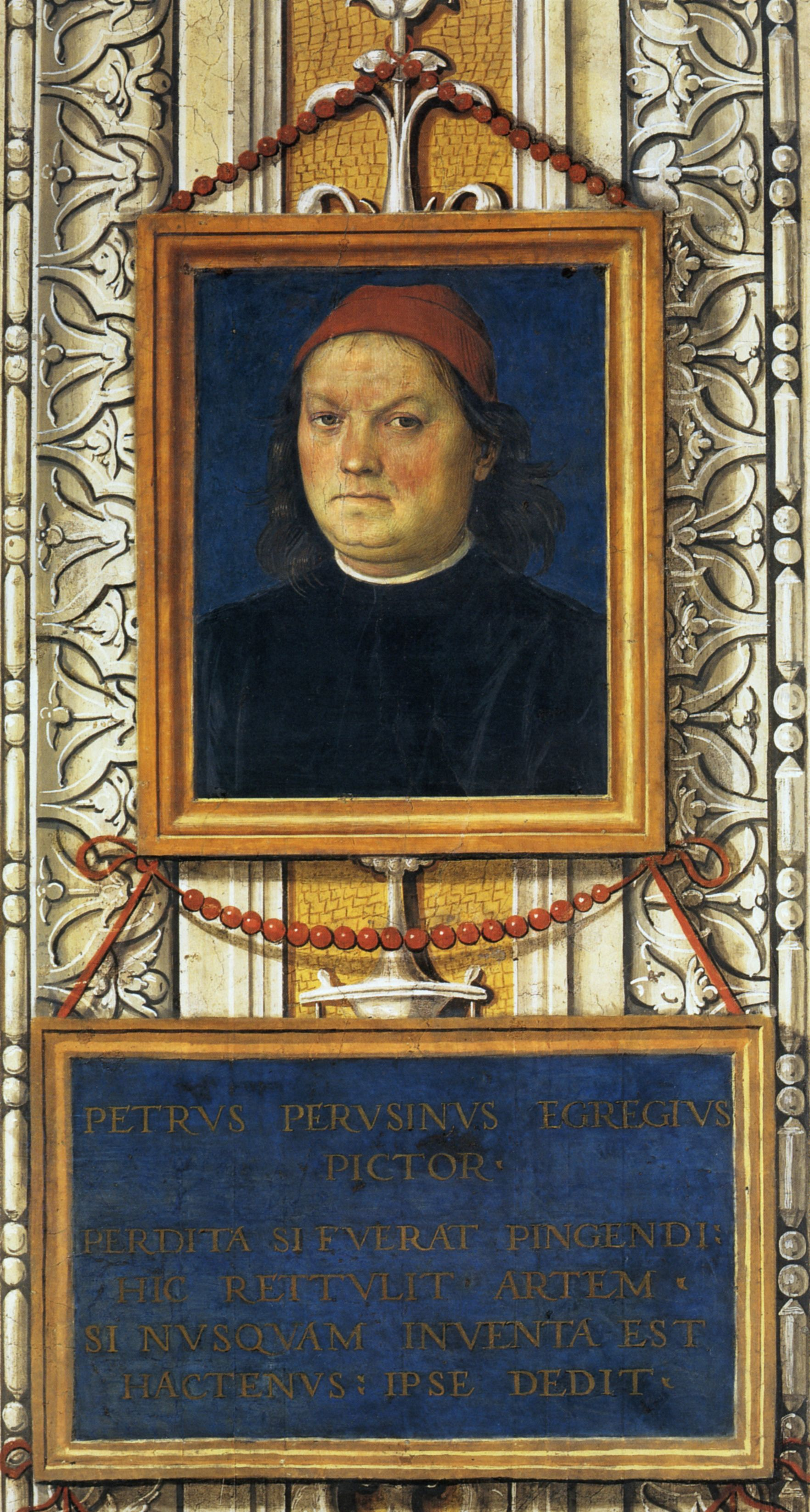
Перуджино, автопортрет

Сієнець Лоренцо Веккьєтта у 1462 році розписував стіни 5-гранних хорів Колледжати в Кастільйоні Олона і написав ілюзорну колонаду з прольотами, в одній з яких намалював «вікно» зі своїм, ще поки досить умовним зображенням. Першим приклад демонстративного автопортрета показав Боттічеллі в своєму «Поклонінні волхвів» (Санта Марія Новелла), потім Гірляндайо написав портрет всієї своєї родини (Капела Торнабуоні, Санта Марія Новелла, 1485–1490): батька Томмазо, себе, брата Давида і шурина Бастіано Майнарді, які допомагали йому в розписах. Лука Сіньйореллі в капелі Мадонни ді Сан Бріціо (собор Орвьєто, 1499–1504) написав себе на весь зріст у «Проповіді та падінні Антихриста» поруч з фра Анжеліко, який почав розпис цієї капели півстоліття раніше, як відсторонені глядачі, що спостерігають за жахливим видовищем, яке розгортається на зображенні. Рафаель аналогічно напише себе біля краю «Афінської школи».

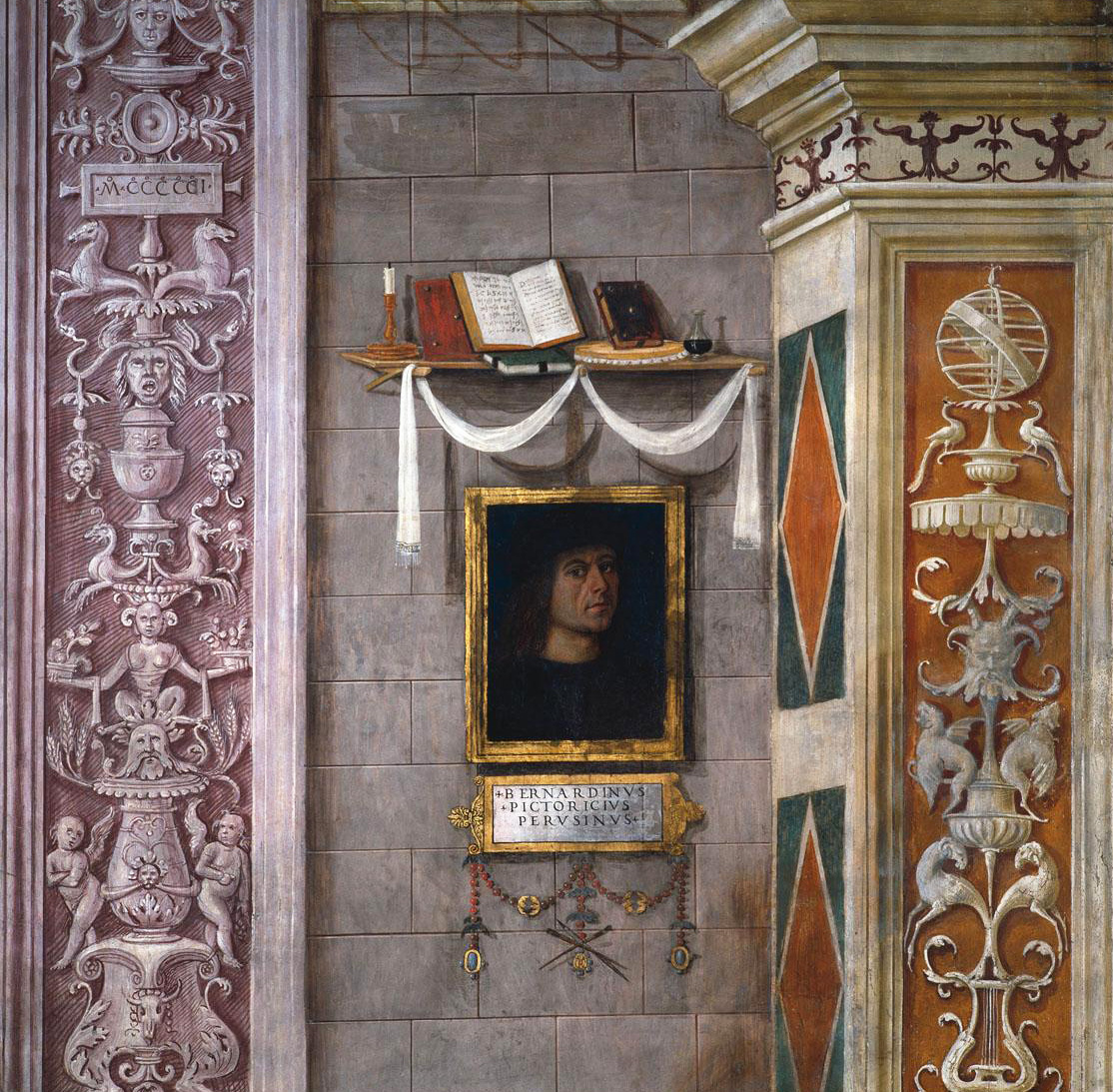
Пінтуріккіо, автопортрет

Перуджино у 1497–1500 розписував приймальний зал Колледжо дель Камбіо (Перуджа) євангельськими сюжетами, алегоріями і гротескними орнаментами. На орнаментованій пілястрі він написав автопортрет, імітуючи станкову картину, що висить на ланцюжку. Під він розмістив латинський напис: «Петро — чудовий перуджинський живописець. Що загубило мистецтво, знову відродив він, малюючи. Те, чого не було в ньому, заново він винайшов. Рік 1500». Пінтуріккіо повторить цей експеримент (1500–1501, капела Троїло Бальйоні, ц. Санта-Марія-Маджоре, м. Спелло) у фресці «Благовіщення», де його «портрет» буде «висіти» на стіні і буде оточений ілюзорними обманками.

###### Інші зображення
Після зближення папи і Лоренцо Медічі у 1484 році група флорентійських художників була запрошена до Риму, де разом з умбрійськими майстрами у 1481–83 рр. прикраса стіни Сикстинської капели. Це були Боттічеллі, Перуджино, Гірляндайо і Козімо Росселлі, за участю своїх помічників: Пінтуріккіо, Сіньйореллі, Бартоломео делла Гатта, Давід Гірляндайо, П'єро ді Козімо, Б'яджо д'Антоніо. Ці фрески містили безліч портретних фігур (в збережених 12 фресках налічується не менше сотні). Ніяк не пов'язані з біблійним сюжетом, вони відверто подані як «вставні» групи, зазвичай по краях кожної композиції, ніби висунуті з-за лаштунків. Більшість зображених — родичі папи з родини Делла Ровере і Ріаріо, а також члени курії і знатні союзники папи. У цих портретах видно накопичений досвід художників: будь-який портрет може бути вирізаний з фрески і сприйматися як самостійна картина. У Боттічеллі вийшли прекрасні портрети у «Спокушанні Христа і очищенні прокаженого» і в «Обуренні проти законів Мойсея» (серед фігур праворуч — ймовірно Боттічеллі, Алессандро Фарнезе і Помпоніо Лето). Більш архаїчні порівняно з портретами Боттічеллі роботи Козімо Росселлі, що знаходяться там само, де портретні голови втиснуті між іншими фігурами абияк, нагадуючи Капелу волхвів, причому, швидше за все, вони написані не ним, а його помічниками.

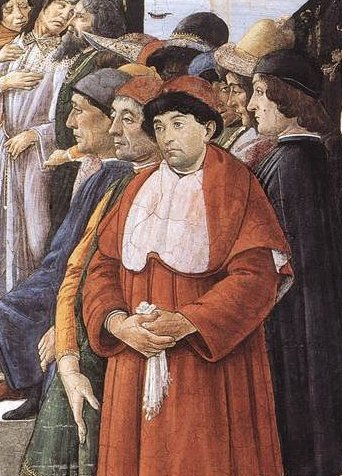
Боттічеллі. «Спокушання Христа» (деталь)

Доменіко Гірляндайо, який в ранніх роботах («Мадонна делла Мізерікордіа» з сімейством Веспуччі, 1473, Оньїсанті, Флоренція) ще був досить безпорадний в портретуванні, потім показав майстерність в пізнішій роботі («Похорон св. Фіни», 1475, капела Санта Фіна, Колледжата ді Сан Джіміньяно). У римській фресці «Покликання перших апостолів» священна тема обростає безліччю побутових подробиць, за спиною Андрія і Петра поміщена група з 15 осіб, як вважається флорентійців (в тому числі грека-еллініста Аргіропула й Джованні Торнабуоні). Позаду Христа і апостола дописаний якийсь чоловік, мабуть, пізніше, оскільки він закрив човен в озері.

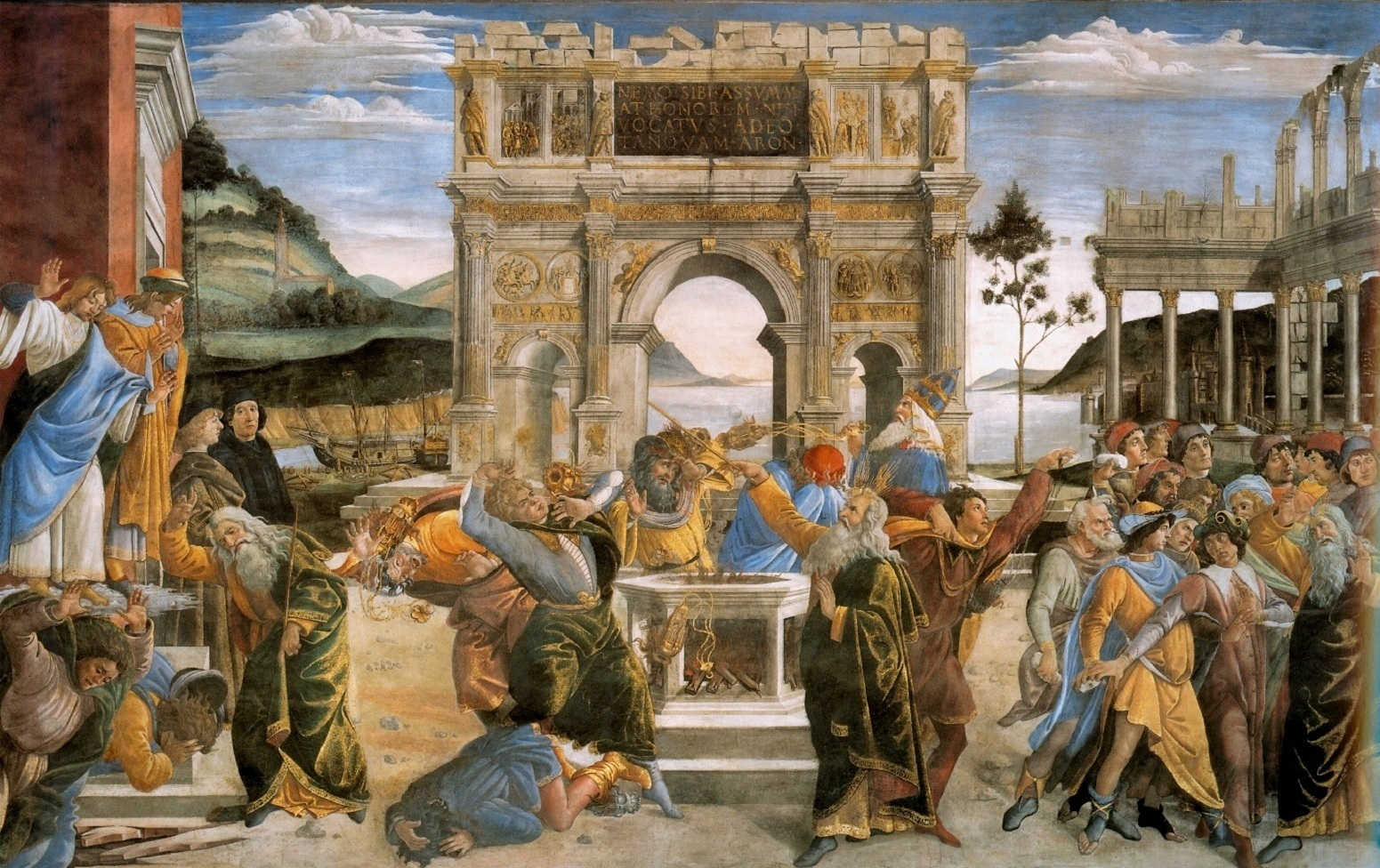
Боттічеллі, «Обурення проти законів Мойсея»
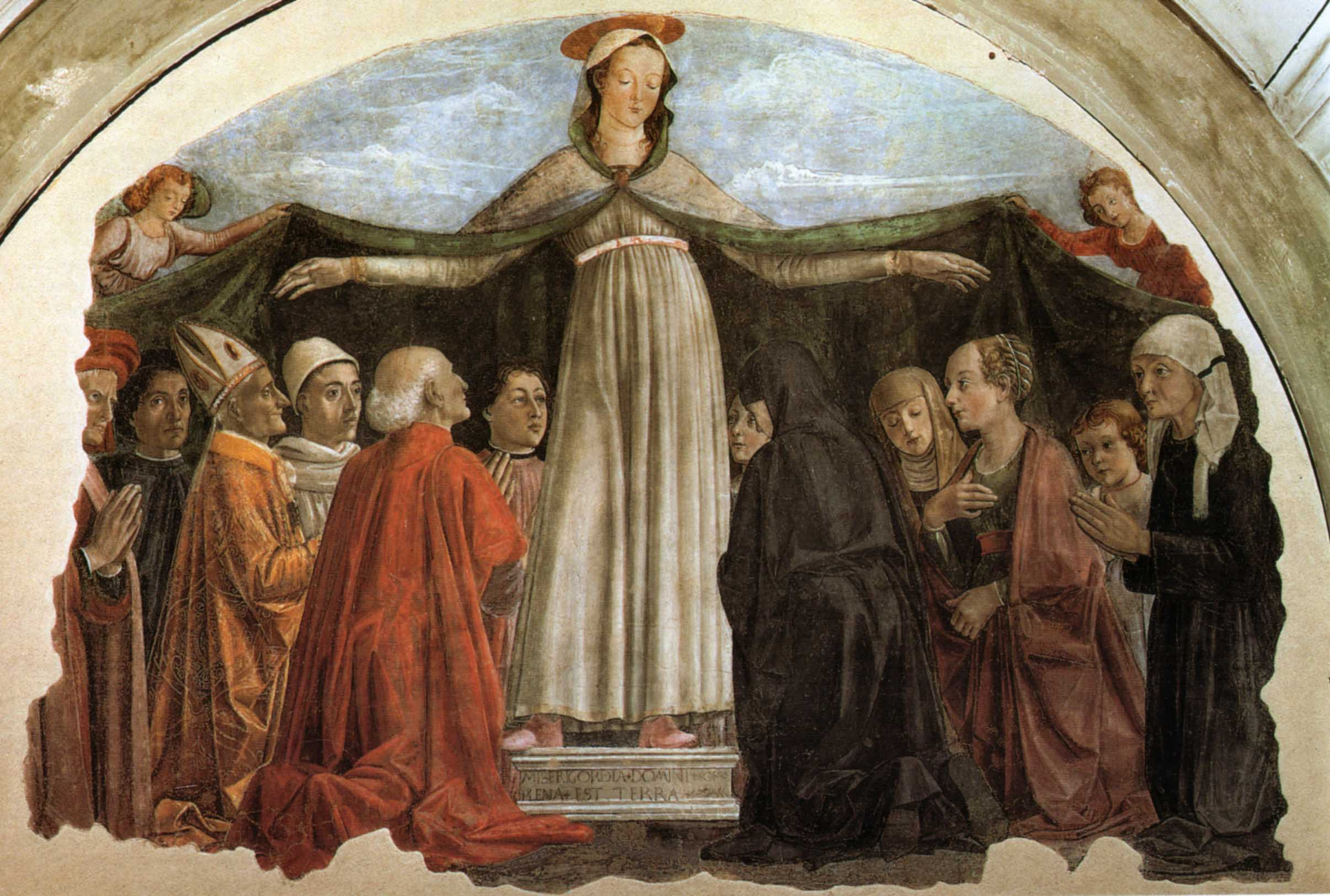
Гірляндайо, «Мадонна делла Мізерікордіа»
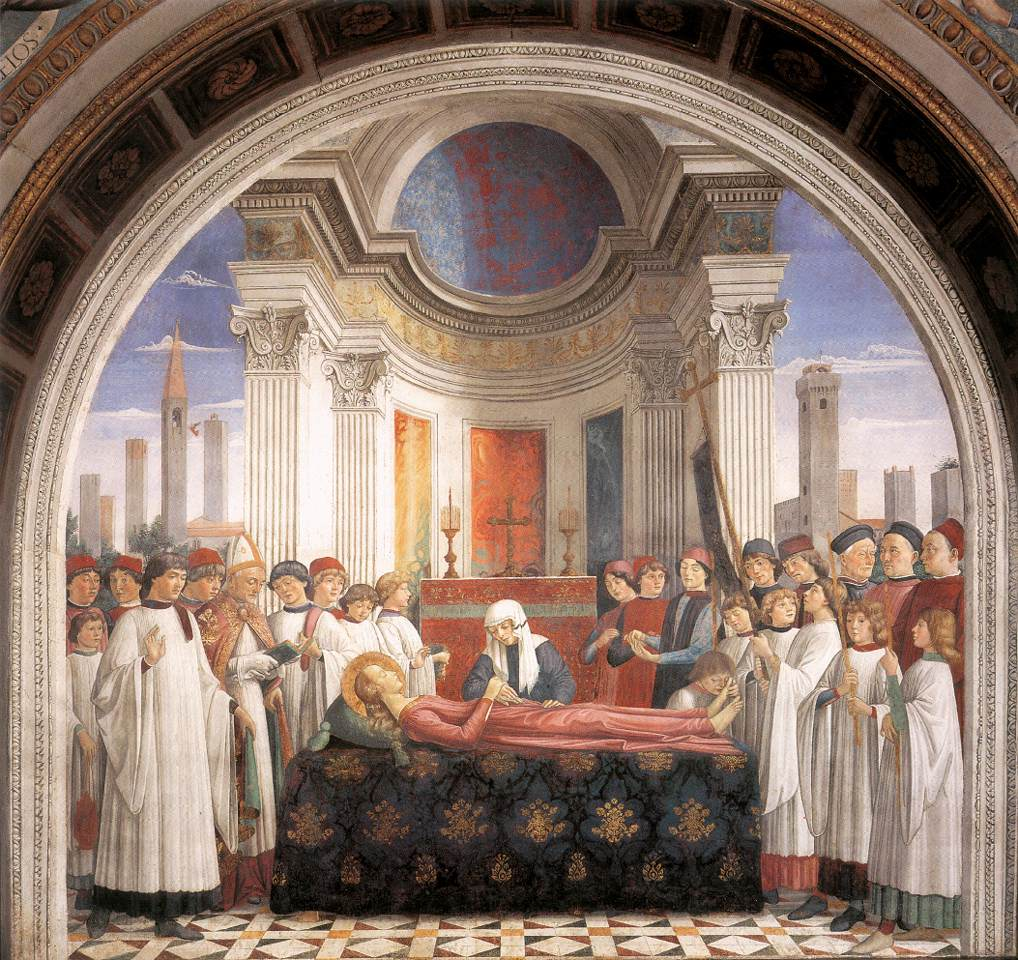
Гірляндайо, «Похорон святої Фіни»
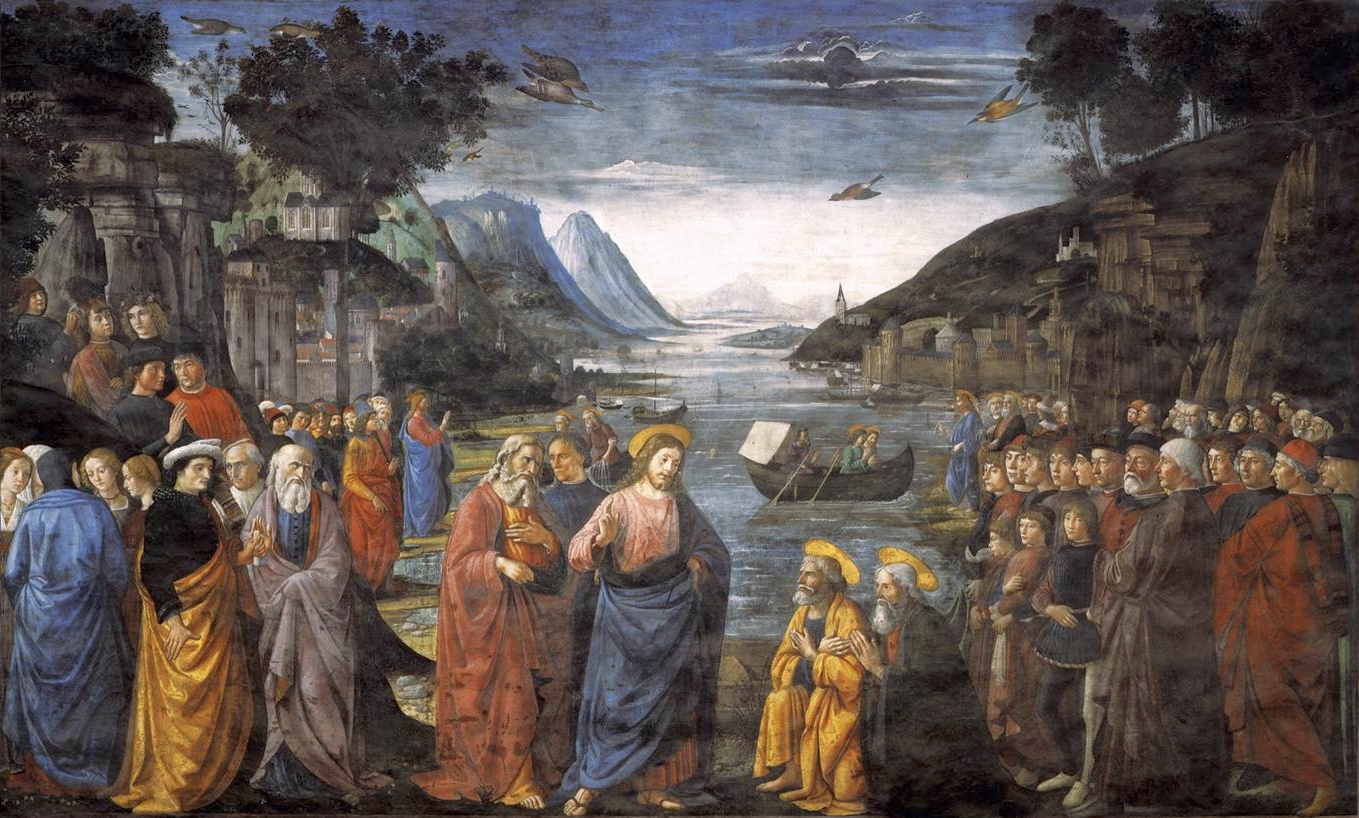
Гірляндайо, «Покликання перших апостолів», Сикстинська капела

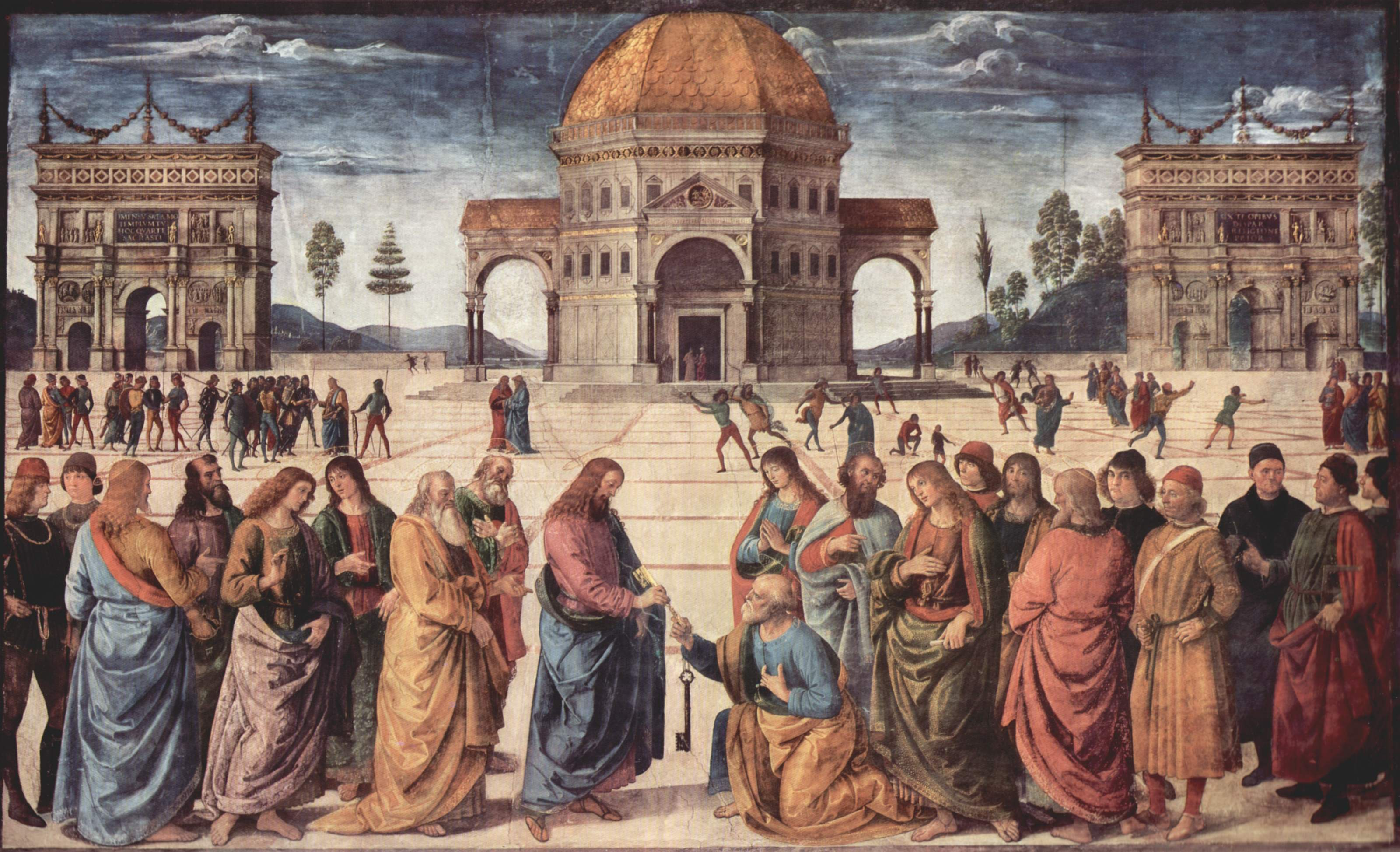
Перуджино. «Вручення ключів апостолу Петру».

Перуджино в своїх фресках Сикстинської капели також вписав безліч портретних фігур. Йому допомагав Пінтуріккіо («Хрещення Христа», 1481), де праворуч стоїть товариська сімейна група. В «Обрізанні сина Мойсея» також помітні портретні образи, так само як і автопортрет у «Врученні ключів апостолу Петру», поруч, можливо, зображений будівничий капели Джованніно деї Дольчі. Замість тісних груп в останній фресці портретні фігури розставлені з природністю поодинці серед інших вільно розміщених учасників; їх рухи узгоджуються з сюжетом і ритмічним ладом. Обличчя надзвичайно характерні і дуже далекі від ідеального стереотипу.
Спільна робота флорентійців і умбрійців над цією капелою збагатила їх майстерність і як монументалістів, і як портретистів, що доводять їх подальші роботи. Особливо успішно творив Гірляндайо зі своєю «сімейною» бригадою. Його капела Сассетті (ц. Санта Трініта, 1482-5, Флоренція) стала справжньою хронікою міста. Її замовник Франческо Сассеті був клієнтом Медічі і одним із засновників їх банку. Хоча в своєму циклі житія св. Франциска художник орієнтувався на цикл Джотто в Санта Кроче, в кожній його композиції (крім «Стигматизації») є портретні фігури, причому по мірі виконання розпису їх число і значення зростало. Тут зображені в сцені воскресіння хлопчика — сам художник і його шурин Бастіано Майнарді, 5 дочок замовника зі своїми чоловіками і женихами, Нері ді Джино Каппоні, в сцені затвердження статуту — Анджело Поліціано з дітьми Медічі, яких він виховував, Лоренцо Медічі, замовник, його сини. Обличчя зображених виконані без ідеалізації і вкрай індивідуально: профіль Лоренцо правдоподібно потворний, а Сассетті прозаїчний.

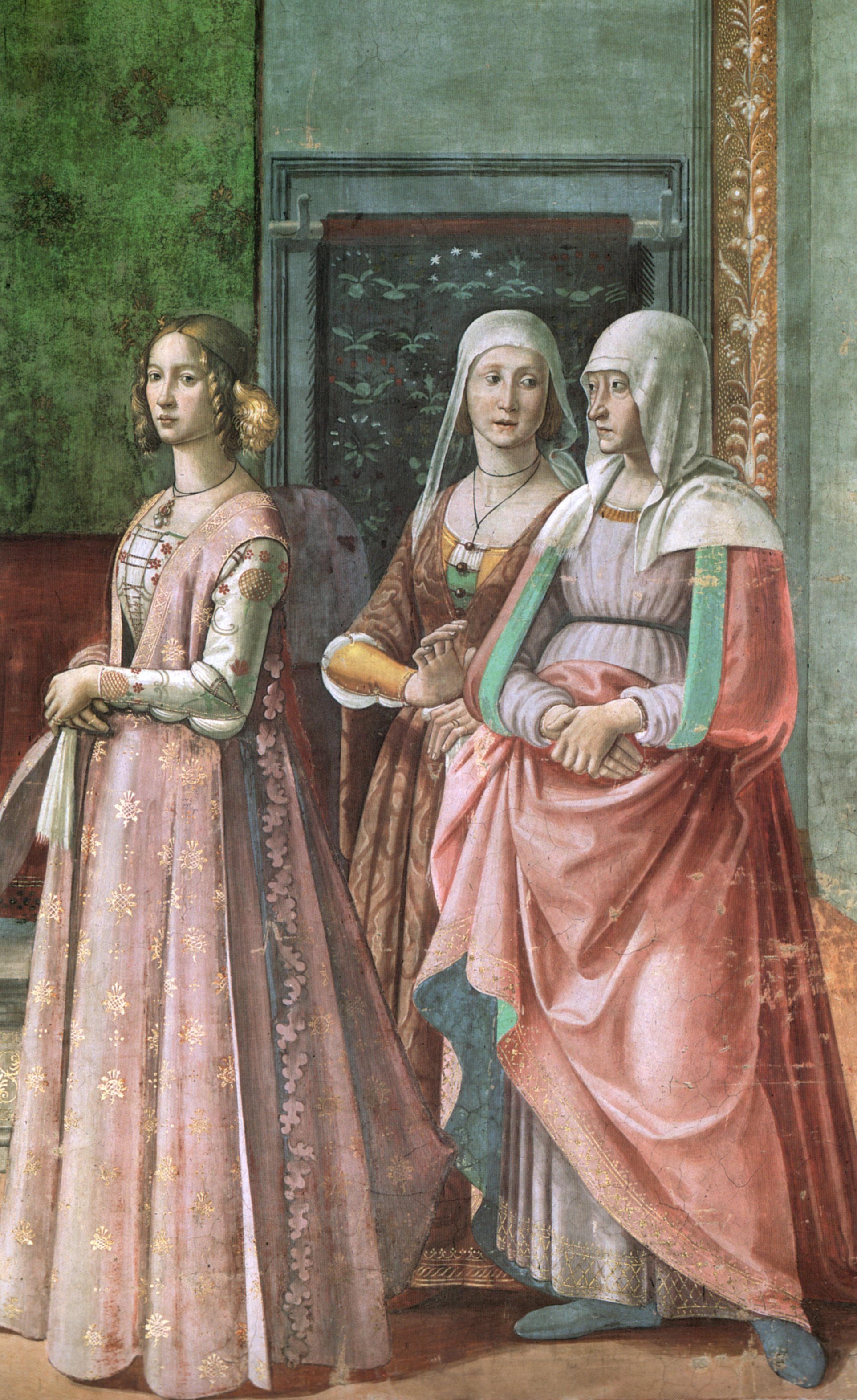
Гірляндайо. «Різдво Івана Хрестителя», капела Торнабуоні, фрагмент: крайня праворуч — Лукреція Торнабуоні, мати Лоренцо Медічі

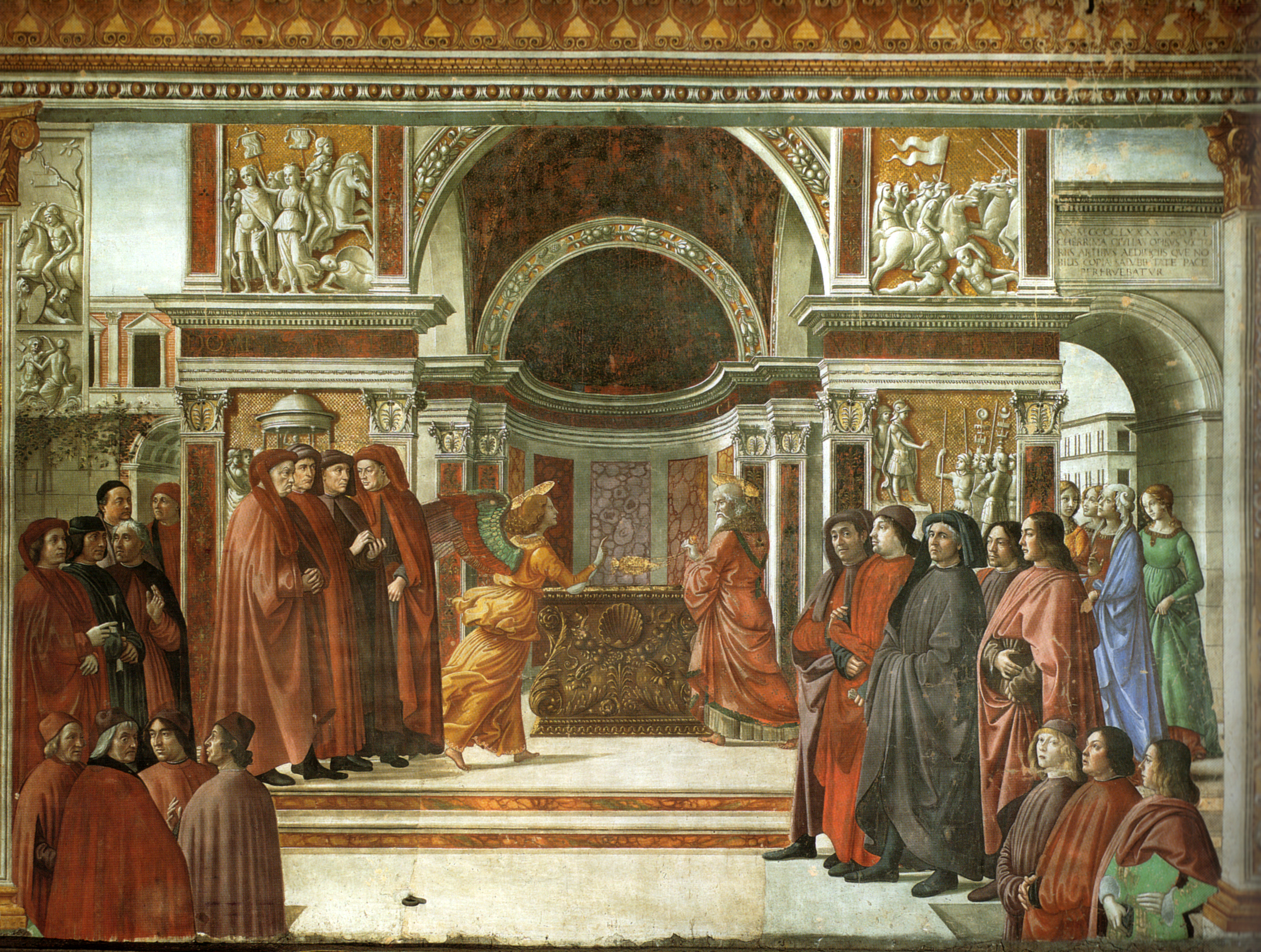
Гірляндайо. «Благоввщення Захарії», капела Торнабуоні

Наступна велика робота Гірляндайо — капела Торнабуоні в церкві Санта Марія Новелла була виконана на замовленням рідного дядька Лоренцо Медічі. У двох нижніх регістрах фрески були побудовані як архітектурно-інтер'єрні сцени, де найчастіше головна роль відводилася портретним фігурам. Це не тільки представники чоловічої половини родини Торнабуоні та їх друзі і рідня, але також і численні портрети жінок — в такому масштабі вперше у флорентійському живописі. У композиціях Гірляндайо, які тут нуднуваті і прозаїчні, воскрешаються жанрово-оповідні традиції пізнього треченто, але завдяки спостережливості художника вони вкрай цікаві. Вазарі перераховує зображених і хвалить їх за натуроподібність. Відомо, що багато портретів на цих фресках у 1561 році були упізнані одним старим з родини Торнаквічі, що дійсно застав деяких людей з цієї розписи ще живими. Його відомості (точніші, ніж у Вазарі) були записані і збереглися. Сам замовник Джованні Торнабуоні і його дружина Франческа зображені традиційно уклінно у молитві по сторонах вікна. Всі інші портрети зосереджені здебільшого в 4-х композиціях нижнього ярусу, тобто найбільш зручно для огляду. Чоловічі портрети подані в сценах, що ближче до трансепта, жіночі — в сценах, відсунутих в глибину, причому вони більш приховані, оскільки більш органічно включені в зображення сцени як дійсні учасниці, а не глядачі євангельської історії. Чоловічі ж портрети подані відсторонено. Портрети, очевидно, виконувалися Гірляндайо в тісній співпраці з майстернею. Найбільше фігур (25) на фресці «Благовіщення Захарії»: місця не вистачило, і деякі з них зображені не в ріст, а обрізаними кромкою.
Обидва цикли Гірляндайо в історії раннього ренесансного портрета собі рівних не мають. Порівняння з роботою Козімо Росселлі (Капела дель Міраколі, 1484-86, Сант Амброджіо, Флоренція) доводить це. Його композиція «Диво св. крові» навіяна фресками в капелі Сассетті, але його розуміння введеного Гірляндайо натуралізму досить примітивне.

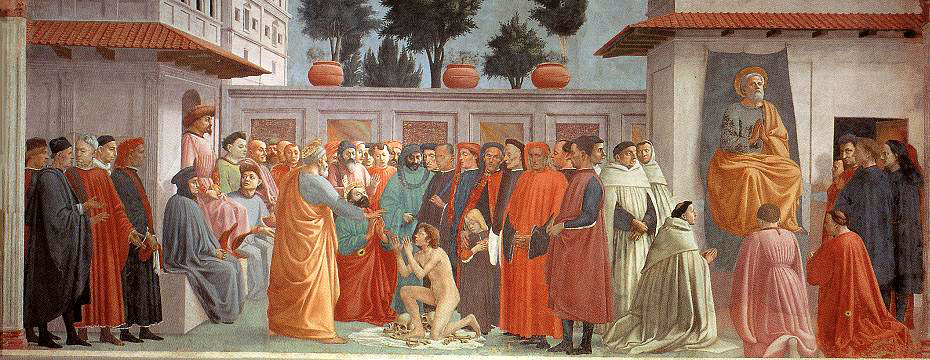
«Воскресіння сина Теофіла і апостол Петро на кафедрі», Мазаччо, закінчена Філіппіно Ліппі. Капела Бранкаччі

Філіппіно Ліппі продемонстрував більш продуктивний розвиток цих традицій. Між 1481 і 1485 р. він завершив розпис капели Бранкаччі, де намагався пристосувати свій стиль до манери Мазаччо, який почав її. Фреска Ліппі «Воскресіння сина Теофіла» особливо демонструє це прагнення, оскільки фігури Мазаччо стикалися з нею впритул. Філіппіно написав «вставні» фігури, явно портретні — дев'ять у правій частині фрески і п'ять у лівій. Чимало портретів і на протилежній стіні з «Розп'яттям Петра»: там є сам художник, Антоніо Поллайоло, Боттічеллі і Луїджі Пульчі. Ще кілька портретних фігур Філіппіно помістив у фресці «Тріумф Фоми Аквінського» (1488–1493, капела Карафа, Санта Марія сопра Мінерва) по краях композиції.
Пінтуріккіо і його роботи також дуже важливі. На цього художника не вплинули флорентійці, він зберіг вірність умбрійській художній традиції: колориту, стилю фігур, пейзажів, а також камерності художньої концепції. Його найбільш вдала робота — капела Буфаліні (бл. 1485, Санта Марія ін Арачелі на Капітолійському пагорбі, Рим). Фрески були присвячені св. Бернардину Сієнському, покровителю родини Буфаліні (замовнику). На правій стіні на тлі пейзажу художник написав кілька фігур, що на 3/4 виступають з-за цоколя, там присутній «прихований» портрет. На лівій стіні розташовується композиція «Похорон св. Бернардина», в якій простежується пряма спадкоємність від традиції Перуджино в Сикстинській капелі («Передача ключів») в гармонічній архітектурі. Замовник Нікколо Буфаліні написаний з лівого краю фрески у своєму довгому адвокатському вбранні, перед ним йде паж; із протилежного краю написаний дорослий син замовника, позаду нього невістка з годувальницею і немовлям.
Також дуже вдалими є більш пізні фрески Пінтуріккіо в Капелі Бальоні в Спелло (звідки походить розглянутий вище його автопортрет-обманка). Маленький розмір капели, як і в попередньому випадку, дозволив йому вдатися до глибинних пейзажних фонів і архітектурних декорації. У фресці «Христос серед вчителів» він помістив замовника Троїло Бальйоні у лівого краю, поряд з ним невідомий молодий чоловік, явно близький до нього.

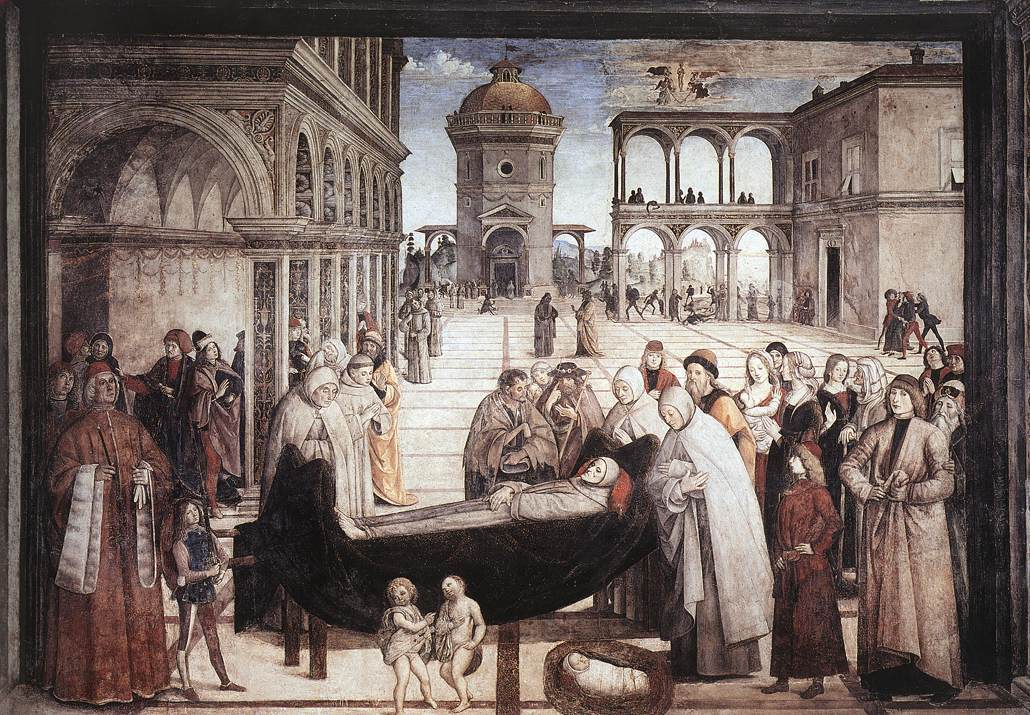
Пінтуріккіо, «Похорони св. Бернардина», капела Буфаліні
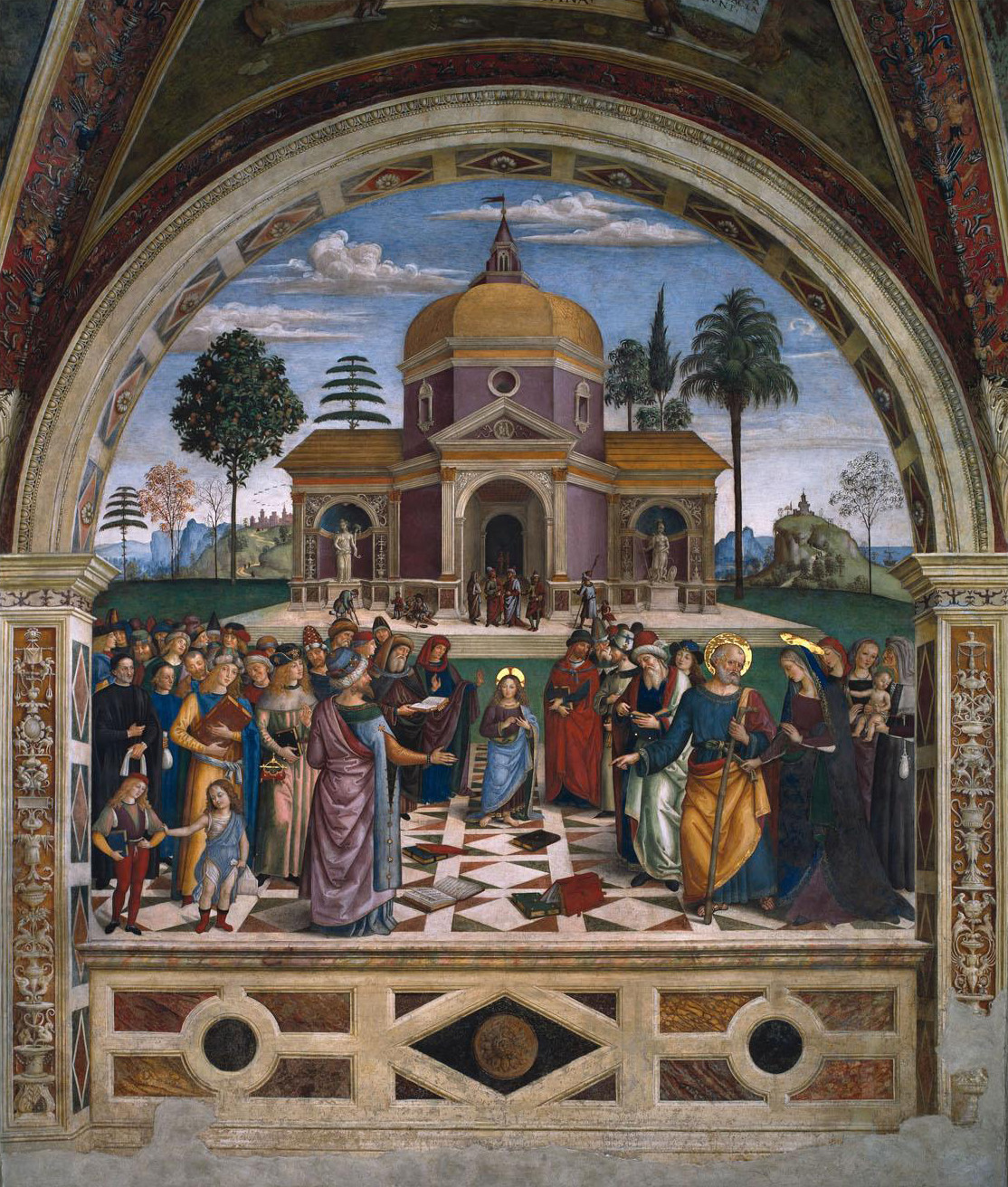
Пінтуріккіо, «Христос серед вчителів», Спелло
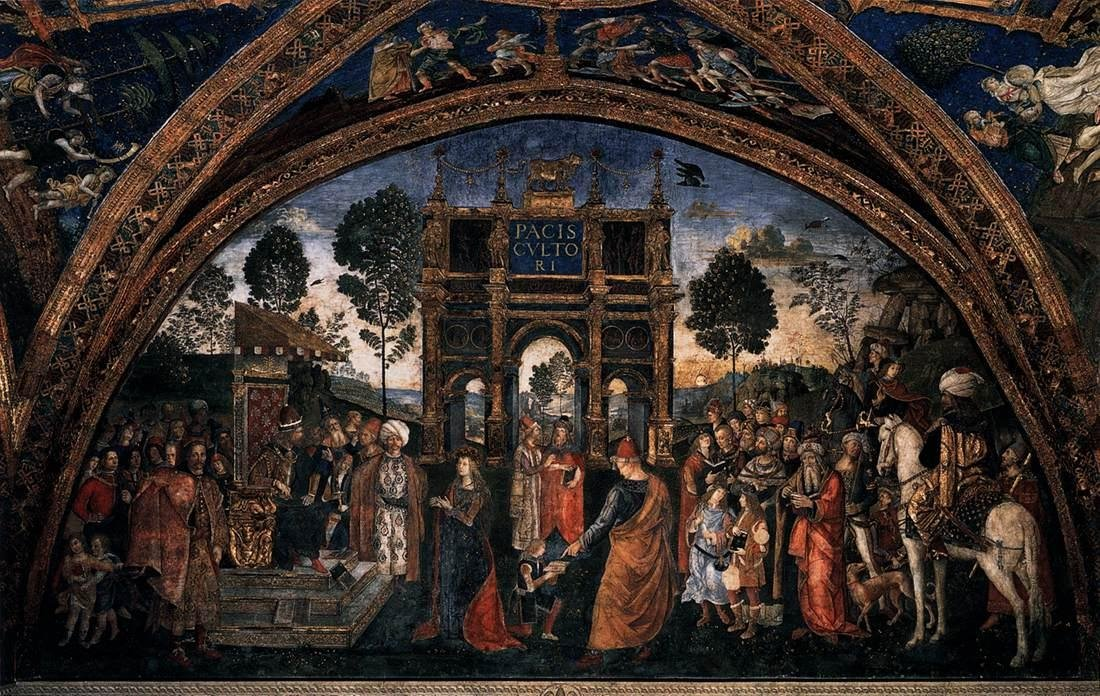
Пінтуріккіо, «Диспут св. Катерини Сієнської», Апартаменти Борджіа

У його ж фресках в Апартаментах Борджіа зберігається чарівність умбрійських пейзажів, але композиція більш архаїчна, порушена перспектива і застосовані рельєфні орнаменти з позолотою. Одна з фресок — «Диспут св. Катерини Сієнської» згідно з легендою містить портрет Лукреції Борджіа, зображеної у вигляді святий. В її лівій частині — ряд портретних облич, наприклад, вважалося, що автопортрет — другий з краю. У двох фігурах по краях імператора вбачали двох знатних втікачів, які жили у Ватикані — Андрія Палеолога, деспота Мореї (ліворуч) і принца Джема, сина Мехмеда II.

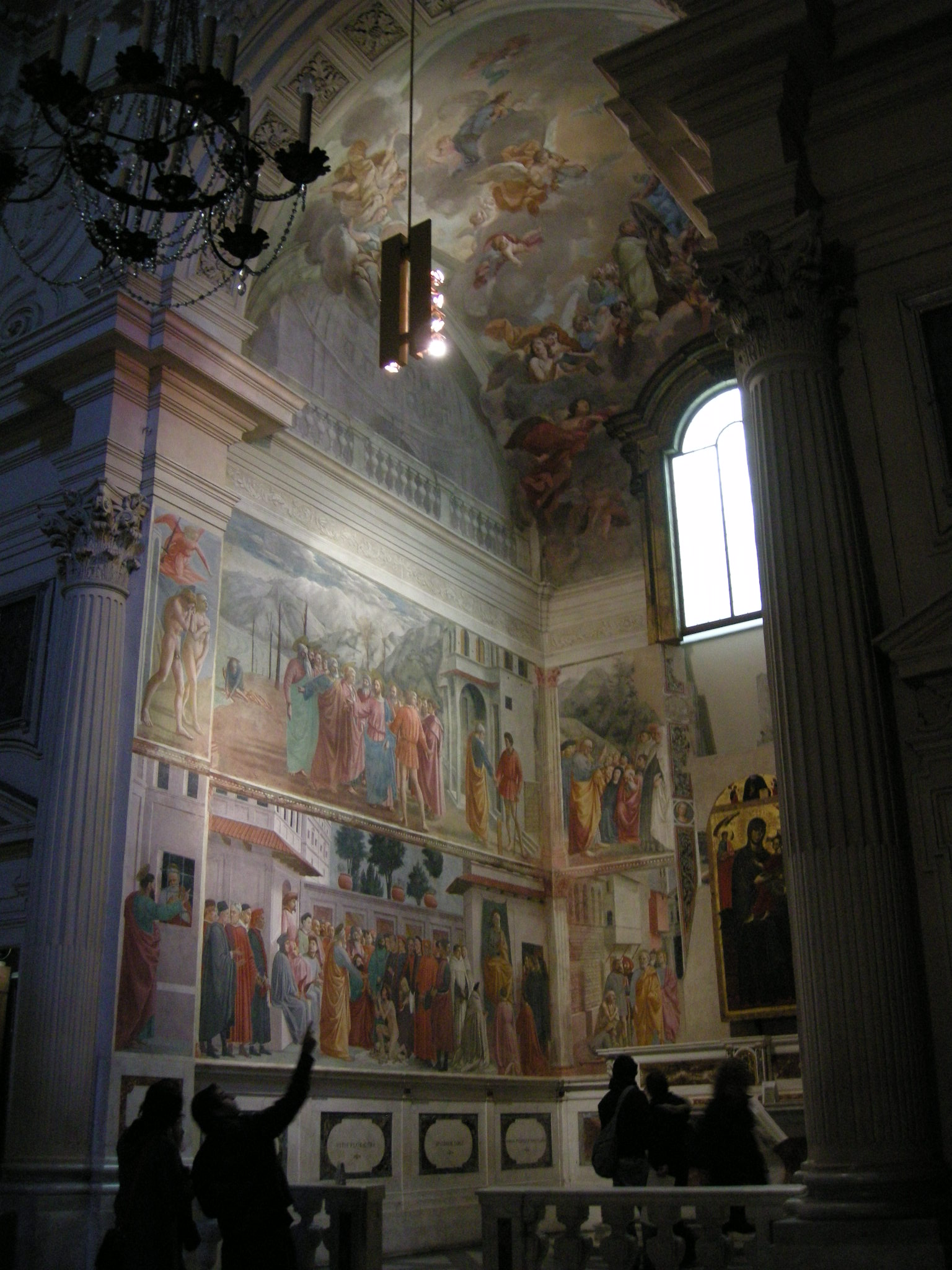
Інтер'єр капели Бранкаччі

У всіх розглянутих творах монументального церковного живопису складається новий тип ренесансної «історичної» композиції. Легенда і реальність межує в них, але не зливається. Іноді два світи існують паралельно, об'єднані лише загальною алегоричною ідеєю, політичною або морально-дидактичною. Іноді художник показує причетність реальних людей до зображеного дива, не розчиняючи їх образи в легенді. Часом моделі грають роль як актори; іноді залишаються лише глядачами, байдужими зовні, але пройнятими свідомістю важливості того, що відбувається. Хоча сьогодні там таке змішування здається механічним і руйнуючим єдність, але для сучасників це було свого роду літургійною ходою; глядачі, споглядаючи фреску, представляли себе не глядачами, а співучасниками, нібито святкової вистави (міраклі, містерії, священні уявлення, живі картини). У фресках виникає новий theatrum — з архітектурними декораціями і розміщенням фігур на авансцені. Прихожанам у церкві, зображені на стінах служили прикладом, слід враховувати і психологічний ефект впізнавання.
Асоціативному зв'язку сприяли також численні портретні воскові фігури ex voto — поміщені по обітниці, реалістично одягнені і розфарбовані, на зріст людини, а деколи і кінні. Наприклад, у флорентійській Сантіссіма Аннунціата у 1530 році перебувало 600 таких фігур. Також в цей час практикувалося зняття масок з померлих. Технічно його удосконалив Вероккйо. Відомо ім'я майстра Орсіно Бенінтенді, що виготовив воскові зображення Лоренцо Медічі, які замовили його друзі після змови Пацці і загибелі його брата Джуліано Медічі.
Все це разом — богослужіння кліру, парафіяни, портретні манекени і нескінченні фрески на стінах створювали якийсь «священний театр». Від цього храмового ансамблю до наших днів дійшли лише фрески, що зберігають риси сценічної видовищності. Враженню сприяли спогади про які щорічні театралізовані релігійні вистави, в яких брали участь люди в сучасних, а не історичних костюмах. У Флоренції такою темою було «Поклоніння волхвів» (звідси популярність цього сюжету в живописі).

###### Венеція
Венеційське святкове життя відображалося в циклах в приміщеннях релігійно-благодійних братств (scuole), які були більш світськими, розважально-розповідним, ніж житійні цикли в церквах. В них також зустрічається безліч портретних фігур.

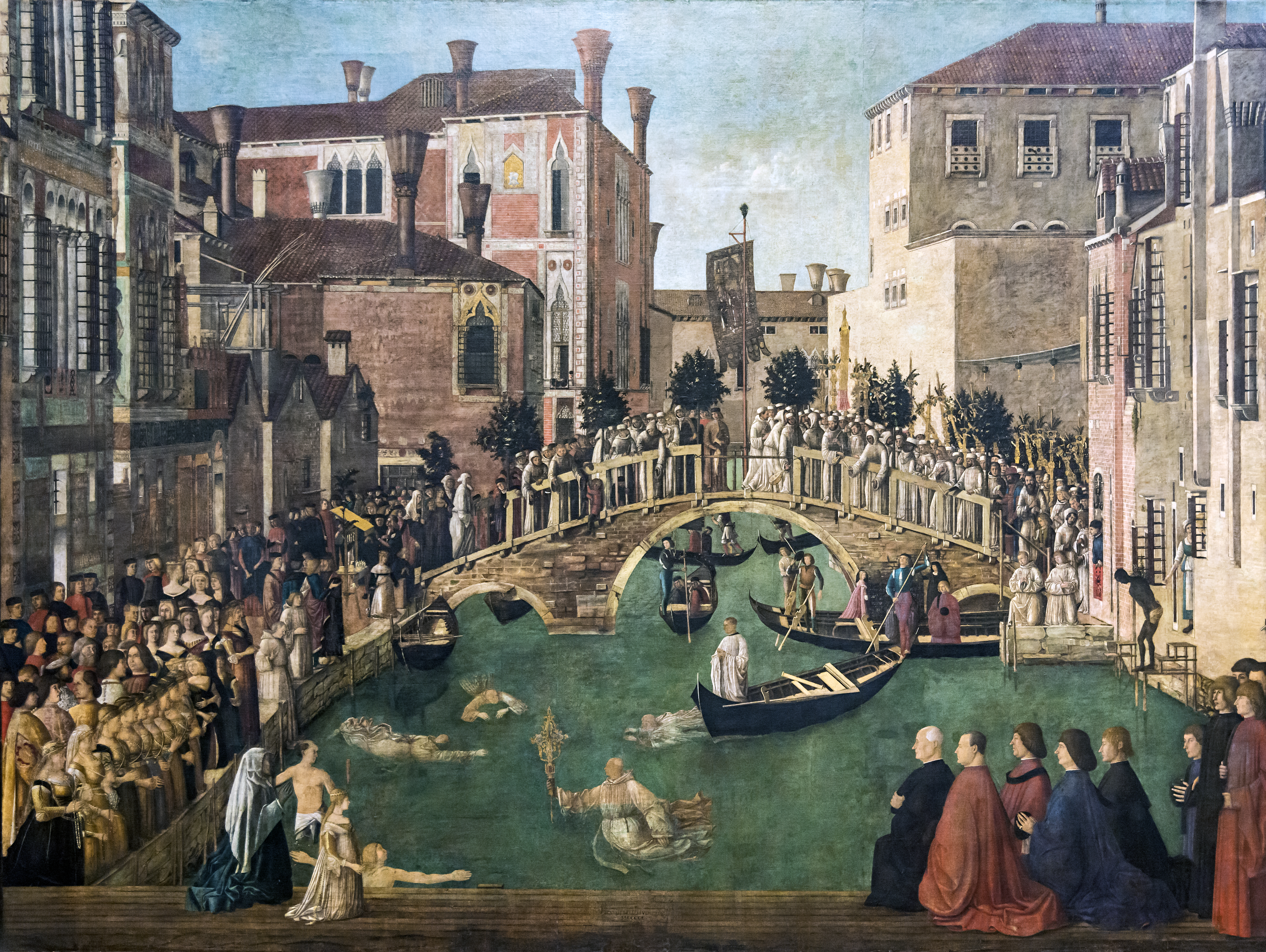
Джентіле Белліні. «Дивовижне спасіння релікцвії св. Хреста, що впала у канал з моста Сан Лоренцо»

Традиція таких циклів сходить до початку XV століття: Джентіле да Фабріано і Пізанелло — розписи зали Великої ради в Палаці дожів на сюжет боротьби імператора Фрідріха Барбаросси з папою Олександром III. Ці фрески швидко руйнувалися, і їх було вирішено замінити картинами на полотні на той же сюжет. Замовлення доручили братам Джентіле і Джованні Белліні в 1470-і. У цій роботі, яка затягнулася, взяли участь Альвізе Віваріні, Карпаччо та ін. Ці картини також не збереглися і відомі з опису Вазарі та інших: там були портрети сенаторів, прокураторів, генералів, гуманістів і елліністів.
Ці картини послужили зразком для інших робіт венеційських художників, виконаних на замовлення братств. Один із найбільших таких циклів прикрашав Скуола ді Сан Джованні Еванджеліста (11 полотен, збереглося 9, нині у Венеційській Академії). Він був присвячений реліквії Св. Хреста і його дивам; створювався в 1494–1510 р. Перуджино, Джентіле Белліні, Мансуеті, Карпаччо, Лазаро Бастіані, Бенедетто Діана. Особливо цікавою є картина Белліні «Процесія» (1496), де до натовпу включено безліч портретів членів братства; а також його ж «Чудесний порятунок реліквії» (1500), де в лівому куті без розрахунку художньої цілісності «вставлені» портретні фігури (Джентіле написав себе, батька, брата, кузена й зятя Андреа Мантенью), не порівнянні з рештою масштабно, а в правому кутку зображена Катерина Корнаро з низкою профілів придворних дам. Його портретні образи в цих картинах — сухувато документальні. Його учень Джованні Мансуеті в картинах того ж циклу слідував цій манері. Вітторе Карпаччо, його інший учень, написав для циклу картину на сюжет зцілення реліквією біснуватого, де зобразив знайомий глядачам пейзаж і зосередив велику групу портретних фігур ліворуч, під портиком і рядом (крайня праворуч фігура в неприродному повороті — можливо, автопортрет).

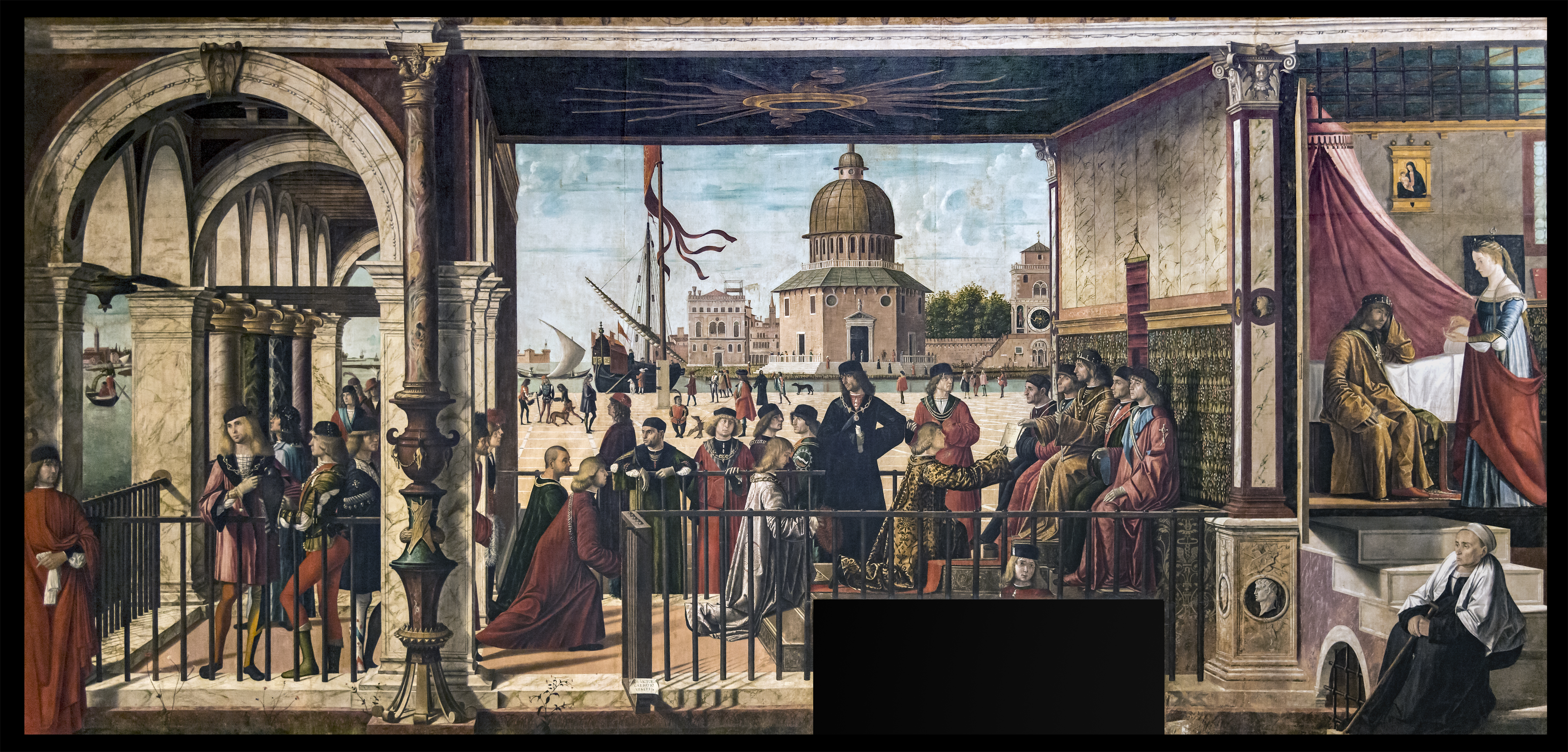
Карпаччо. «Прийом англійських послів»
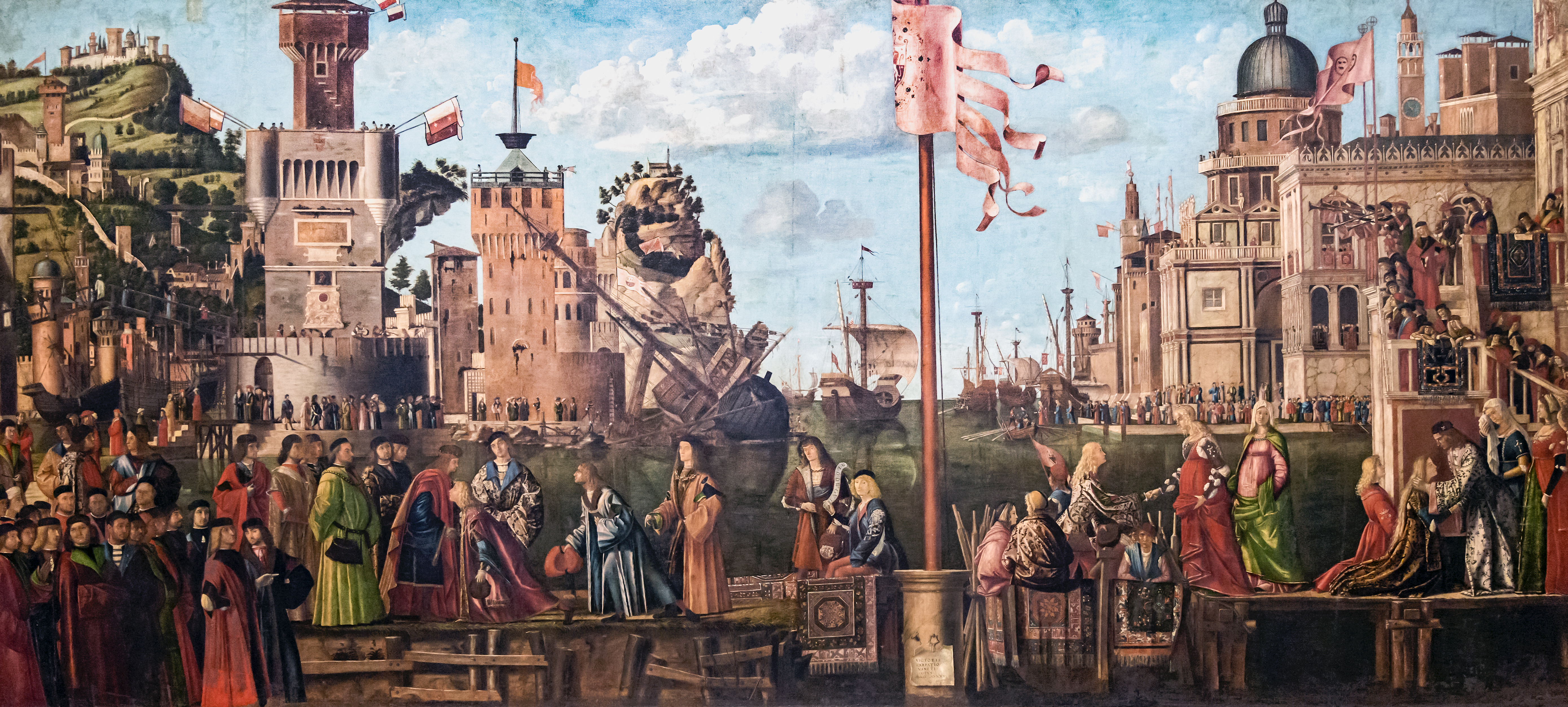
Карпаччо. «Прощання св. Урсули і нареченого зі своїми батьками і їх відправлення у паломництво»
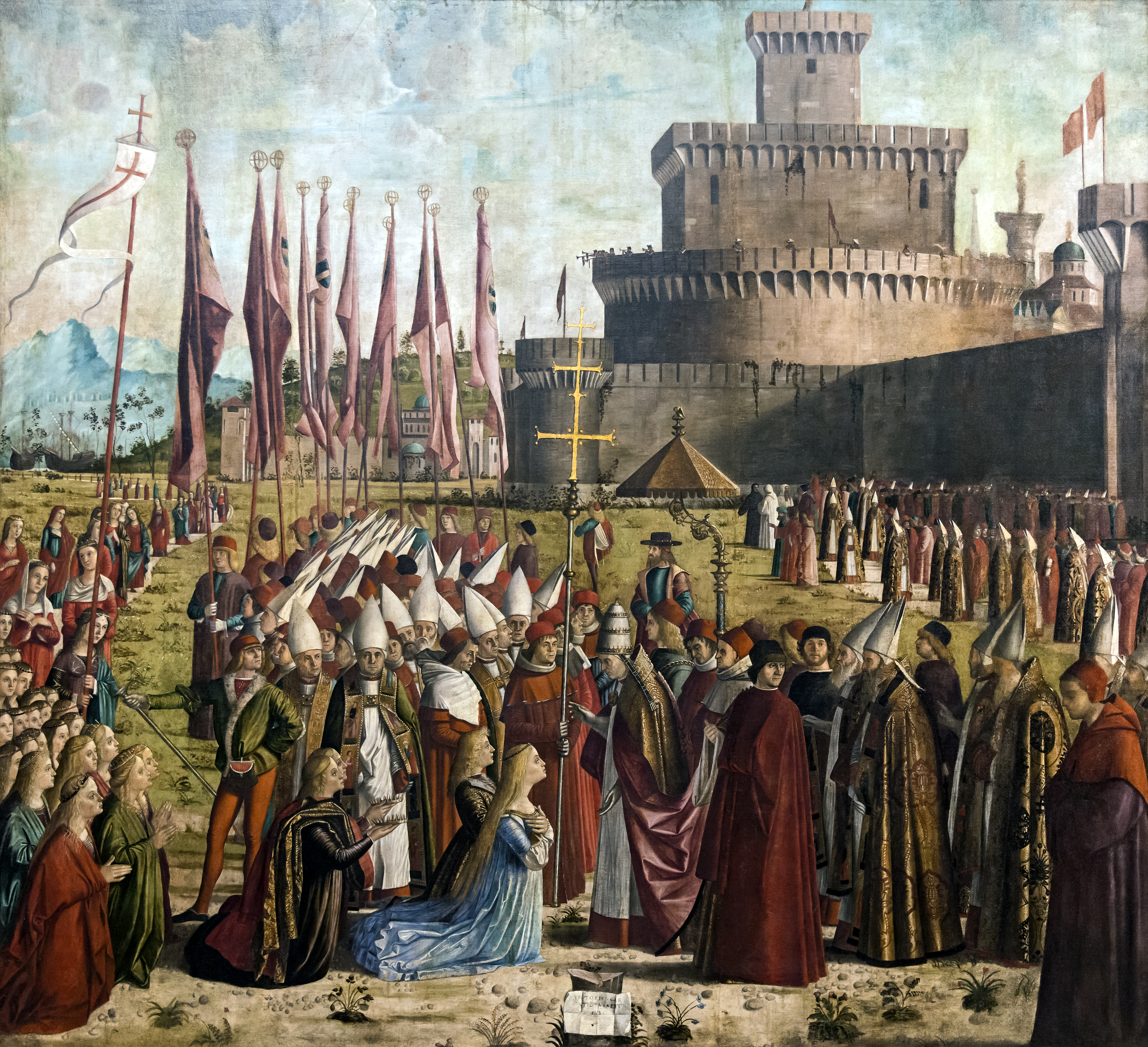
Карпаччо. «Зустріч св. Урсули і пілігримів з папою в Римі»
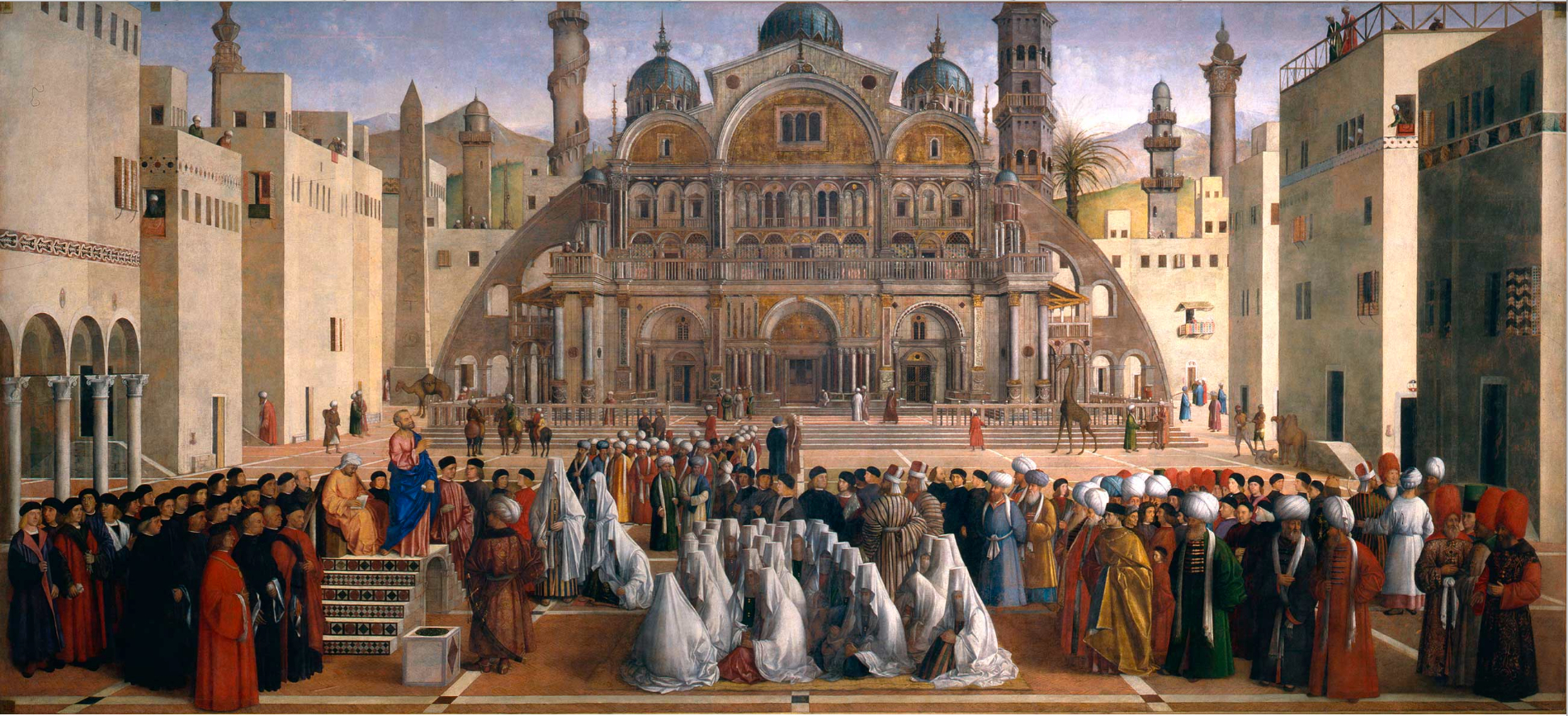
Брати Белліні. «Проповідь апостола Марка в Александрії»

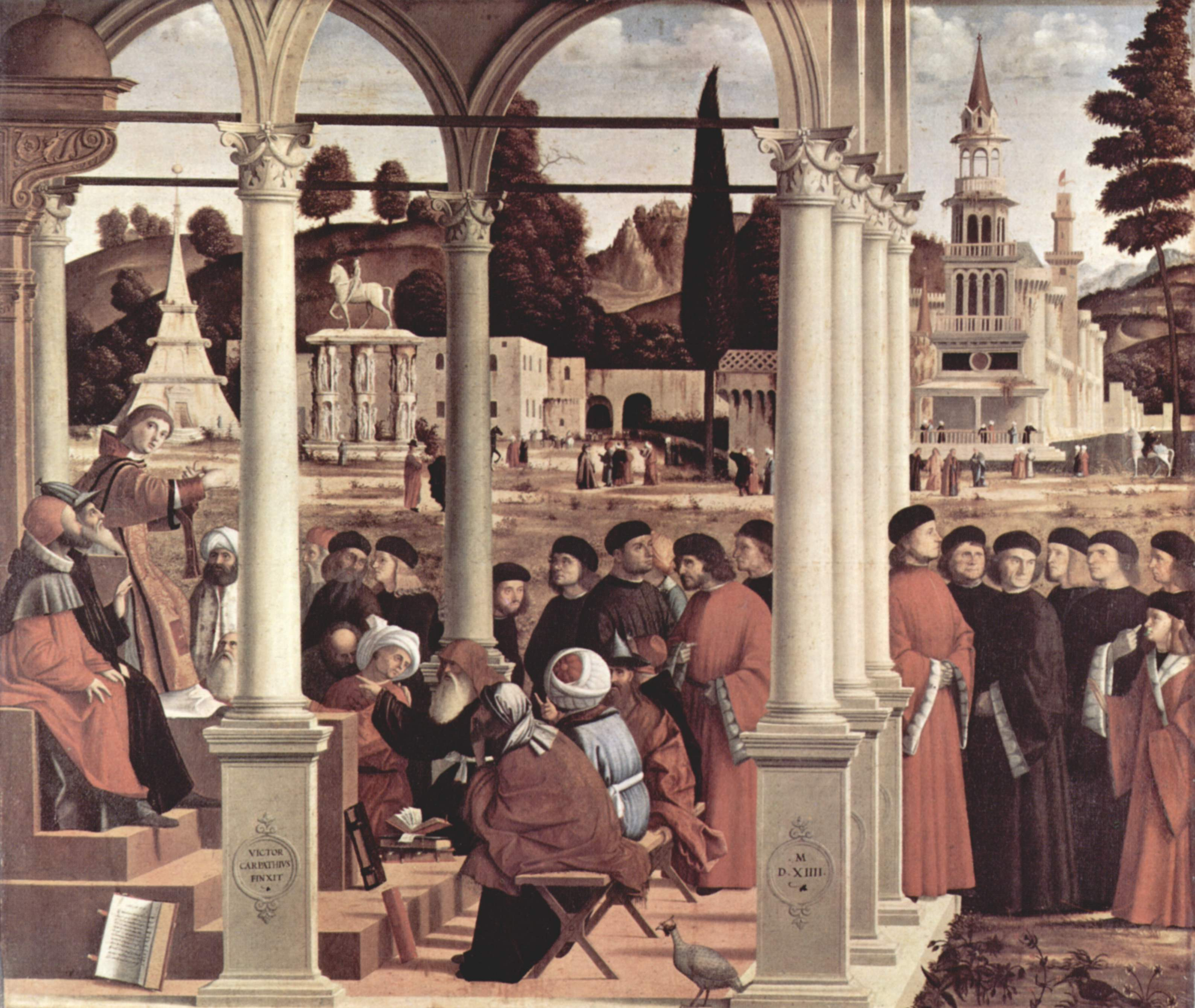
Карпаччо. «Диспут св. Стефана»

Карпаччо вставляє такі ж портрети (групові та одиночні) в цикли своїх картин на сюжет житія св. Урсули (1490–1498, для Скуола ді Сан Орсола, нині у Венеційській Академії). У «Зустрічі святої з папою» (бл. 1493) він помістив майже в центрі фігуру в червоному сенаторському вбранні — портрет гуманіста Ермолао Барбаро (ідентифікований за згадуванням у віршах). Особливо багато портретів в «Прощанні св. Урсули і нареченого з батьками» (1495): вони займають весь лівий кут картини і розташовуються на кладці, безпосередньо беручи участь у сцені. Можливо, це члени братства св. Урсули та члени сім'ї Лоредан, патронів братства — на думку вчених в «Прийомі англійських послів» донатор у червоному в лівому кутку — П'єтро Лоредан, а дві фігури за огорожею — його брати. Тим не менш, портретні образи Карпаччо передані з відтінком меланхолії і поетизму, що відрізняють його від прозового побутописання Джентіле Белліні.
Коли Джованні Белліні закінчував за померлим братом Джентіле величезну «Проповідь апостола Марка в Александрії» (1504–1507, пінакотека Брера), його основною роботою було написати портрети і поправити ті, що вже зробив Джентіле. Очевидно, що в майстерності портретування Джованні просунувся далі брата. Під впливом пізнього портретного стилю Джованні Белліні виконані портрети Карпаччо в «Диспуті св. Стефана» (1514, Брера), але фігури не роздрібнені, а об'єднані спільністю емоційного переживання.

#### Світський монументальний живопис
Зображення меморіального характеру з причини свого призначення могли бути далекі від подібності з оригіналом, перетворившись в ідеальний вигляд, уявний портрет. Жанр брав початок від традиції «знаменитих мужів».

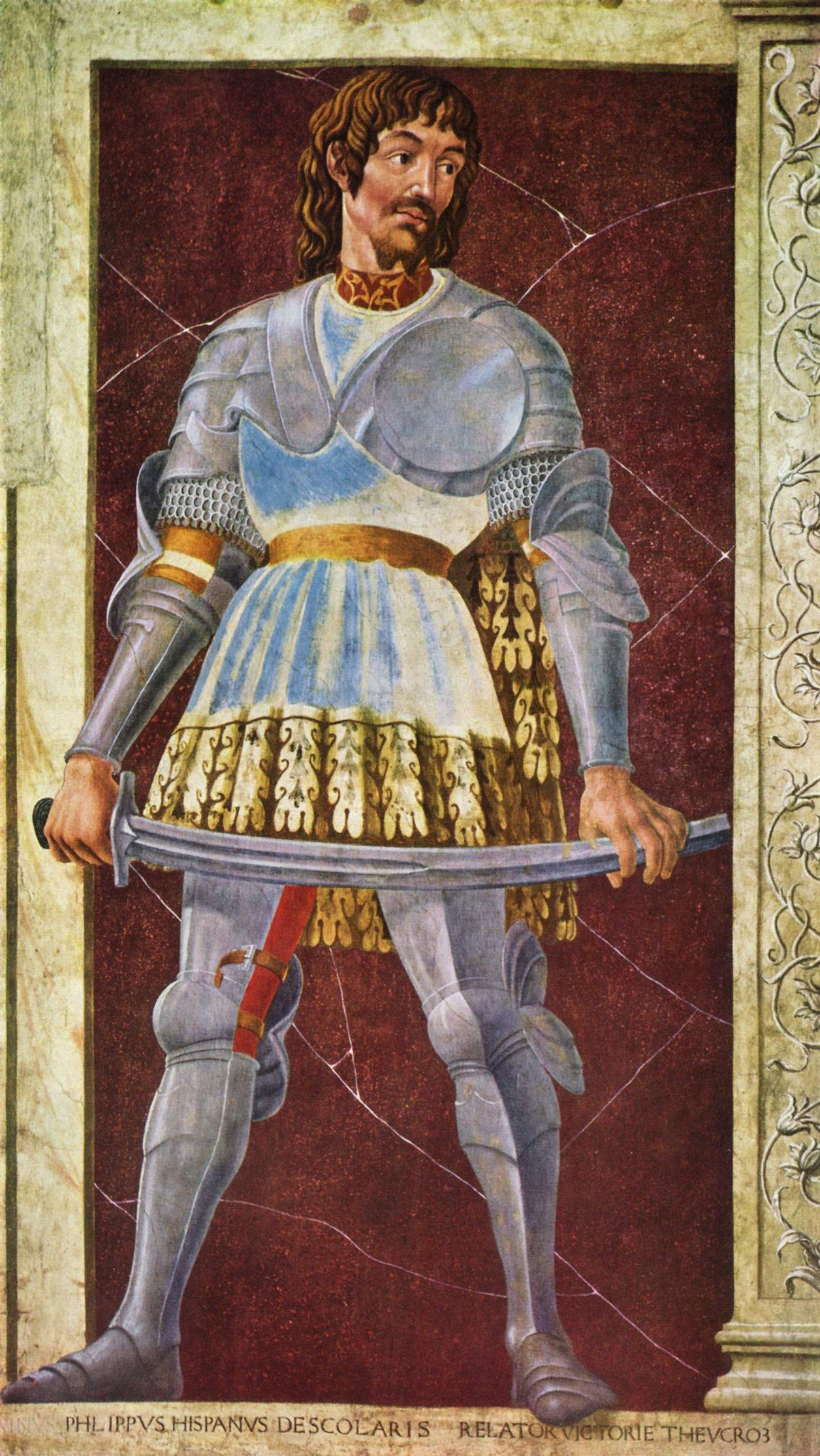
Андреа дель Кастаньйо. «Портрет Піппо Спана» (вілла Кардуччі)

У першій пол. XV століття мода писати знаменитих мужів (разом з алегоріями чеснот) вкоренилася по всій Італії. Близько 1420 року Біччі ді Лоренцо (за словами Вазарі) прикрасив старий будинок Джованні Медічі. Мазоліно в 1429–1431 прикрасив аналогічно один з римських замків Орсіні. У Флоренції під впливом громадянського гуманізму з'являється новий вид монументального портрета (відомий за літературними джерелами). На замовлення консулів і проконсулів цеху суддів і нотаріусів їх зала (Sede de Proconsulo) була прикрашена знаменитими громадянами республіки: Колюччо Салютаті, Леонардо Бруні, Поджо Браччоліні, Джанноццо Манетті, Дзанобі да Страда і Донато Аччайолі. Бруні був написаний Андреа дель Кастаньйо незабаром після смерті моделі, посмертними були і зображення Поджо і Манетті (нічого не збереглося).

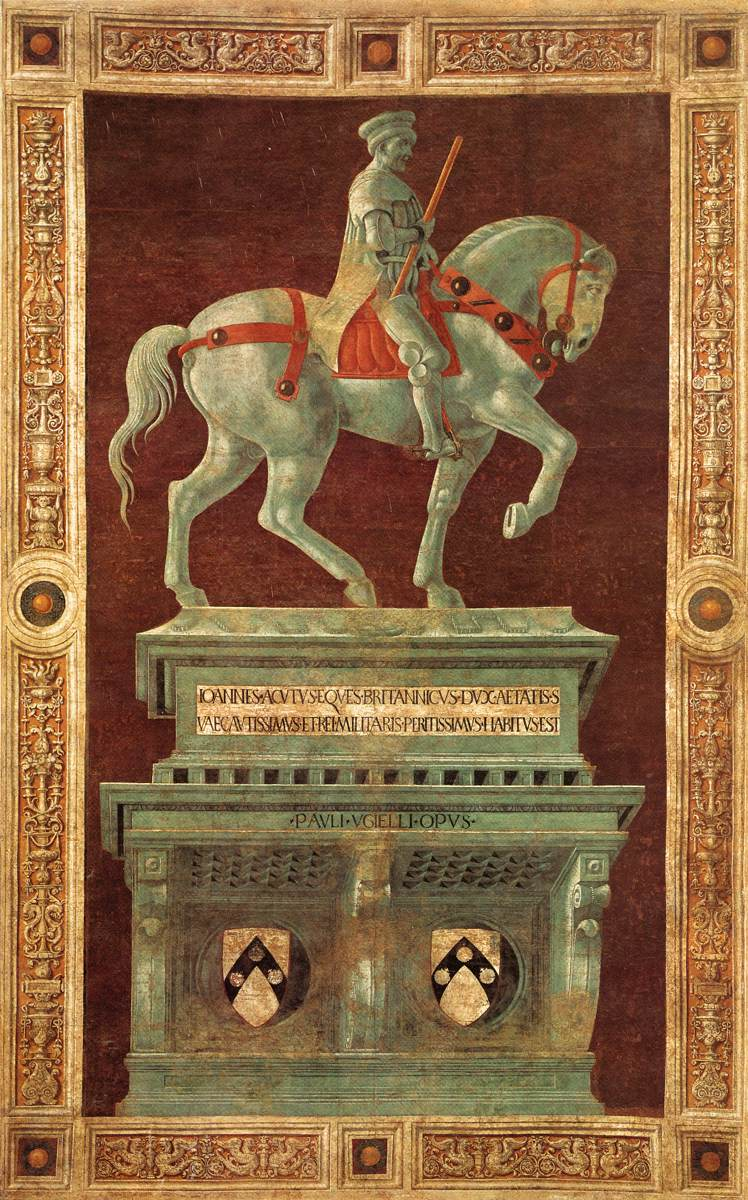
Паоло Учелло. «Надгробний пам'ятник Джону Хоквуду»

Дійшов інший розпис пензля того ж художника — фрески вілли Кардуччі (1450–1451, Уффіці): крім Мадонни тут присутні фігури прославлених флорентійців, як політиків, так і літераторів. Вони були написані серед архітектурної декорації і здавалися живими статуями. Цей ансамбль був ілюзіоністічним («живі статуї»), а портретна схожість була не явною через меморіально-історичний та ідеально-героїчний характер живопису, в основі якого лежить ідеал гідності, доблесті. В залежності від здібностей художника портрети цього жанру ставали реально портретними — якщо він мав матеріал (портретні зображення моделей, посмертні маски тощо), але все одно вони відрізнялися значною узагальненістю і тенденцією до укрупнення малюнка, пластики обличчя, монументалізації форм.
До стилю і духу фресок вілли Кардуччі близькі дві величезні фрески в соборі Флоренції, написані Паоло Учелло і Андреа дель Кастаньйо. Вони імітували скульптуру, були написані майже монохромно і зображували кінні пам'ятники — надгробні монументи флорентійським кондотьєрам Джону Хоквуду і Нікколо да Толентіно. (В цей час в Італії виготовляти власне кінні статуї ще не вміли). У портреті Хоквуда пензля Учелло голова має підкреслено укрупнені форми; через двадцять років Кастаньйо написав на стіні другу композицію, на якій зобразив Толентіно також з великою часткою авторської вільності — це не стільки портретне зображення, скільки художня вигадка.

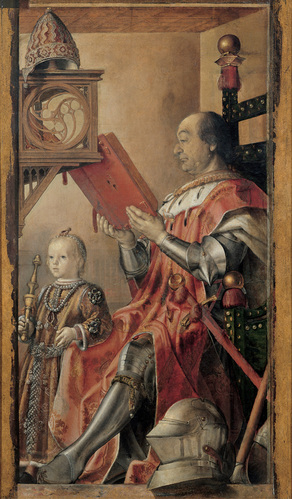
Педро Берругете. Портрет Федеріго да Монтефельтро з сином

До цього ж жанру «знаменитих людей» належить цикл із 28 напівфігур, написаний нідерландцем Юстусом ван Гентом у 1474 році для урбінського герцога Федеріко да Монтефельтро (половина циклу залишилася там, друга сьогодні в Луврі). Раніше вони прикрашали верхні частини стін робочого кабінету (studiolo) герцога, перебуваючи у 2 яруси над дерев'яною декоративною обшивкою з ілюзіоністичними інтарсіями. Крім вигаданих «портретів» філософів, вчених та ін. Античності й Середньовіччя, Отців Церкви і теологів, сюди включені портрети пап Пія II, Сикста IV, кардинала Віссаріона і Вітторіно да Фельтро (очевидно, на вибір замовника, в цикл був включений і його портрет роботи Педро Берругете, що працював разом з ван Гентом над цим замовленням).

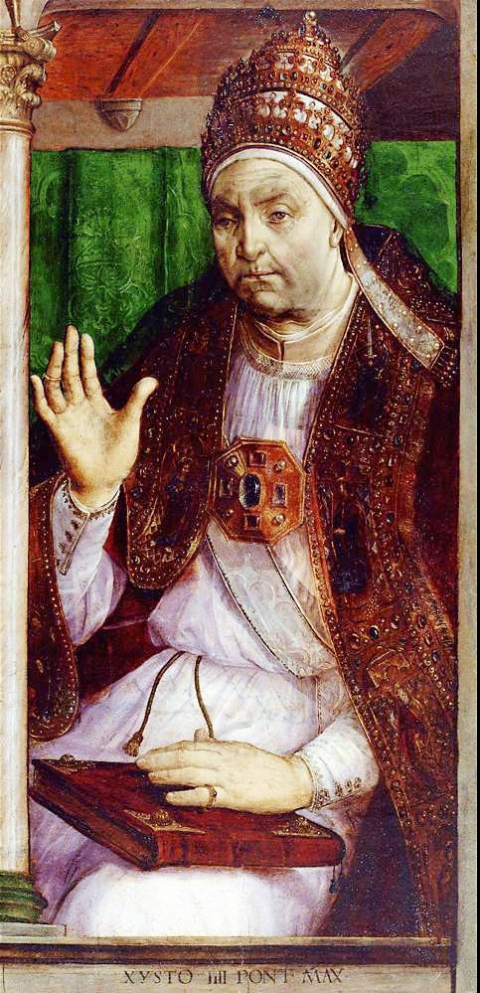
Сикст IV
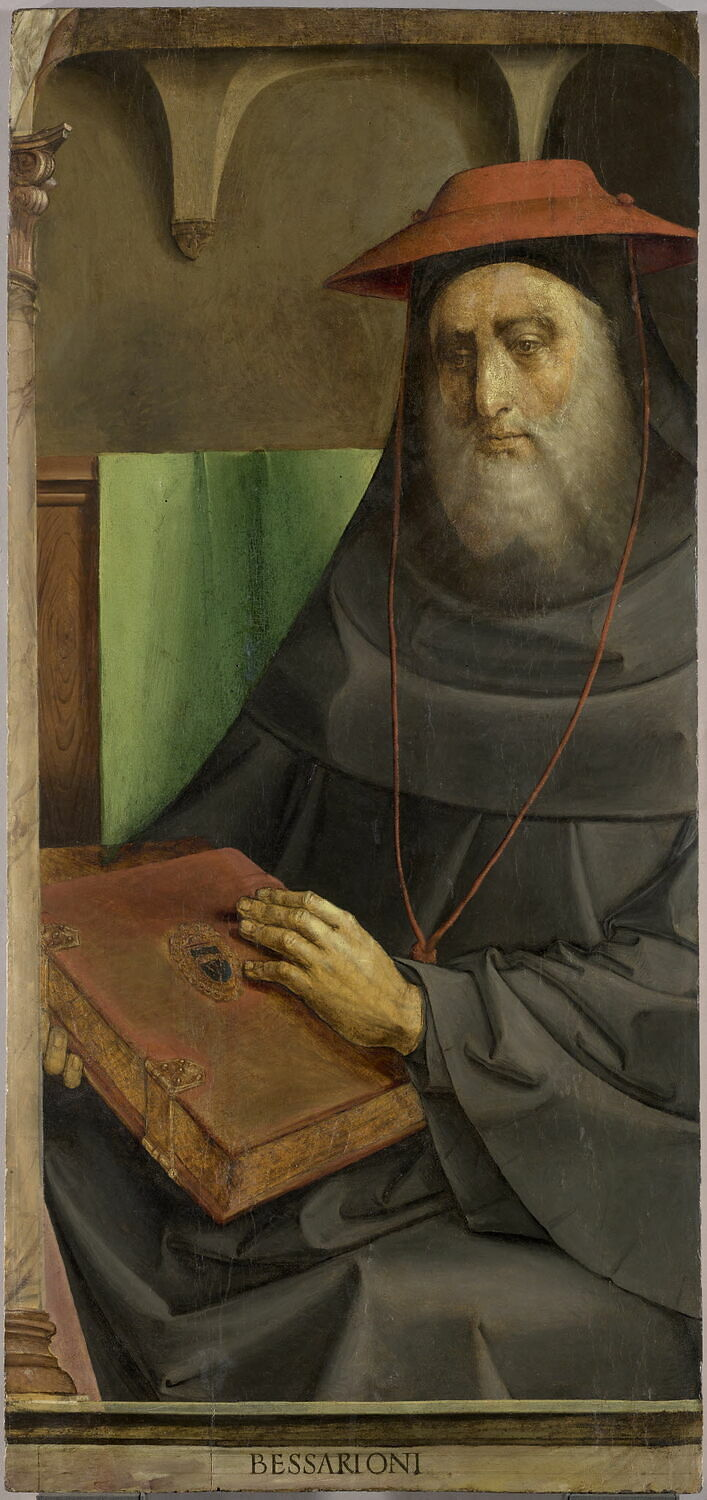
Кардинал Віссаріон
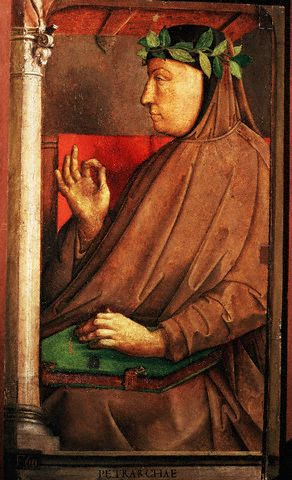
Петрарка
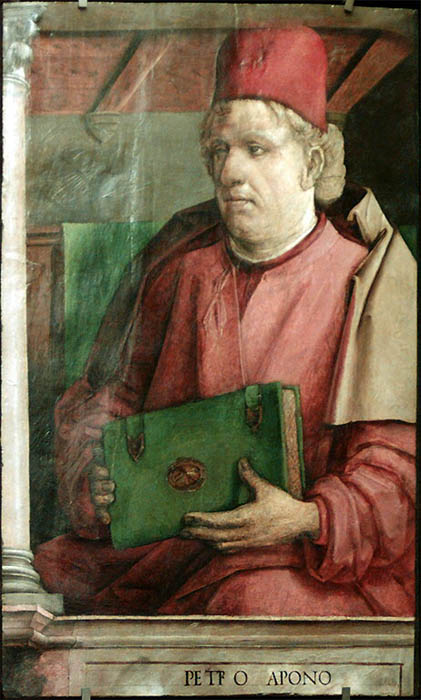
П'єтро д'Абано

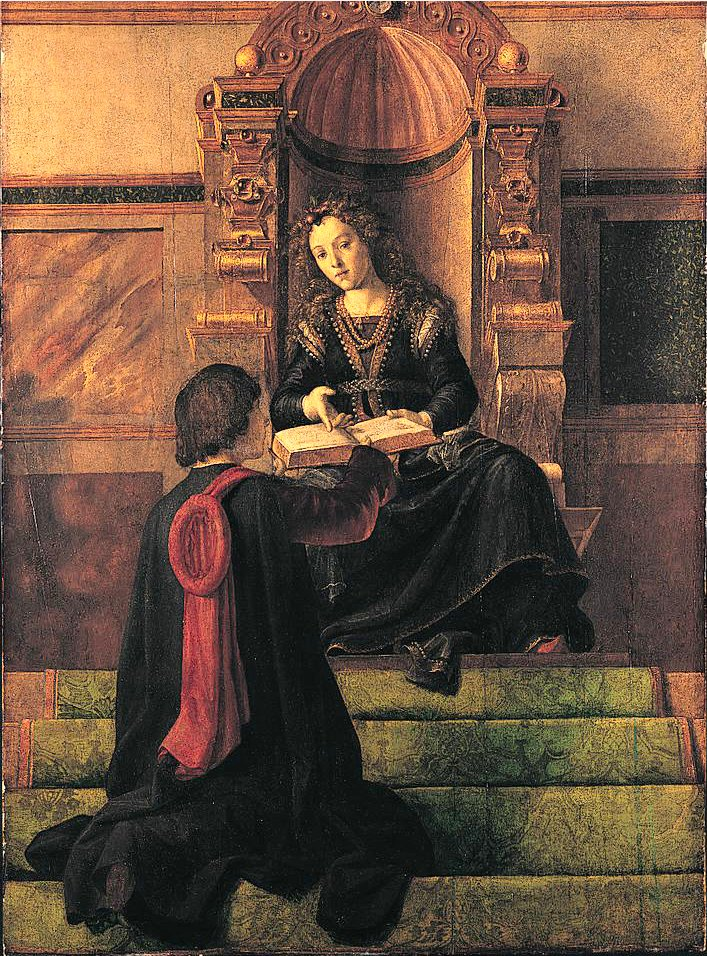
Юстас ван Гент. Молода людина перед алегорією мистецтв

На портреті Федеріго да Монтефельтро написаний в повному бойовому обладунку і в мантії з горностая, за читанням книги. Біля його ніг, спираючись на коліно батька — спадкоємець, юний Гвідобальдо. Гуманістичний культ «знаменитих мужів» тут поєднується з прославлянням монарха в його ролі покровителя мистецтв і захисника церкви; але ці італійські ідеї виконані з деталізацією та індивідуальністю образів, які видають художника не італійського походження. До цього циклу примикає інший, що зберігся гірше: алегорія 7 (?) вільних мистецтв (бл. 1474–1480, зі студіоло того ж герцога в Губбіо): 2 картини втрачені в Берліні у 1945-му, ще 2 зберігаються в лондонській Національній галереї. Вони приписувалися Мелоццо да Форлі, а тепер теж вважаються роботою Гента. На одній з берлінських картин був зображений герцог на колінах перед алегоричною фігурою Діалектики (або Риторики), отримуючи з її рук книгу; а в одній з лондонських картин молода людина (Констанцо Сфорца?) схиляє коліна перед Музикою. Третя фігура донатора повернена до глядача спиною і тому не може бути персоніфікована.

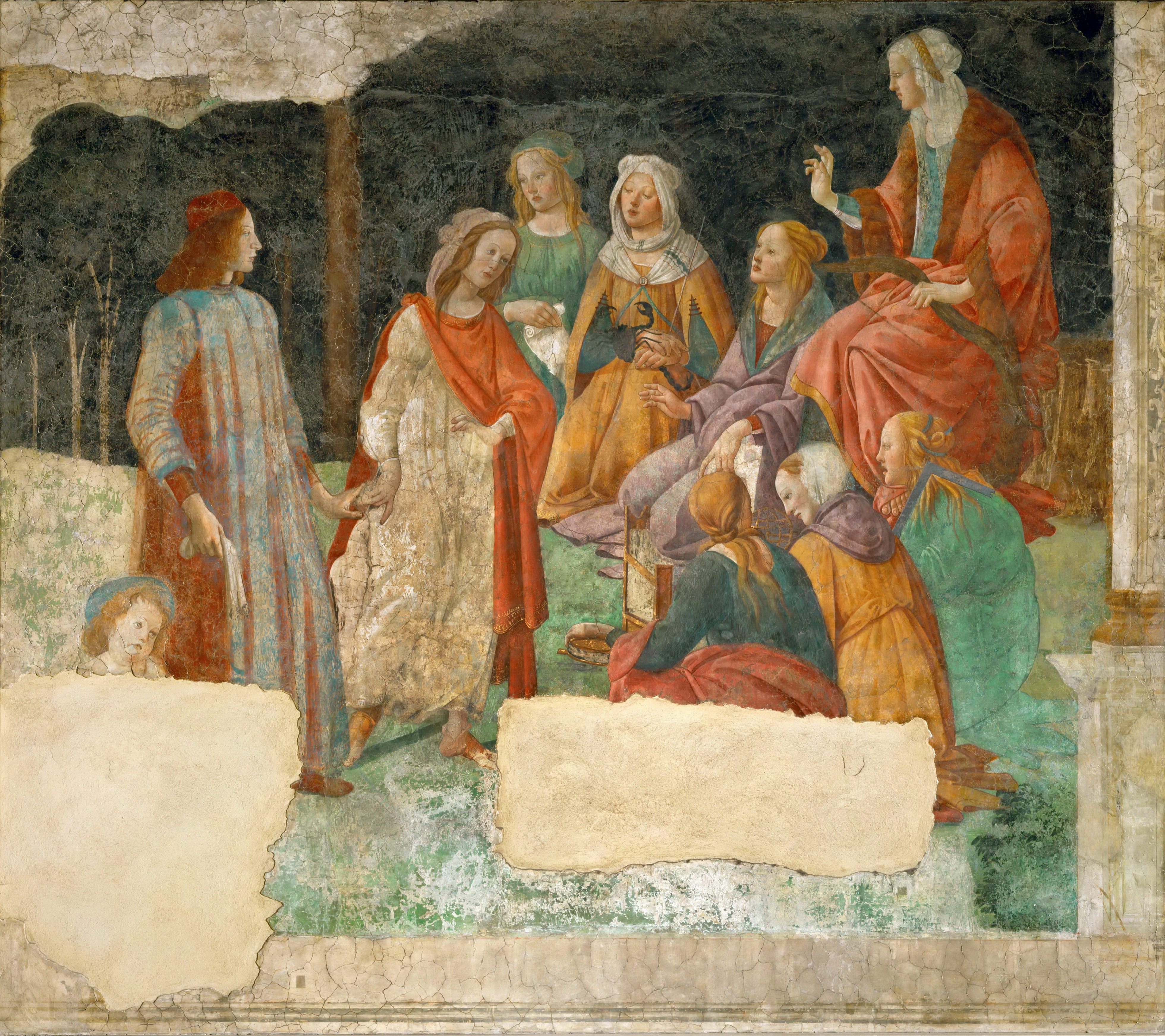
Боттічеллі. Граматика представляє юнака

У перерахованих вище абзацах вільні мистецтва зображувалися традиційно, у вигляді жінок на троні. Боттічеллі, створюючи роботи на той же сюжет, трактував його по новому (фрески вілли Леммі під Флоренцією, бл. 1482, тепер у Луврі): фігури Мудрості, Мистецтв, Грацій і Венери зображені у вигляді двох витончених груп. У першій Граматика бере за руку юнака і представляє його своїм подругам, у другій дівчина простягає до Венери руку з хусткою. Довгий час вважалося, що зображені люди — Лоренцо Торнабуоні і його наречена Джованна Альбіцці (оскільки вілла Леммі належала його батькові), але їх обличчя не схожі на зображення в капелі Торнабуоні роботи Гірляндайо і на медалях, а герб Альбіцці був біля юнака, а не дівчини. Тепер припускають, що це Маттео д'Андреа Альбіцці і його наречена Нанна ді Нікколо Торнабуоні.

##### Історичний жанр

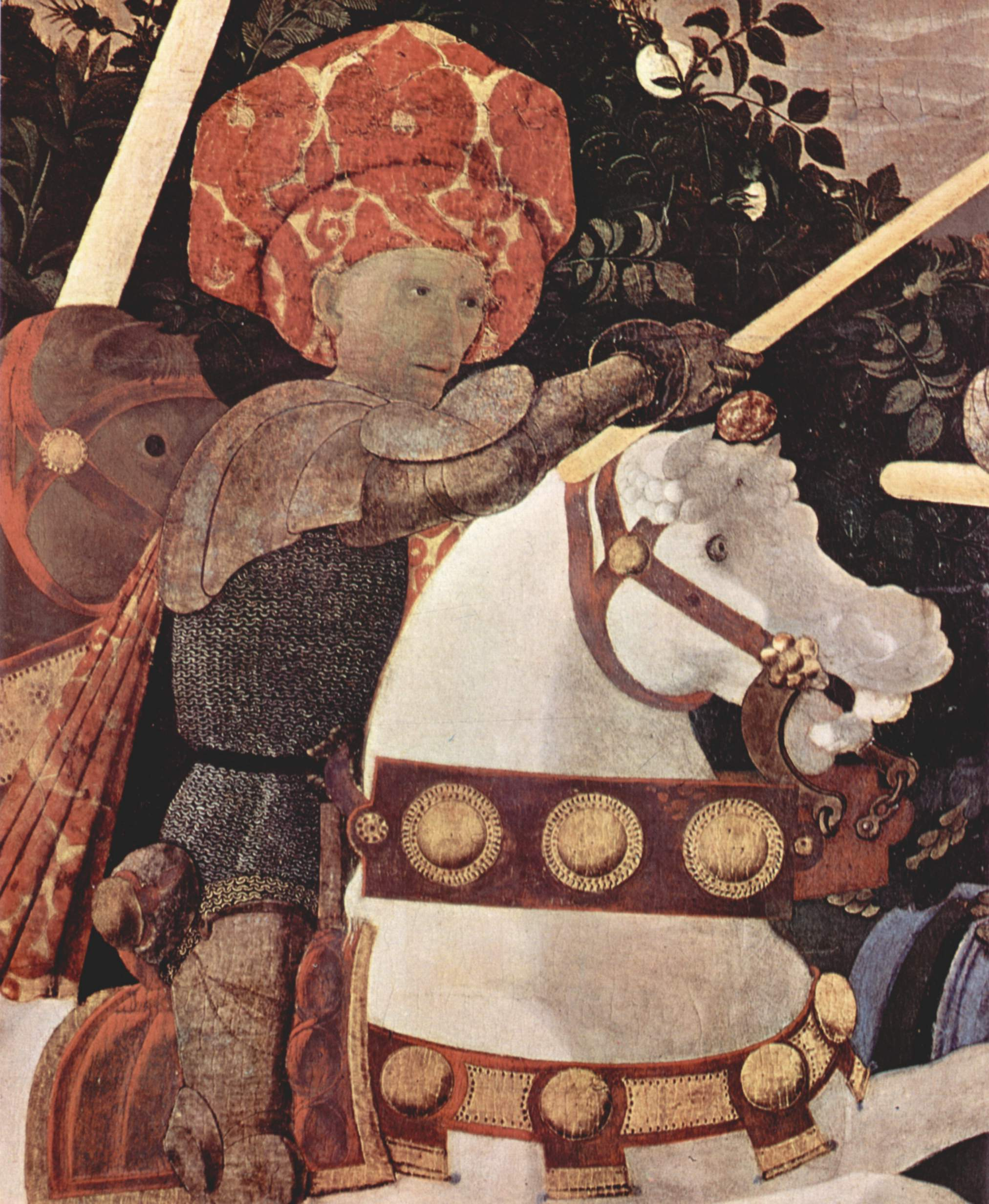
Паоло Учелло. Битва при Сан Романо. Фрагмент із зображенням Нікколо да Толентіно

Важливим кроком в еволюції «монументального портрета» був «історичний жанр», де зображалися реальні події і сцени, або ті, які легко було такими уявити. Їх дійовими особами були реальні люди. Пам'яток цього світського жанру залишилося мало, і самими традиційними є батальні. Перші зразки цього жанру створювалися ще в треченто («Гвідоріччо да Фолья» роботи Сімоне Мартіні, Палаццо Публіко). Батальні композиції раннього Відродження до нас не дійшли, але про них можна судити за кількома роботами трьох різних художніх шкіл: фрески Пізанелло в Мантуї (Палаццо Дукале), П'єро делла Франческо в Ареццо (розписи хорів церкви Сан Франческо) і триптих Паоло Учелло.
Паоло Учелло у 1456–1460 рр. на замовлення Козімо Медічі написав 3 великі картини із зображенням різних сцен битви флорентійців і сієнців при Сан-Романо в 1432 році. Спочатку це був єдиний фриз 9,5 м довжиною. Фігури флорентійських кондотьєрів різко виділяються у тісняві битви, на головах у них не шоломи, а розкішні шапки, ніби вони не б'ються, а беруть участь у церемонії. Їх вигляд безпристрасний, і в ньому мало портретного. Обличчя Нікколо да Толентіно більш індивідуальне, ніж у решти, але значно відрізняється від зображення в описаному вище «Надгробному пам'ятнику», на якому він також зображений. Художник майже не використовує світлотінь і обмежується контурами. Через перспективні ракурси втрачається тривимірність форм, і обличчя стають плоскими плямами в «килимовому» візерунку картини. Портрети воєначальників розуміються скоріше «декоративно-геральдично», ніж індивідуально, і в цьому відчувається вплив пізньої готики.

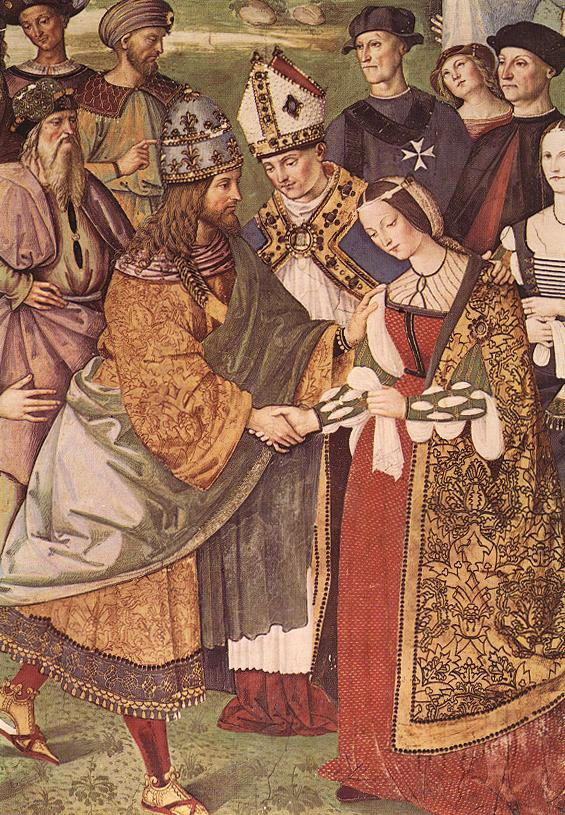
Пінтуріккіо, бібліотека Пікколоміні: зустріч імператора Фрідріха III з його нареченою Елеонорою Португальською

Інший вид «історичної» композиції з'явився у процесі секуляризації релігійного живопису — сцени урочистих процесій і освячень. Спочатку вони з'являються в мініатюрі, потім проникають у фреску. До числа перших монументальних зображень на цей сюжет належить фреска Біччі ді Лоренцо з освяченням Сант Еджідіо, згадана вище. Потім Вазарі згадує фреску Вінченцо Фоппа з церемонією закладки міланського шпиталю в квітні 1457 в присутності герцога Франческо Сфорца і багатьох інших. Подібних фресок було створено чимало, але вони прикрашали зовнішні стіни і відкриті портики, тому легко піддавалися руйнації і до наших днів не збереглися. Аналогічним чином втрачено багато розписів палацових інтер'єрів, правда, зазвичай не від ходу часу, а при оздобленні кімнат у новому смаку. З документів відома програма розпису Кастелло Сфорцеска, де згадано безліч придворних. У папи Олександра IV були покої в замку Св. Ангела, прикрашені фресками Пінтуріккіо — зустріч папи з королем Франції Карлом VIII в Римі в січні 1495 року, а також інші (всі не збереглися). Швидше за все, вони нагадували за стилем і характером портретів більш пізні фрески бібліотеки Пікколоміні в Сієнському соборі на сюжет історії Пія II.
Фрески Пінтуріккіо в Бібліотеці Пікколоміні Сієнського собору (1505-07) складаються з 10 «картин», де можна знайти багато портретних облич, але манера художника дещо суха і дріб'язкова, а самі фрески нагадують збільшені мініатюри. Окремі постаті і обличчя позбавлені індивідуальної портретної характеристики і тяжіючи до стереотипу, повторюються з фрески у фреску з монотонністю.

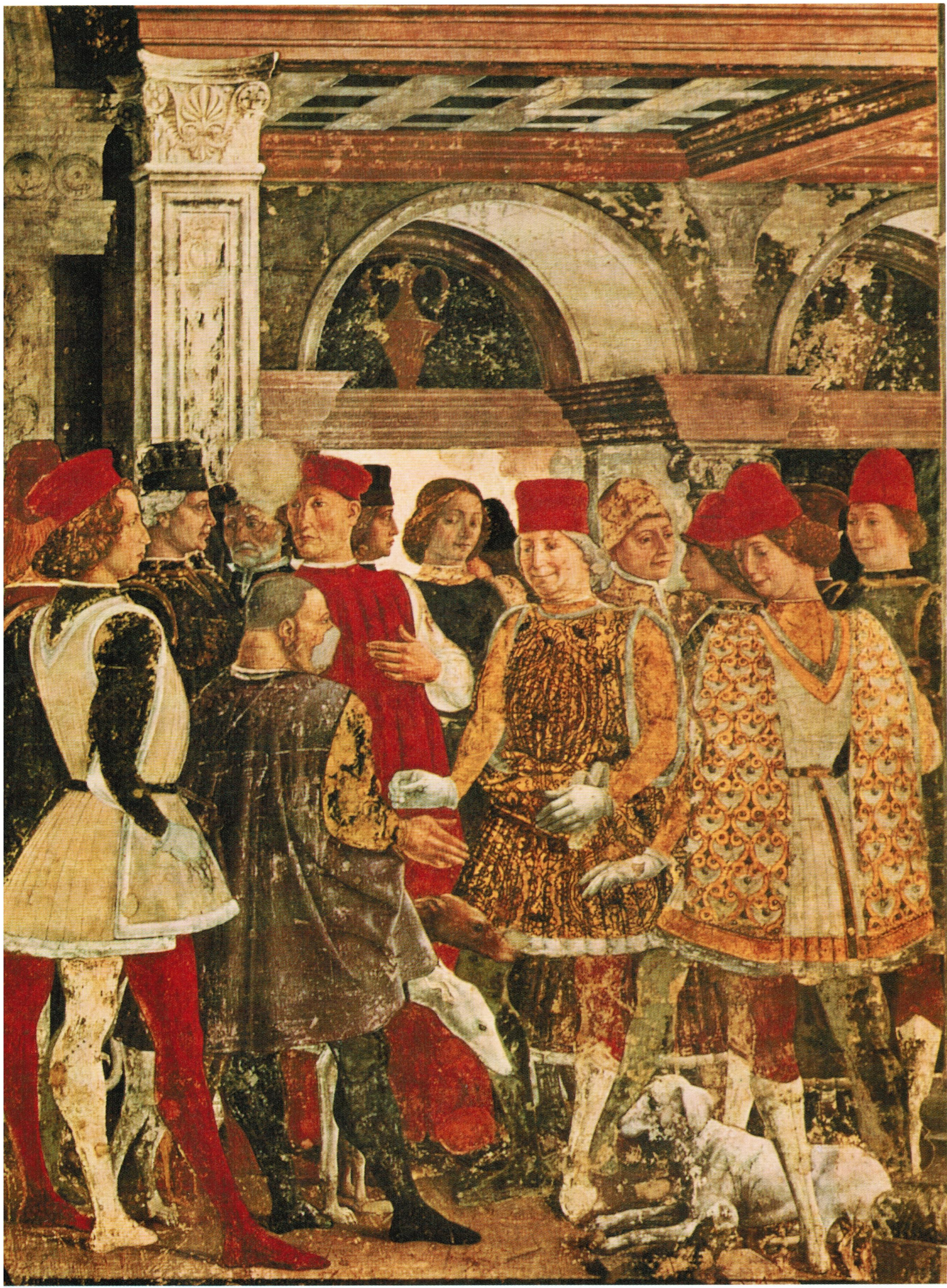
Франческо дель Косса, «Квітень» (фрагмент): герцог Борсо д'Есте зі своїм блазнем

Світський живопис, якого до наших днів збереглося мало, відігравав важливу роль в оздобленні палацового і заміського інтер'єру. Сюжети вибиралися змішані — поєднання реальних побутових сцен, класичних міфів, алегорій і героїзованих портретів правителів в ореолі тріумфу та оточенні підданих. В останній третині XV століття створюються фрески в Палаццо Скіфанойя роботи Франчески дель Косса (Феррара), Камери дельї Спозі роботи Мантеньї (Мантуя) і «Установа ватиканської бібліотеки» Мелоццо да Форлі. У цих роботах зображення громадських свят набуває яскраво вираженого придворного забарвлення. Центральна фігура завжди — правитель, навколо нього неквапливо розгортається церемоніал.
Палаццо Скіфанойя було оздоблене у 1469-71 рр. феррарськими майстрами. Відомо два імені — Франческо дель Косса і Бальдассаре д'Есте, хоча, судячи зі стилістичного аналізу, їх було не менше п'яти. Фресками прикрашений великий зал парадного поверху, це складний алегорико-астрологічний ансамбль на сюжет 12 місяців. Ансамбль зберігся наполовину і сильно пошкоджений. У фресках нижнього рівня показані побутові сцени з життя герцогського двору. Реалізм цих фресок ще обмежений, в ньому багато готичних пережитків. Найбільш цікаві портретні зображення у фресках, написаних Коссе («Березень» і «Квітень»). У кожній фресці представлений герцог і його наближені у 2 самостійних жанрових сценах — бесіда під склепіннями портика і кавалькада на відкритому повітрі. У першому випадку фігури стоять вільно, утворюючи шанобливий гурток навколо государя, їх обличчя показані в різних поворотах і дані тонше. Вершники зображені більш архаїчно і площинно, голови майже завжди в профіль і повернені в одному напрямку. В обох типах композиції витриманий головний принцип придворного групового портрета — виділення образу монарха, без настирливості, але виразно. Фігури поставлені так, що герцога видно одразу — він виділяється своєю статурою, костюмом, але найбільше — підкресленою індивідуалізацією обличчя, міміки, жестів. Це найвиразніша фігура на фресці, найприродніша і активна. Чим далі від нього розташовані придворні, тим їх образи більш нівельовані і одноманіті.

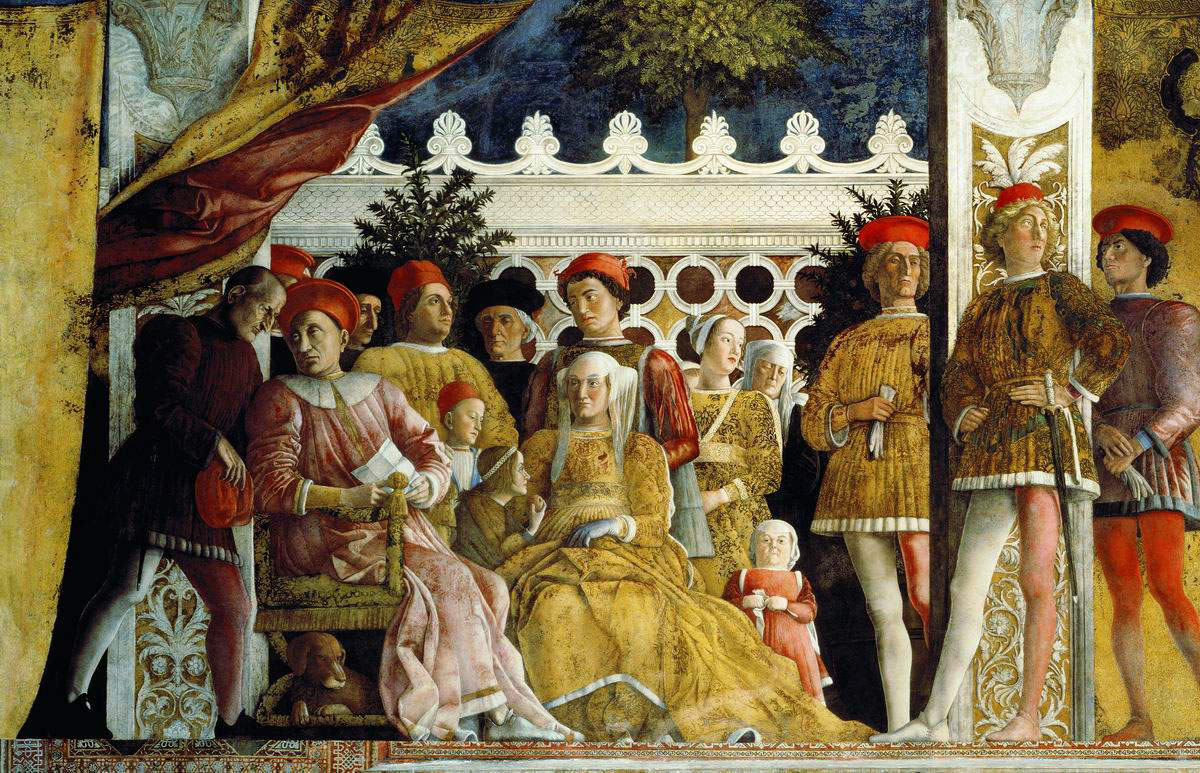
Мантенья. Розпис Камери дельї Спозі, північна стіна — «Двір Мантуї»

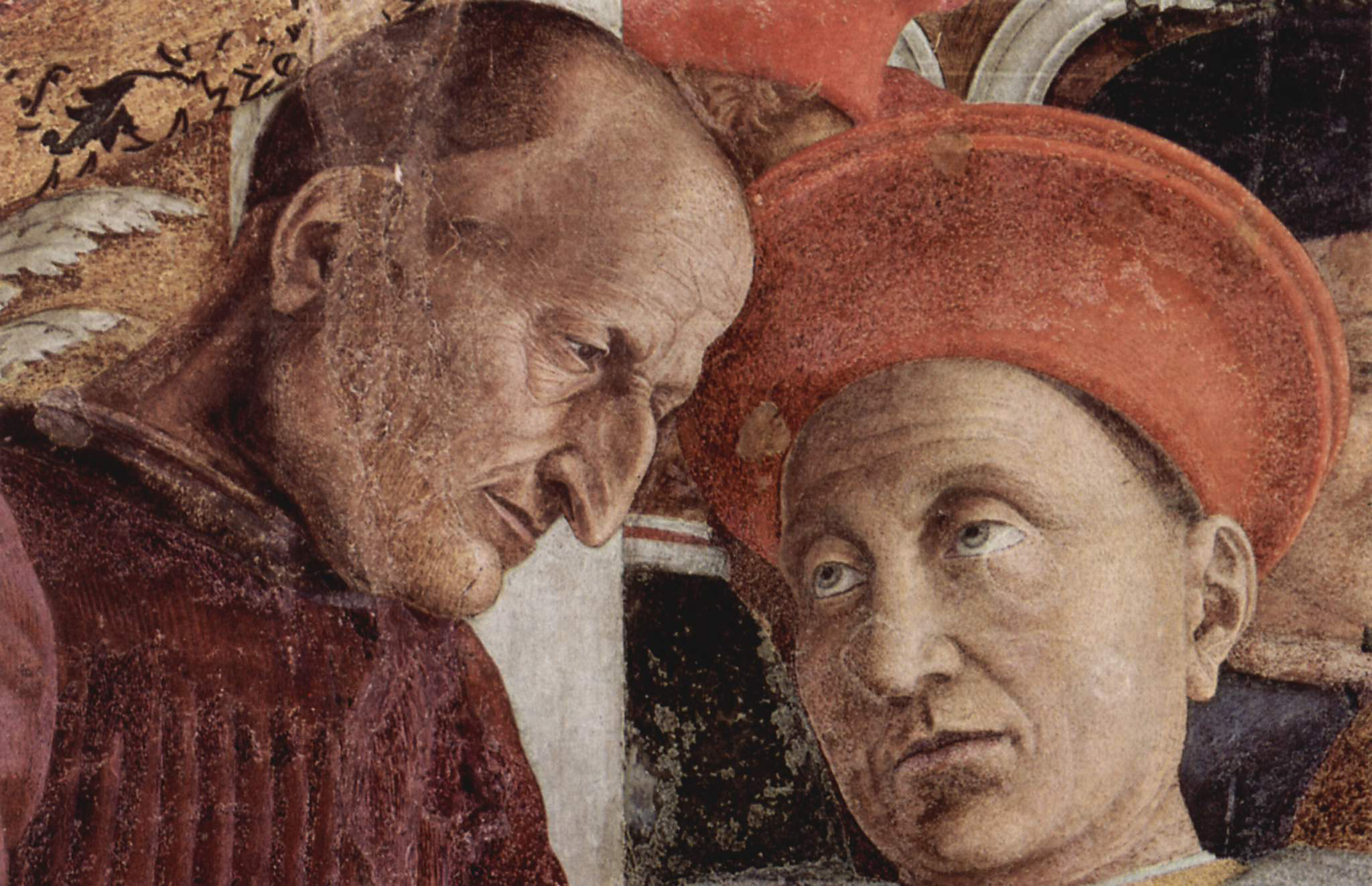
Фрагмент розпису північної стіни: маркіз Лодовіко Гонзага і його секретар Марсіліо Андреасі

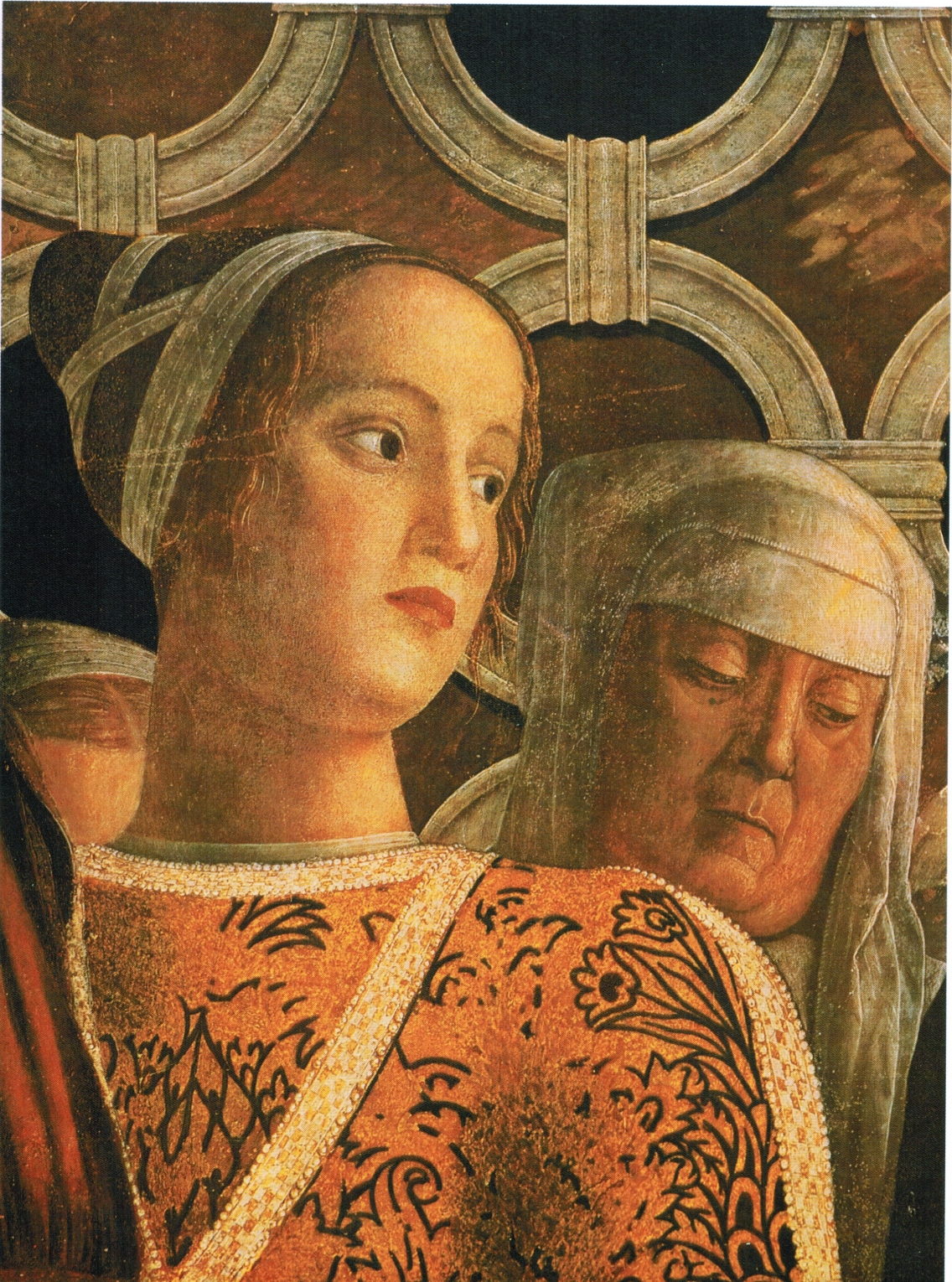
Фрагмент розпису північної стіни: Барбара Гонзага

Камера дельї Спозі була розписана Мантеньї в той же час на замовлення мантуанського герцога. Але якщо феррарські фрески своїми композиційно-декоративними принципами ще пов'язані з піздньоготичною традицією, то Мантенья створив твір, який став вищим досягненням світського монументального живопису Раннього Відродження. Ці фрески, на відміну від роздрібненості попереднього циклу, утворюють єдиний декоративно-просторовий комплекс з загальною архітектонікою, композиційними мотивами і колоритом, що визначаються реальним інтер'єром. Сцени придворного життя отримують нове трактування: старий куртуазний ідеал тут отримує гуманістичне обрамлення. По-новому вирішені прийоми групування портретних фігур, яких тут не менше тридцяти: тепер це абсолютно цілісні картини в сюжетному і композиційному відношенні, невіддільні від інших частин розпису. Тому розуміння портретних образів тут невідривне від загальної формально-декоративної та ідейної структури всього ансамблю. У численних фігурах фресок представлена велика родина маркіза, його наближені і слуги.

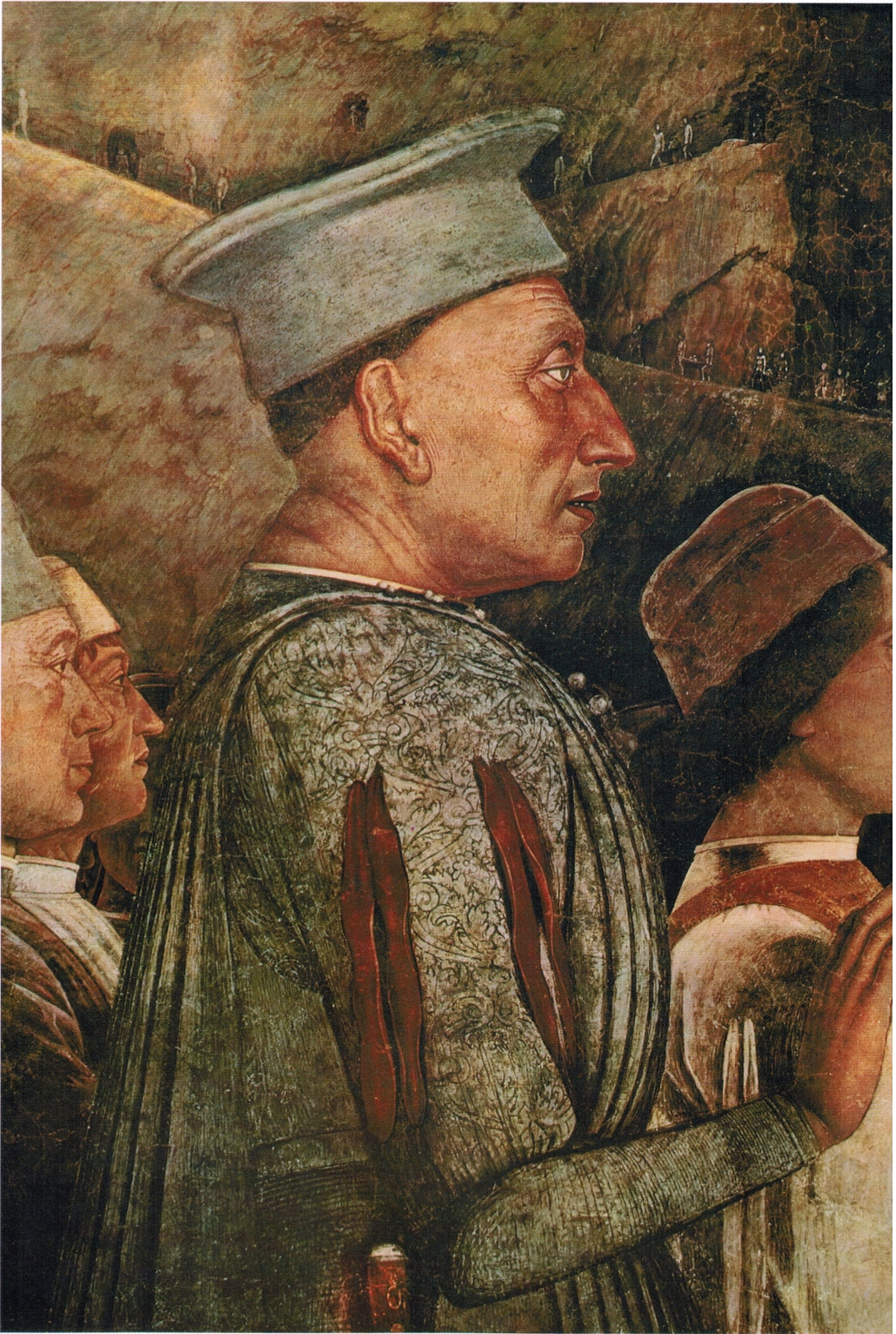
Фрагмент розпису західної стіни: Лодовіко Гонзага

Ці сцени трактовані з такою життєвою щирістю і оповідальною конкретністю, що здаються зображенням якихось реальних подій. Це нічим не примітні події, але зображені вони так, ніби мова йде про явища величезної історичної важливості, причому дійові особи усвідомлюють їх. Всі дійові особи, включаючи собаку, тримаються з незвичайною гідністю, їх нерухомість ледь порушується поворотом голови, неквапливим рухом, стриманим жестом. Час іде дуже повільно, і самий буденний момент набуває чогось ритуального, епічного. На обличчях проявляється гордовитий спокій і найбільша серйозність, кожен персонаж замкнутий у собі. Їх пов'язує не живе спілкування, а усвідомлення своєї ролі в історичному спектаклі. При цьому портретний образ всіх головних персонажів переданий з яскравою індивідуальністю. Це чудовий груповий портрет, який трактований по-різному, але органічно злитий в єдине ціле. Усій моделей Мантеньї ріднить його ідеал, його уявлення про людську особистість, навіяне шануванням античних героїв: портретні образи наділені стоїчним характером древніх римлян, гордим свідомістю своїх високих якостей на зразок Цезарів, зображених на склепіннях тієї ж кімнати. У чоловічих обличчях це стає майже подібністю, оскільки Мантенья використовував за заразок стародавні монети і надавав вигляду своїх імператорів рис живих людей. На стінах дві композиції — «Двір Мантуї» і «Зустріч кардинала Франческо Гонзага». На другій всі учасники написані в профіль, але в цьому немає нічого архаїчного, вони набагато індивідуальніше навіть тих облич, які Мантенья написав у першій фресці цього циклу кількома роками раніше.

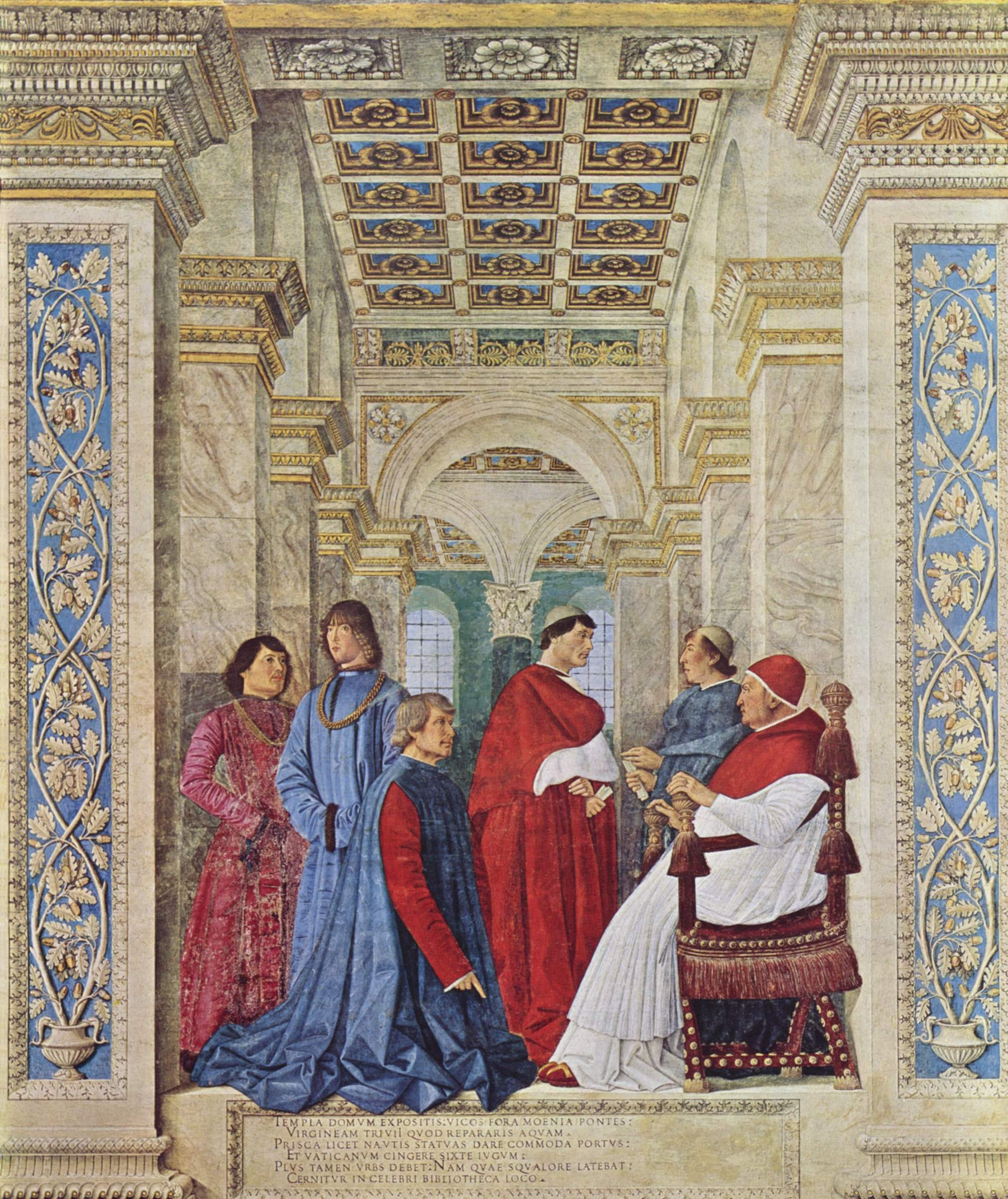
Мелоццо да Форлі. «Заснування Ватиканської бібліотеки»

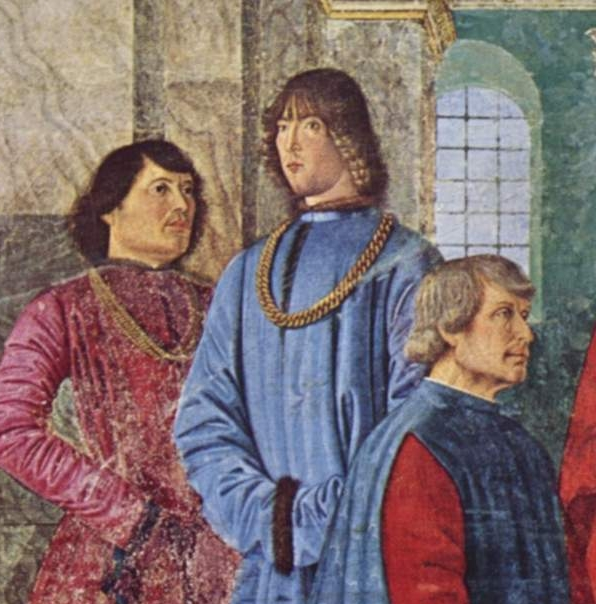
Деталь

Фреска Мелоццо да Форлі «Заснування Ватиканської бібліотеки» (1476–1477, Рим, Ватиканська бібліотека) за типом сходить до мініатюр, де зображувалося піднесення рукопису художником правителю, але завдяки урокам свободи Мантеньї це зображення вийшло цілком монументальним. Форлі продовжує традицію групового портрета, закладену в Камері дельї Спозі — у нього помітні і любов до перспективних ракурсів в передачі простору і фігур, і розуміння архітектурної декорації. А П'єро делла Франческа вплинув на нього у витонченому колориті. Нині фреска перенесена на нове місце, а спочатку вона знаходилася на торцевій стіні довгої кімнати з плоскою стелею і пілястрами, таким чином, її архітектурна ілюзорна декорація «продовжувала» зал. Сюжет фрески — урочисте відкриття 15 червня 1475 публічної папської бібліотеки, коли її хранителем (префектом) був призначений гуманіст Бартоломео Саккі Платина, зображений уклінним перед папою Сикстом IV. Префект вказує рукою на напис про цей акт. Поруч стоять свідки — папські племінники римський префект Джованні делла Ровере, граф Джіроламо Ріаріо, кардинал Джуліано делла Ровере (в майбутньому папа Юлій II) і апостольський пронотарій кардинал Раффаеле Ріаріо.
У фресках Мантеньї і Мікелоццо традиція кватроченто залучати реалістичний портрет до монументальної композиції досягає свого апогею. Тут вперше з повним правом можна говорити про появу нового типу групового портрета, від якого візьме початок подібний жанр у Тиціана, Рафаеля. Все ж слід зазначити, що в більшості випадків термін «груповий портрет» щодо цього періоду вживається із застереженнями — зазвичай це просто механічне об'єднання індивідуальних портретів родичів або членів однієї корпорації, при тому, що їхній внутрішній зв'язок слабо розкривавася художниками XV століття, які просто збирали свої фігури в компактні групи і варіювали профілі та повороти у три чверті просто для жвавості. Кожен конкретний образ при цьому сприймався незалежно, відособлено, тому такі групи легко доповнювалися новими фігурами при дописуванні або розпадалися на одиночні портрети. Лише повне витіснення релігійного сюжету світським дозволило об'єднати людей більш органічно якою-небудь ситуацією, тонше виявити їх зв'язок між собою. Цей щабель знаходиться саме в роботах двох останніх художників.

### Станковий портрет
Станковий портрет в італійському мистецтві виник пізніше монументального. Треченто практично не знало його, по суті, його поява відноситься тільки до 2-ї чверті XV століття, а розквіт припадає на останню третину.
Основою ренесансного портрета стало нове розуміння особистості, що склалося під впливом ідеології ренесансного гуманізму. При цьому ставлення до портретного жанру і його завданням розрізнялося, в залежності від того, де його створювали: в придворному або в бюргерському середовищі, у Флоренції або в Північній Італії. Республіканська Флоренція довгий час стримувала розвиток жанру, оскільки в ній існувало вороже ставлення до спроби виділитися з колективу. Тому гуманістичний ідеал людини перший час задовольнявся простою і типізованою формулою передачі «доблесного» характеру в індивідуальному образі портретованого. Північноіталійські князівства зі своїм придворним середовищем культивували портрет без проблем, але при цьому його розвиток спочатку обмежувався художніми традиціями пізньої готики. Таким чином, в 1-й половині XV століття формування реалістичного портрета гальмувалося в 2-х різних центрах з різних причин, і Італія відставала від Нідерландів.
Флоренція, хоча і була найбільш раннім і передовим центром мистецтва Відродження, в області портрета не займала такого виняткового положення, як в інших. Хоча Мазаччо і створив у флорентійському живописі новий ренесансний портрет, але в його творчості, як і інших флорентійців 2-й чверті XV століття місце портрету відводиться досить скромне, і він розвивається переважно в рамках монументального живопису.
У піздньоготичній Північній Італії того ж часу портрет відокремлюється в самостійний художній жанр (наприклад, творчість Пізанелло — живопис і медалі). У 2-й половині XV століття під впливом Флоренції ренесансний стиль живопису широко пошириться по всій Італії, тому зросте значення і нефлорентійских майстрів в історії розвитку жанру. Зрілий етап розвитку портрета кватроченто представлений одночасним розвитком кількох місцевих шкіл, в кожній з яких були свої видатні майстри, і в їх спадщині поєднуються загальні тенденції епохи (ідеологічні і стильові) зі своєрідним рішенням портретних образів.

#### Етапи і напрямки портрета Раннього Ренесансу

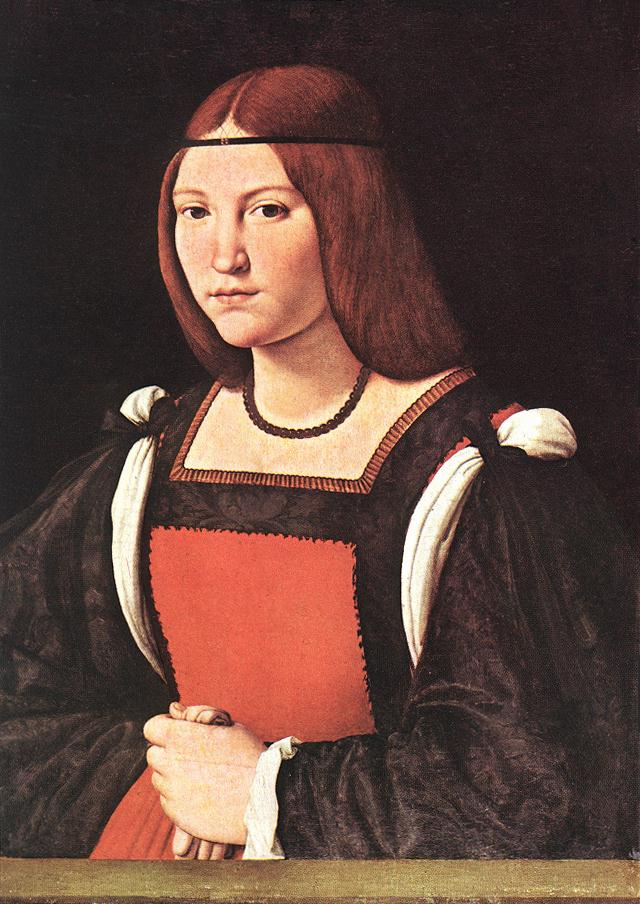
Джованні Антоніо Больтраффіо. «Жіночий портрет», Мілан

1. Перший етап (2-а чверть XV століття) пов'язаний з корінним перетворенням італійської (в першу чергу, флорентійської) художньої культури та складанням стилю Раннього Відродження. На базі традиції пізнього треченто і поглядів ренесансного гуманізму закладаються принципи нового розуміння портретного образу і новий стиль. На відміну від портрета Нідерландів цього періоду, основним типом портрета поки залишається профільний. Але старі традиції профілю (проторенесансна і готична) оновлюються і переосмислюються під впливом класичного ідеалу, а також набувають більш сильних реалістичних рис. Все ширше портрет включають в монументальний живопис — світський і релігійний; поряд з ним розвивається і станковий портрет. Становлення станкового портрета збігається з народженням в Північній Італії нового типу — портретної медалі. Медальєрне мистецтво є плодом класичних ідеалів раннього гуманізму, (а його естетика пов'язана з естетикою профільного живописного портрета). Але процес формування йшов різними шляхами: у ньому брали участь майстри різних шкіл і художніх течій.
2. Другий етап (з 1460-70-х рр.) синтезує ранній досвід майстрів Флоренції та Північної Італії. Портрет повсюдно поширився по всьім художнім центрам Італії. Він стає більш різноманітним за композицією, поглиблюється реалізм. Традиційний тип профільного портрета досягає кульмінації у П'єро делла Франческа і тонко інтерпретується Боттічеллі. Але при цьому він все більше поступається місцем новому типу композиції — у фас або в три чверті. Нейтральний фон поступово замінюється пейзажним або інтер'єрним. Змінюється техніка: з темпери на олійний живопис (флорентійці зберігають відданість темпері довше інших). Ці зміни багато в чому пов'язані з використанням досягнень нідерландського живопису[17].
3. До середини 1470-х Антонелло да Мессіна дає поштовх інтенсивному розвитку станкового портрета у Венеції, Північній Італії, Флоренції. Груповий портрет в монументальному живописі в той же самий час представлений найкращими роботами Мантеньї і Мелоццо да Форлі (див. вище). У церковних розписах умбрійських художників 1480-90-х рр. монументальний портрет також доходить до піку. Остання третина XV століття — найбільш зріла фаза у розвитку всіх жанрів і типів живописного портрета Раннього Відродження[18]. Стилістика окремих шкіл на цьому етапі виявляється з усією повнотою. Після Мантеньї і Антонелло да Мессіна провідна роль в північноіталійському портреті переходить до венеційських художників, на тлі яких придворні портретисти (Феррара, Болонья, Мілан) — більш консервативні, продовжуючи використовувати застарілу форму профільного портрета. Навіть робота Леонардо да Вінчі в Мілані не змогла вплинути на провінційний характер ломбардської школи. Поряд з Венецією тільки Флоренція зберігає значення передового центру портретного мистецтва. До неї тяжіє діяльність умбрійських майстрів (Перуджино, Пінтуріккіо). На ґрунті саме флорентійського і венеційського портрета виникне новий портретний стиль Високого Відродження.

#### Ранній профільний портрет Флоренції
Флорентійський станковий портрет раннього кватроченто зберігає в стилі залежність від монументального живопису: укрупнення форм, скупість деталей, ефектність колориту. Така маленька картина виглядає просто фрагментом фрески і сприймається більше своїх справжніх розмірів. Такий портретний образ не має нічого камерного. На цьому етапі розвитку італійський портрет тяжіє до фреки (а північного Відродження — до мініатюри). Перші флорентійські портрети часто були просто повторами на дошках того, що було вже написано в фресках. Ці репліки виготовлялися для приватних будинків зазвичай з меморіальною метою.

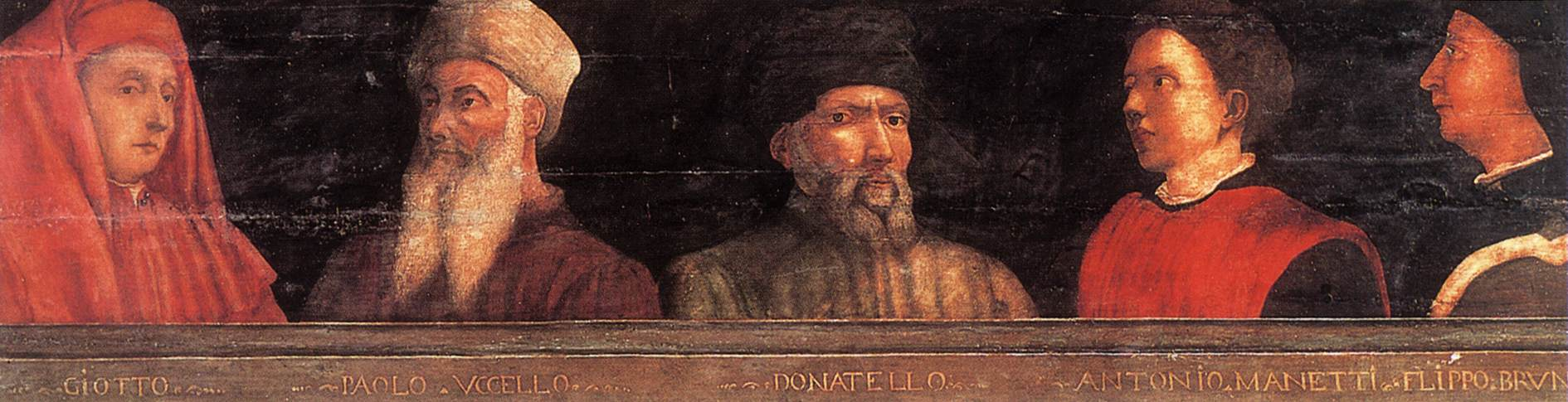
Учелло (?). «П'ять знаменитих мужів», Лувр

Вазарі, перераховуючи тих, кого Мазаччо написав в «Освяченні церкви Санта Марія дель Карміне», згадує, що їх портрети, написані Мазаччо, є також в будинку Сімоне Корсі — безсумнівно, йдеться про певне повторення у станковій формі фрескових портретів.
До подібного розряду творів належить «П'ять знаменитих мужів» з Лувру (42х210 см) з погрудними портретами «засновників флорентійського мистецтва» (внизу написані імена Джотто, Уччелло, Донателло, Антоніо Манетті і Брунеллескі). Дошка сильно переписана. Раніше іноді вона вважалася роботою самого Мазаччо, частіше — Учелло (в цьому випадку вона датувалася 1450-60-х рр.), Але впевненості в цьому немає. Але безперечно це — «витяги» з фресок, хоча і в поганому стані. Дехто припускав, що це — пізніше повторенні портрети з «Освячення» Мазаччо, і що т. зв. «Джотто» — насправді автопортрет Мазаччо (ця гіпотеза не була прийнята). Обличчя так сильно переписані, що прототипи часу кватроченто упізнати в них важко, а т. зв. «Учелло» — взагалі не портрет, а повторення голови Ноя з фрески «Потоп» того ж художника. 5 голів дані в різних поворотах і освітленими з різних сторін — вони були механічно зібрані як фрагментарні повторення постатей з однієї або декількох фресок.

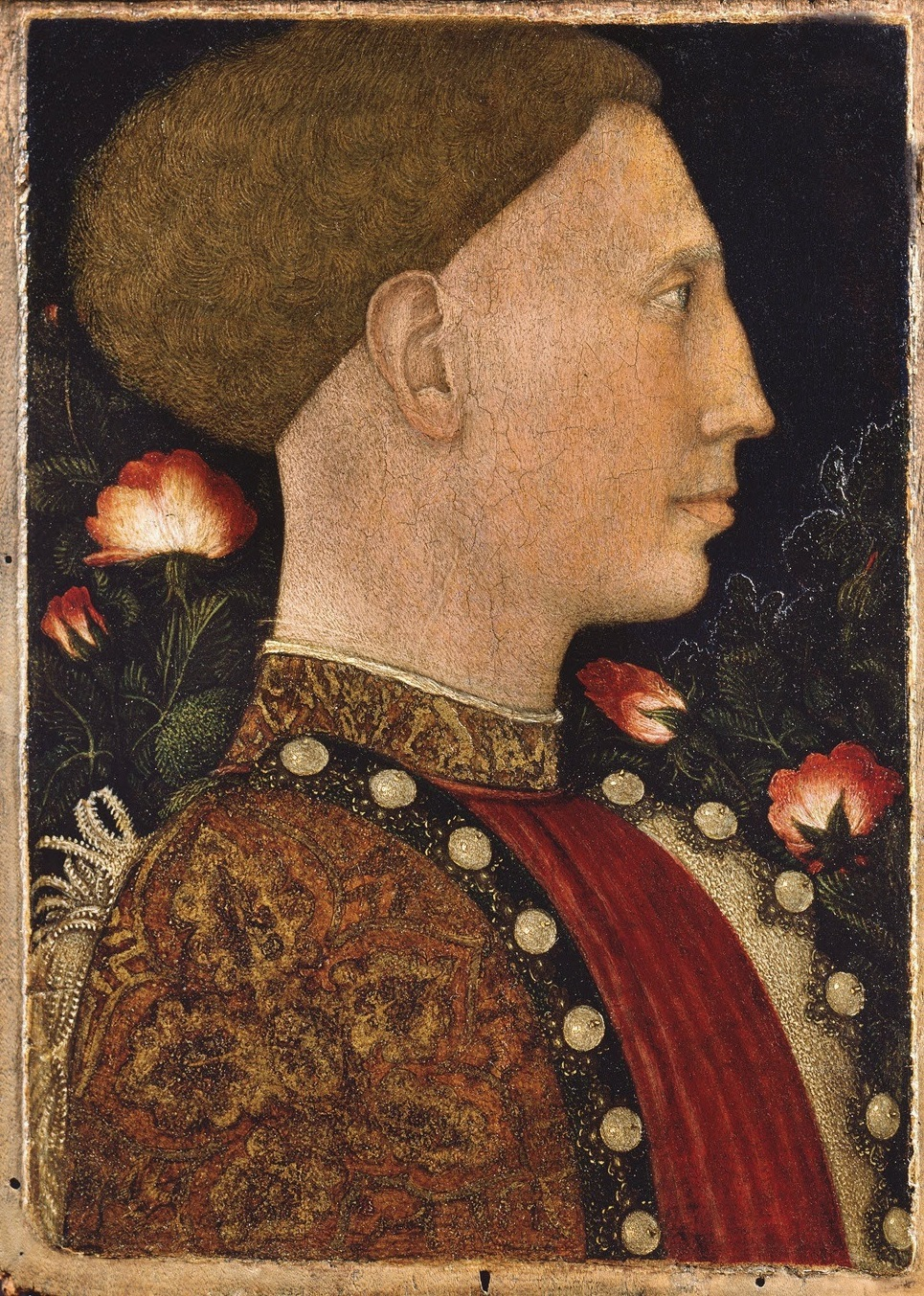
Пізанелло. Портрет Леонелло д'Есте

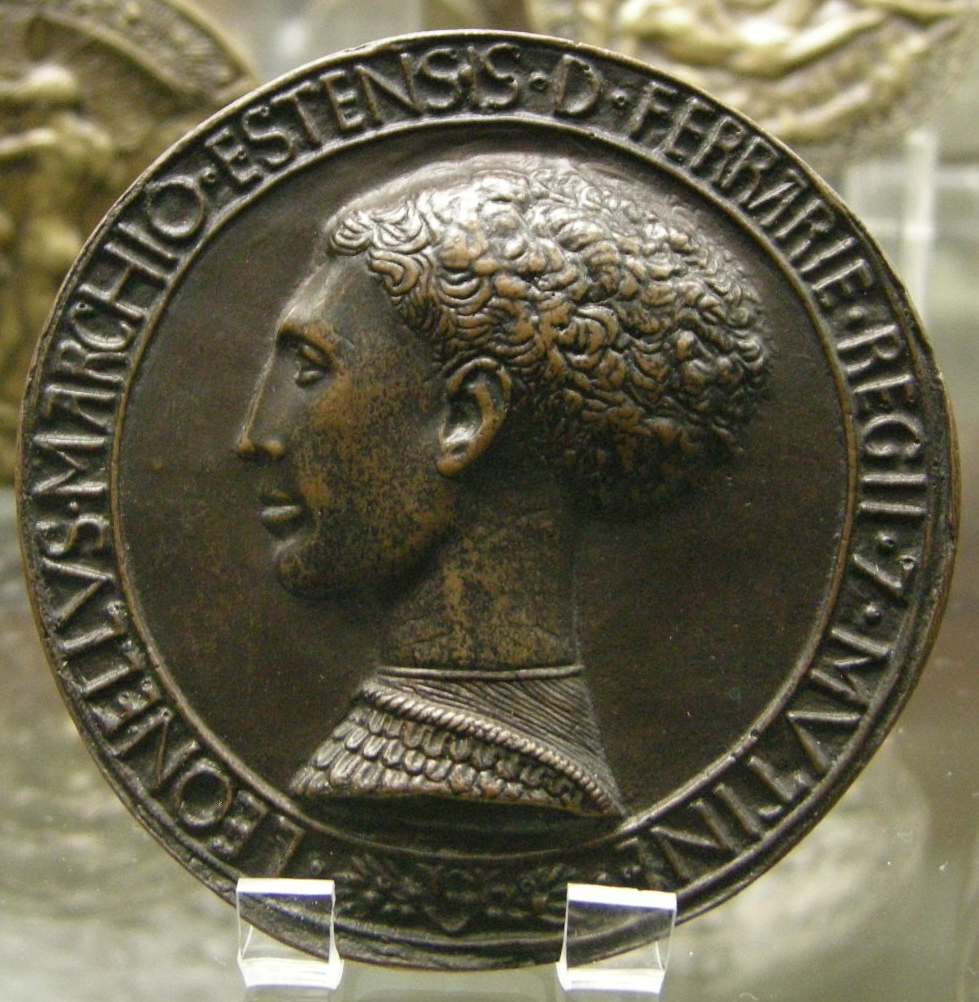
Пізанелло. Медаль Леонелло д'Есте

Але, одночасно із запозиченням художніх якостей фрески, станковий портрет знаходить свій власний стиль і художній лад. З усього різноманіття прийомів подачі портрета, які були у фресках і вівтарних картинах в цей час, у станковий портрет переходить і довго зберігається тільки один — профільний. На це вплинула традиція донаторського портрета, а також вже сформований тип пізньоготичного станкового портрета франко-бургундського кола. Але також відчувається і вплив портретних зображень античних монет, медальйонів і гем. Коли народилася і ренесансна медаль, ця залежність стала ще більш помітною. Для Північної Італії це зближення було більш типовим, ніж для Флоренції.
Ці джерела зумовили формальні особливості і смислове значення профільного портрета. Він багато в чому мав меморіальний характер (як і медалі і донаторскі зображення). Профільна композиція, в якій домінує лінійний контур, спонукала художника до відбору і спрощення — тобто типізації спостережуваного поглядом. Але при цьому художник отримував можливість скупими засобами малюнка передати найпримітніші риси обличчя. У профільному портреті індивідуальне проступає через типове, не руйнуючи художню цілісність. Ця канонічна стійкість композиції в той час асоціювалася з античним прототипом.

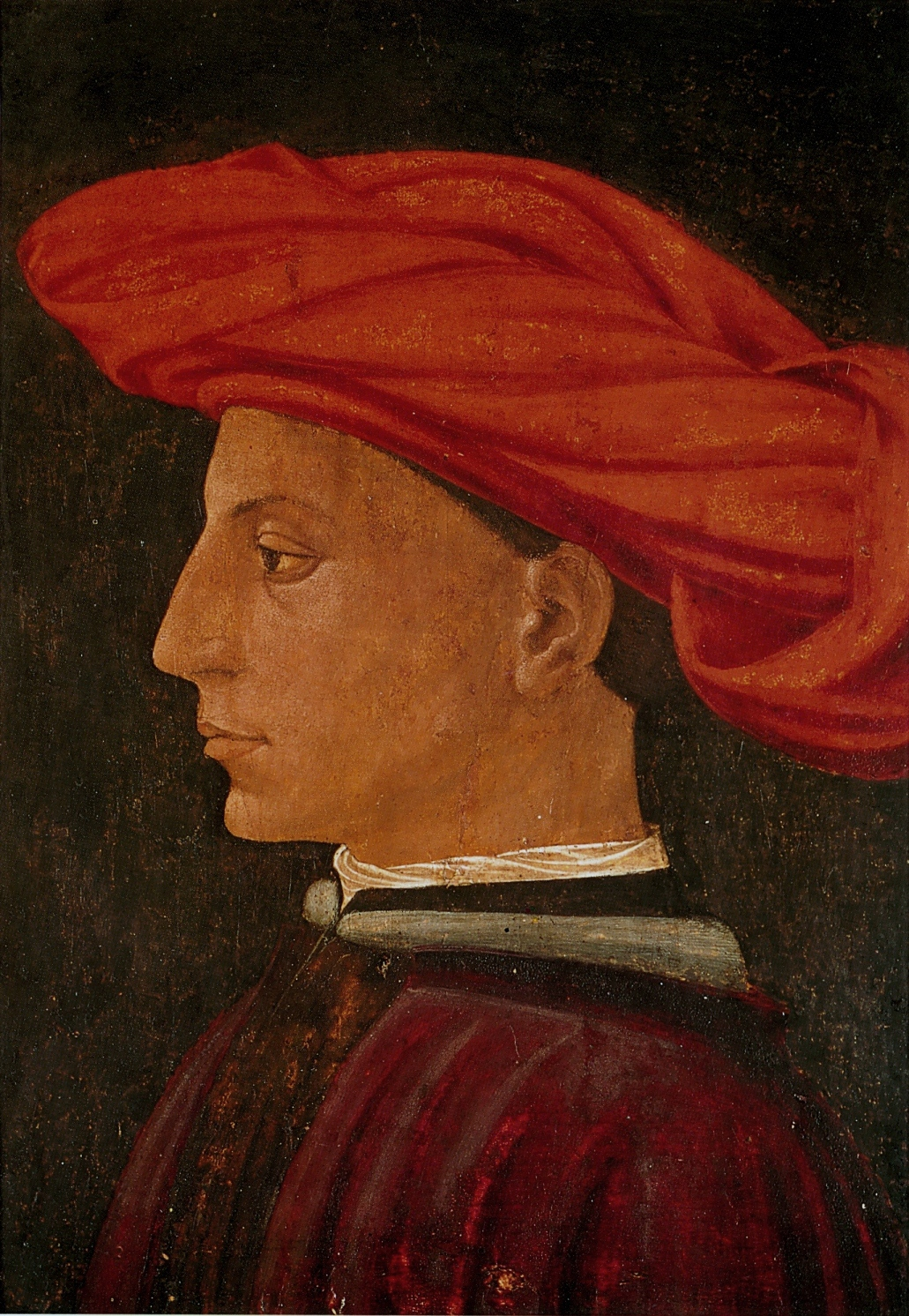
Мазаччо (?). Чоловічий портрет, Музей Ізабелли Стюарт Гарднер, Бостон

Засновник ренесансного портрета у Флоренції — Мазаччо (портрети на фресці «Освячення», що не збереглися, і збереглися — в Капелі Бранкаччі і портрети донаторів в «Трійці» — див. вище). Але про його експерименти в жанрі станкового портрета судити можна тільки за більш пізніми роботами майстрів флорентійської школи. Так, «Чоловічий портрет» з Бостона (який приписується Мазаччо), в порівнянні з фресками його авторства — бідно модельований, здається плоским, і його гострі контури і хитромудра лінія капелюха тяжіють до лінійно-декоративного стилю флорентійських портретів кіл Учелло, а не до строгого і пластичного Мазаччо. Слід все ж врахувати, що портрет змитий і переписаний, через що силует став більш графічним. Швидше за все, це репліка втраченого оригіналу його пензля.
До цього портрета примикають чотири інших. 5 цих портретів сходять, на думку Гращенкова, до одного спільного прототипу і складають єдину стилістичну групу: погрудні зображення на нейтральному кольоровому фоні в строго профільній композиції, яка доповнюється парапетом біля нижнього краю (в бостонському портреті він відсутній, можливо — зрізаний). Площинно трактований парапет надає профілю композиційну закінченість. Він використовувався для різних написів. Художники ніби навмисне уникають будь-якої можливості дати тривимірний об'єм (ракурсом або світлотінню), дають в профіль не тільки обличчя, але й плечі; форми слабо опрацьовані і ледь проступають. Головний виразний засіб — лінія, силует, контур. Завдяки цій «карбованості» портрет набуває позачасового характеру, він звільняється від мінливості часу.
Швидше за все, це посмертні портрети (на відміну від нідерландських того періоду, які писали з живих людей): наприклад, Маттео і Мікеле Олівері в 1430-х роках були вже немолодими людьми, тобто їх портрети можливо сходять до якихось більш ранніх зображень і мають досить віддалене відношення до своїх оригіналів, а подібність мала бути досить номінальною. Обидва портрети могли виходити у більш велику портретну родинну галерею, яка могла складатися з ідеалізованих і уявних портретів декількох поколінь роду Олівері. Тому такі портрети треба розглядати як камерне відображення монументального жанру «знаменитих мужів», в них знаходив відображення культ сім'ї, що перегукувався з громадянським жанром.

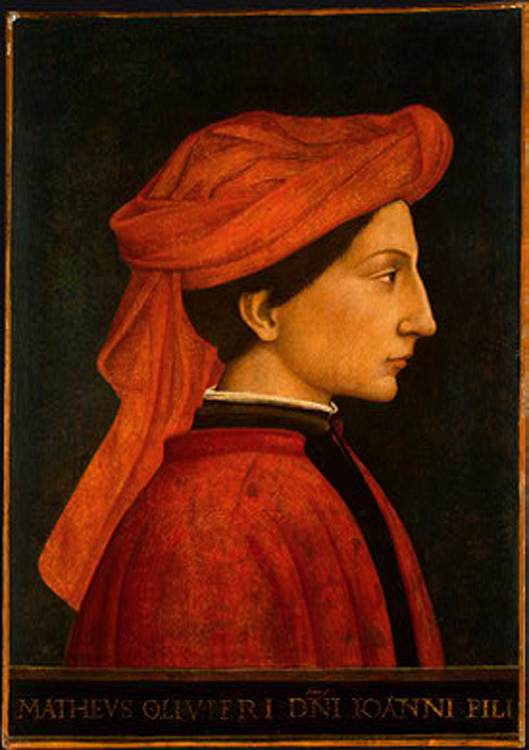
Доменіко Венеціано (?). «Маттео Олівері». Вашингтон, Національна галерея
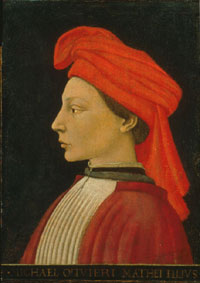
Доменіко Венеціано (?). «Мікеле ді Маттео Олівері». Крайслер музей, Норфолк
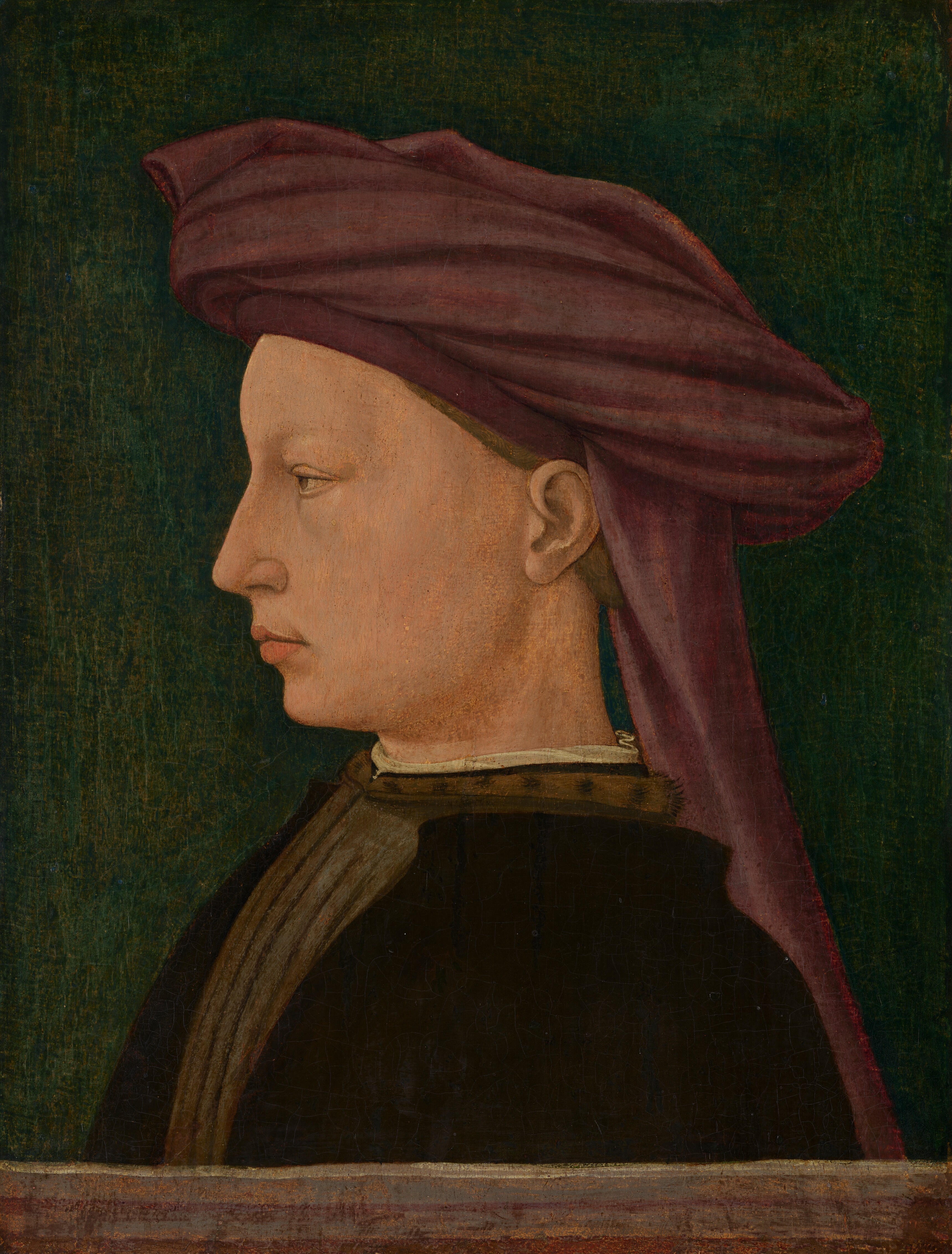
Мазаччо (?). Чоловічий портрет. Вашингтон, Національна галерея
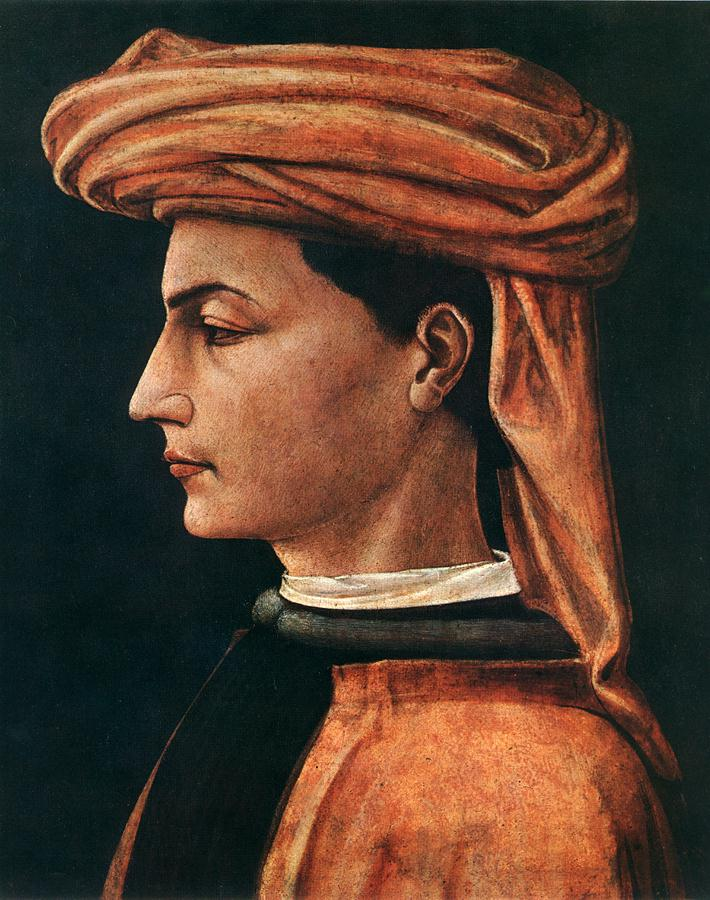
Паоло Учелло (?). Чоловічий портрет, Шамбері, музей Бенуа-Молен, бл. 1430—35

В залежності від атрибуції (їх авторами називають Мазаччо, Учелло, Доменіко Венеціано, Доменіко де Бартоло, і раннього П'єро делла Франческа) ці п'ять портретів датують періодом між 1430–1550 роками. Оскільки вони утворюють очевидну стильову єдність, розумно припустити, що має місце складення художньої традиції, і ці 5 робіт — випадково вцілілі зразки великої групи портретів, що виходили з флорентійських майстерень, можливо, багато сімей збирали подібні родинні галереї, створені за одним типом.

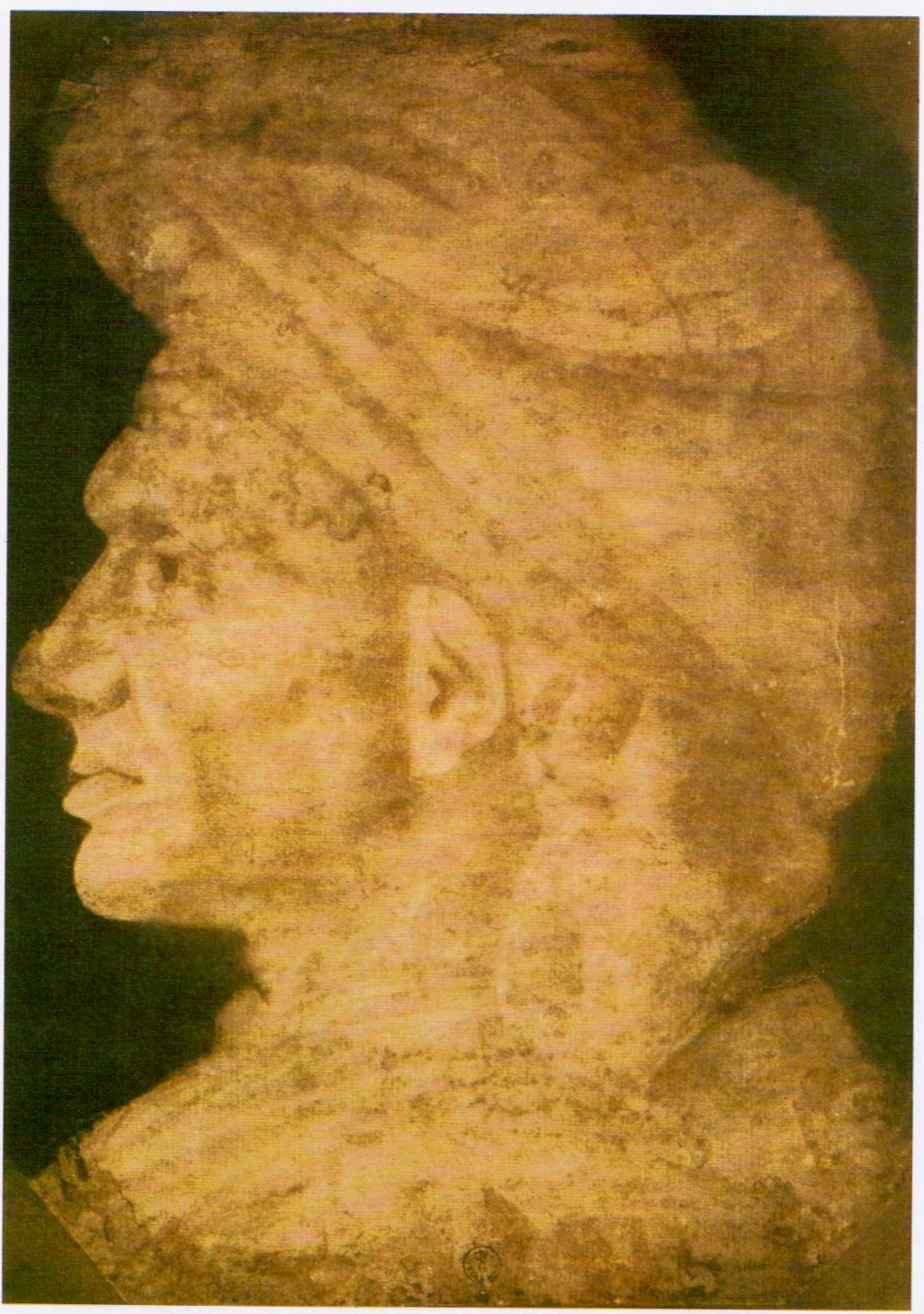
Паоло Учелло. Чоловічий портрет, рисунок. Уффіці

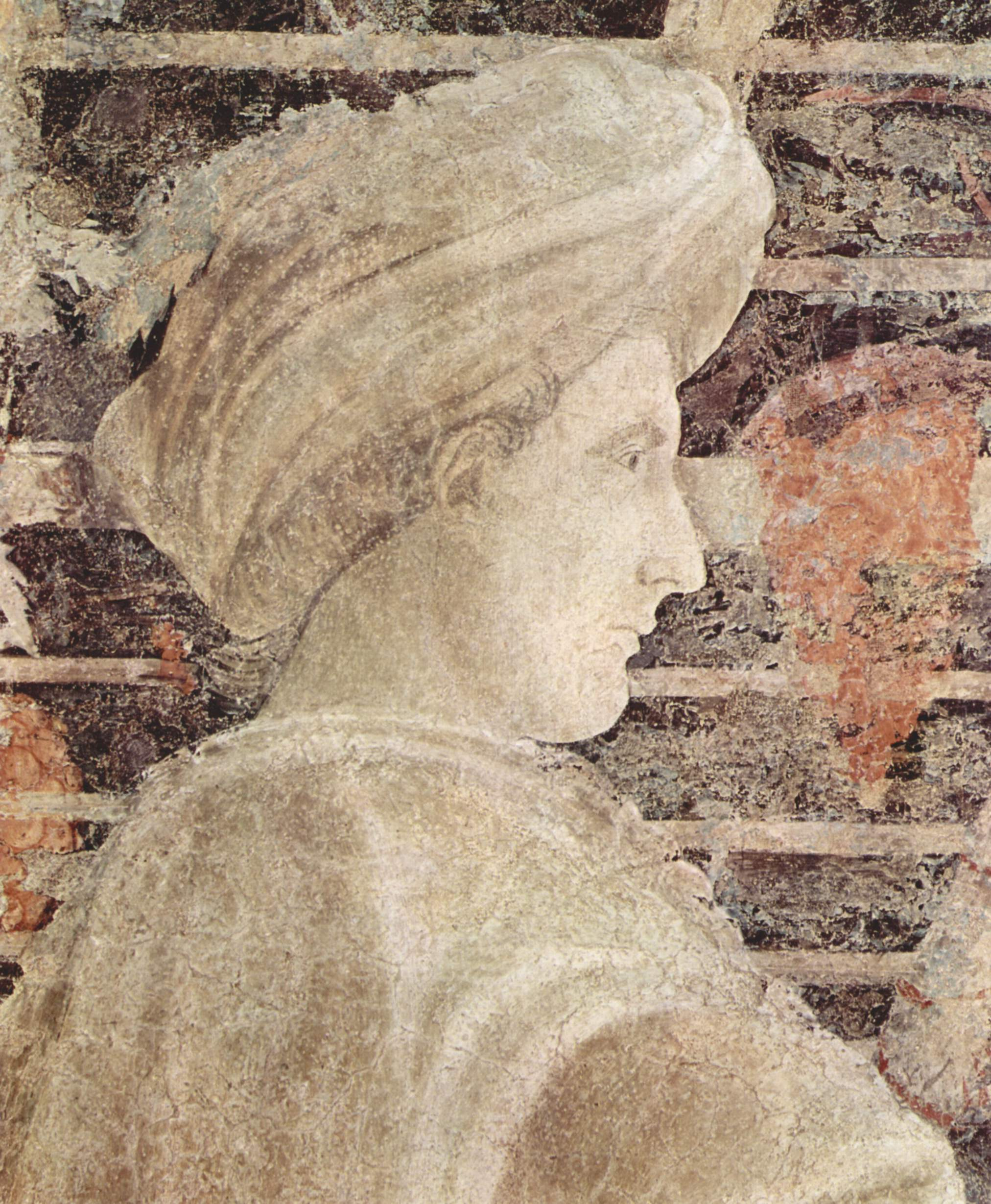
Паоло Учелло. Деталь фрески «Сп'яніння Ноя» (голова Хама)

Безсумнівно, вони були виконані різними авторами, але їх точне датування і атрибуція нерозв'язні, і причини цього є: у Флоренції станковий портрет не належав до числа провідних жанрів, і його виконання не розглядалося художниками і замовниками як відповідальне творче завдання (рівне створенню фрески або вівтарної композиції). Станковий портрет сприймався лише як засіб повторення зображення з монументального живопису, в ньому бачили репліку, нагадування про неї, і створювався він часто не майстром, а помічником, причому не одразу, а через деякий час після створення образу у фресці (на пам'ять родині, можливо, вже після смерті моделі). Іноді на них вказані імена моделей, але авторських підписів немає. Знеособлена манера виконання не дає розпізнати руку художника, а поганий стан живопису ускладнює атрибуцію ще більше.
Ранні профільні портрети Флоренції створювалися відповідно до суспільного ідеалу тих років, і не мали нічого приватного та інтимного. У ньому відбивалося уявлення про доблесну особистість і її моральному праві бути відображеним у пам'яті нащаків. Хоча вони значно поступаються живописності нідерландського портрета, зате вони були проявом чисто світського світогляду, чим відкривали нову сторінку в розвитку гуманістичних принципів мистецтва.
Етюд чоловічої голови роботи Учелло з Уффіці відноситься до того ж типу. Він сильно вицвів і втратив багато деталей, але був модельований світлотінню вельми енергійно. Якраз на основі таких штудій створювалися портрети в фресках — наприклад, це видно, якщо порівняти малюнок із зображенням Хама з фрески Учелло «Сп'яніння Ноя» (за словами Вазарі — це прихований портрет друга художника, скульптора і живописця Делло Деллі).

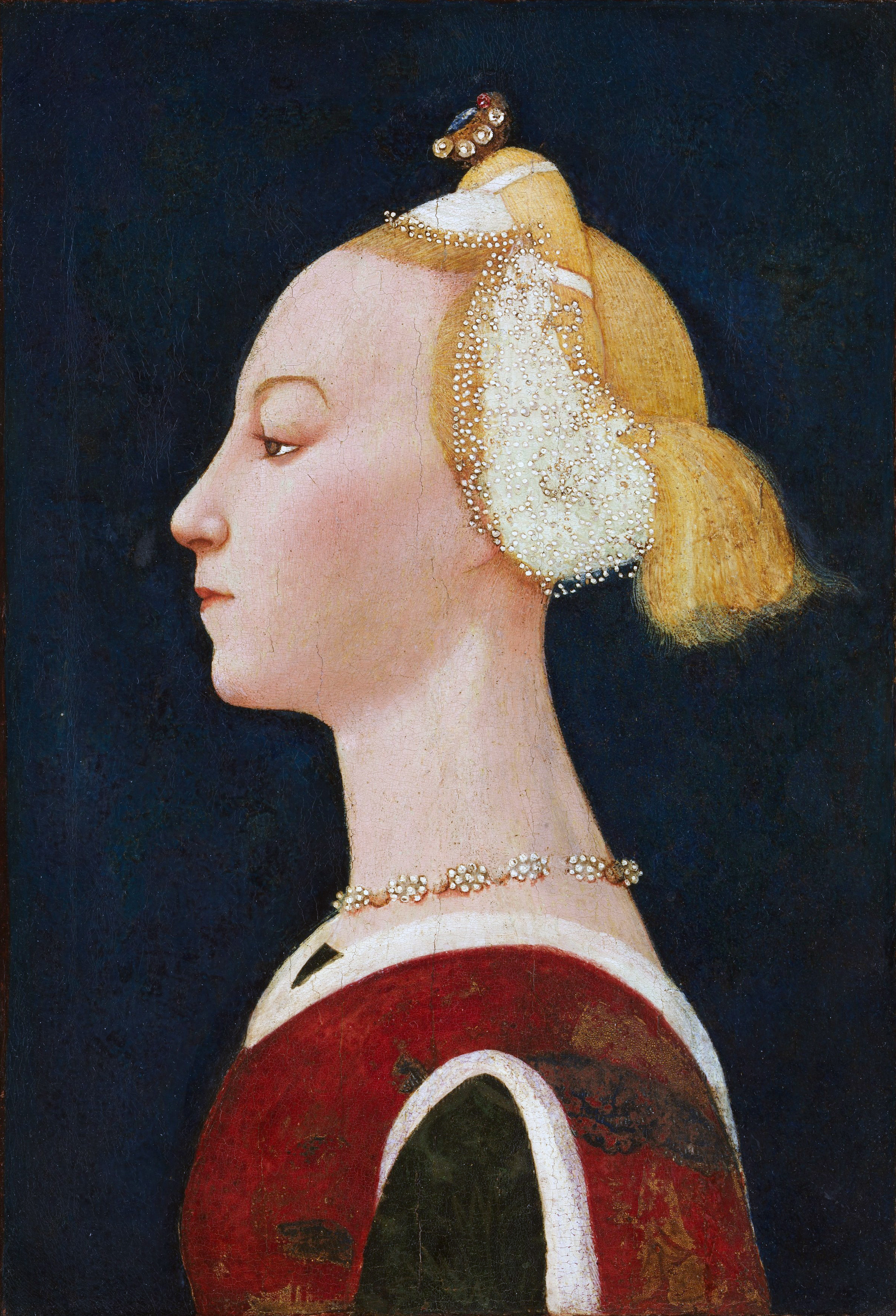
Навідомий флорентійський майстер кола Учелло (Майстер Різдва з Кастелло). Жіночий портрет, Метрополітен

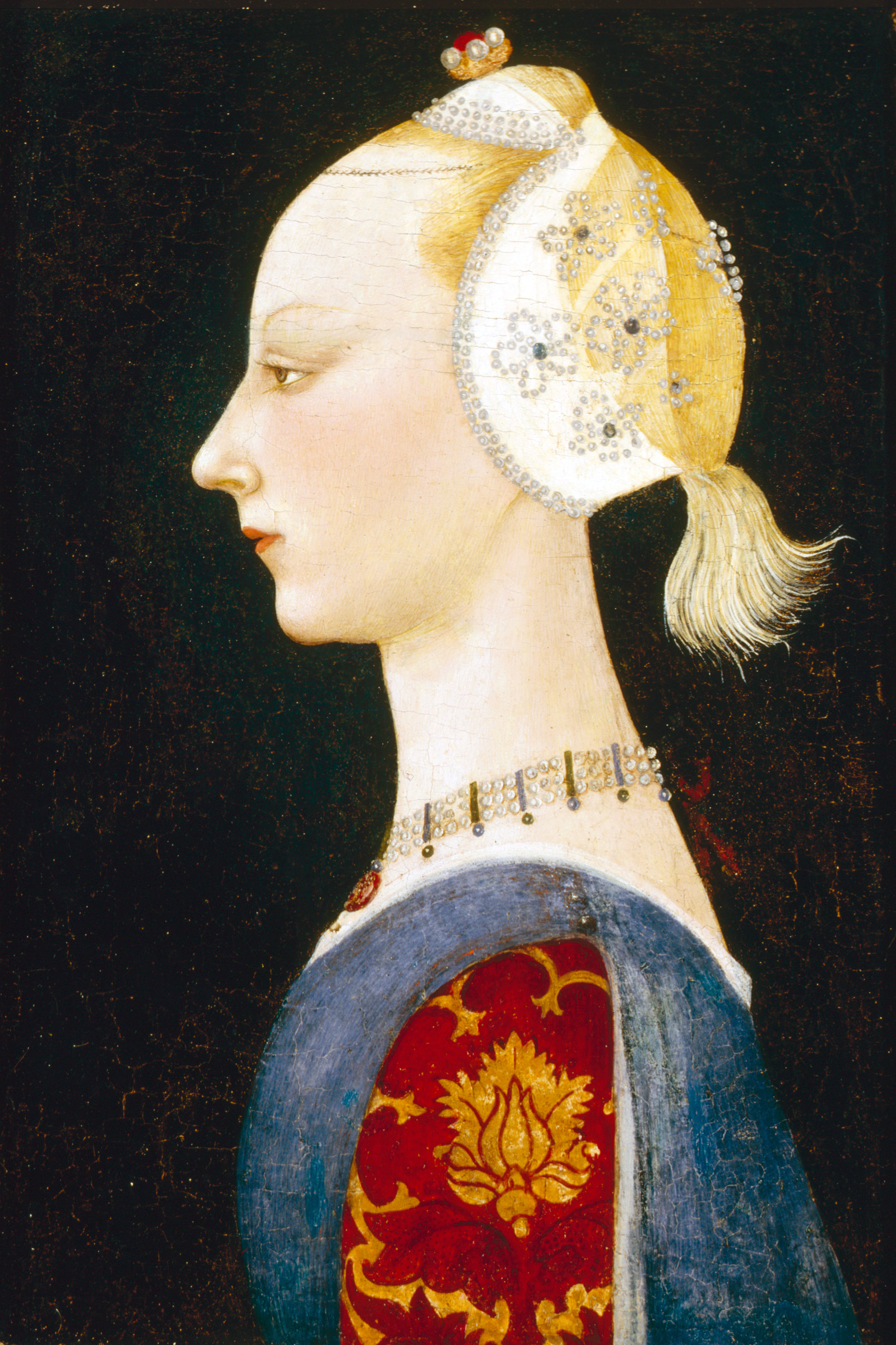
Паоло Учелло (?). Жіночий портрет, Музей Ізабелли Стюарт Гарднер, Бостон

Слідом за чоловічими станковими портретами у Флоренції з'являються жіночі. Вони виконані в тій же профільній традиції, але за своїми художніми особливостями і призначенням вони відрізняються від чоловічих. Своєю архаїчною стилістикою серед них виділяються три портрети (Музей Гарднер; Метрополітен; там же з колекції Р. Лемана). Їх приписували Учелло і Доменіко Венеціано. Вони близькі профільним зображенням принцеси в двох «Святих Георгіях» Учелло 1450-х років і образу святої Лючії на її вівтарі роботи Доменіко Венеціано з Уффіці. Також вони приписуються Майстрові Різдва з Кастелло — анонімному другорядному флорентійському художнику, реконструйованому Бергсоном і Оффнером. Може бути, двом таким схожим портретам роботи невідомого майстра, близького пізньому стилю Учелло, послужив зразком жіночий портрет пензля Доменіко Венеціано, що не зберігся.

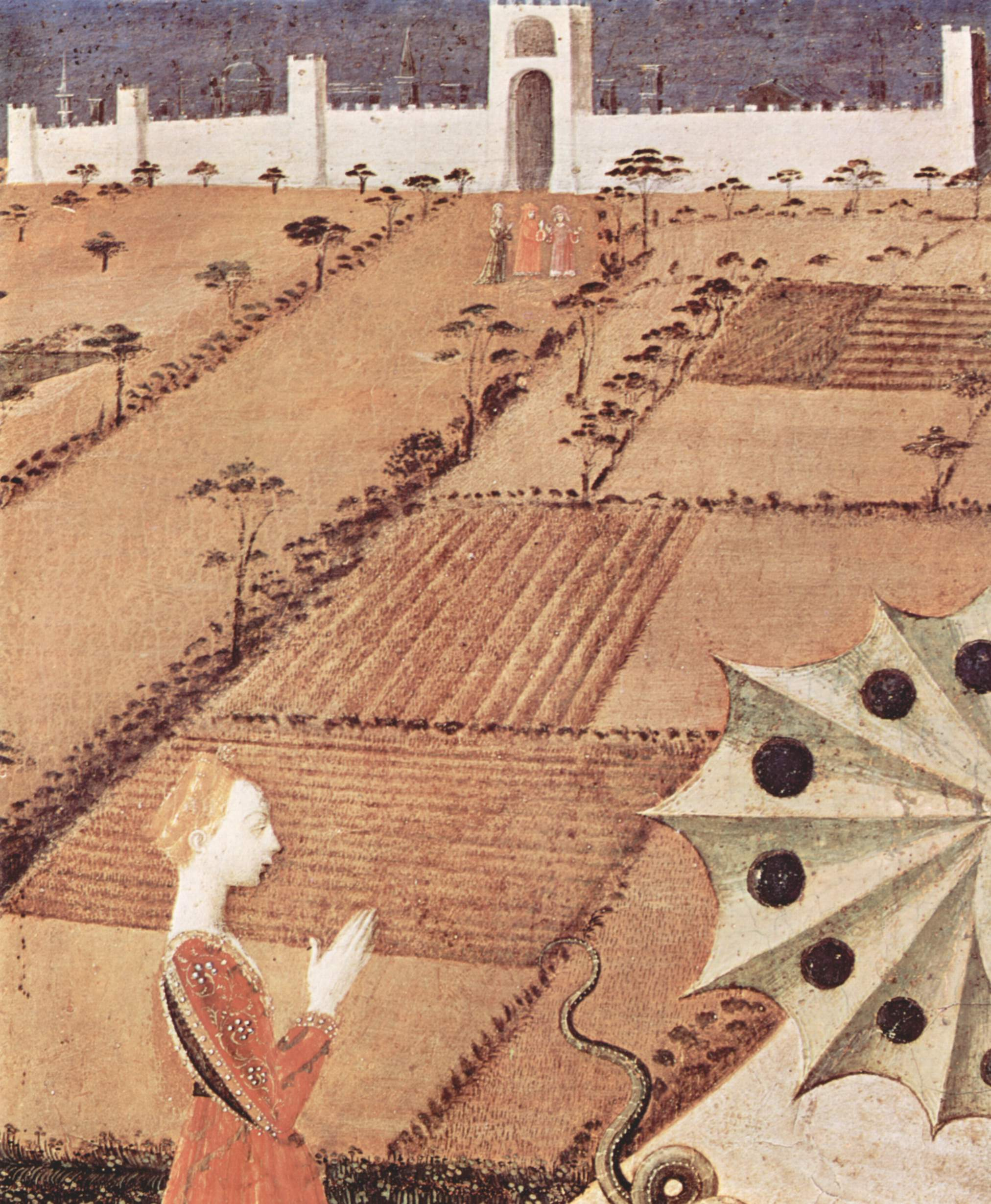
Паоло Учелло. «Святий Георгій і принцеса», Париж
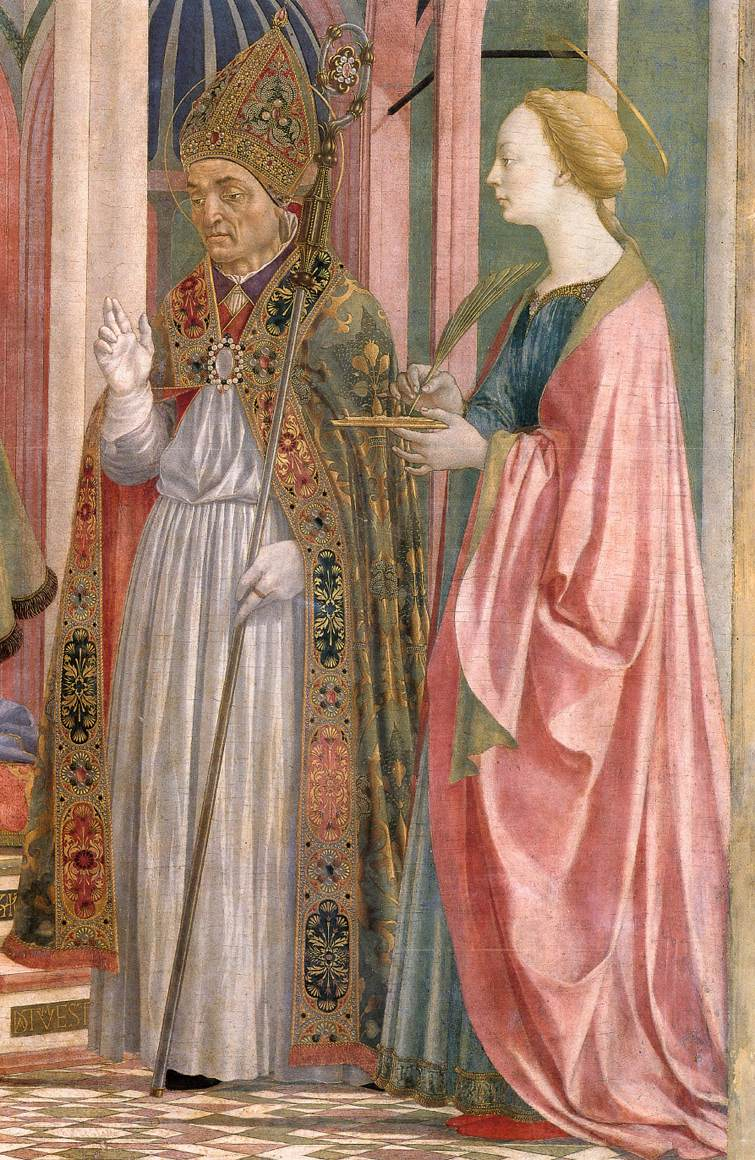
Доменіко Венеціано. «Вівтар Святої Лючії», Уффіці

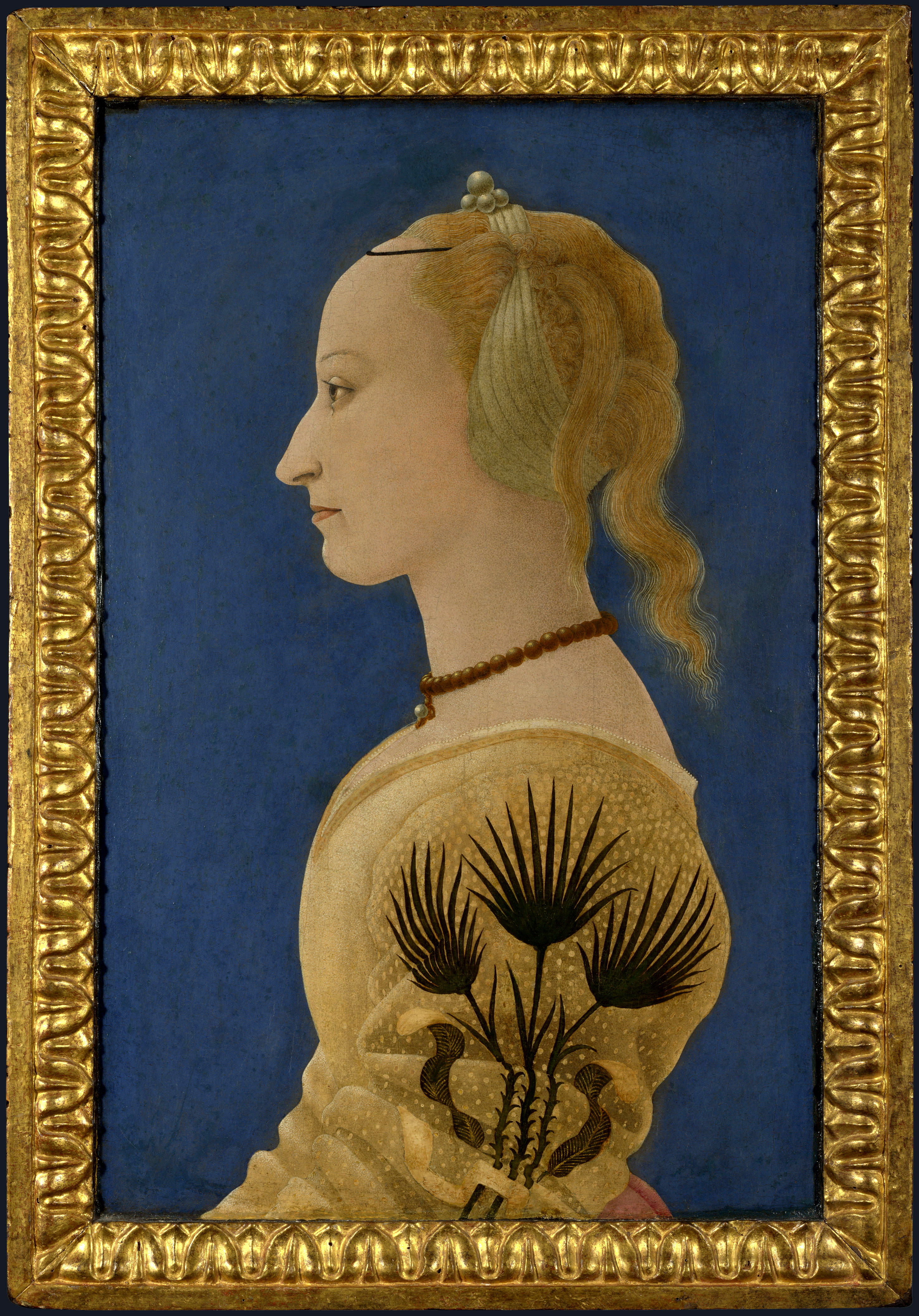
Алессо Бальдовінетті. Жіночий портрет (Франческо Галлі?), Лондон, Національна галерея

Жіночі профільні портрети, в порівнянні з чоловічими того ж часу — більш умовні, і декоративний початок виражений в них значно сильніше. Силуети витончені і тендітні, графічно промальовані на синьому тлі. Ніжні обличчя позбавлені найменшого світлотіньового рельєфу, нібито вирізані з паперу. Візерунок сукні, намиста і сітки для волосся виглядають плоскою аплікацією на контурі напівфігур. Лінійно-орнаментальна стилізація живої форми тут досягає свого апогею, нагадуючи піздньоготичний придворний портрет. Автор цих портретів все ще живе ідеалами інтернаціональної готики, що у творчості флорентійських майстрів уже давно викоренені, ці портрети за стилем нагадують шпалери і кассоне. Індивідуальні риси облич ледь умовно проступають крізь умовний стереотип витонченої жіночності; прикраси та косметика позбавляють індивідуальності. Від жіночих портретів того часу вимагали не подібності, а відповідності ідеалу краси, виробленому в аристократичному середовищі. Портретний образ стає все витонченішим, а індивідуальність виявляється дуже слабко. Тому профільна композиція утримується в жіночому портреті дуже довго. Ранні жіночі портрети, як і чоловічі, були пам'ятними, але навряд чи призначалися для фамільних галерей. Флорентійці їх могли замовляти в наслідування придворним звичаям з нагоди весільних святкувань — тобто це були зображення наречених або молодят. Їх могли виконувати при укладенні весільного контракту. Приблизно так само на внутрішній стороні кришок весільних кассоне писали оголені постаті дівчат і юнаків (ідеальні прообрази їх власників), а на зовнішній — повчальні сцени (процесії, тріумфи тощо) — такий відтінок невимушеного побутовізму у поєднанні з умовністю помітний і в профільних портретах.
У портреті Алессо Бальдовінетті зберігається та ж композиційна формула, і тільки в абрисі обличчя з довгим носом ухоплене щось індивідуальне. Світлий силует моделі контрастує з темним фоном, цей контраст, надаючи портретній композиції підкреслено площинний характер, підсилений тим, що картина дещо змита. Візерунок з трьох пальмових гілок на рукаві — можливо, емблема роду Галлі.

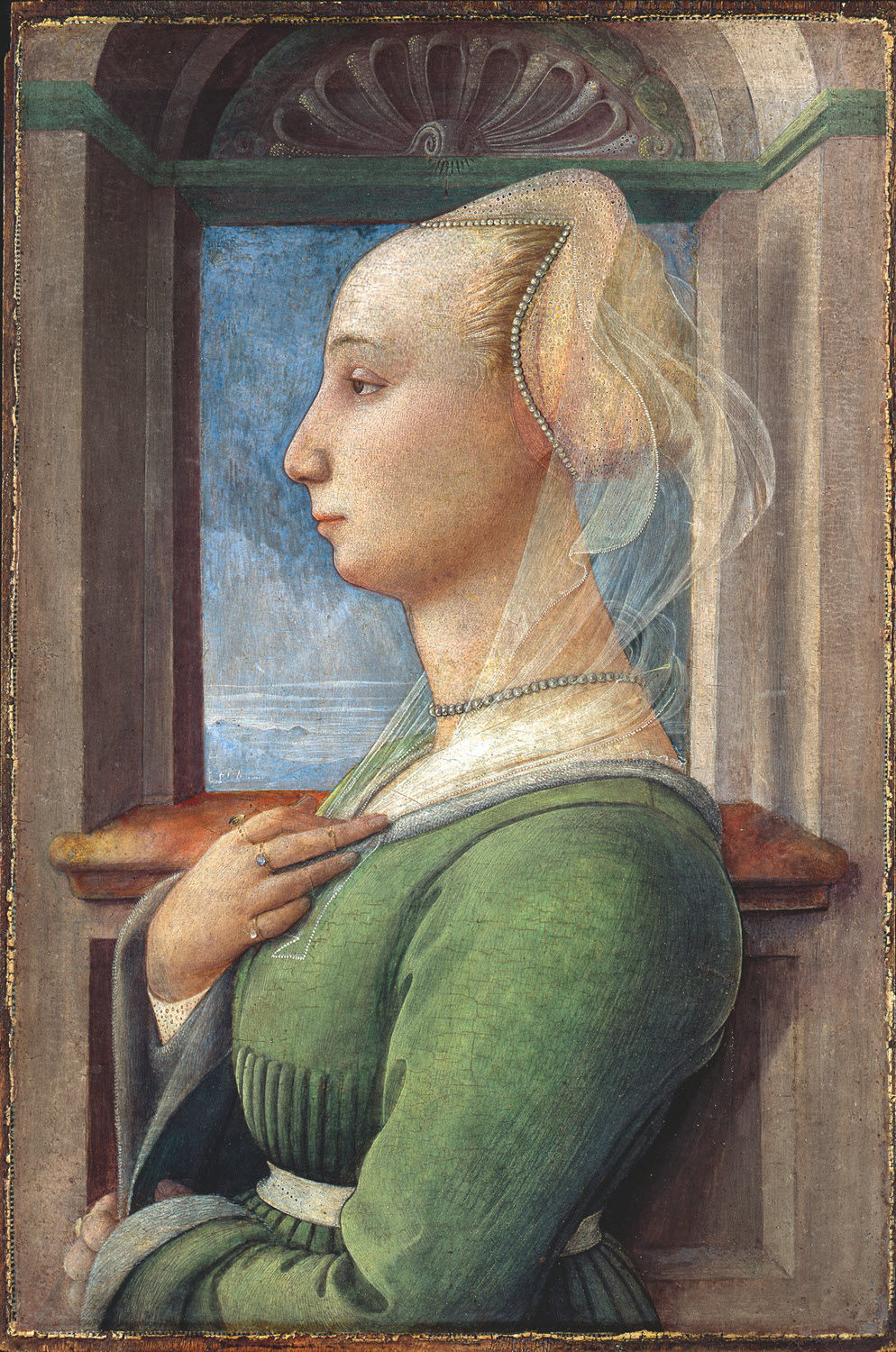
Філіппо Ліппі. Жіночий портрет, Берлін

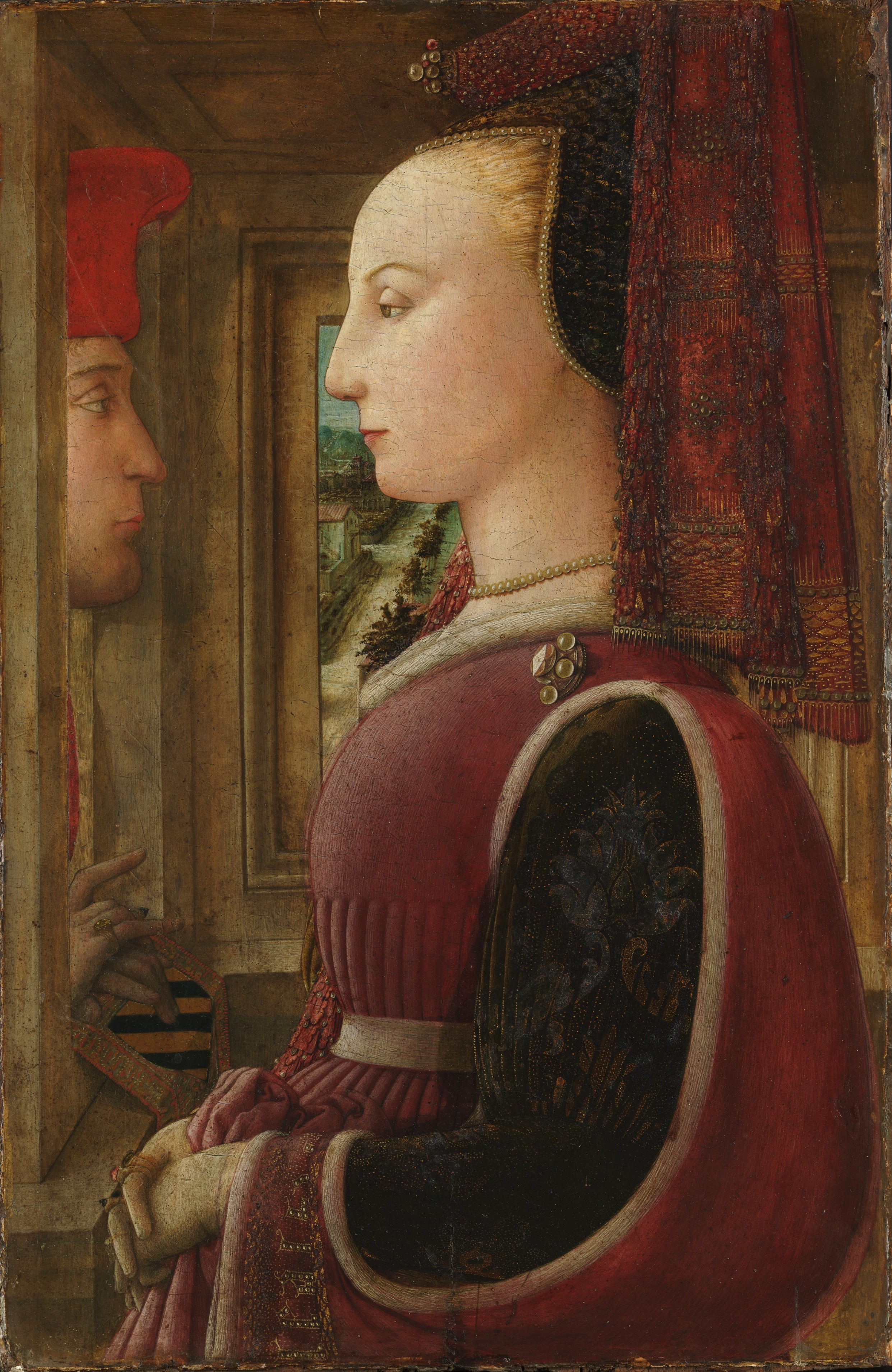
Філіппо Ліппі. Жіночий портрет, Метрополітен

Два профільних портрета роботи Філіппо Ліппі займають особливе місце серед подібних зображень. Дами тут зображені в інтер'єрі — цей прийом, який вперше зустрічається в італійському портретному живописі, істотно змінює будову станкового портрета. Поміщене у замкнений простір, профільне зображення втрачає колишню площинність і абстрактність, знаходить більшу реалістичність. Композиція перетворюється на картину, що містить елементи оповіді. У портреті з Метрополітен художник повторює нідерландський тип інтер'єру, який переданий з кута, з двома вікнами в спальнях; на більш пізньому берлінському портреті задній план зроблений з вікном у вигляді ніші з мушлею у консі. Напевно ці картини мали перспективні рами, розфарбовані у нідерландському смаку під мармур, які посилювали враження просторової глибини. А сполучення плавного контуру обличчя з жорсткою геометрією архітектури відкривало нові виразні подробиці жанру портрета. Користуючись прийомами нідерландських портретистів Ліппі створив інтер'єрну композицію з суто італійським рішенням образу.

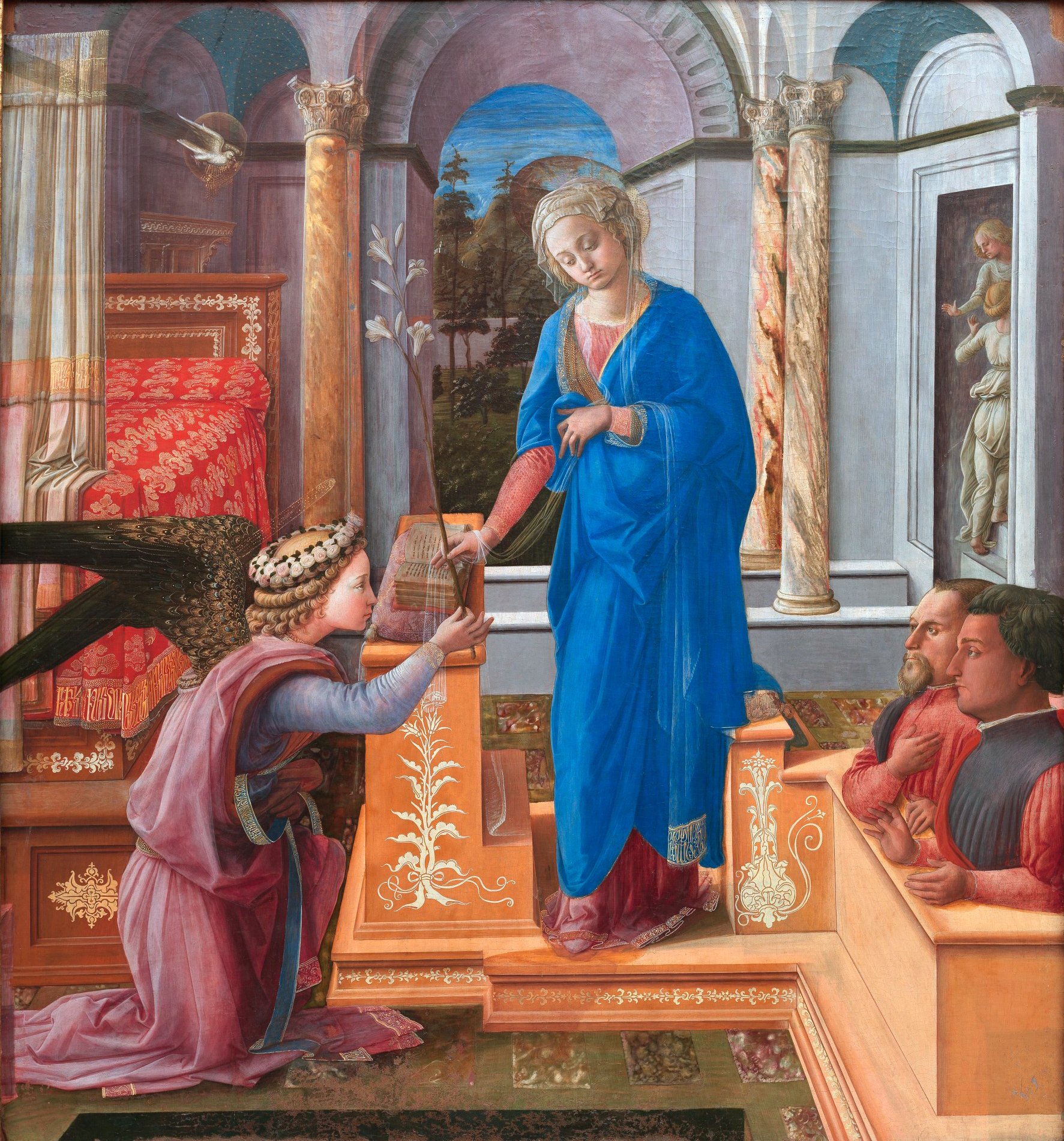
Філіппо Ліппі, «Благовіщення»

Цей тип станкового портрета Філіппо виробив не одразу: йдучи від наявних зразків профільного портрета, а також від донаторського портрета в багатофігурній композиції. У його «Благовіщенні» (Палаццо Барберіні) в куті написані два донатори, що жваво жестикулюють і відгороджені від глядача глухим парапетом. Тут вже присутній ефект інтер'єрного відокремлення. Але, ставши у творчості Ліппі самостійною станковою картиною, його портрет не втрачає до кінця формальних та образних зв'язків з джерелами, з яких він виник: низький зріз нагадує образи вівтарних картин і фресок, профільність надає позачасову відстороненість, нейтралізуючи ледь намічений відтінок побутової безпосередності. Наприклад, берлінський портрет — це боязка спроба парного портрету, але погляди юнака і дівчини не зустрічаються. Судячи за гербом Сколарі, це, можливо — Лоренцо ді Раньєрі Сколарі, спадкоємець Піппо Спано. Портрет наповнений символізмом — на рукаві дівчини вишите слово «вірність», на плечі у неї брошка з емблемою Медічі, сад за вікном — можливо символічний «сад кохання». Більш пізній портрет з Берліна — більш цілісний: модель не так розкішно вбрана, більш спокійна, портрет скомпонований краще.
Але вводячи в композицію портрета замкнутий інтер'єр і відкритий краєвид, Філіппо Ліппі, на відміну від нідерландців, не враховує при цьому особливості освітлення і користується дещо умовним прийомом розсіяного світла з одного джерела (спереду трохи збоку). І в більш пізніх портретах цього типу профілі не будуть ув'язані з повітряним середовищем пейзажного фону, поки П'єро делла Франческа в урбінському диптиху не вирішить цю проблему. Ліппі ж і наступні портретисти (наприклад, Антоніо Поллайоло) всього лише змінює декоративний синій фон на блакитне небо з хмарками. Інтер'єрні мотиви вирішуються з граничним лаконізмом. Флорентійцям властиво ідеально-узагальнене розуміння портретного образу, яке прямо диктувало відповідне оформлення навколишнього середовища.

#### Виникнення розвороту у три чверті

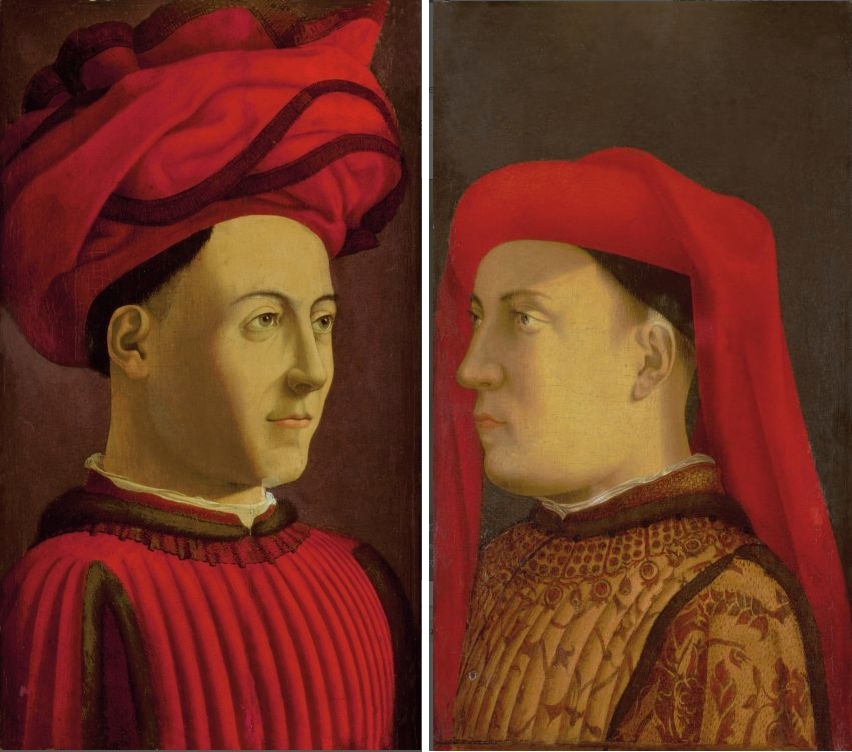
Нквідомий художник (Андреа дель Кастаньйо?). Два портрети членів родини Медічі. Цюрих

У середині XV століття у розвитку флорентійського портрета намічається нова тенденція. Він зберігає прив'язку до профільного типу композиції, але робить перші спроби перейти в поворот на три чверті. Цей прийом міг бути підказаний нідерландським портретом, а також — розвитком флорентійського скульптурного портрета. Перші зразки нового типу композиції могли бути репліками портретів в монументальному живописі або їх наслідуванням. Такі фрагментарні копії з фресок (наприклад, загиблих розписів Сант Еджідіо) — ймовірно, два портрети членів дому Медічі з Цюриха. Припущення ґрунтується на тому, що їхні обличчя звернені у різні сторони, але освітлені праворуч, а в оригінальних станкових портретах джерело світла завжди перебуває ліворуч (у фресках ж він варіюється від розташування вікон в реальному приміщенні).

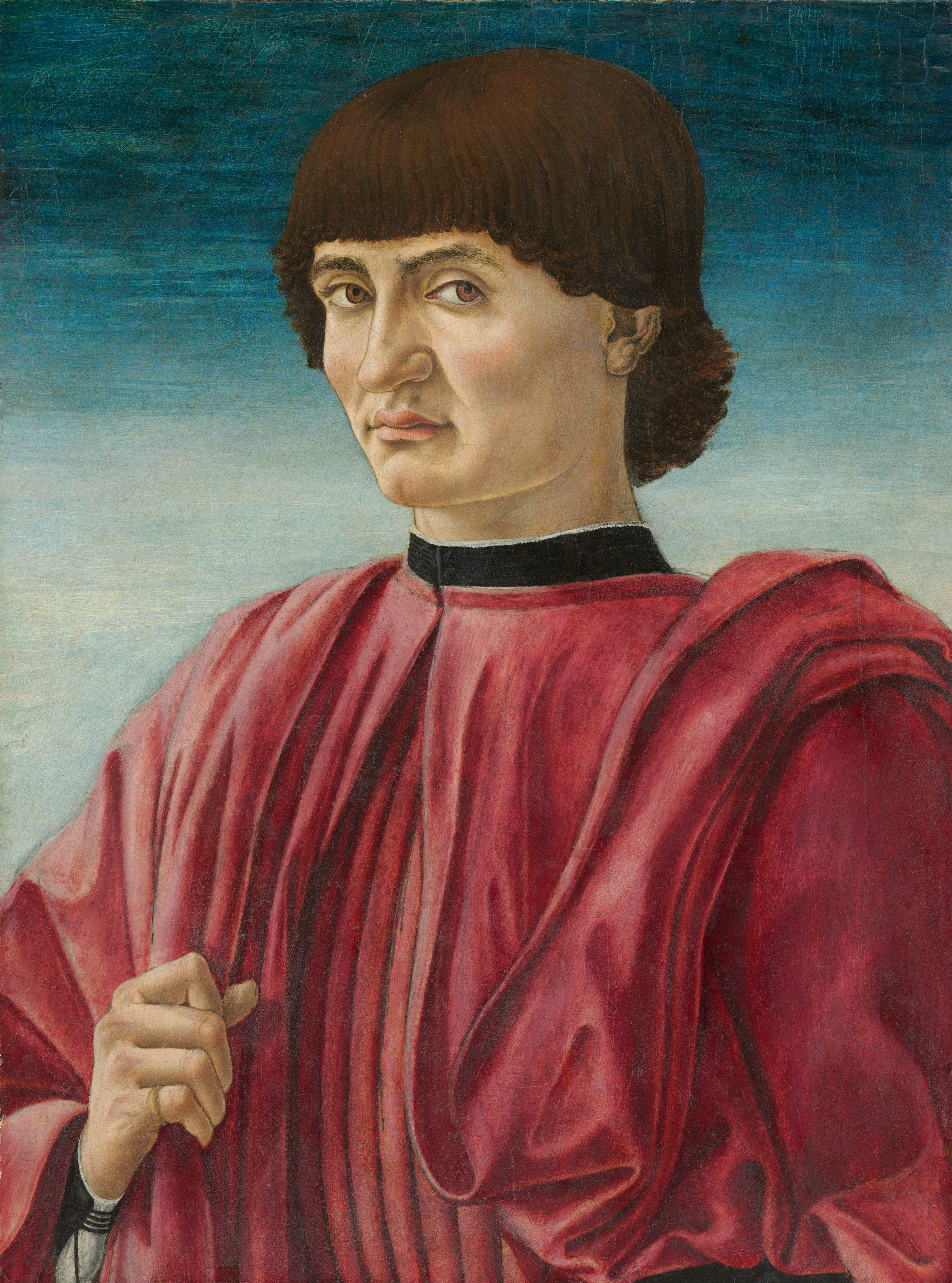
Андреа дель Кастаньйо. Чоловічий портрет, Вашингтон

Портрет роботи Андреа дель Кастаньйо з Вашингтона демонструє більш віддалений, але все ж помітний зв'язок з монументальним живописом. Атрибуція цього портрета даного художнику була під сумнівом, оскільки в такому випадку він написаний до 1457 року, а це — занадто рано для портрета у 3/4, адже цей тип зображень з'являється в Північній Італії після 1460, а у Флоренції — після 1470. У ньому немає нічого спільного з нідерландським портретам — ні споглядальності, ні інтимності, зате видно близькість до «знаменитих мужів» того ж художника — героїчне відокремлення від повсякденного життя, героїчний спокій. У цьому образі ще багато ідеальної абстрагованості, він не зовсім передає індивідуальність, але ідеал ренесансної особистості виступає в ньому вкрай цілісно.
З цього періоду вціліло не дуже багато портретів, і за ними закономірності та етапи можна встановити досить приблизно. У спадщині окремих майстрів видно слідування прийомам і методам, виробленим раніше, а також прагнення внести в них щось своє, нове. Протягом усього розвитку портрета в кватроченто відбуваються творчі пошуки: іноді це поодинокі експерименти, що не ведуть до змін, але часто вони ведуть і до зміни сформованих норм композиції та створення нових типів, які найкраще відповідають потребі реалістичної характеристики особистості.

#### Джентіле да Фабріано, Пізанелло
Поки флорентійці тільки знайомилися зі станковим портретом, Північна Італія була знайома з ним вже добре — вони орієнтувалися на придворні портрети франко-бургундського кола: шпалери, мініатюри і станкові зображення, які напевно потрапляли до Італії завдяки звичаю обмінюватися портретами між дворами. Один з таких бургундських портретів, жіночий, (Вашингтон) навіть приписувався Пізанелло.

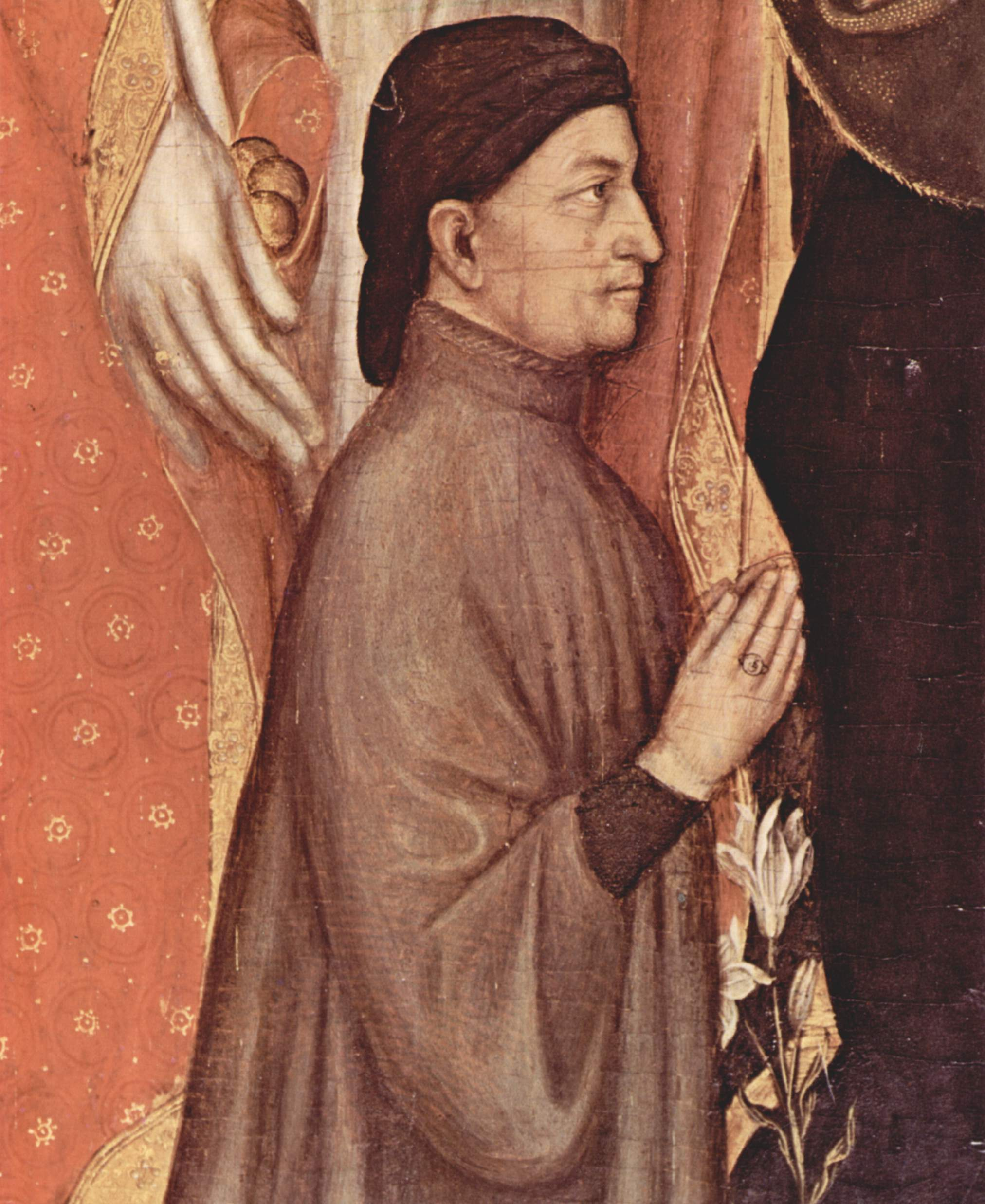
Джентіле да Фабріано. «Мадонна зі св. Миколою і св. Катериною Александрійсько», фрагмент

Венецієць Маркантоніо Мікіель залишив свідчення про два незбережені портрети роботи Джентіле да Фабріано, які, судячи з опису, були близькі до творів братів Лімбургів і Жана Малуеля: на одному портреті чоловік був представлений у профіль, з капуччо на голові і в чорному плащі, він тримав багаті чотки, які були виконані рельєфом з стукко (такий рельєф використовували і північні портретисти, наприклад, у згаданому вище жіночому портреті візерунок накладено золотим дротом). Другий портрет, теж поясний і профільний зображав молодого клірика. Обидва портрети, мабуть, батька і сина, були диптихом. Вони не збереглися, але про портретні навички Джентіле можна судити по зображенню донатора в «Мадонні зі св. Миколою і св. Катериною Александрійською» (Берлін). Цей профіль своєю жвавістю контрастує з умовністю інших фігур.

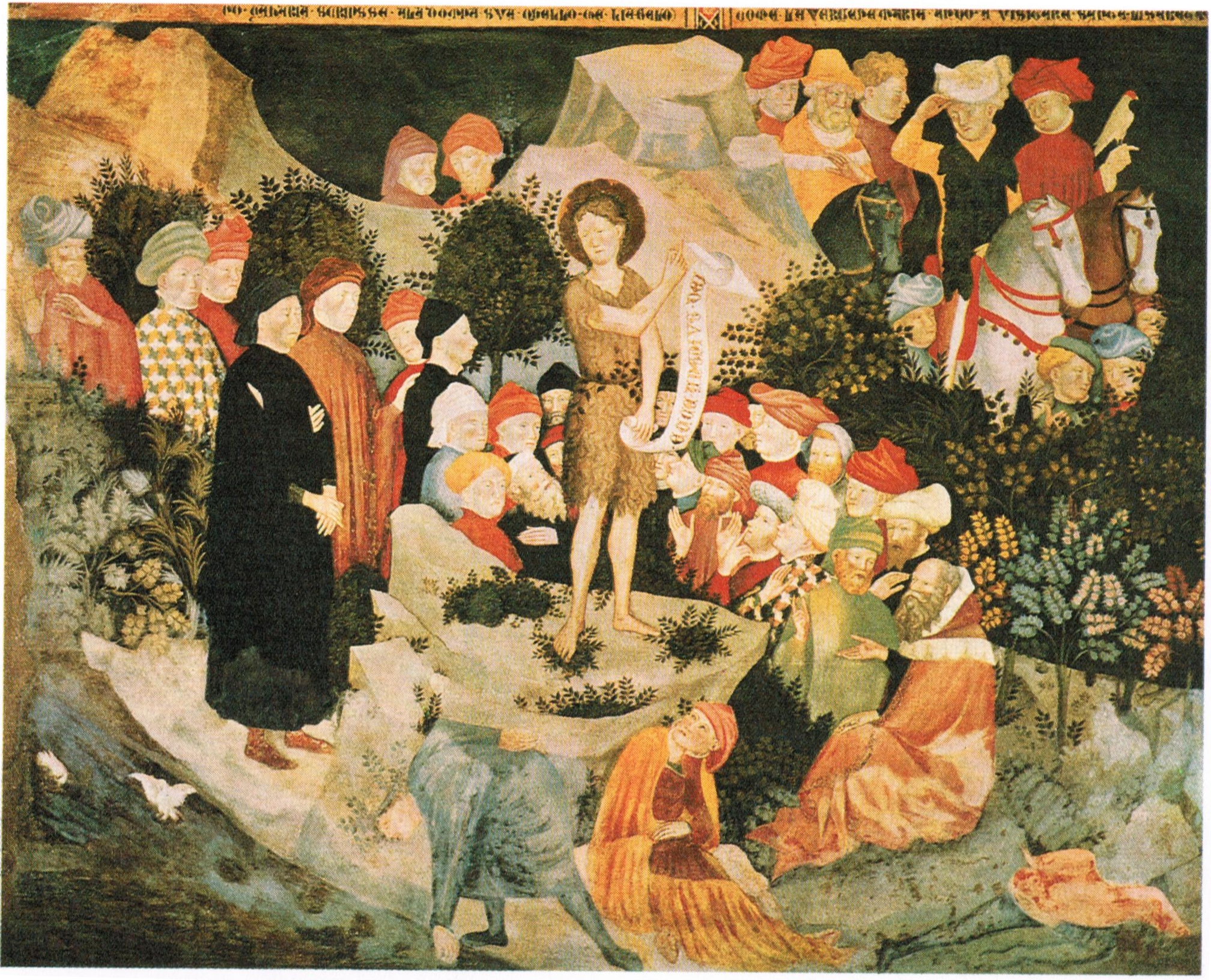
Лоренцо і Якопо Салімбене. «Проповідь Івана Хрестителя»

У церкві Сан Джованні в Урбіно є фрески співвітчизників Джентіле і Фабріано умбрійських майстрів братів Лоренцо і Якопо Салімбені. У них зустрічаються вставні портретні фігури в плащах і капуччо, що нагадують описи портретів Джентіле і Фабріано. Як стилістичний аналог втрачених портретів Джентіле ці фігури цілком вдалі. Власне манера Джентіле поступово еволюціонувала від північноіталійської інтернаціональної готики в бік більш реалістичного трактування фігур і простору. За повідомленням гуманіста Бартоломео Фаціо в Римі художник написав портрети папи Мартіна V і 10 новообраних кардиналів. Вони не збереглися, але Рогір ван дер Вейден, приїжджаючи в Рим, добре відгукувався про його творчість.

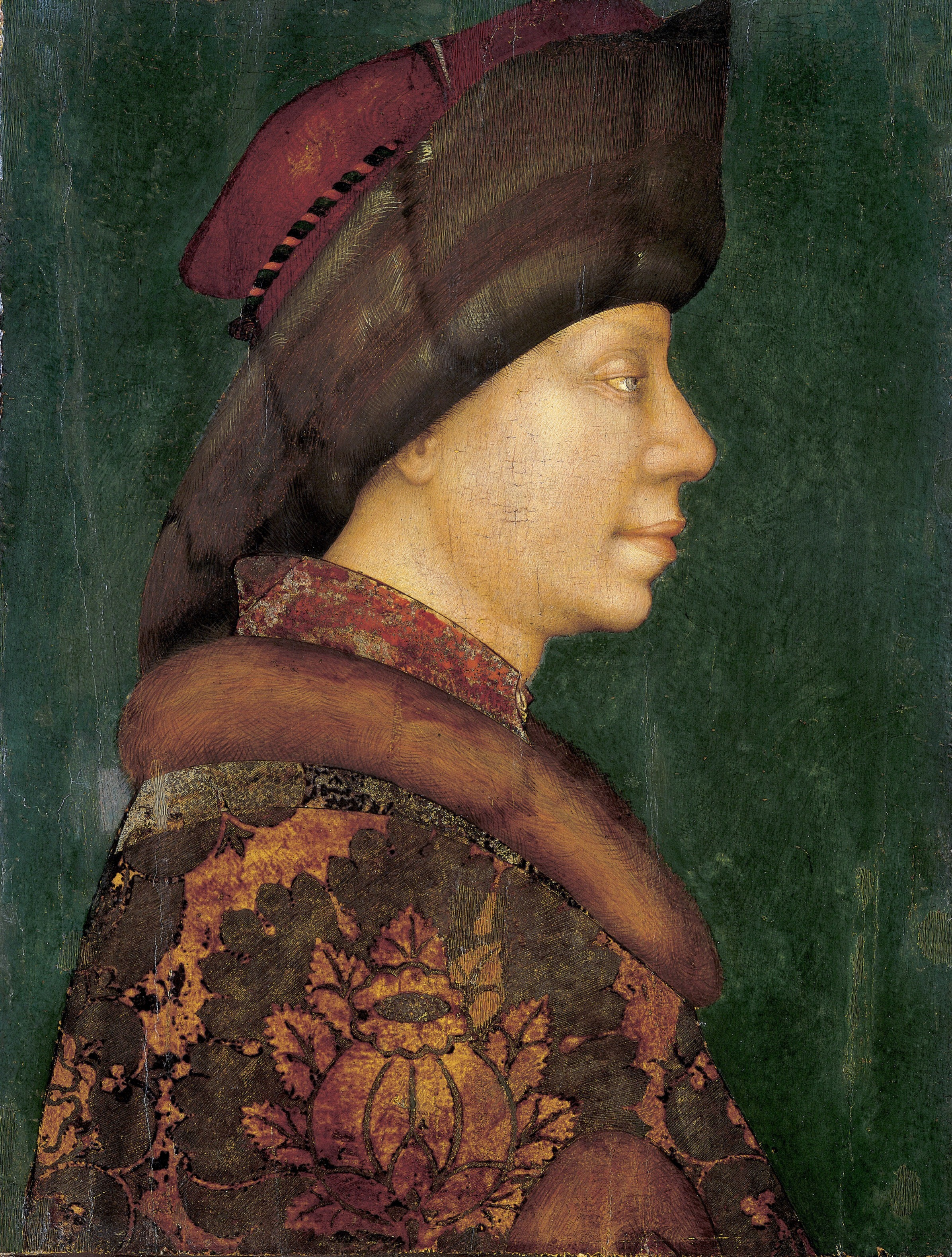
Пізанелло (?). «Чоловічий портрет», Генуя, Палаццо Россо.

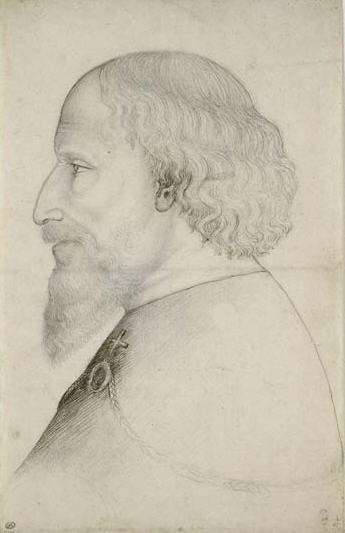
Пізанелло. Малюнок із зображенням імператора Сигізмунда

Пізанелло, так само як і Джентіле, був виразником ідеалів лицарської життя, що минали. Він був прекрасним рисувальником, і поєднував у своїх роботах казкову фантазію і спостережливість, стилізовану декоративність і натуралізм деталей, ставши останнім художником готики і першим Ренесансу. Якщо в живописі він ще перехідний майстер, то в медалях 1440-х років — уже безперечний портретист Ренесансу. Перші відомості про нього як портретиста відносяться до 1415–1422 років, коли він працював над розписом зали Великої ради в Палаці дожів у Венеції. Але портрети в цих незбережених фресках, швидше за все, не відрізнялися за стилем від тих, що створював Альтик'єро і його учні наприкінці XIV століття. Потім Пізанелло працював у Вероні в 1420-х роках («Мадонна з куріпкою», фреска «Благовіщення» з Сан-Фермо) і в цих роботах видно його тісний зв'язок з пізньою готикою Мілана (Мікеліно да Безоццо) і Верони (Стефано да Верона). Можливо, перебуваючи в Павії і Мантуї в ці роки він уже виступав як придворний портретист. Він багато їздив (можливо, у Флоренцію як помічник Джентіле да Фабріано) і до Риму (де він закінчував за ним фрески), і це розширило його кругозір. У Римі він познайомився з пам'ятками античності і побачив портрети Джентіле і Мазоліно.
До Верони він повернувся у 1433 році вже зрілим майстром з реалістичним розумінням портрета. У цей період створені його начерки до портретів імператора Сигізмунда і його наближених (сам портрет імператора написаний невідомим богемським майстром). Чоловічий профільний портрет з Палаццо Россо в Генуї, швидше за все, його роботи, дійшов з великими втратами і змиттям, але зберіг загальний декоративний ефект ранніх профільних портретів. Але його атрибуцію визнати безперечною все ж не можна, тому від портретного жанру Пізанелло твердо судити можна тільки по двох портретах представників династії Есте.

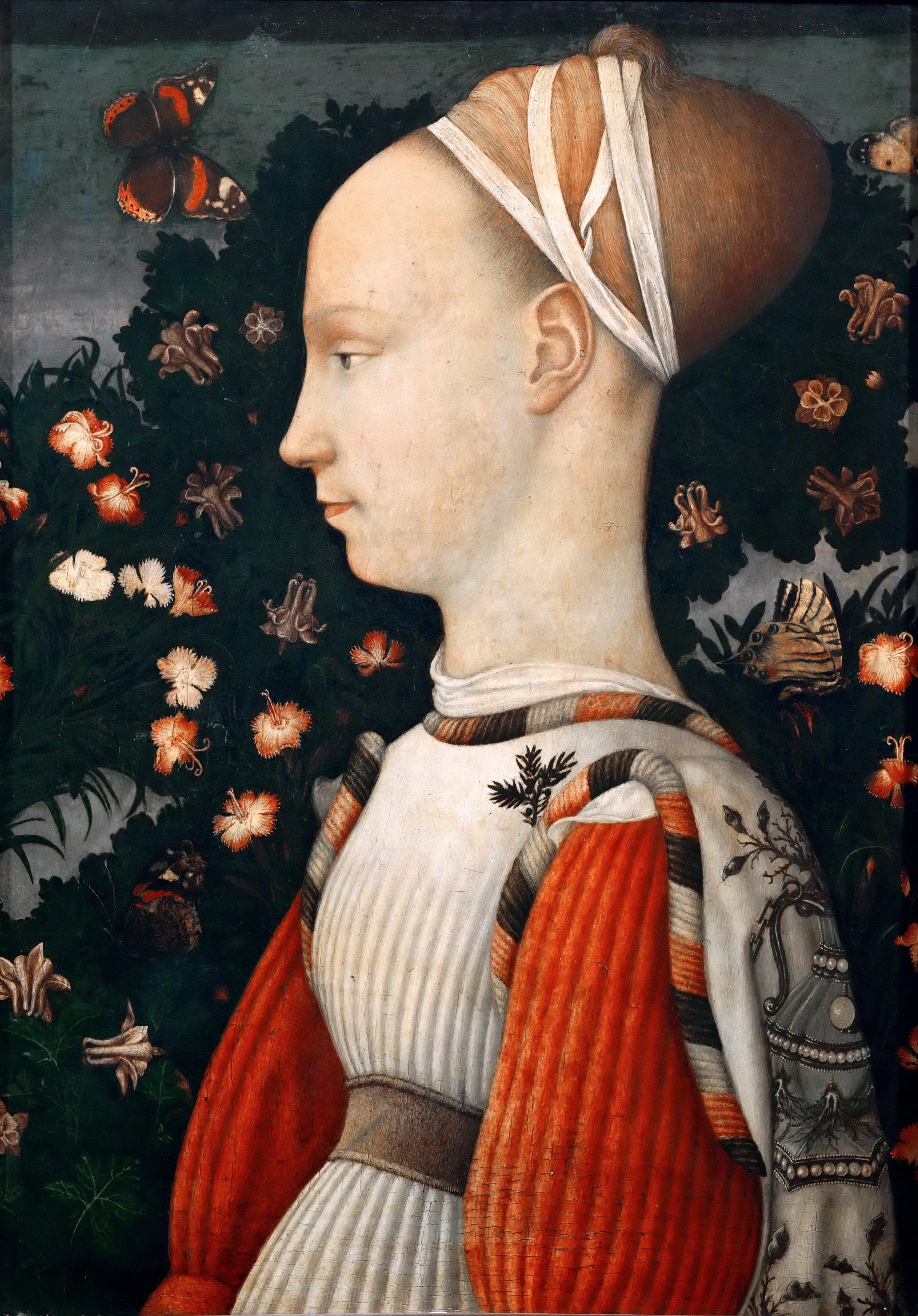
Пізанелло. Портрет Джиневри д'Есте, 1435—40. Лувр, Париж

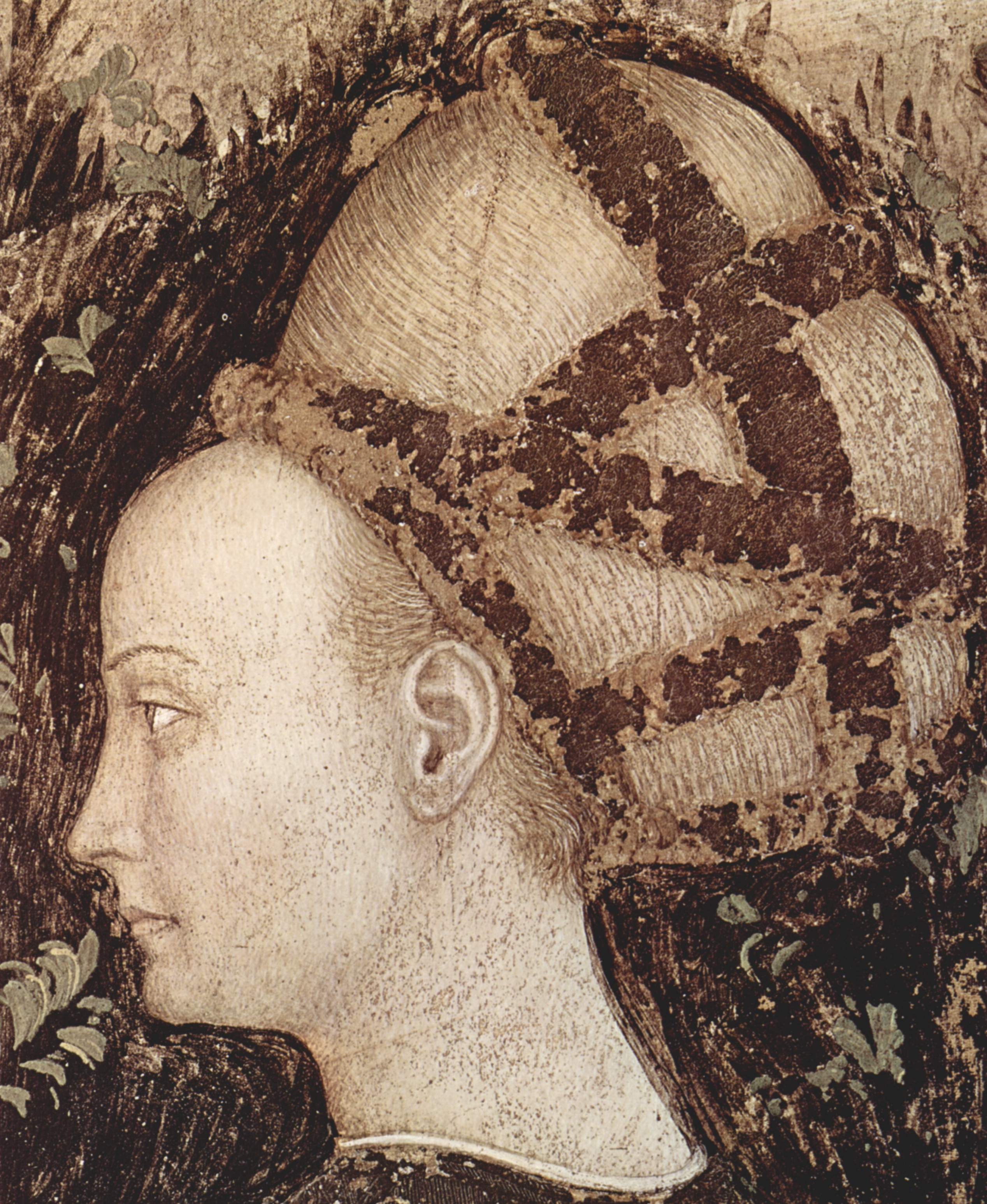
Пізанелло. Фреска «Святий Георгій і дракон» (1435—38), фрагмент з головою принцеси. Церква Св. Анастасії, Верона

Певний час вважалося, що це парні портрети Леонелло і його дружини Маргарити Гонзага, але вони не збігаються за розміром і обрізом. Можливо, жінка, на рукаві якої вишита ваза, символ Есте, — Джиневра, оскільки за закот її сукні заткнута гілка ялівцю (італ. джинепро), рідна сестра Леонелло. На прикладі цього портрета можна побачити специфічні відмінності придворного портретного мистецтва Північної Італії від розуміння портрету флорентійцям. Пізанелло пише принцесу в профіль, з легким поворотом плечей, взявши композицію франко-бургундського кола; але не показує, на відміну від них, рук і замість нейтрального фону дає складний декоративно-пейзажний мотив. Дівчина зображена ніби в альтанці. Профіль і фон утворюють єдине декоративне ціле, картина нагадує шпалеру. Близьку аналогію до цього портрета можна бачити в образі принцеси з «Святого Георгія і дракона» (1436-38, Санта Анастазія) — світлий профіль переданий на тлі щільної зелені, з її малюнком перегукується візерунок сукні і убору. Для цієї фрески зберігся начерк жіночої голови — він натурний, але Пізанелло переробив його в бік більшої ідеалізації.

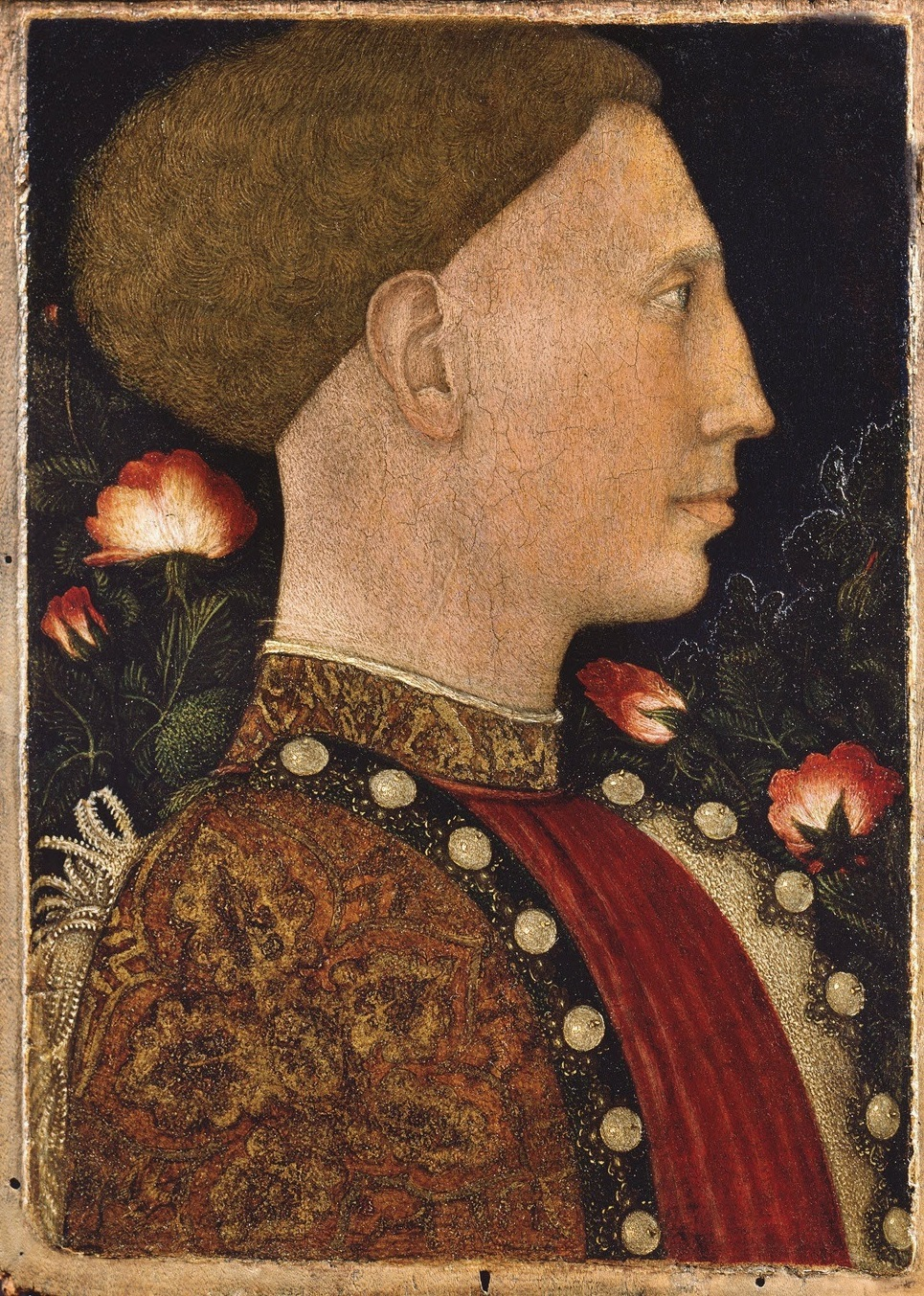
Пізанелло. «Портрет Леонелло д'Есте», 1441. Лувр, Париж

Портрет Леонелло написаний через кілька років після образу його сестри, що очевидно по еволюцію майстерності художника — з'явилося щось нове у формальному та ідейному відношенні. Профіль скомпанований більш по-«медальєрному», фон — не килимовий, а приглушений. Замовник був великим любителем Юлія Цезаря — як його творів, так і зображень давньоримських бронзових монет, і це мало відбиток на кругозорі Пізанелло. Як весільний подарунок ще в 1435 році художник надіслав Леонелло «Портрет Юлія Цезаря» — футляр у вигляді книги з кришкою, усередині якої знаходилася маленька картина із зображенням Цезаря на дошці в золоченій рамці (не зберігся). Перебуваючи в Римі Пізанелло, подібно Джентіле да Фабріано, багато замальовував антику. Збереглася велика група малюнків кола обох художників, де класичні мотиви римських саркофагів трактовані ще з помітною готичною стилізацією; інтерес до них був успадкований від поверхневого «класицизму», який побутував серед художників пізнього треченто (наприклад, Альтик'єро) і простодушної цікавості ломбардських готичних рисувальників-збирачів. Але більш пізні малюнки Пізанелло є більш глибокими, цьому сприяло його безпосереднє знайомство з ідеями ренесансних гуманістів. У Феррарі він зблизився з Гуаріно да Верона, якому подарував «Святого Ієроніма», а той у відповідь присвятив йому захоплену латинську поему. Напевно він також зустрічався і з Леоном Баттіста Альберті і повинен був знати його медальєрний профільний автопортрет. Таким чином, контакти з гуманістами прямо позначилися в медальєрному мистецтві Пізанелло, але і в живописному портреті Леонелло можна вловити ремінісценції класичного ідеалу (трактованого образу Цезаря). Помітний в портреті й інший аспект особистості моделі — придворна лицарська культура, вишукана розкіш, турніри, суворий церемоніал двору (типові риси феодального суспільства). Феррара за розкішшю уподібнювалася бургундському двору періоду «Осені Середньовіччя» і протягом усього Відродження залишалася головним центром куртуазної культури.

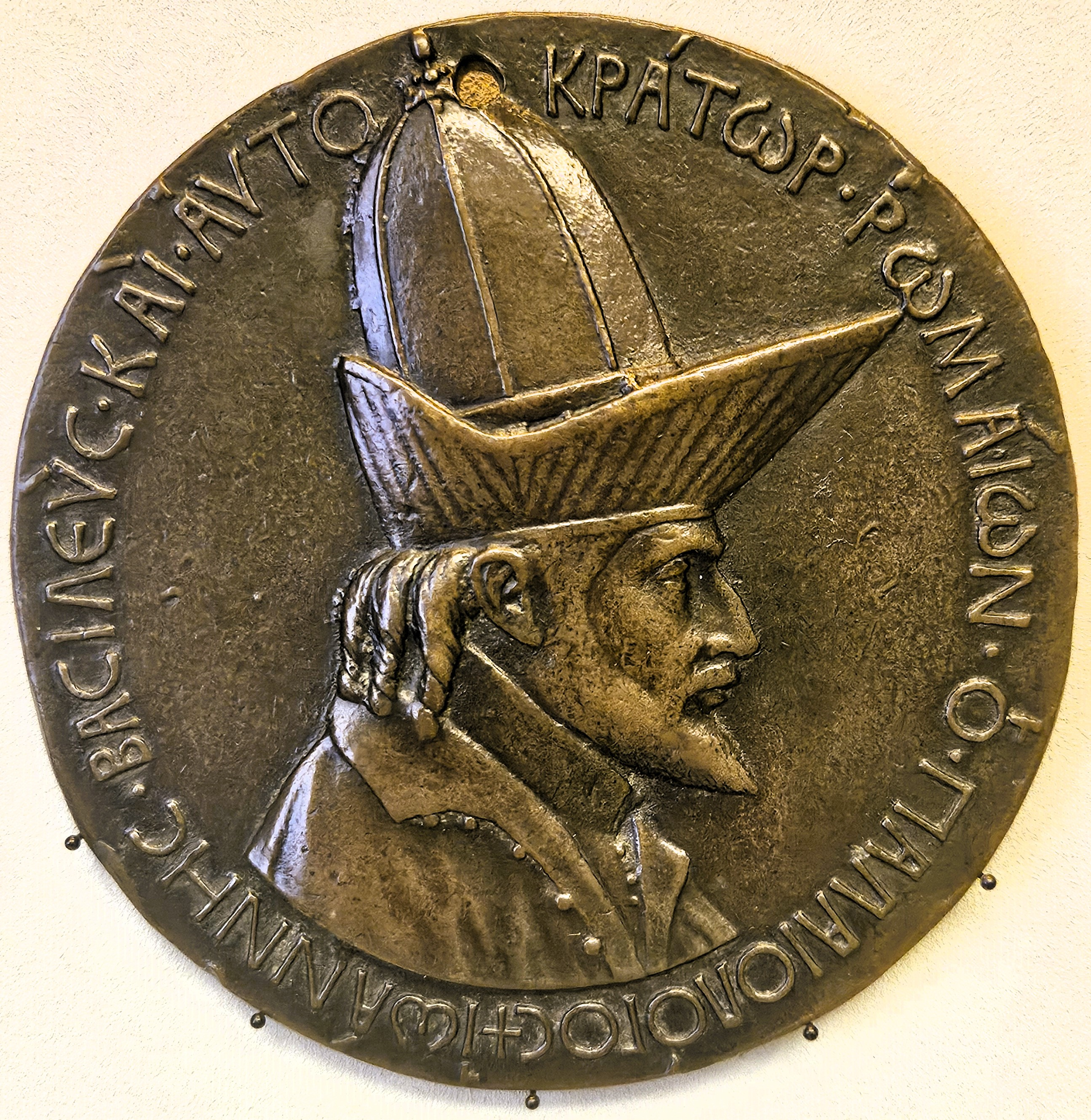
Іоанн VIII Палеолог
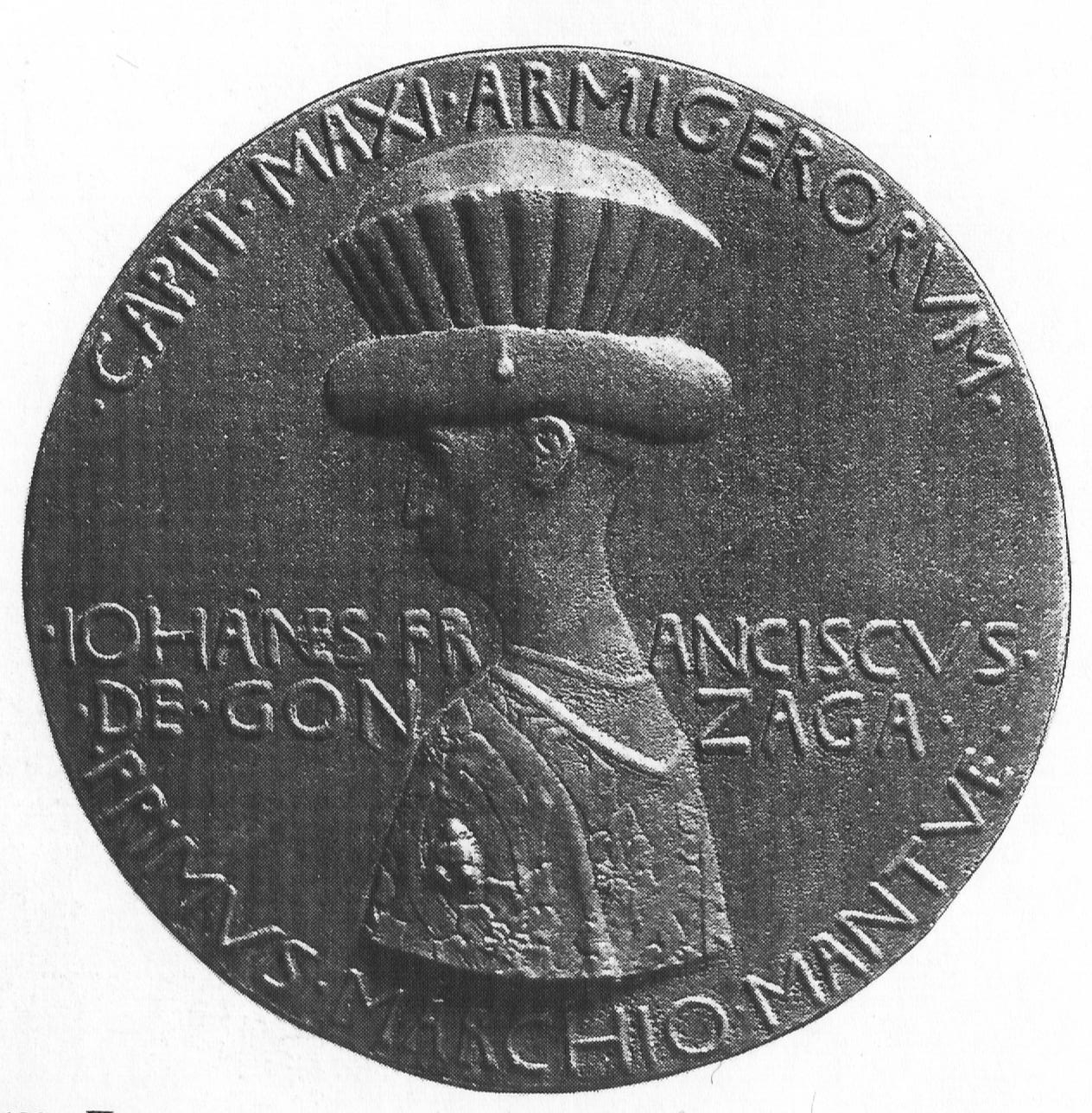
Джанфранческо Гонзага
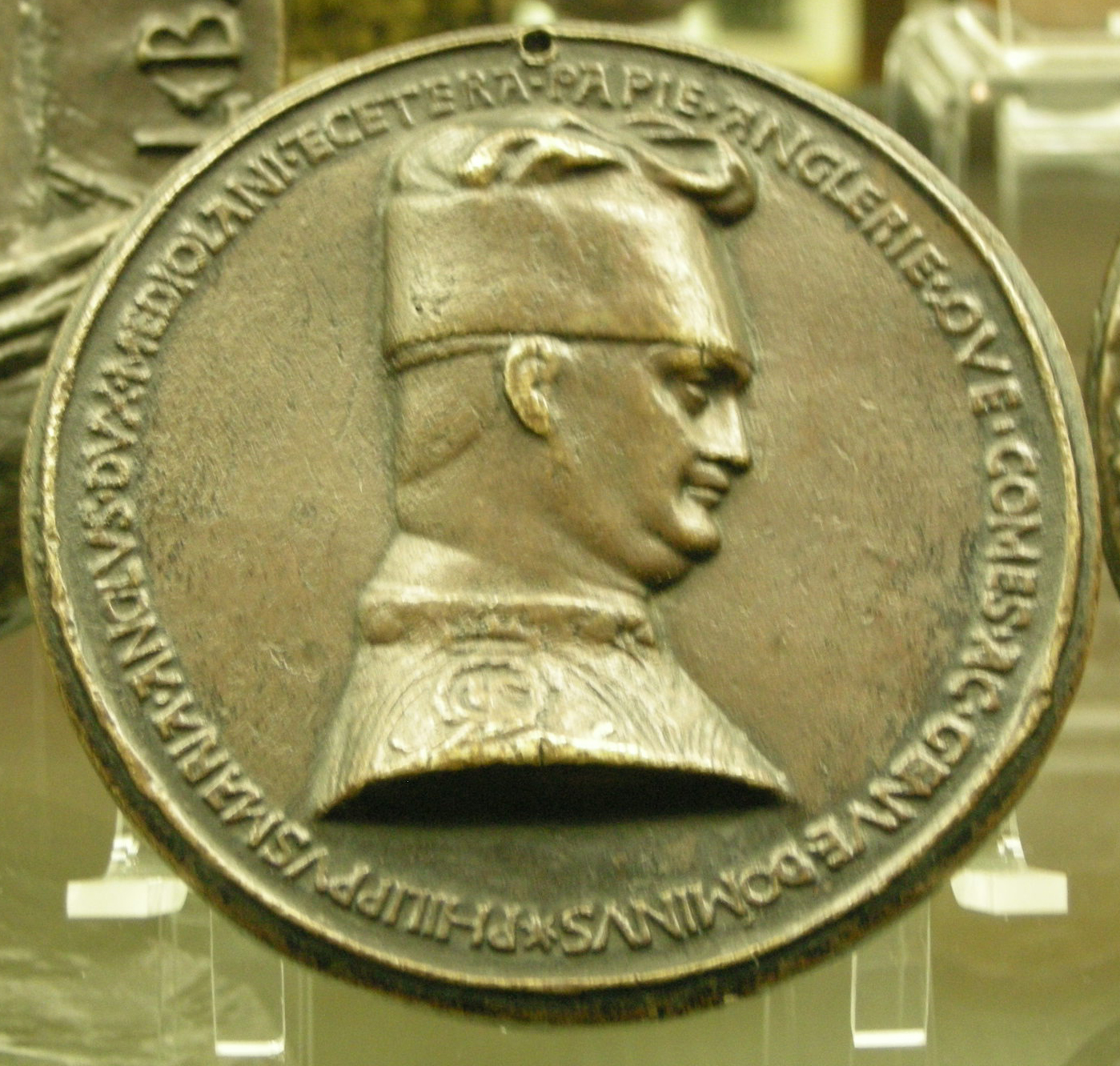
Філіппо Марія Вісконті
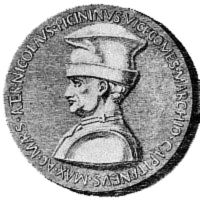
Нікколо Піччініно

Пізанелло писав цей портрет, вже маючи чималий досвід у медальєрному мистецтві, і цей новий дух класично-героїзованої інтерпретації особистості (який поступово виступає в ранніх медалях) відбився тепер і в живописному портреті. Цей новий ідеал, що тяжіє до античності, ляже в основу всього медальєрного стилю Пізанелло 1440-х років. З того моменту, як в 1438 році він відлив свою першу медаль (на честь імператора Іоанна VIII Палеолога), шляхи розвитку живописного і медальєрного портрета в його творчості тісно переплітаються. Його медаль Джанфранческо I Гонзага (1439) за стилем ще близька його живопису, але в наступних медалях (Нікколо Піччініно, Філіппо Марія Вісконті, Франческа Сфорца; 1441-42) намічається перехід до нового розуміння портретного образу.
Цей тип, який закріплений в живописному портреті, прямо повторений майстром у весільній медалі Леонелло д'Есте (1444), потім розвиваючись в медалях Сіджизмондо Малатеста (1445), Доменіко Новелло Малатеста (1445), Лодовіко Гонзага (1447). А портрет Чечилії Гонзага (1447), навпаки, виявляє, зв'язок з менш класичною традицією жіночих портретів Пізанелло. З профілем Чечилії Гонзага перегукується образ дами з однієї з незакінчених фресок Палаццо Дукале. Вироблення єдиного портретного стилю Пізанелло 1440-х років сприяло те, що медальєрні і живописні портрети він робив за одними і тим ж робочими замальовкам з натури. Причому маленькі медальєрні портрети легко відтворювалися у великих малюнках.

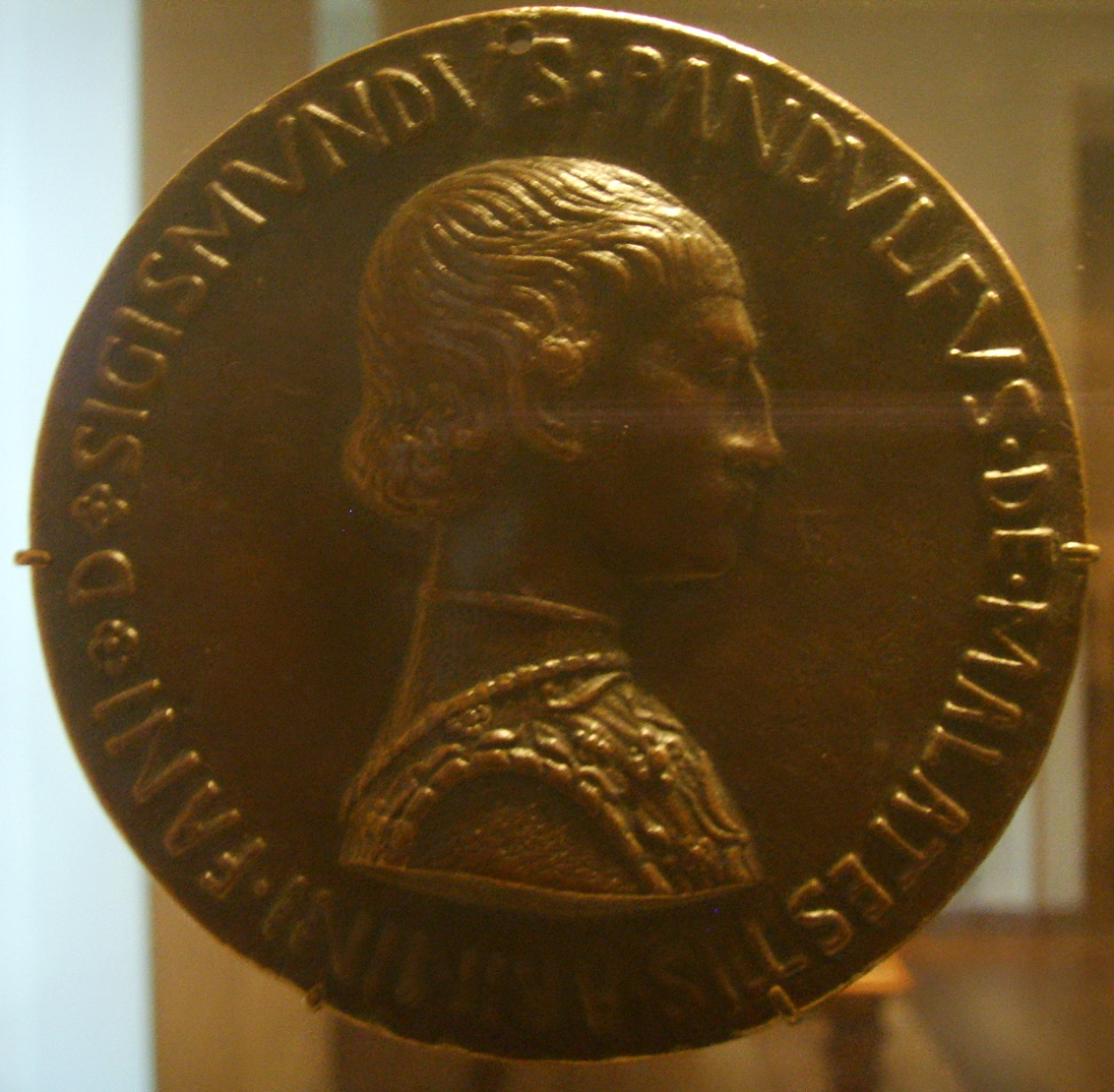
Сіджизмондо Малатеста
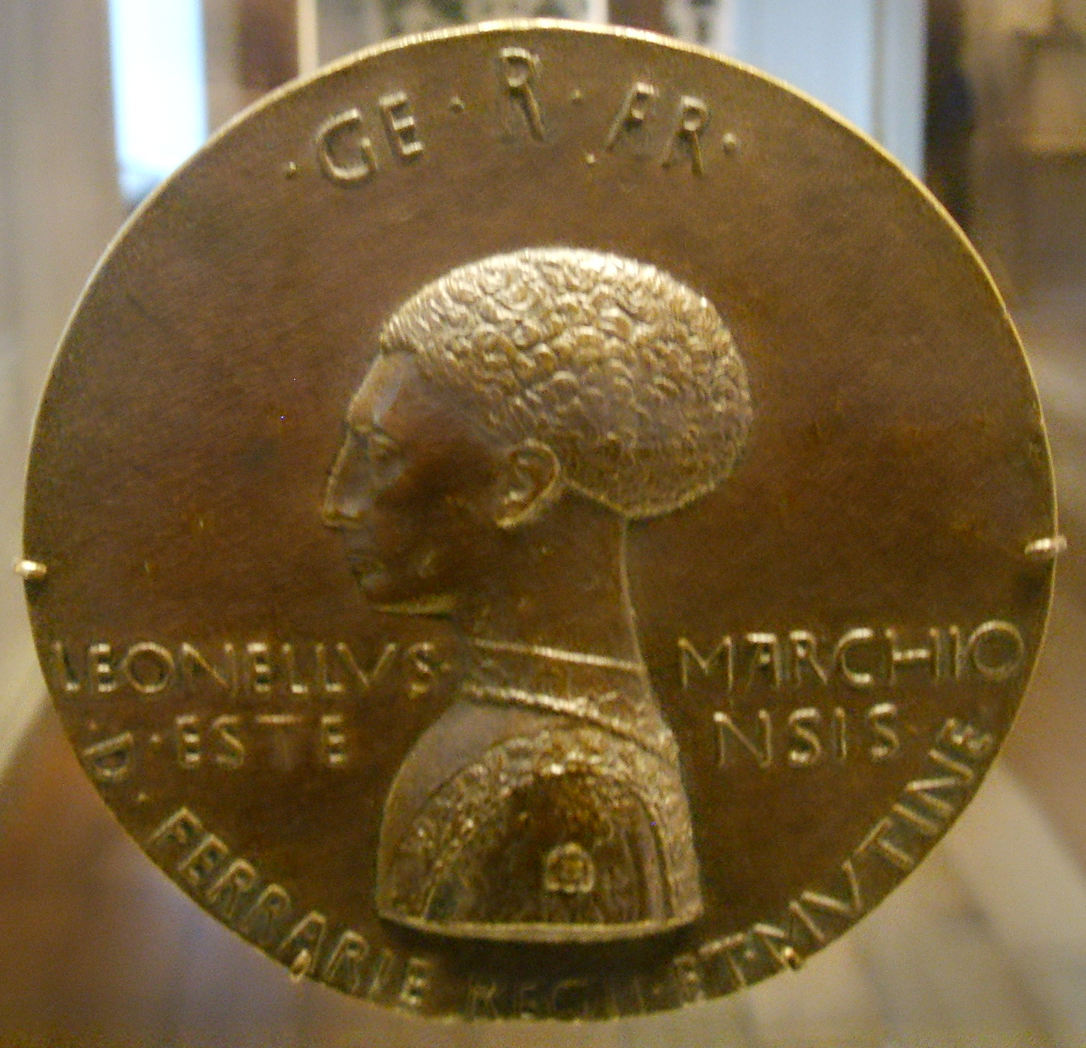
Весільна медаль Леонелло д'Есте, 1444
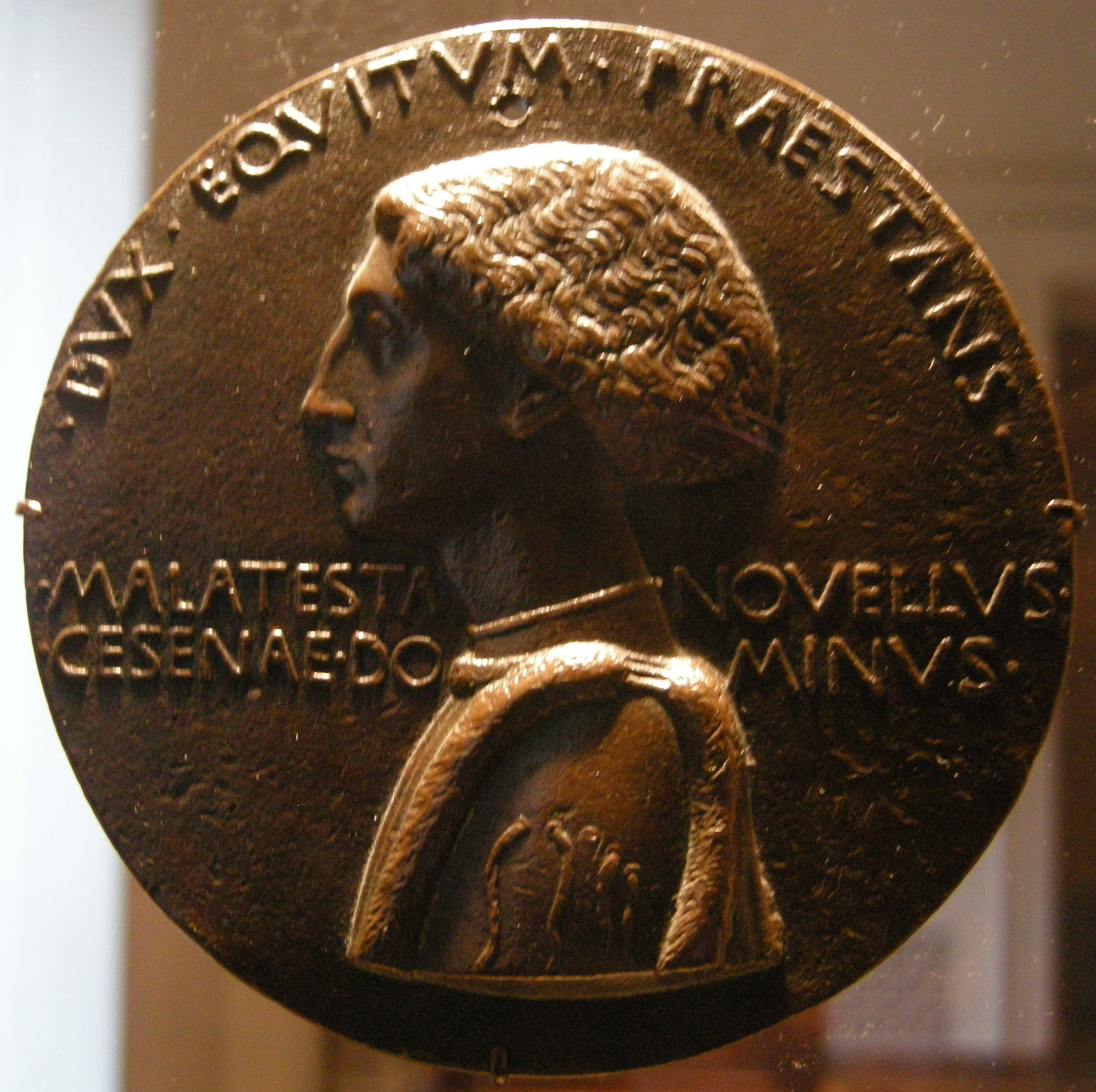
Доменіко Новелло Малатеста
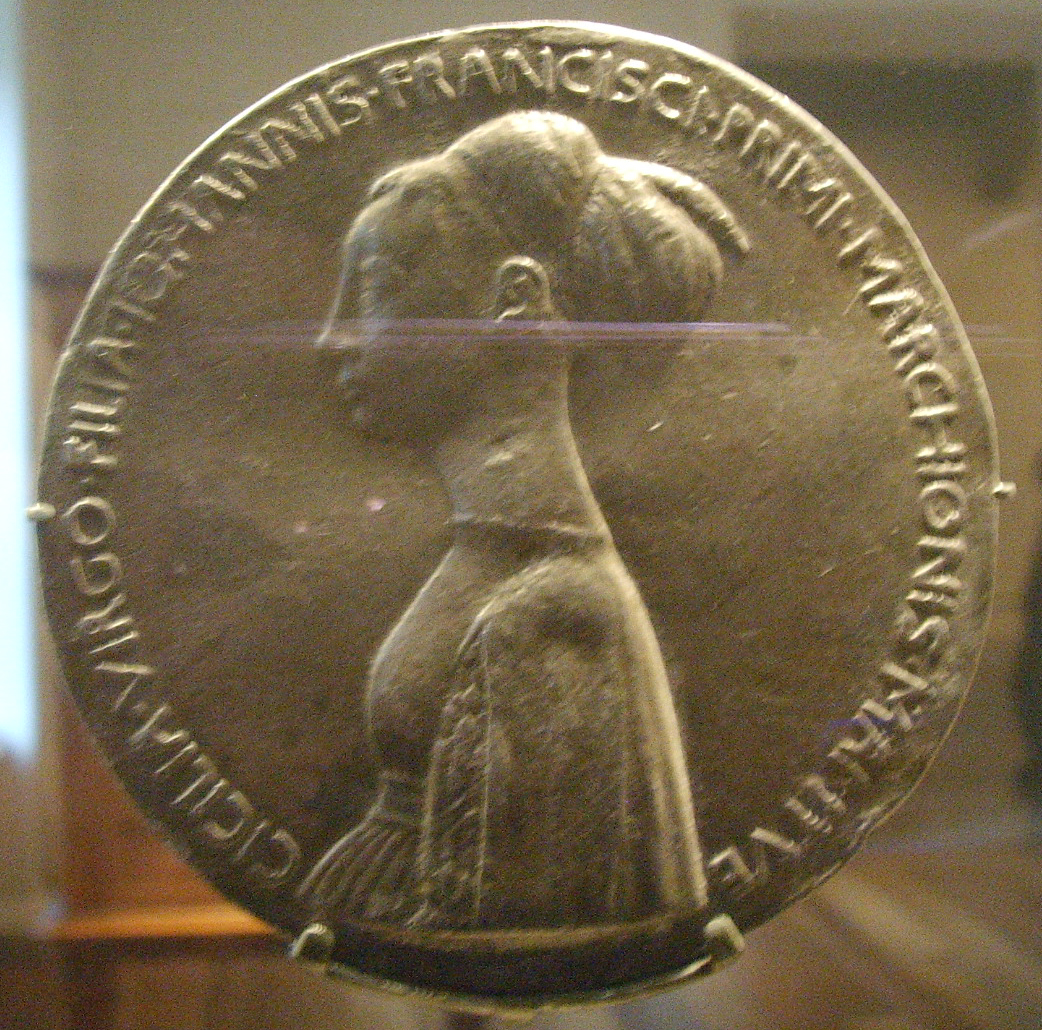
Чечилія Гонзага

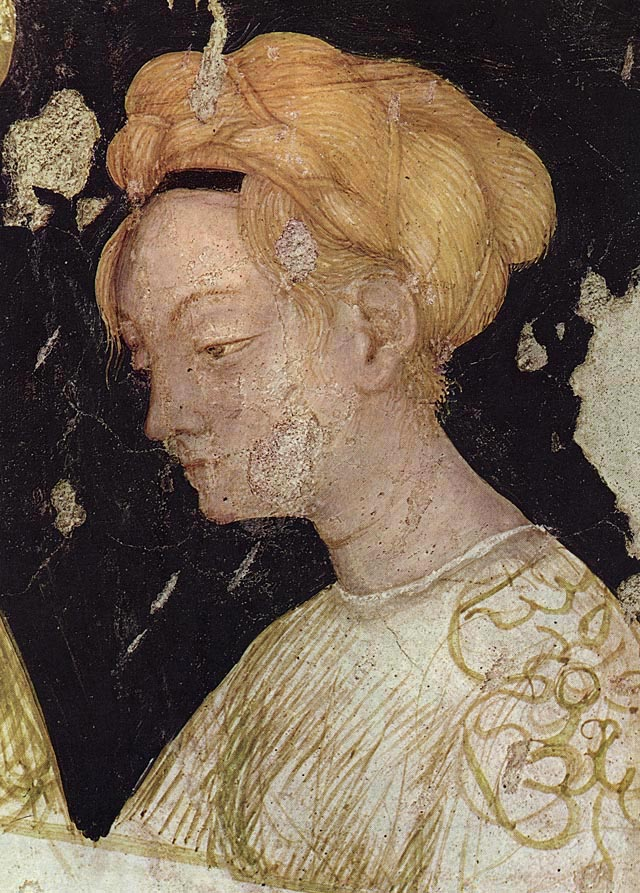
Пізанелло. Портрет (?) дами. Деталь незавершеної фрески «Зали Пізанелло». Бк. 1447, Мантуя, Палаццо Дукале

Безсумнівно, Пізанелло писав і інші живописні портрети, але жоден з них не зберігся. Але його галерея медалей включає зображення Вітторіно да Фельтре (бл. 1446) і П'єр Кандідо Дечембріо (1447-8) — не тільки государів, але і гуманістів. У них поєднується індивідуалізація портретної характеристики зі героїчною «антикізацією» образу, яка досягає кульмінації в трьох медалях Альфонсо V Арагонського (1449). Еволюція живописних портретів, ймовірно, йшла схожим чином. Ідейна і художня специфіка пізнього портрета Пізанелло, на думку Гращенкова, особливо безпосередньо відбилася в його останній роботі — портреті Ініго д'Авалоса (1449). На відміну від більшості інших його медалей, де профіль розташовувався в центрі диска, залишаючи місце для написів, тут портрет щільно вписаний в поле. Портретне зображення тут удвічі перевищує звичний масштаб — це вже барельєфний портрет, який в зменшеному вигляді повторює особливості станкової композиції. В узагальненому малюнку карбованого профілю поєднується естетика портрета, вироблена в республіканській Флоренції, з гуманізованою естетикою придворного портрета. Герб та емблеми моделі прибрані на реверс.

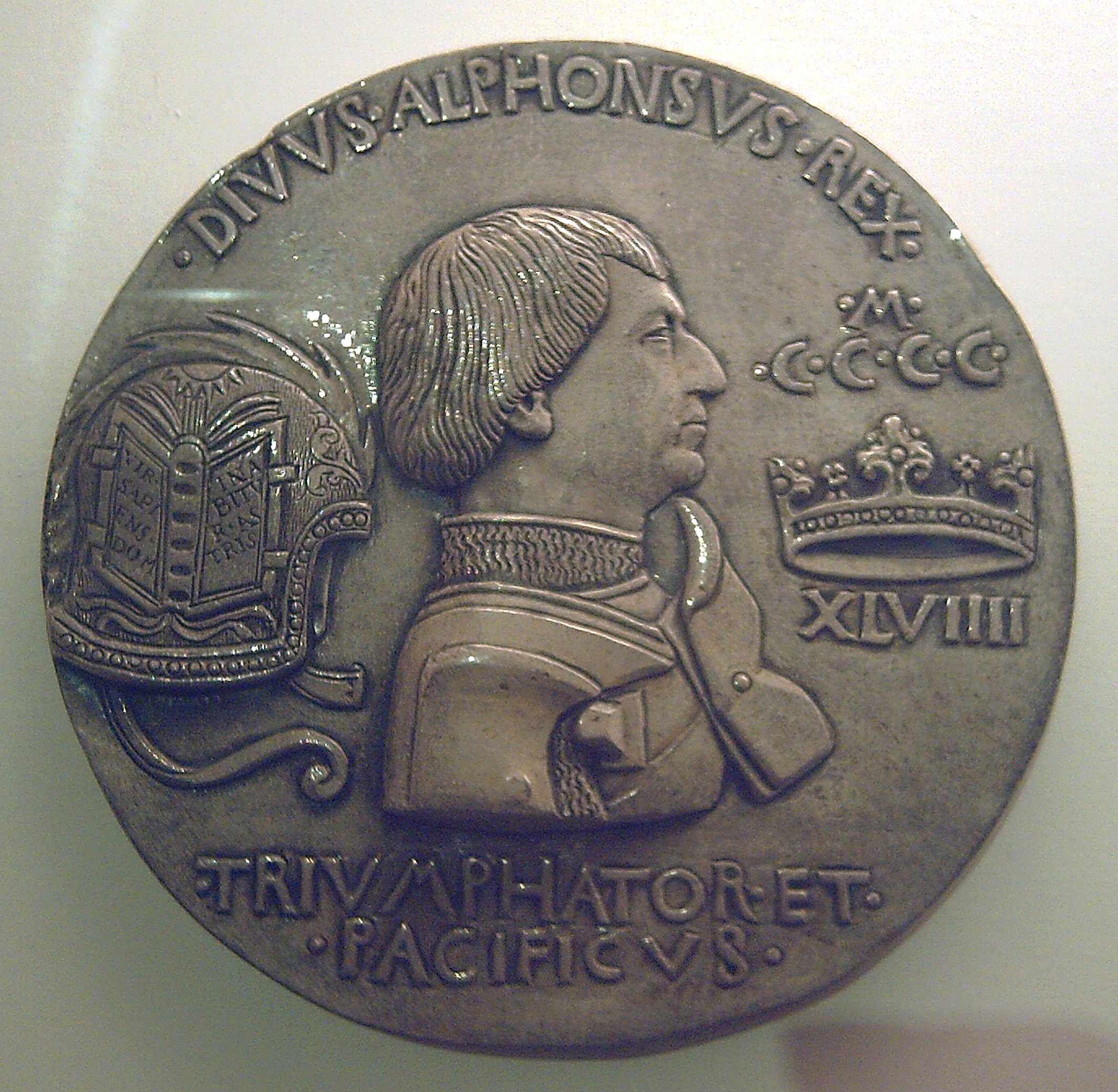
Альфонсо V Арагонський
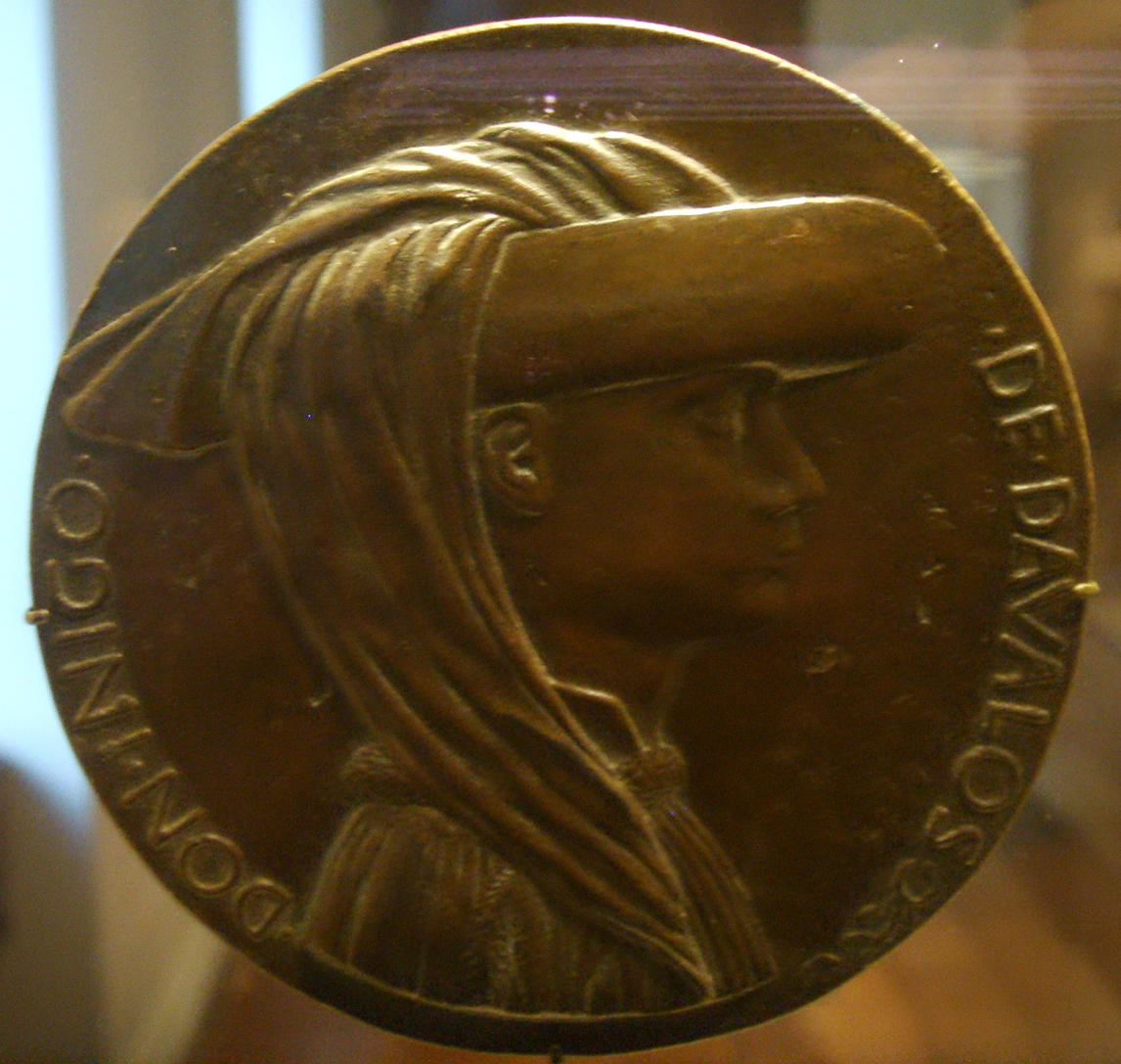
Ініго д'Авалос

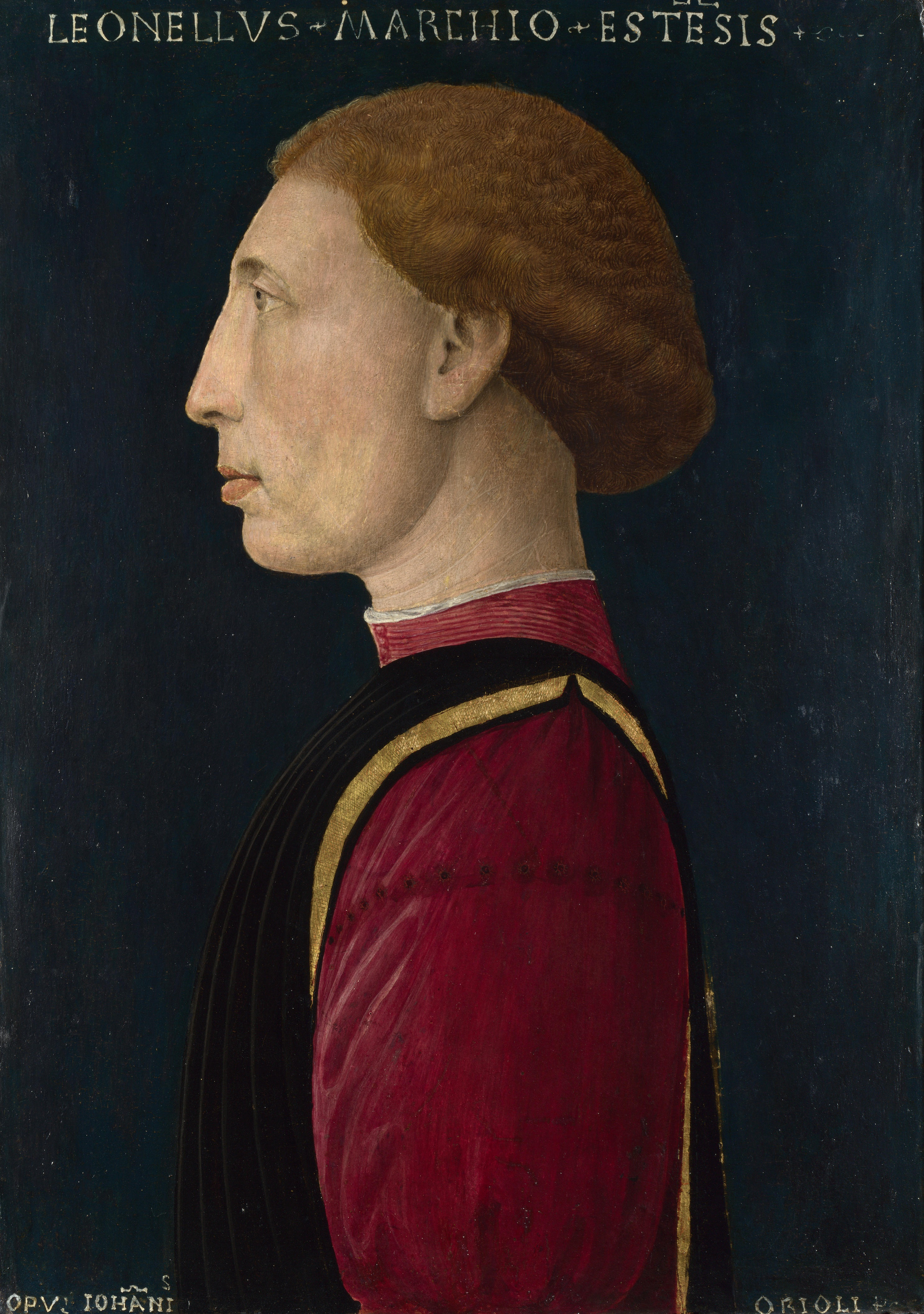
Джованні да Оріоло. «Леонелло д'Есте»

Його живописні та медальєрні портрети зіграли винятково важливу роль у розвитку портретного мистецтва XV століття, можна навіть говорити про «пізанеллівську» традицію профільного портрета того часу. Вона видна у північних італійців (ранній Мантенья, Козімо Тура, Бальдассаре д'Есте, Боніфачо Бембо). Вона простежується фактично до кінця XV століття в архаїзуючих формах профільного портрета Північної Італії, а через Якопо Белліні переходить у творчість Джентіле Белліні. Під її ж впливом виник портрет Сіджисмондо Малатеста в ранній фресці П'єро делла Франческа (церква Сан Франческо, Ріміні) і в його урбінському диптиху. Головним центром, звідки поширювалася «пізанеллівська» традиція, була Феррара (звідти ж походять 2 його збережених станкових портрета). У 1441 році з мистецтвом Пізанелло познайомився Якопо Белліні, в 1447 році Джованні да Оріоло написав черговий портрет Леонелло д'Есте, також профільний (можливо, на основі пізанеллівської медалі). У травні 1449 ту ж модель писав Мантенья (не зберігся), на його обороті було зображення Фолько ді Віллафора, наближеного Леонелло.

#### Маттео де Пасті, П'єро делла Франческа

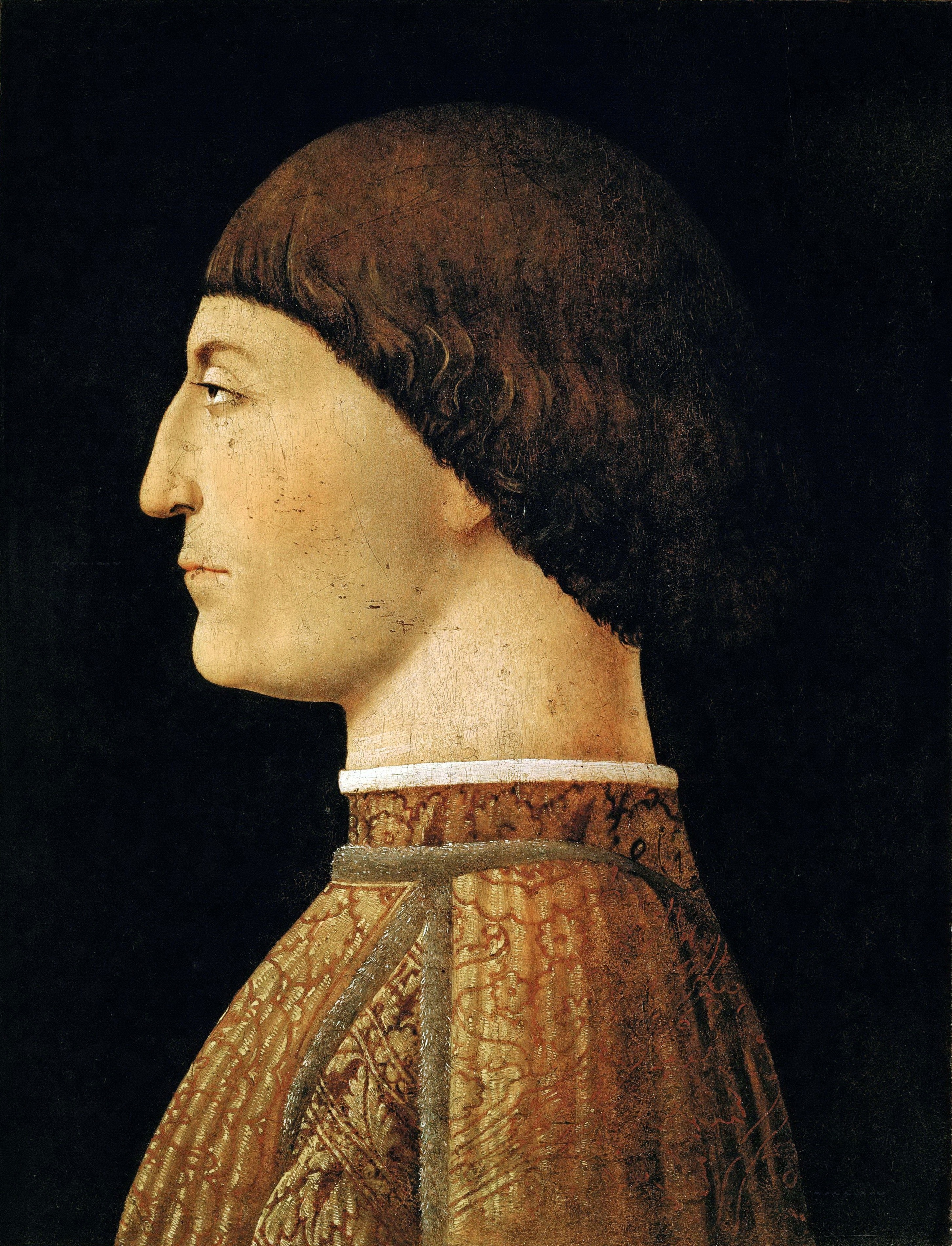
П'єро делла Франческа (?). «Сіджисмондо Малатеста», Лувр

П'єро делла Франческа в 1451 році перебрався до Ріміні до двору Сіджисмондо Малатеста і при створенні своїх робіт скористався Феррарською практикою. Згадана вище його фреска «Сіджисмондо Малатеста перед святим Сигізмундом» (1451, Ріміні, церква Сан Франческо) включає портрет донатора, який був написаний орієнтуючись на медаль Маттео де Пасті (1446), відому в трьох варіантах. Зворотний бік цієї ж медалі — зображення фортеці Рокка Малатестіана, її ж П'єро написав як реальний вид у круглому вікні на фресці, повторивши на рамі той же напис з датою, що була на медалі. Потім вже ця фреска послужила для станкової копії (Лувр), яка приписується П'єро делла Франческа (Гращенков вважає цю атрибуцію вельми сумнівною). Це наочний приклад стильової єдності портретних форм різних видів мистецтва — портрет з медалі переноситься у фреску, а звідти — у станкову картину, а траплялося і навпаки. (При цьому станковий портрет еволюціонує в ренесансний стиль повільніше, ніж медальєрний, який виявляється набагато реалістичнішим, оскільки сильніше схильний до впливу ідей гуманізму). Наприклад, портрет Леонелло д'Есте пензля Джованні да Оріоло при порівнянні із сучасними медалями Маттео де Пасті здається набагато більш млявим.
Його ж медаль з портретом гуманіста Гуаріно да Верона відрізняється потужною життєвою повнокровністю, яку в сучасному йому феррарському станковому портреті не знайти. Його ж зображення Ізотти дельї Атті (1446) своїм реалізмом набагато перевершують жіночі образи Пізанелло і флорентійських майстрів середини століття. Його портрет Леона Баттіста Альберті набагато точніше ніж автопортрет архітектора в тому ж жанрі.

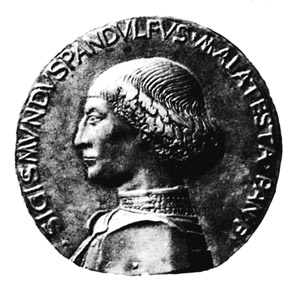
Маттео де Пасті. «Сіджисмондо Малатеста»
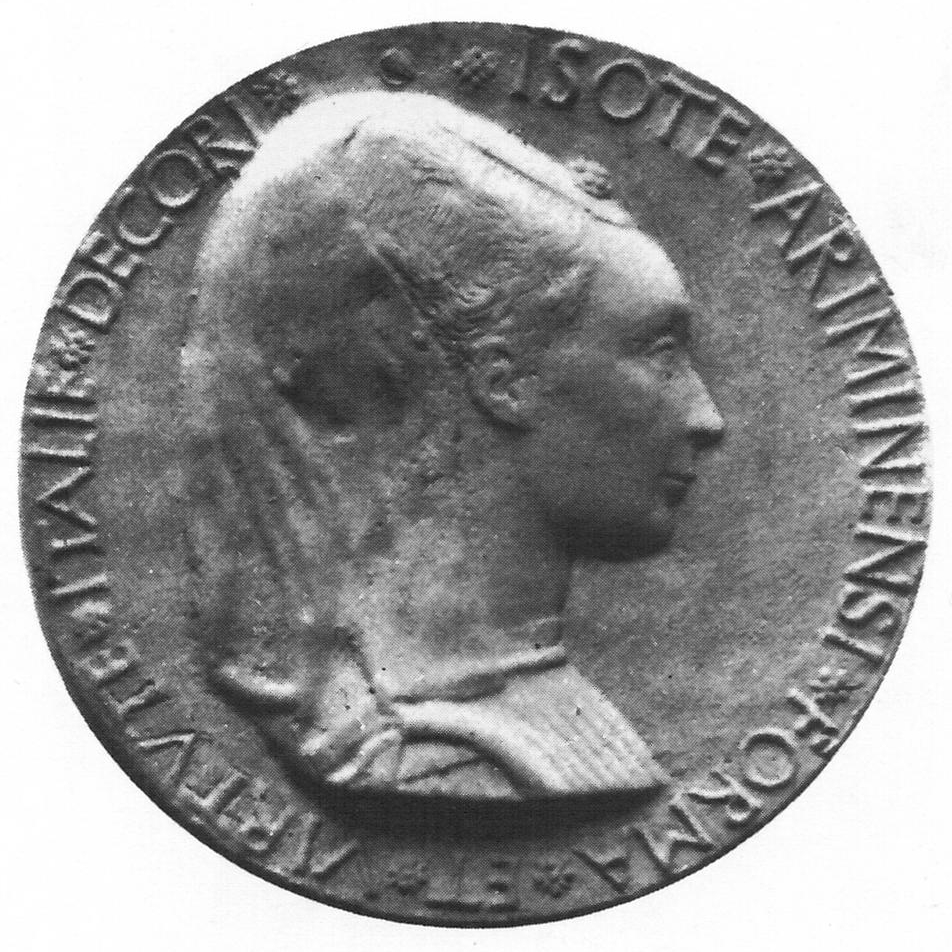
Маттео де Пасті. «Ізотта дельї Атті»
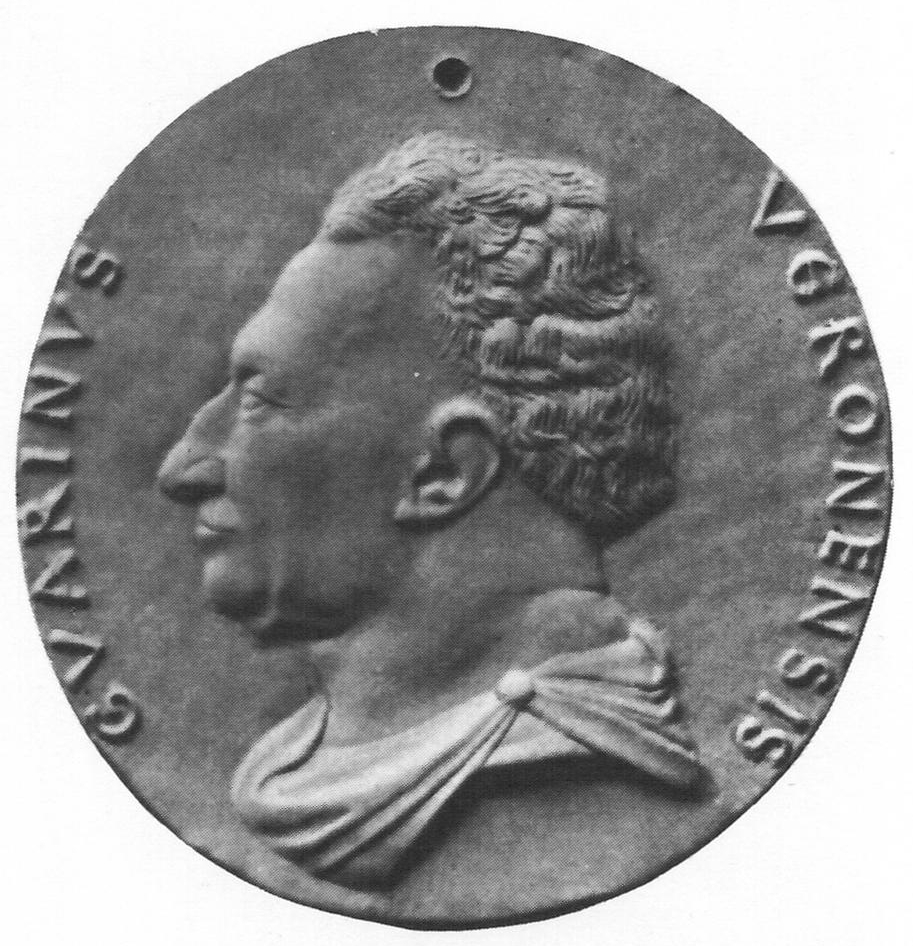
Маттео де Пасті. «Гуаріно да Верона»
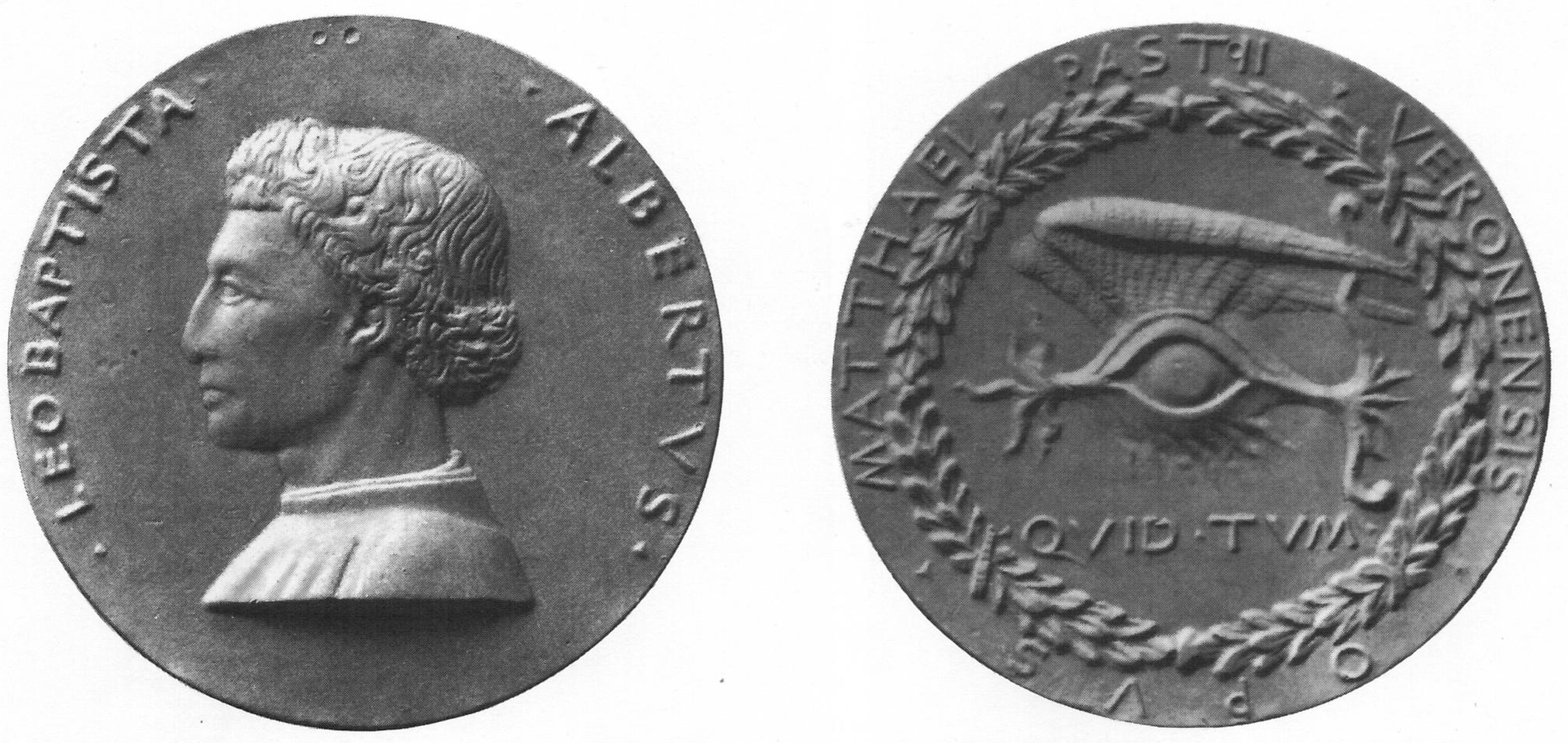
Маттео де Пасті. «Леон Баттіста Альберті»

Явні і приховані донаторські портрети зустрічаються в багатьох творах П'єро делла Франческа до цього. Вони цікаві тим, що творець завжди мислить їх в тісному зв'язку з навколишнім середовищем і духовним центром композиції, що особливо явно виразиться в його знаменитому «Урбінському диптиху». У ранньому поліптиху «Мадонна делла Мізерікордія» (1445-62, Сансеполькро, Пінакотека) під покровом Богоматері поміщені маленькі фігурки, з яких тільки одна дещо портретна. Більш індивідуалізована крайня праворуч фігура в його «Бичуванні Христа» (див. вище) і тим більше характерний герцог Урбінський в також вже згадуваному «Вівтарі Монтефельтро», написаний майже з магічним реалізмом не без нідерландського впливу. Особливе місце у його портретній спадщині займає «Святий Ієронім з донатором» (бл. 1450-55, Венеційська Академія). Обличчя донатора в профіль досить спрощене, фігура плоска, але пейзажний фон, що становить важливу частину композиції, диктує настрій картини. Обидві дійові особи живуть у злагоді з цією природою, невіддільні від неї. І ця картина — попередник знаменитих пейзажних фонів «Урбінського диптиха».

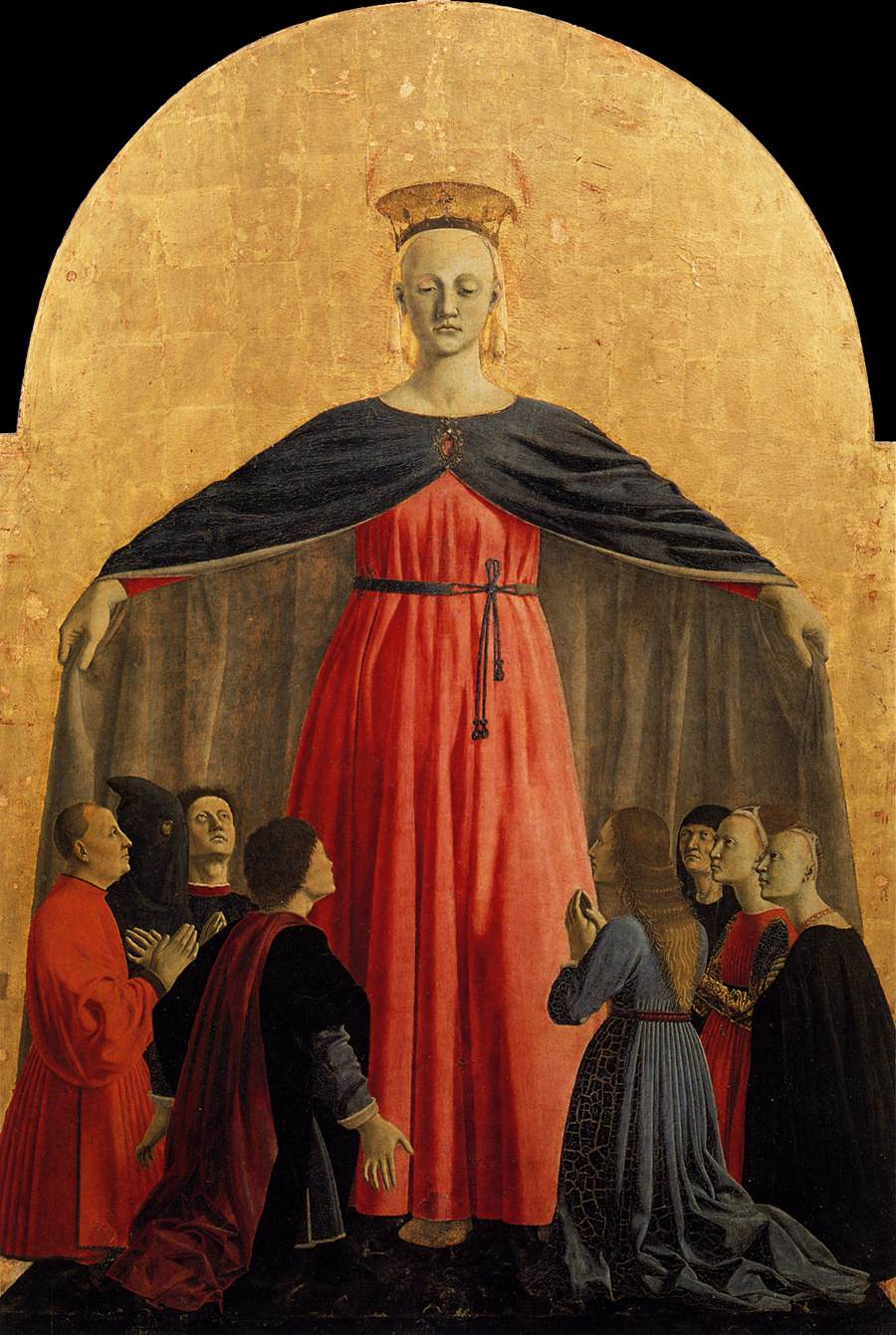
П'єро делла Франческа. «Мадонна делла Мізерікордія»
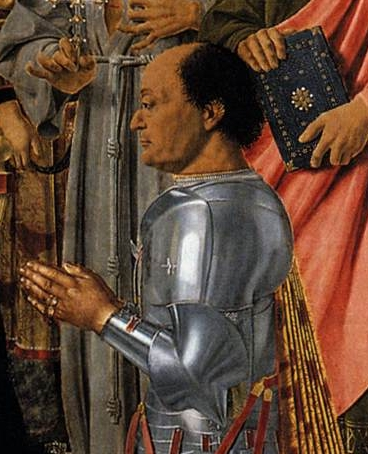
П'єро делла Франческа. «Вівтар Монтефельтро», деталь з зображенням герцога Урбінського
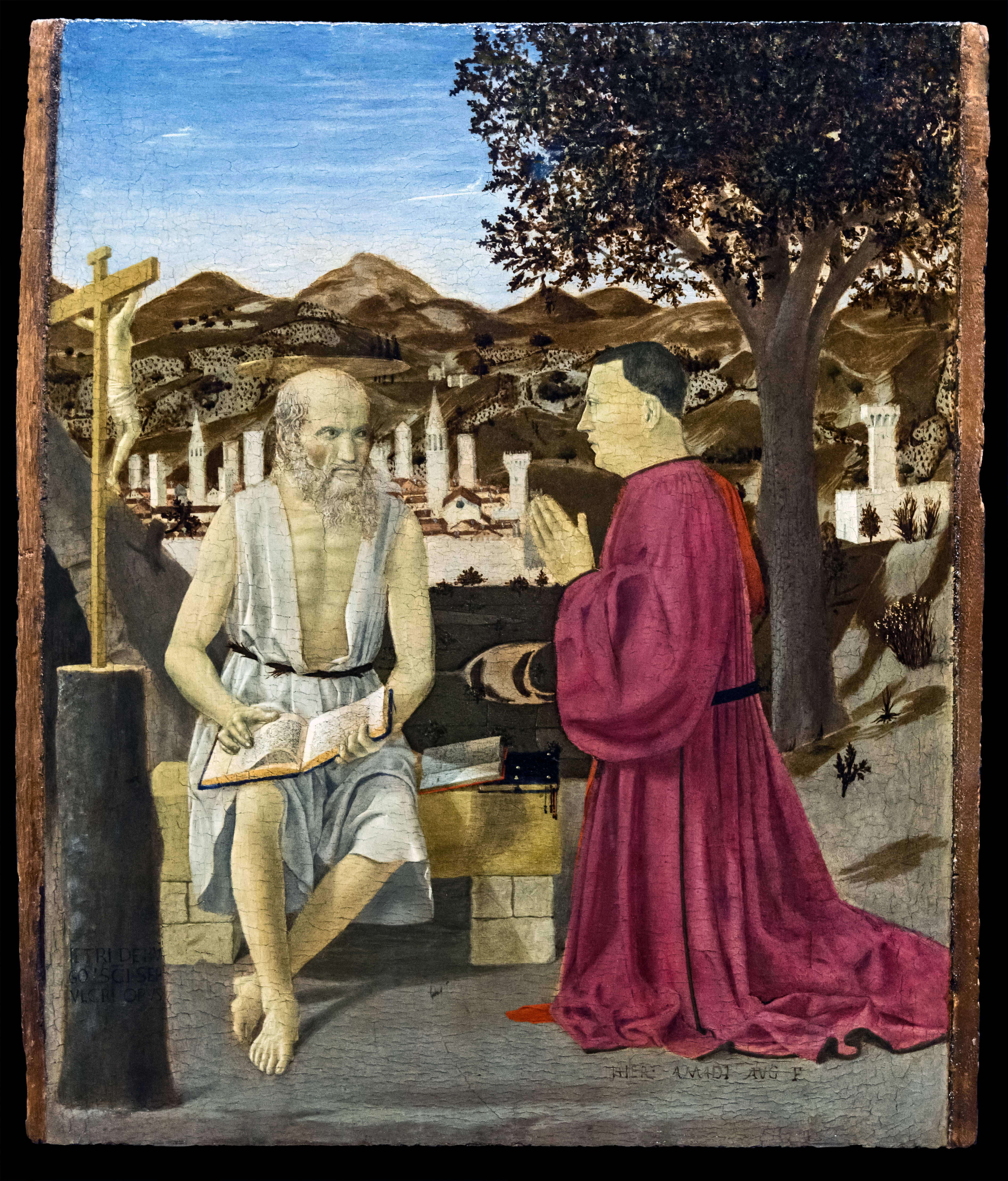
П'єро делла Франческа. «Святий Ієронім із донатором Джироламо Амаді», бл. 1450. Галерея Академії, Венеція

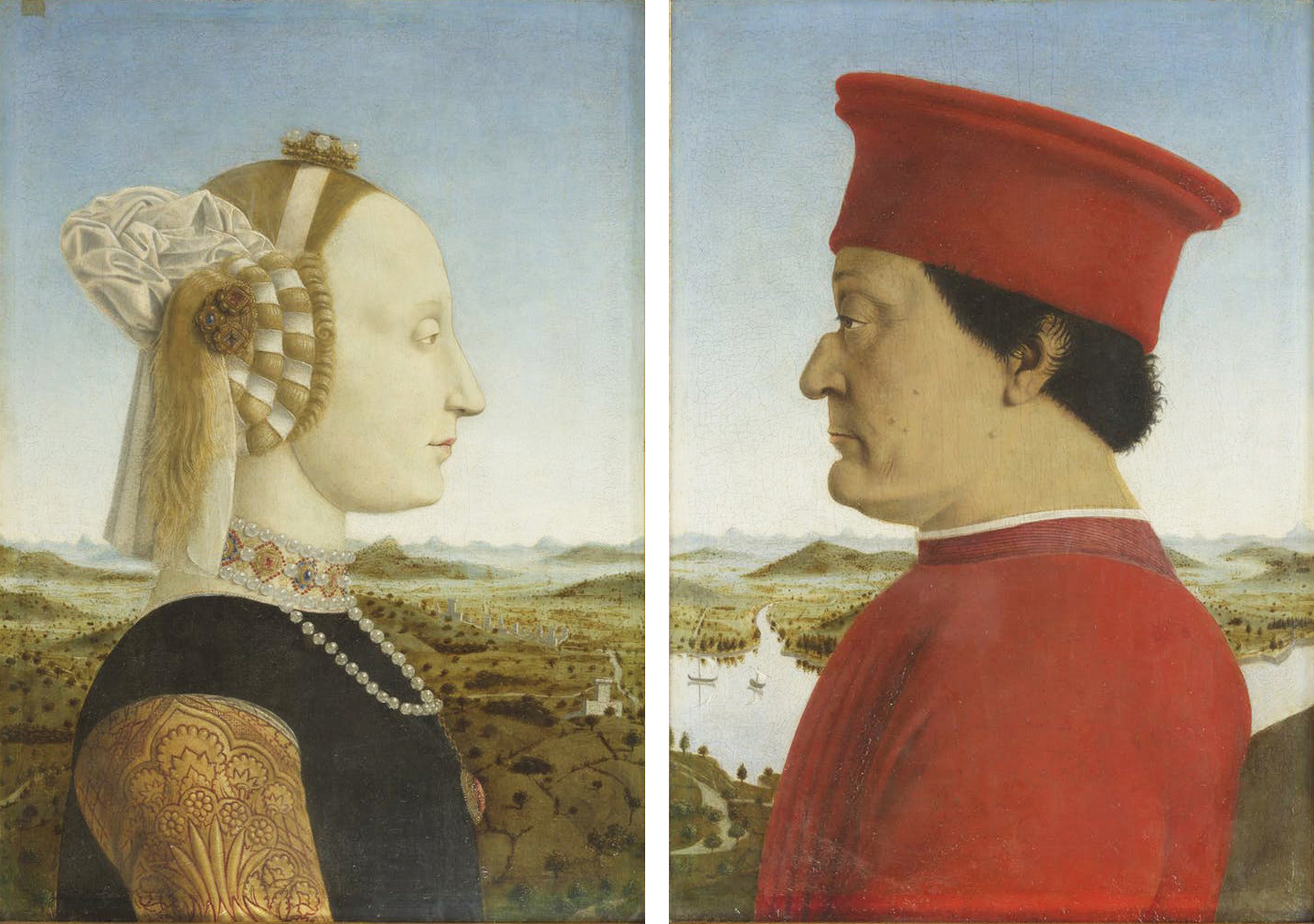
П'єро делла Франческа. «Портрет Федеріго да Монтефельтро і Баттісти Сфорца»

Найвище своє вираження естетика ренесансного профільного портрета отримала у П'єтро делла Франчески — в його знаменитому урбінському диптиху «Портрет Федеріго да Монтефельтро і Баттісти Сфорца». Цей твір — синтез флорентійської і північноіталійської традиції портретного мистецтва середини XV століття, збагачений творчим використанням колористичних досягнень нідерландського живопису. Ідеально-типізоване поєднується тут з життєвістю і конкретністю, жанр придворного портрета отримує яскраву гуманістичну інтерпретацію. Ці профілі моделей на тлі ландшафту (невід'ємно пов'язані з зображеннями їх героїчного тріумфу на звороті) — стали символом нової епохи. «Відкриття світу і людини» тут виступає через призму ренесансного ідеалу індивідуальної особистості. Гращенков вказує, що «цей твір, і у формальному, і в ідейному відношенні — найзначніше з усього, що було створене італійськими портретистами Раннього Відродження». У цьому портреті багато новаторських рис, створених на базі активного розвитку вже введених до нього традицій (парні портрети подружжя за типом диптихів, оздоблення зворотного боку портретів сюжетом, пейзажний фон). Художник синтезує медальєрний принцип 2-х сторонньої композиції з пленерним зображенням простору (яке він умів створювати в свох фресках і вівтарних картинах), і таким чином приходить до художнього рішення, яке радикально змінює всю «медальєрну» традицію живописного профільного портрета.

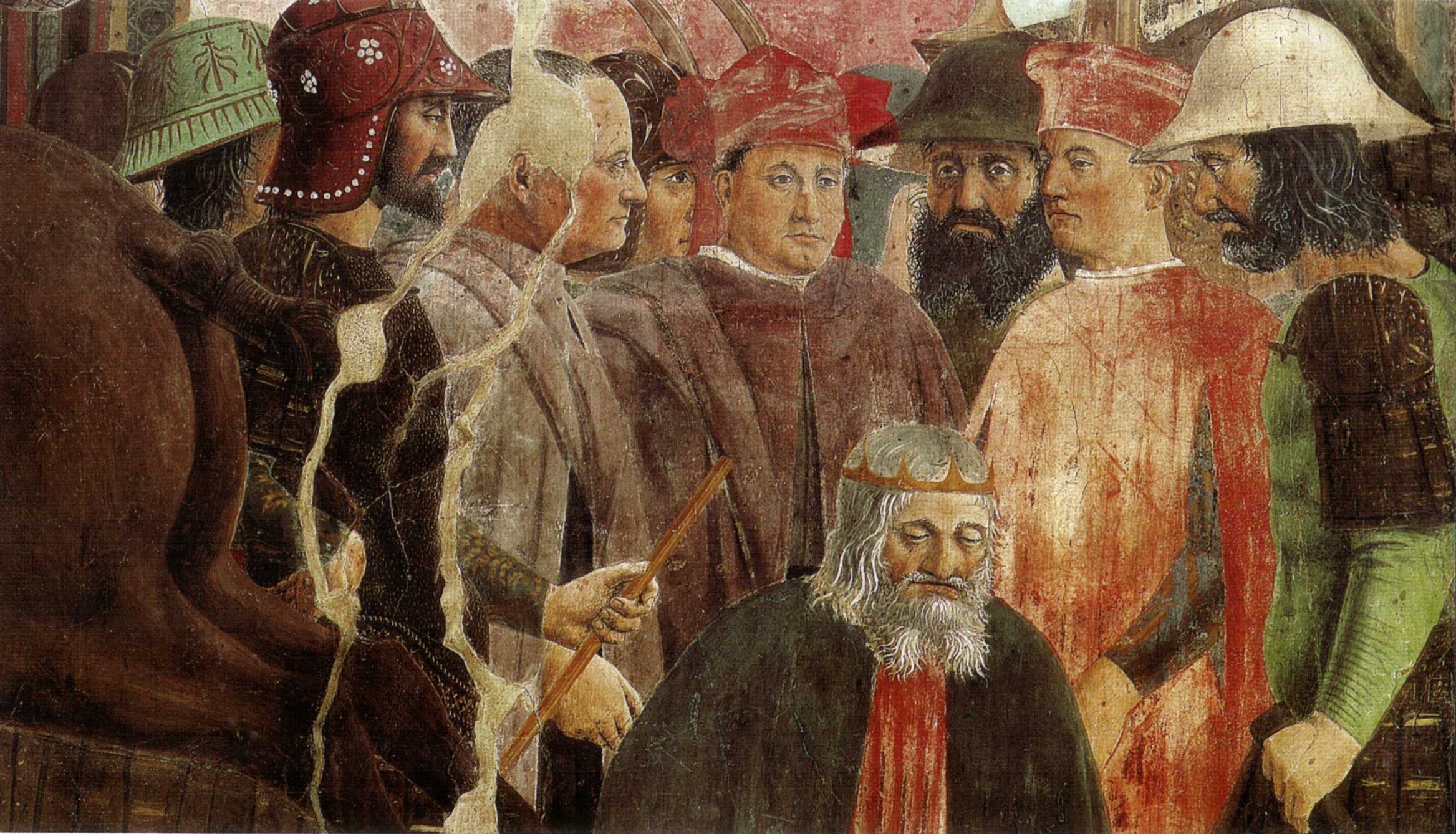
П'єро делла Франческа. «Перемога імператора Іраклія над перським царем Хосроєм», деталь

У цьому диптиху пейзажний фон дуже важливий. Людина панує над природою, портретні образи повністю звільнені від релігійного духу, який присутній у всіх донаторських портретах П'єро, ця картина — справжній продукт світської гуманістичної культури. Портретні профілі безроздільно панують над пейзажним простором. Голови підносяться над лінією горизонту, і таке поєднання начебто суперечить усій природі профільного портрета, який завжди тяжів до площини. Але художник не знімає цього протиріччя, а видобуває з нього нові можливості в інтерпретації. Цьому багато в чому сприяє нова техніка олійного живопису, сприйнята з Нідерландів. П'єро замінює декоративний кольоровий фон пейзажним і таким чином завойовує «третій вимір», не вдаючись до якихось композиційних хитрощів. Вміщені в повітряне середовище портретні профілі з плоского барельєфа стають ілюзорно-округлими і уподібнюються живим. Світлотінь дозволяє моделювати об'єм.

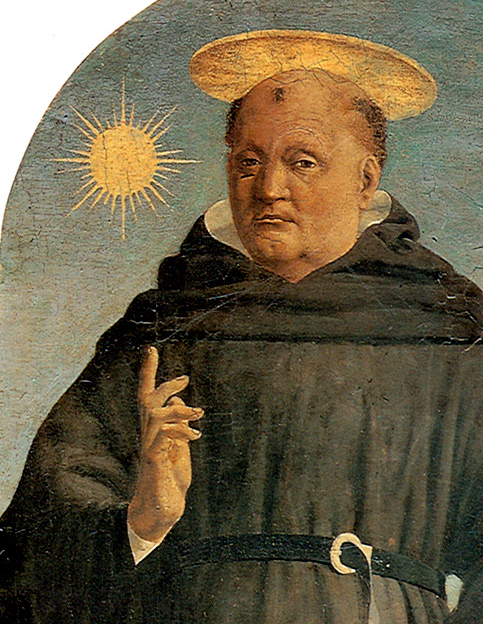
П'єро делла Франческа. «Св. Миколай Толентинський», деталь

Профіль герцога з диптиха в точності повторює профіль з Вівтаря Монтефельтро (з урахуванням минулих років), в основі їх обох може лежати один малюнок. Інших станкових портретів художника не збереглося (профільний портрет його сина Гвідобальдо, приписуваний йому, на думку Гращенкова, таким бути не може). Приховані портрети в його зрілих композиціях дозволяють уявити його стиль. Спробу скомпонувати «груповий портрет» він зробив в одній з фресок Сан Франческо в Ареццо — «Перемога імператора Іраклія над перським царем Хосроєм», де за спиною уклінно царя стоять три персонажі з портретними рисами обличчя. За вказівкою Вазарі — це замовник розпису Луїджі Баччо і його брати. Примітне обличчя св. Миколи Толентинського (Мілан, Польді-Пеццолі, Вівтар Сант Агостіно). Можливо, це Джованні ді Симоне Анджелі, замовник вівтаря. За своєю реалістичністю, фізіогномічною деталізацією та експресією цей образ — один із найрелістичніших портретів свого часу, цілком порівнянний з роботами Ван Ейка. Також «по-північному» індивідуальний образ Петра Мученика у Вівтарі Монтефельтро (можливий портрет математика Луки Пачолі).
Мистецтво П'єро делла Франческа з його перспективним синтезом форми і кольору справило величезний вплив на весь північноіталійський живопис 1460-70-х років: феррарець Франческо дель Косса, Мантенья (повітряні фони Камери дельї Спозі), венецієць Джованні Белліні. Але конкретно в області портретного живопису його вплив виявився дуже обмеженим. Концепція урбінського диптиха до кінця сучасникам зрозуміла не була: деякому профільні композиції, незважаючи на нове рішення, здавалися вже застарілими, інші не зрозуміли витонченість його «пленеризму». Тільки в деяких роботах феррарського кола можна знайти прямий (хоч і спрощений) відгук на урбінську композицію.

#### Новації середини XV століття

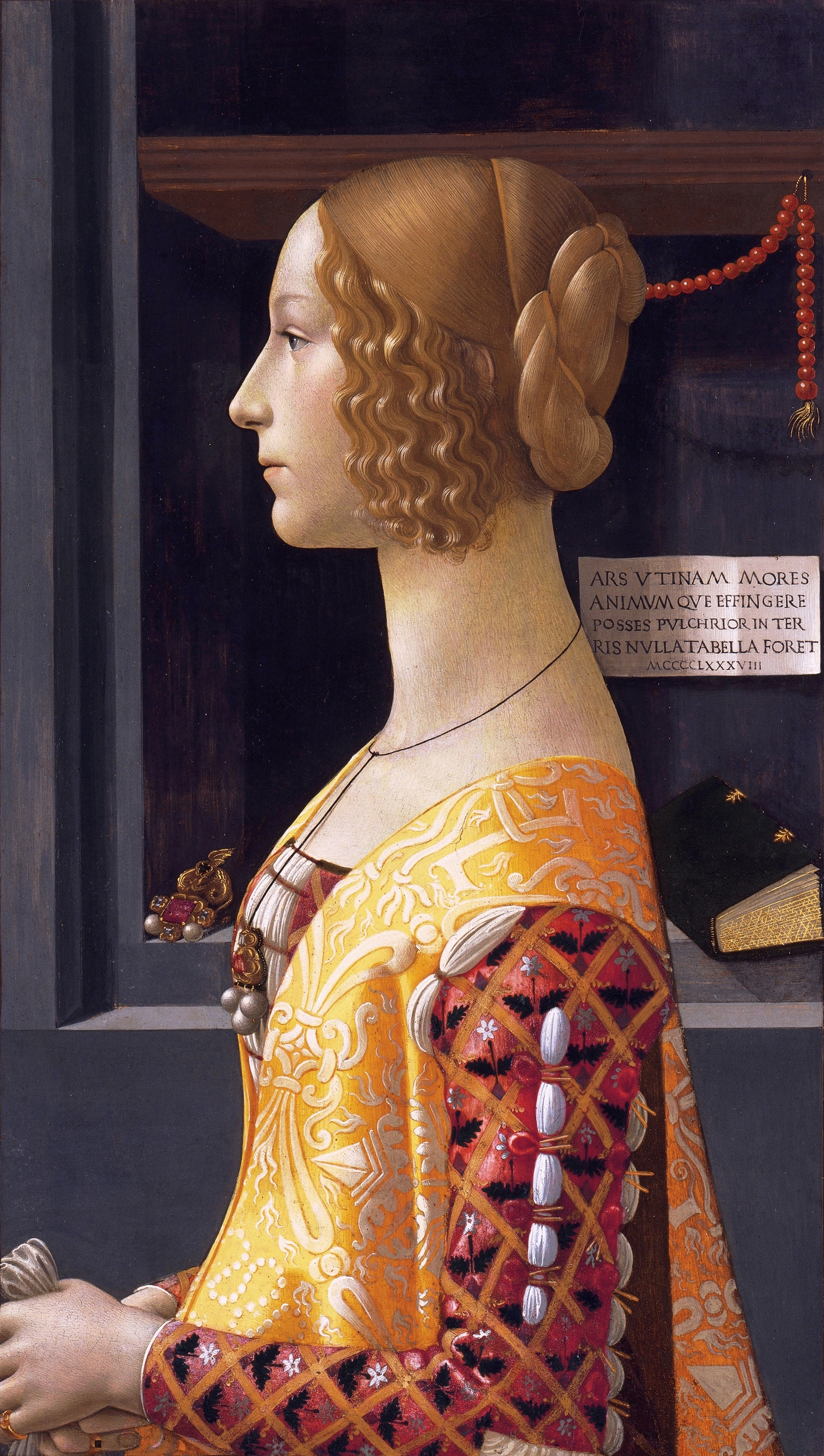
Гірляндайо. «Джованна Торнабуоні», Мадрид

Складення автономного станкового портрета в італійського живописі XV століття протікало так: в 1-й половині століття безроздільно панує профільний погрудний портрет, що тяжіє до площини; індивідуальність образу передається в найхарактерніших рисах лаконічним малюнком і узагальнений світлотіньовим моделюванням. Схожість в таких портретах виникає залежно від стилю самого майстра, але все одно всі ці портрети орієнтувалися на певний ідеальний прототип, і крізь цю типову мистецьку формулу нового ідеалу людини проступає індивідуальне і приватне. В середині XV століття намічається тенденція до життєвої конкретизації, нейтральний фон часто змінюється на інтер'єр або пейзаж, композиція стає більш розгорнутою в просторі. В останній третині XV провідне місце належить портрету в три чверті або в фас; погрудна композиція часто розширюється до поясної (тому в портрет можна вмістити руки і аксесуари). Ці формальні нововведення ведуть до того, що індивідуальна портретна характеристика моделі виявляється сильніше.

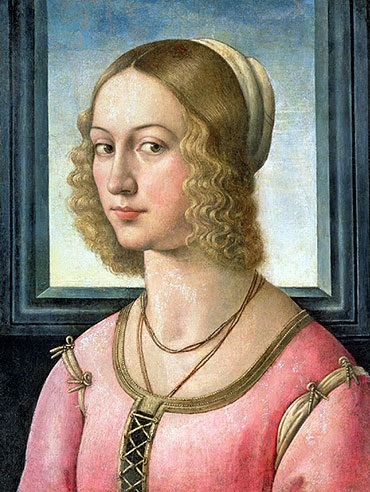
Гірляндайо. «Джованна Торнабуоні», Токіо. можливо, портрет є підробкою ХХ ст.

Типове та ідеальне, зберігаючи своє значення, втрачає односторонню нормативність і стає природною і невід'ємною властивістю конкретної особистості. Виразність обличчя й жесту передаються тепер з більш сильною життєвою правдивістю. Італійці відкрили для себе те, що було давно відомо нідерландцям — поворот у 3/4 розширив засоби для більш правдивої та глибокої характеристики людини. Профіль тяжіє до площини, а в такому повороті можна трактувати об'ємно голову і плечі, немов у реальному просторі, що також веде до більшої життєвості. Новий тип композиції дозволяв досягти її найпростішими живописними засобами. На зміну одноплановості в профілі в новій композиційній формулі відкрилася свобода вибору такої точки зору на модель, яка найповніше розкриває особистість портретованого та ідеал, який хотів втілити художник. Нюанси, які з'являлися завдяки повороту або нахилу голови, давали можливість швидкого розвитку. З'явилася можливість передати живий погляд: модель дивиться в упор на глядача або має ковзний погляд, що дозволяє передати характер і почуття. Ця можливість використовувалась поки ще не дуже повно, але стала дуже важливим кроком.
Інше важливе нововведення — пейзаж замість нейтрального фону. Спочатку це просто блакитне небо з хмарками, незабаром з'являється конкретний ландшафт (який раніше зображувався на задньому плані вівтарних картин і фресок). У портретах цей пейзажний фон грає роль емоційного супроводу. Ще одне важливе завоювання — перехід від погрудної композиції до поясної. Завдяки цьому в картині з'являються руки, які є одним з найважливіших засобів психологічної характеристики.
Ці зміни були викликані всім перебігом розвитку реалізму кватроченто. Монументально-героїчні і ідеально-типові тенденції, які були характерні для початку Раннього Відродження, в останній третині XV століття помітно слабшають, поступаючись місцем жанрово-оповідним і суб'єктивно-психологічним тенденціям. Основний естетичний принцип «наслідування натурі» стає більш конкретним. Гуманістичний ідеал особистості наповнюється новим змістом.
При переході до 3/4-ї композиції частково використовуються рішення портрета у фресковому живописі. Також в своїх прийомах побудови портрета живописці стали орієнтуватися не на медаль, а на скульптурний бюст. Скульптурний портрет активно розвивається у Флоренції починаючи з 1450-х років і вельми сильно впливає на практику живописного портрета. Але найважливішим для італійських портретистів цього періоду стало знайомство з творами нідерландських майстрів. Перші зразки станкового портрета в такому розвороті в Італії з'являються вперше близько 1460-го року (згаданий вище портрет Андреа Кастаньйо з Вашингтона).

#### Мантенья

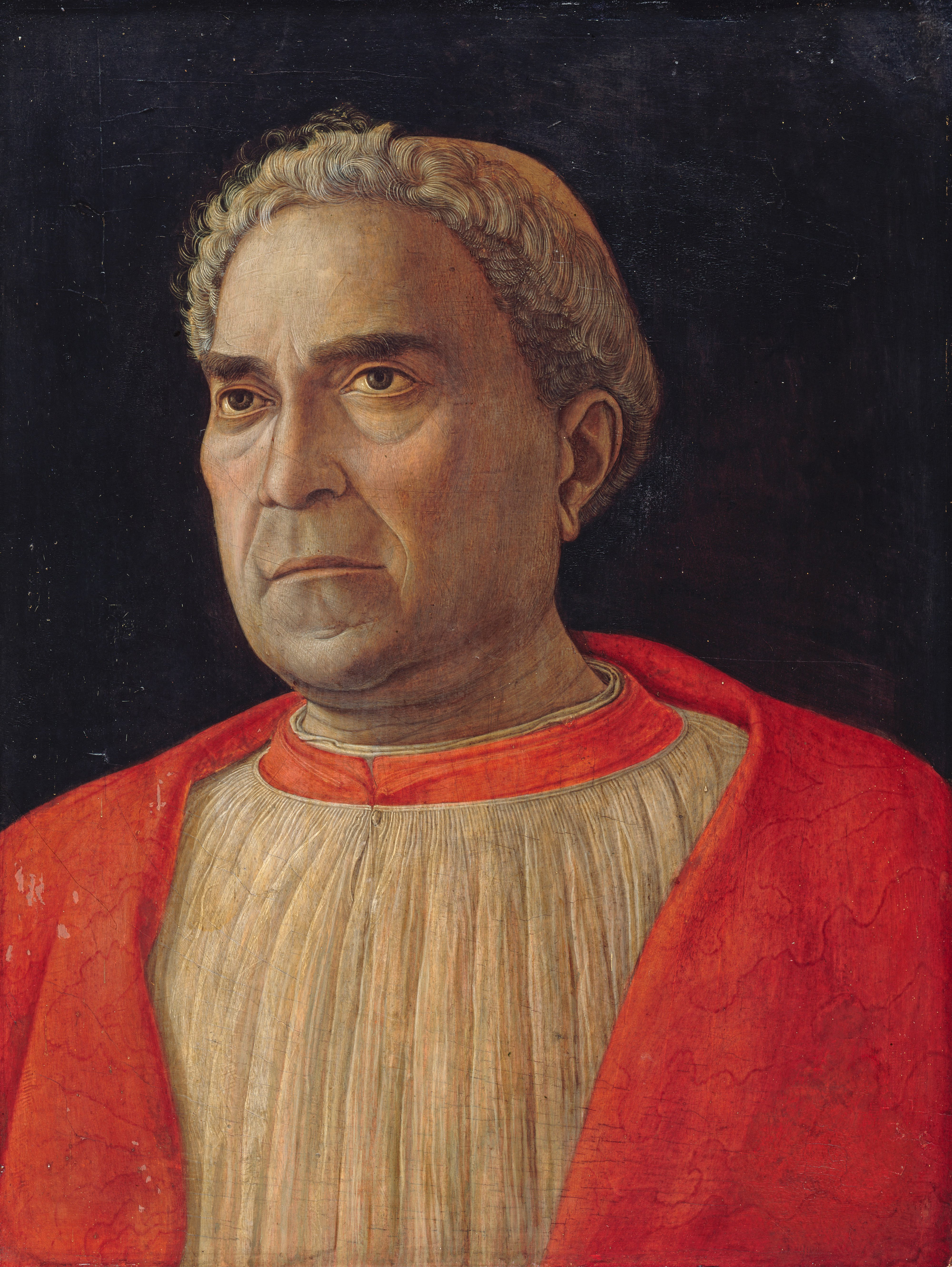
Мантенья. «Портрет кардинала Лодовіко Медзарота»

Творчість Андреа Мантеньї займає в цьому переході до нового портретного стилю особливе місце. Не пориваючи остаточно з традицією профільного портрета, він одним з перших звернувся до нового типу композиції — «Портрет кардинала Лодовіко Медзарота (або Лодовіко Тревісано)» (1459). Він зобразив свою модель майже у фас і, ймовірно, додержувався якогось нідерландського зразка. Але з Нідерландів він запозичив у такому випадку лише загальну формулу, схему композиції, а в усьому іншому його портрет — пряма протилежність північному. Він написаний темперою, а не маслом, в ньому немає живописної м'якості і сяючої барвистості звучання, навпаки — присутній енергійний контраст фарб, який здається пронизливим. Можливо, його надихав античний портрет (погрудні зображення у фас і 3/4, одиночні і парні, які римляни вміщували в похоронних рельєфах). Мантенья точно був знайомий з подібним жанром, оскільки двічі зобразив їх аналоги у своїй фресці «Мучеництво св. Христофора» в капелі Оветарі. Портрет кардинала, дійсно, нагадує скульптурний — голова і плечі підкреслено пластичні, складки і лінії «врізані» у поверхню вельми графічно, ніби різцем. На темному тлі обличчя виступає з усією різкістю обрисів. Ця робота створена в ранній, падуанський період творчості Мантеньї, коли він перебував під сильним впливом пластики Донателло з його новою експресивною манерою. Своєю суворою героїкою його голови в фресках цього періоду близькі до монументального образу Гаттамелати Донателло.

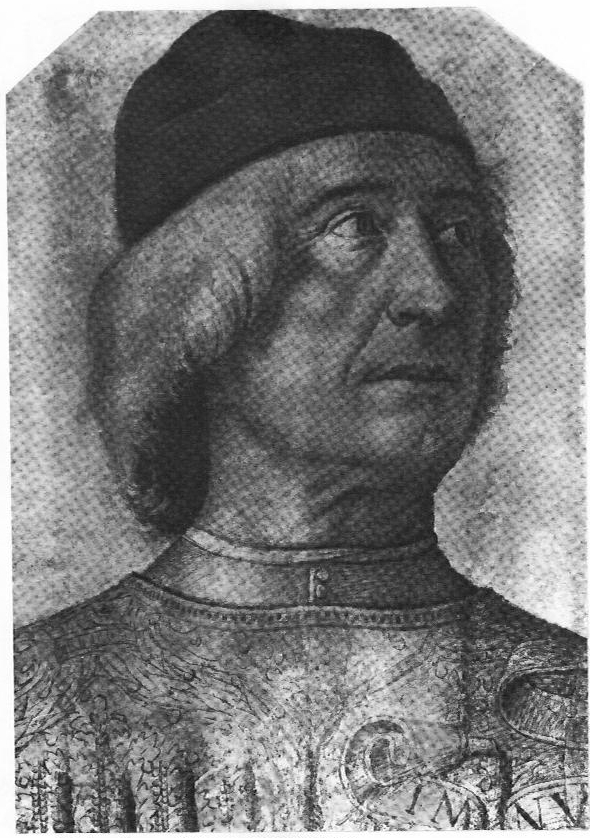
Мантенья (?). «Портрет невідомого». Малюнок, Оксфорд

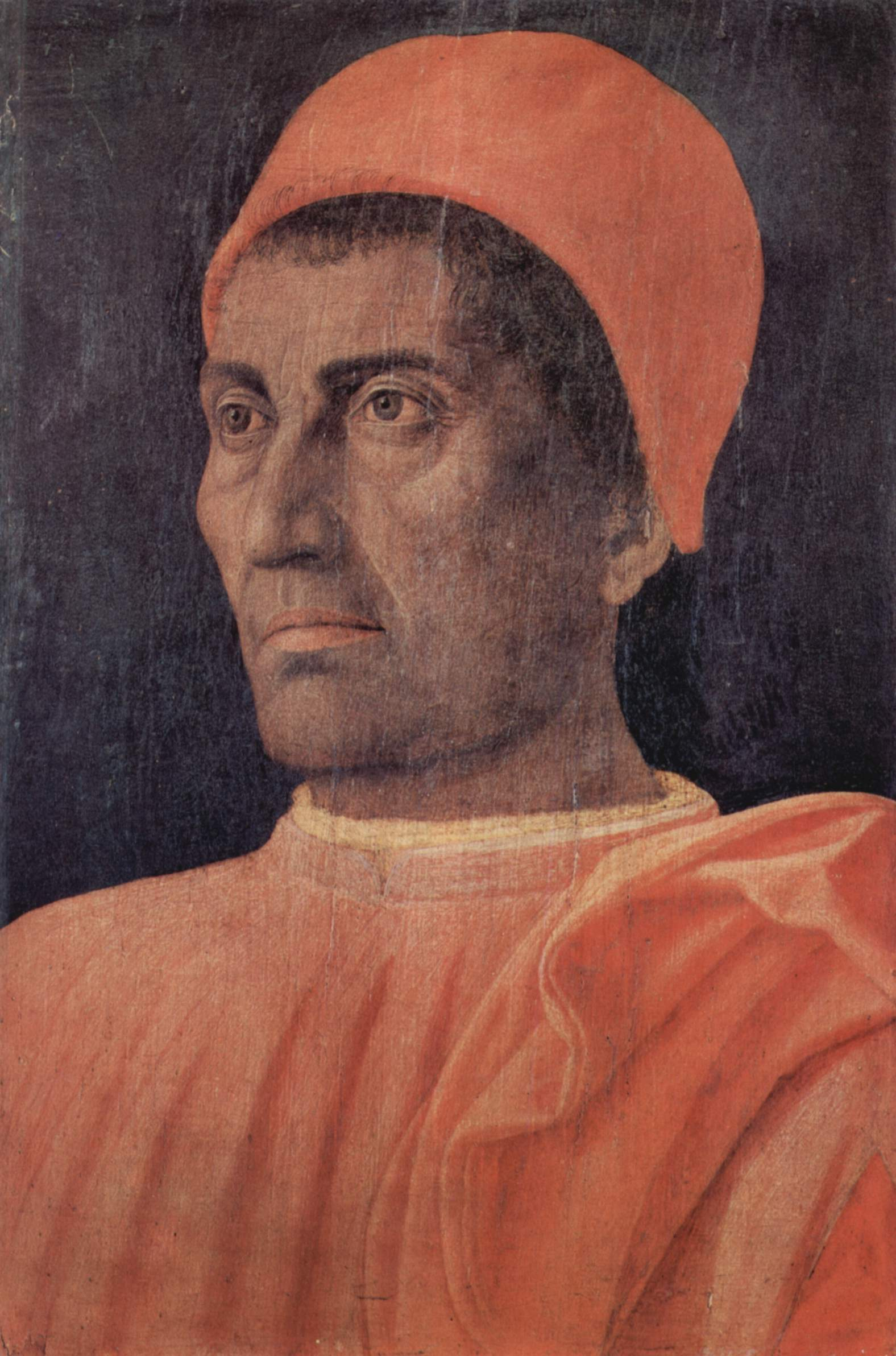
Мантенья. «Портрет Карло Медічі»

В інших, особливо ранніх портретах Мантеньї помітна та ж сама героїчна драматизація образу. Це видно у пізній копії з його портрета Франческо Сфорца, що не зберігся. Зберігся ще один безперечний оригінал Мантеньї тих років — «Портрет Карло Медічі» (1466), в якому він залишився вірним своєму «суворому стилю» портретування. Ми бачимо ту ж точку зору на модель (трохи знизу), такий же темно-зелений фон і бронзову засмагу, жорсткувате, ніби кам'яне обличчя, напружені червоні відтінки в одязі. У живій людині художник бачить тільки те, що відповідає його ідеалу непохитно-вольової особистості. Голова Карло Медічі немов відвертається від нас — цим ще сильніше підкреслюється відчужена замкнутість портретного образу. До тієї ж групи відноситься малюнок з портретом невідомого чоловіка з Оксфорда, який також іноді атрибутують Джованні Белліні.
Оскільки Мантенья був придворним художником, він безумовно часто виступав як портретист. Судячи з документів, він написав станкові портрети Лодовіко Гонзага і Барбари Брандербургської (його замовників Камери дельї Спозі), що не збереглися. Згадуючи власне ці фрески, можна сказати, що він широко використовував новий тип композиції разом з традиційним профільним. Три людини, написані у профіль в капелі Оветарі (див. іл. вище) згідно з Вазарі — його близькі друзі. Мантенья писав згодом і станкові профільні портрети: «Кардинал Франческо Гонзага» (можливо, це зменшена копія з його оригіналу, що не зберігся), «Чоловічий портрет» (Вашингтон), «Чоловічий портрет» (Польді-Пеццолі).

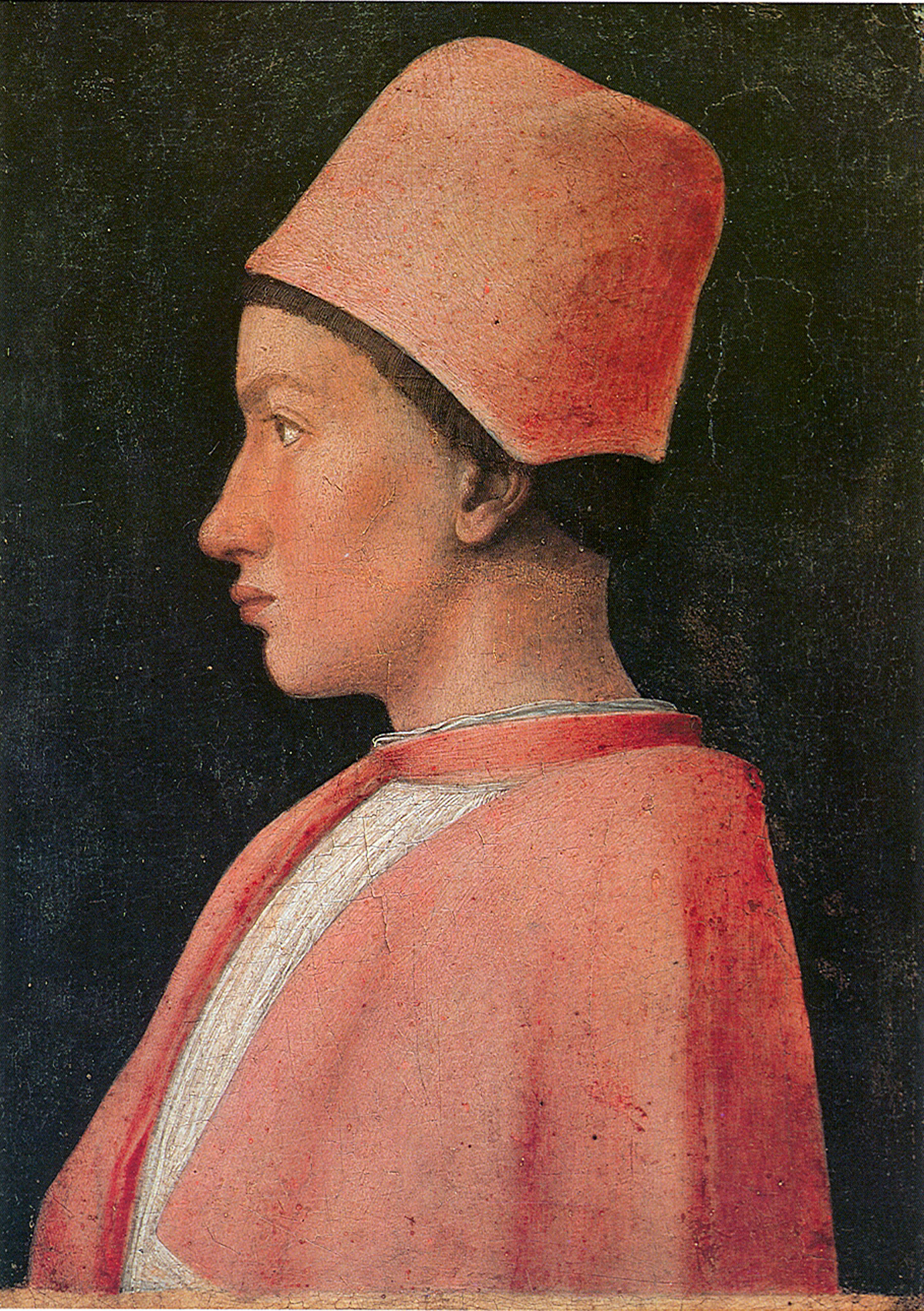
«Кардинал Франческо Гонзага»
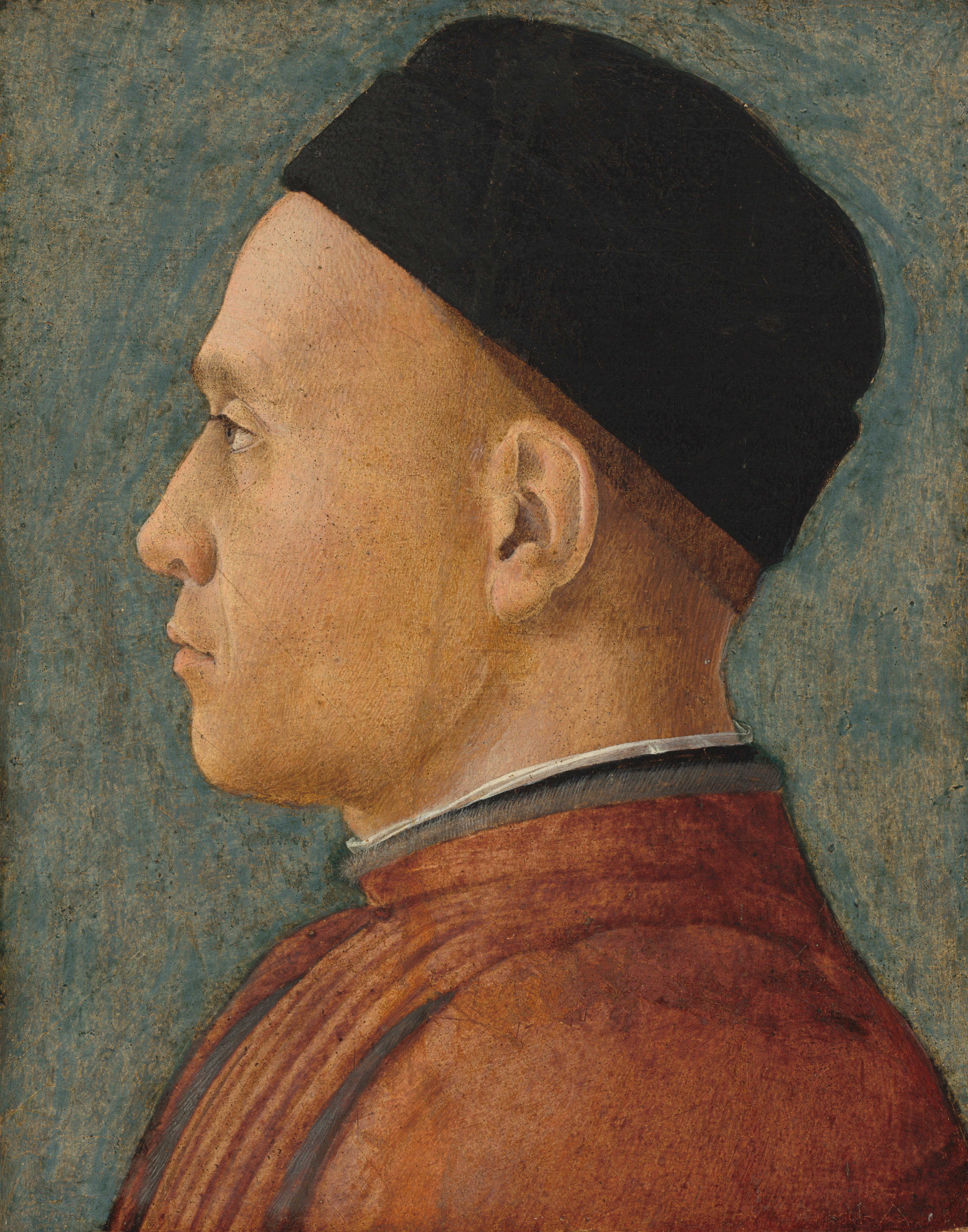
«Чоловічий портрет» (Вашингтон)
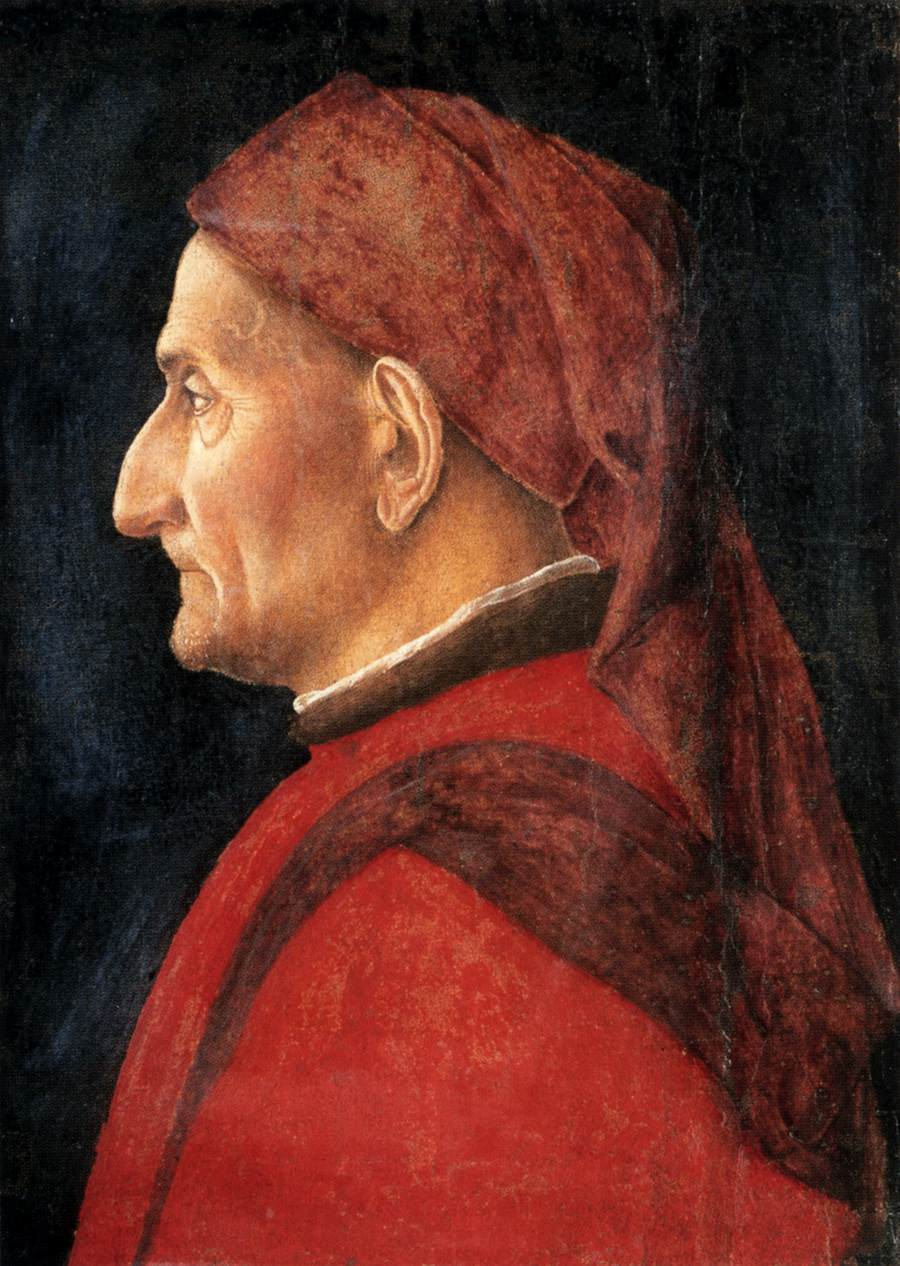
«Чоловічий портрет» (Польді-Пеццолі)

За цими роботами видно, що ця друга стилістична лінія портретного мистецтва Мантеньї еволюціонувала в бік повнокровного реалізму і гострих індивідуальних характеристик, які досягають вищого виразу в портретних образах Камери дельї Спозі. Уявлення про період творчості Мантеньї 1450-70-х років доповнюються медальєрними портретами північноіталійських майстрів. На перших порах він слідував за загальною «медальєрною» традицією портрета, що йде від Пізанелло. Його роботи цього періоду не збереглися, паралеллю до них служить медальєрне мистецтво феррарця Антоніо Марескотті і мантуанця Сперандіо. Сперандіо в своїх медалях користувався як вихідними джерелами портретами інших майстрів (медаль «Агостіно Буонфранческо да Ріміні», «Галеаццо Марескотті», «Андреа Барбацца да Мессіна»), змінюючи в тому числі і портретний стиль Мантеньї. Мантуанець Бартоломео Меліолі в своїх медалях 1470-80-х рр. також відображає стиль і образну концепцію Мантеньї («Християн I» — медаль зроблена з портрета Мантеньї, що не зберігся; «Лодовіко III Гонзага» із тріумфом на звороті). Між багатьма іншими його медалями Мантеньї та його роботами, що не збереглися — прямий іконографічний і стилістичний зв'язок.

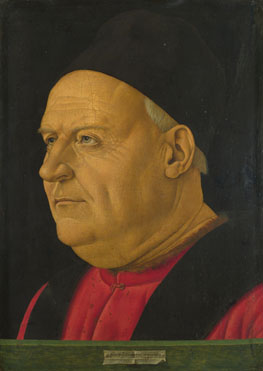
Франческо Бонсіньйорі. «Портрет венеційського сенатора»

Друге джерело, з якого можна судити про портретний стиль Мантеньї зрілого періоду — роботи веронця Франческо Бонсіньйорі, який перебував під його сильним впливом. Портрети, приписувані йому, можуть бути копіями Мантеньї або наслідуваннями йому (хоча в них втрачена напруженість і експресивність).
Не збереглося станкових портретів від Мелоццо да Форлі, хоча зображення Альфонса Арагонського на медалі Андреа Гуаццалотті (1481) за свідченням Гращенкова — пряме відтворення портрета його пензля, що не зберігся. На медалі герцог представлений в три чверті, а не в профіль, що можливо було обумовлене відсутністю у скульптора профільного малюнка під рукою.
Розвиток портрета в школах Північної Італії 2-й пол. XV століття йшло складним шляхом. Місцеві традиції (скуті умовними формами пізньоготичного профільного портрета) перепліталися з впливом ренесансного мистецтва Тоскани і збагачувалися нідерландським портретом. У рамках однієї і тієї ж школи існують різні, іноді протилежні напрямки, і найбільш консервативні типи портрета сусідять з самими передовими. У Північній Італії продовжує розвиватися придворний портрет, де індивідуальність подається через призму станових уявлень. Під впливом гуманістичної ідеології цей ідеал поступово змінюється: в одних випадках (Мантенья) він втрачає вузько придворний характер і переростає в піднесену героїзацію; в інших (Антонелло да Мессіна) він набуває підкресленої простоти і демократичності, стає індивідуалізованим портретом, де людина оцінюється не через стан, а за особистими якостями. Особливо цей ренесансний принцип знаходить вираження в патриціанській Венеції.

#### Феррарський портрет

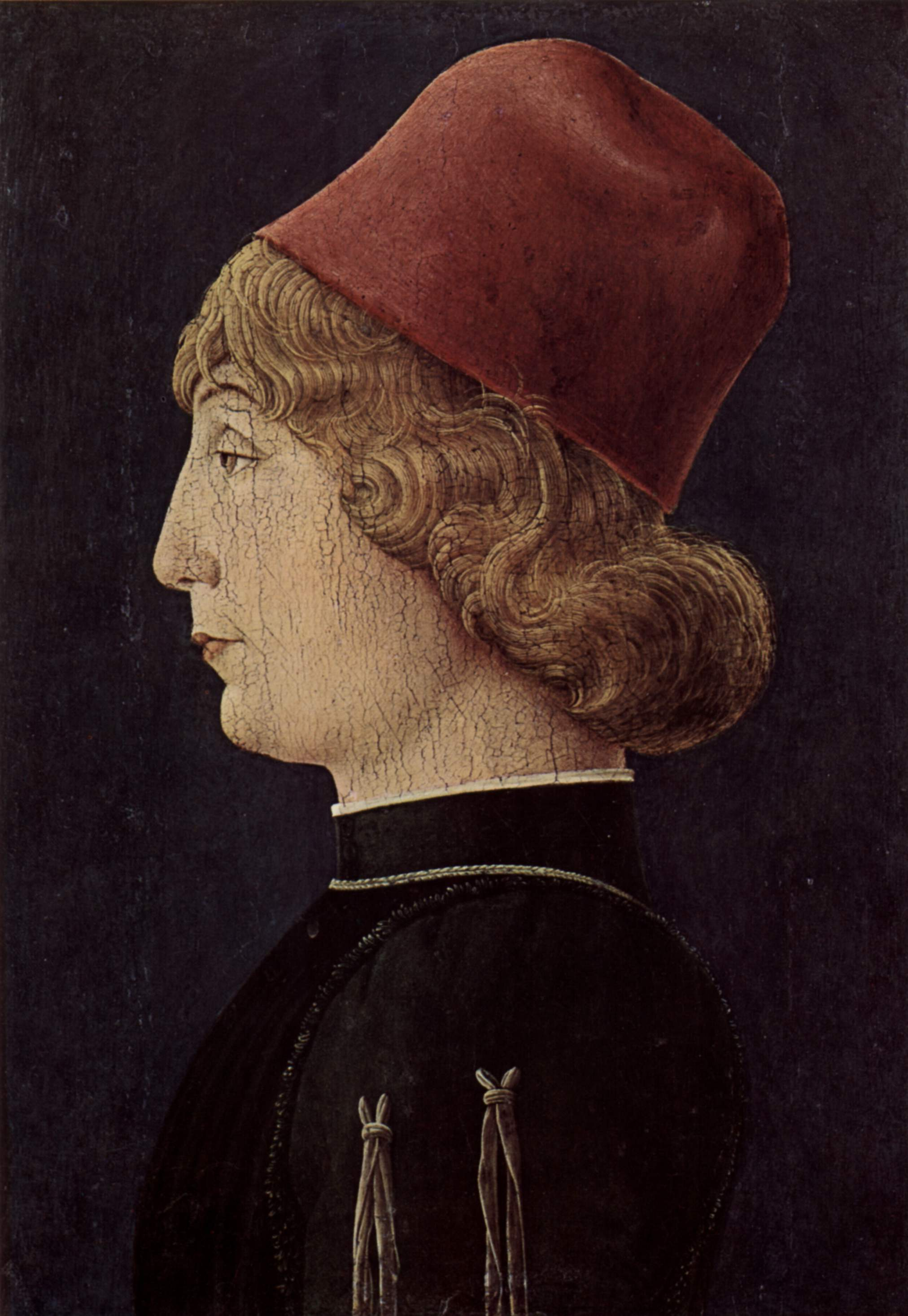
Козімо Тура. «Портрет хлопчика-принца з дому д'Есте»

Феррара була головним осередком північноіталійського придворного портрета. У 2-й половині XV ст. там склалася самобутня школа, в якій старі готичні форми органічно злилися з новими ренесансними. На формуванню стилю сприяли тісні політичні та культурні зв'язки Феррари з іншими придворними центрами (Мілан, Мантуя, Ріміні, Бургундія) і зростаючий вплив ренесансного мистецтва (Тоскана і Падуя — Донателло, Мантенья, П'єро делла Франческа). Нідерландський майстер Рогір ван дер Вейден виконував замовлення феррарского двору. З документів відомо, що там працювали нідерландські, французькі і німецькі живописці і ремісники. Принципи ренесансного гуманізму виступали тут у феодальному обрамленні, зберігаючи елементи готичного стилю (які періодично посилювалися і проявлялись в хворобливо манірній експресії).
Портрет у Феррарському живописі займав досить скромне місце і досягнення в ньому були не дуже високі, але всі протиріччя придворної культури Феррари в ньому цілком відбилися. Розвиток проходив під знаком консервативних традицій профільного портрета; нові методи композиції проникали з великим запізненням. З нідерландського портрета феррарців приваблював саме аристократичний напрямок.

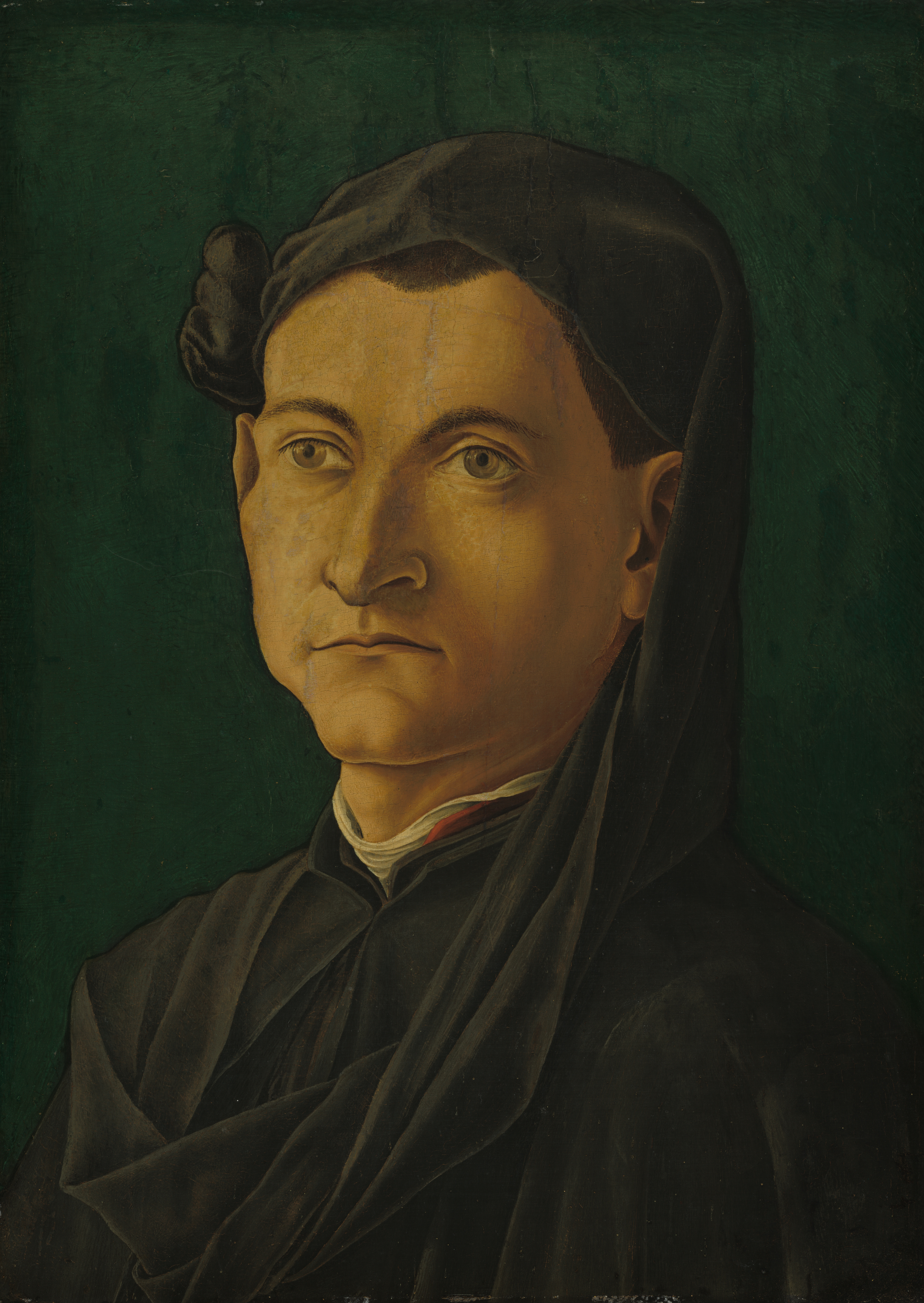
Невідомий художник. «Чоловічий портрет», Вашингтон

Початок ренесансного портрета Феррари (і в живописі, і в медалях) поклав Пізанелло, який в 1430-40-х рр. працював при дворі Леонелло д'Есте. Його продовжувачем і першим великим портретистом Феррари став Козімо Тура. Його портрет принца з дому Есте був написаний близько 1441 року. За композицією, образною будовою, колоритом (суто декоративний малюнок) портрет примикає до зображень Леонелло д'Есте, створеним у Феррарі Пізанелло та іншими. Судячи з усього, він виконував свої офіційні портрети дотримуючись старої традиції строго профільного портрета. Живописні портрети його 1470-х років, відомі за документами, не збереглися, але також реконструюються по медалях. Можливо, з його ім'ям пов'язаний чоловічий портрет з Вашингтона (який також приписувався Марко Дзоппо) — це зображення примикає до нового напрямку ренесансного портрета і виділяється серед інших феррарських портретів своєю гострою виразністю «готичного маньєризму». Портрет набуває характеру стилізованої маски, тут мають місце одночасно і готичне, і суб'єктивне тлумачення портретного образу. Але цей напрям «готичного маньєризму», що процвітав в декоративному і релігійному живописі, не міг набути поширення в портреті.

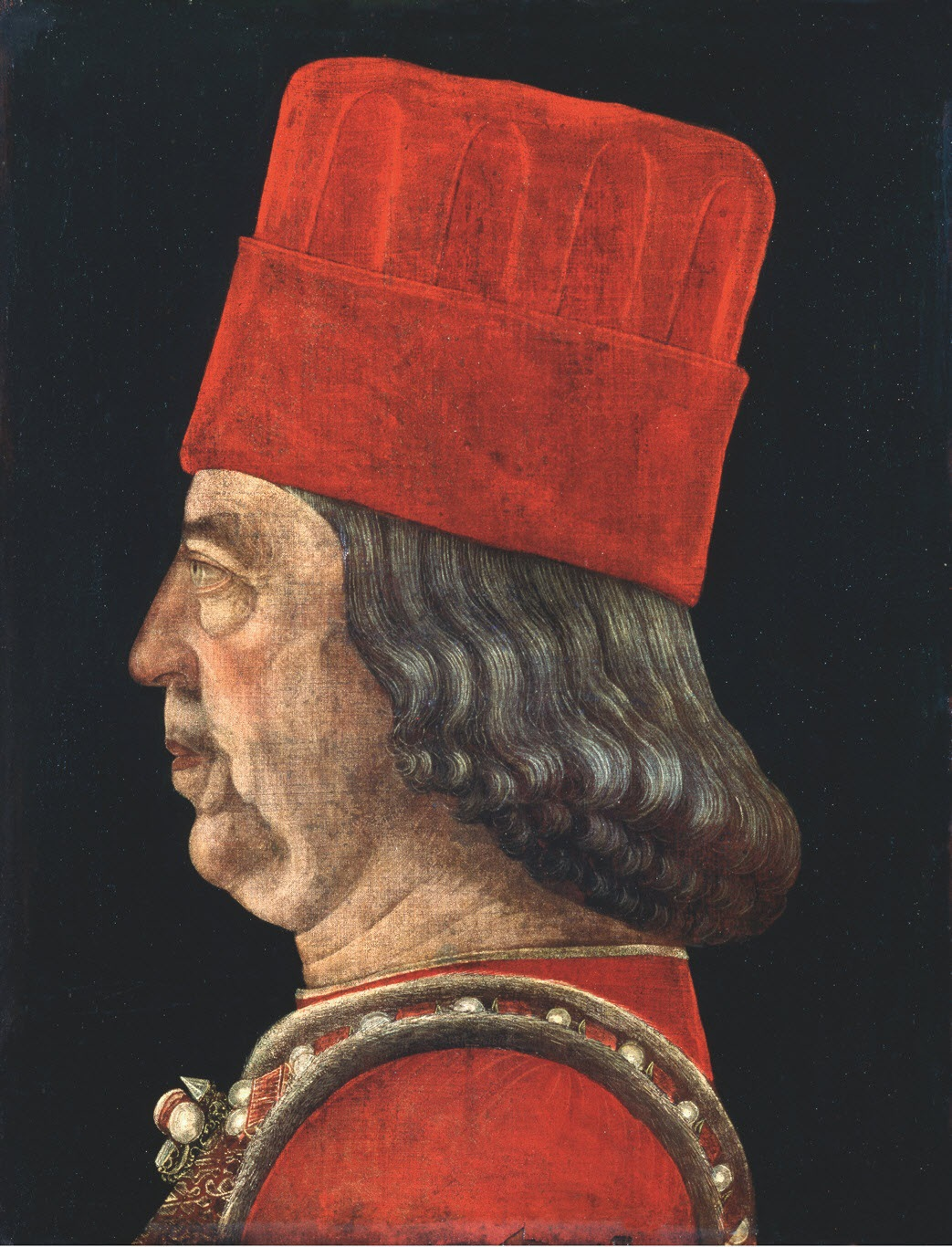
Бальдассаре д'Есте. «Портрет Борсо д'Есте»

Придворне життя вимагало постійного портретування членів правлячої родини. Дарування портретів з нагоди заручин, шлюбів, дипломатичних союзів робило необхідним виготовляти репліки і копії портретів. Один і той же натурний малюнок міг використовуватися і живописцем, і медальєром. Живописні портрети нерідко робилися за медалями (ранній період), а медалі — за живописними портретами (пізній період). Після Пізанелло при цьому дворі працювало кілька медальєрів: Амадіо да Мілано (з 1437 по 1482), «Ніколаус» (з 1440), Антоніо Марескотті (з 1444 по 1462), Якопо Лісіньйоло, Петречіно, Лодовіко да Фоліньйо, Лодовіко Корадіні з Модени, Сперандіо (з 1463 по 1476, з 1490 по 1495).

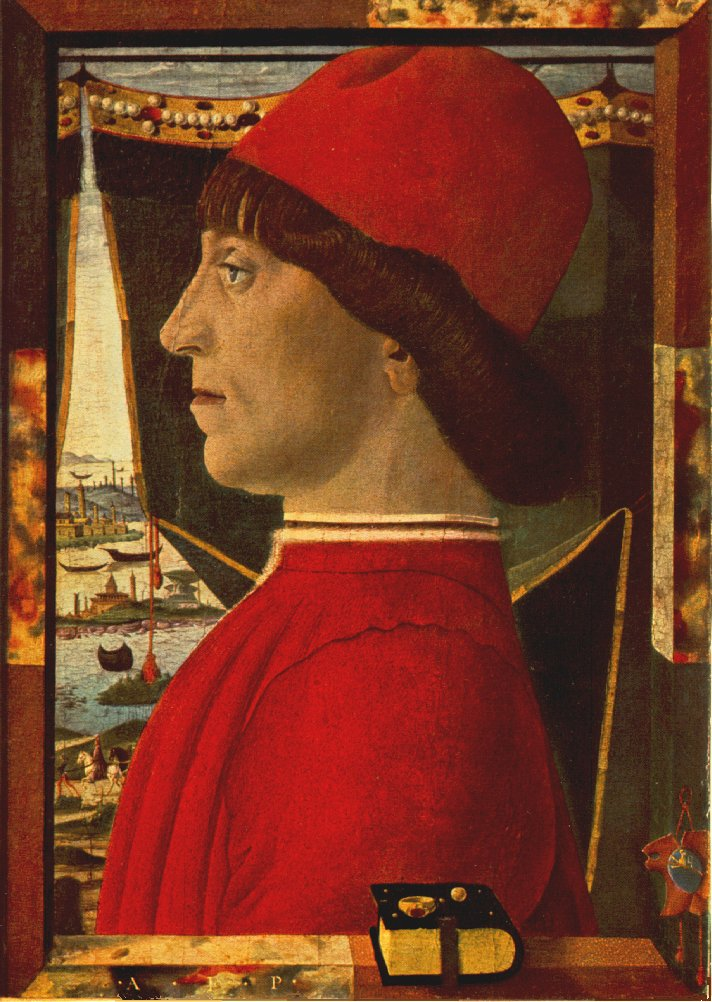
Невідомий феррарський майстер. (Бальдассаре Естенсе ?). «Чоловічий портрет», музей Коррер, Венеція

Основний розвиток Феррарського портретного живопису йшов по лінії профільного портрета і завзято дотримувався її до кінця XV століття. Бальдассаре д'Есте, типовий представник цього напрямку, також працював в обох жанрах — живописі та медалі. Він користувався в придворних колах Мілана і Феррари славою неперевершеного портретиста. Слава його в даний час представляється сильно перебільшеною — судячи по деяких збережених портретах і медалях він був досить посереднім і відсталим для свого часу майстром. Але його сучасники цінували вміння передавати близьку схожість з оригіналом. Тому в 1471 році йому було доручено переписати велике число портретних голів в Палаццо Скіфанойя. Його портрет Борса д'Есте очевидно виконаний не під безпосереднім враженням з натури, а відповідно до офіційно апробованого зразка.
Паралельно з консервативним напрямком офіційного феррарського живопису складається і більш живий і прогресивний, в якому охоче використовуються нові прийоми. Феррарські живописці запозичують ззовні, наприклад, під впливом урбінського диптиха виникло кілька портретів з погрудним зображенням людини на тлі пейзажу. Такий чоловічий портрет з Музею Коррер (приписувався також Бальдассаре д'Есте). Він досить залежний від П'єро делла Франческа, але при цьому явно не розуміє його художніх принципів. Хоча модель теж передана на тлі пейзажу, але це не допомагає передати об'ємність; він не зміг створити повітряно-перспективний ілюзіонізм, обмежившись наївним лінійно-перспективним ефектом. Але композиція втрачає природну просторовість, фігура вписана впритул, обличчя схоже на плоский барельєф. Картина наповнена декоративною вишуканістю феррарської школи.
Компроміс між традиційним типом портретної композиції і новими художніми принципами ще очевидніший у диптиху із зображенням Джованні Бентівольйо і його дружини Джиневри Сфорца, який приписують Ерколе де Роберті. Профілі подані на тлі темного драпірування, і пейзаж видніється вузькими смужками. Цей диптих, хоча і пізніше попереднього, здається архаїчнішим.

Ерколе де Роберти. «Джованні Бентівольйо»
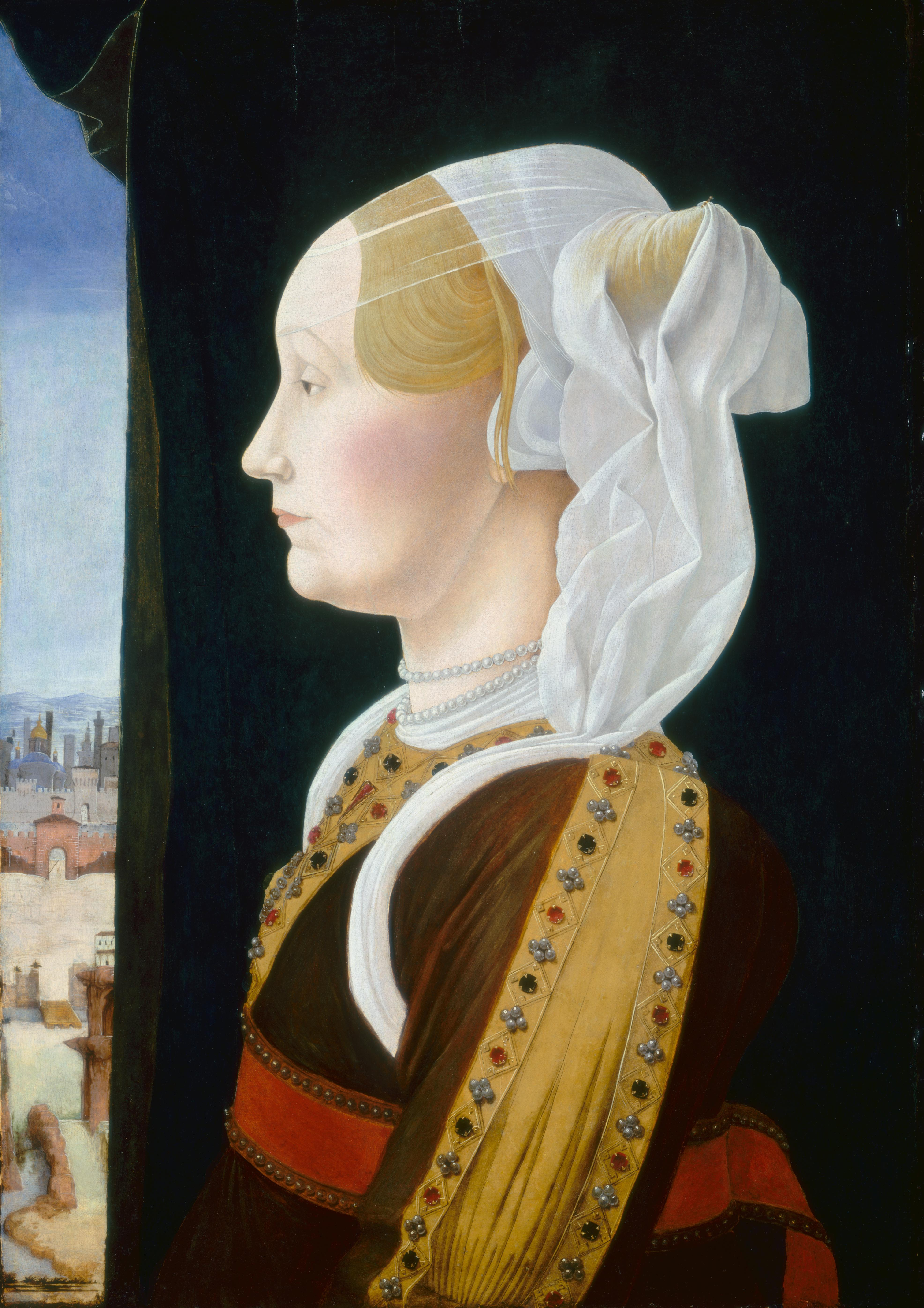
Ерколе де Роберті. «Джиневра Сфорца»
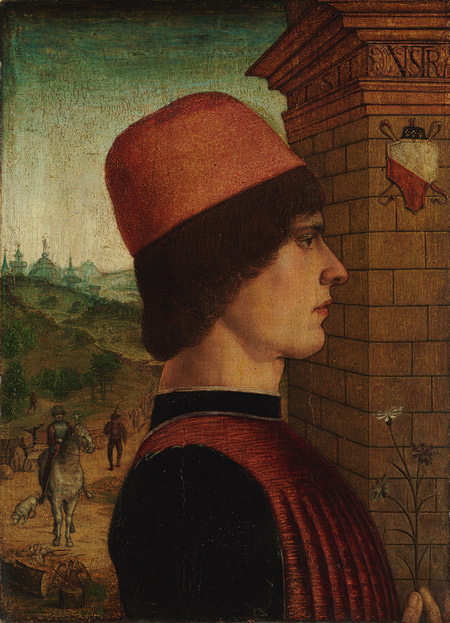
Майстер історії хліба (Maestro delle Storie del Pane). «Портрет Маттео ді Себастьяно ді Бернардіно Гоццадіні»
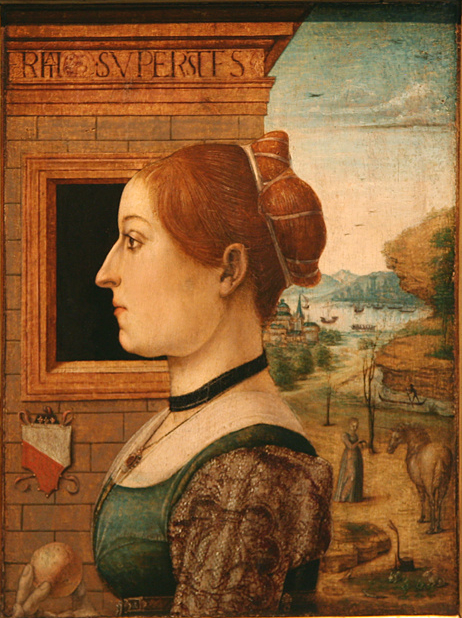
Майстер історії хліба. «Портрет Джиневри д'Антоніо Лупарі, його дружини»

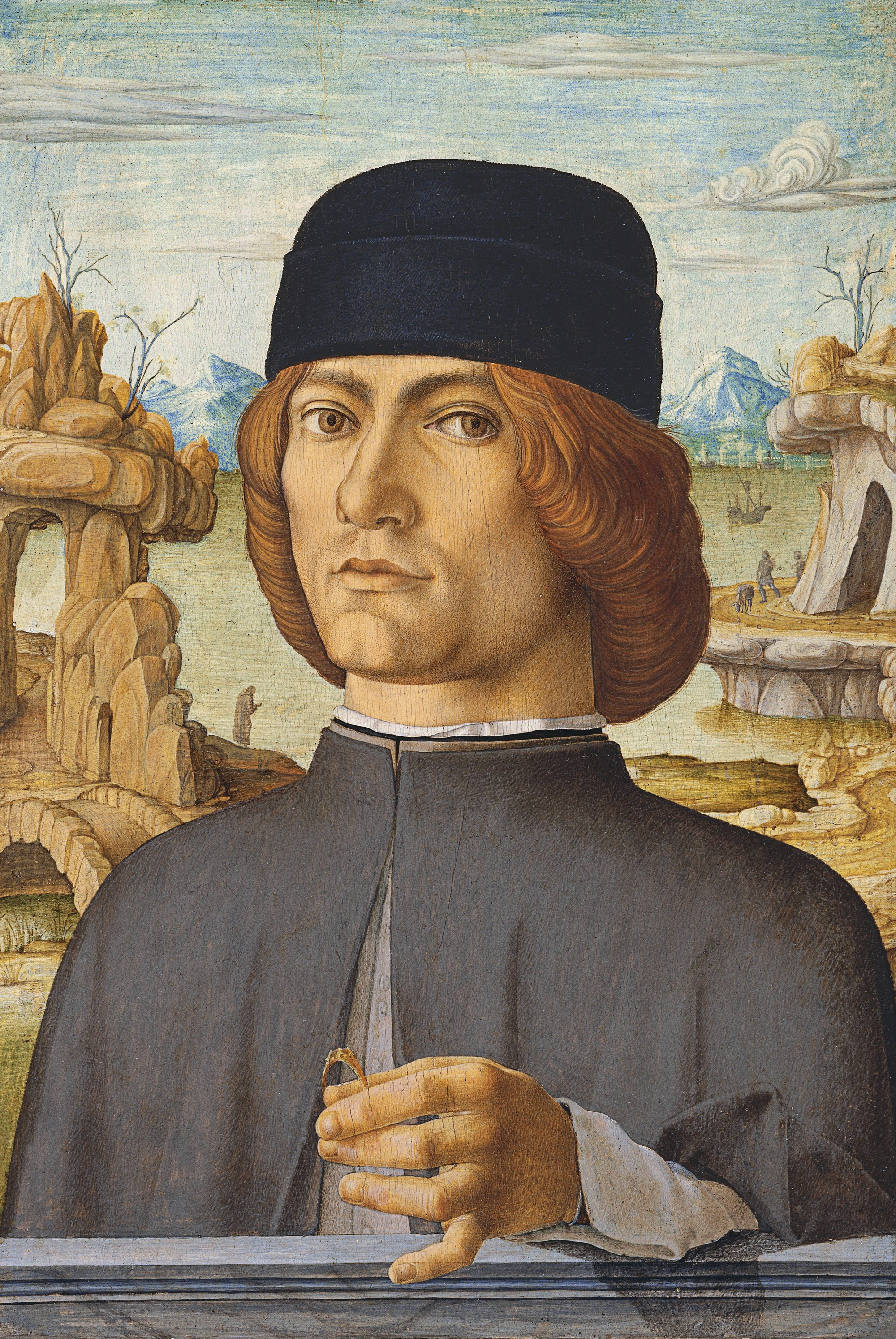
Франческо дель Косса. «Портрет молодої людини»

Та ж печатка провінційної відсталості лежить на парних портретах подружжя Гоццадіні (раніше приписувалися Лоренцо Коста). Прототип урбінського диптиха витлумачений з примітивною прозаїчністю, образи подружжя, на думку Гращенкова, нудні, безхарактерні і буденні. Ці портрети виконані в незвичній для феррарців пом'якшеній манері, їм не вистачає жорсткості контурів і інтенсивності кольору, вони тяжіють до болонської школи.
Ці портрети виконані в незвичній для феррарцев пом'якшеної манері, їм не вистачає жорсткості контурів і інтенсивності кольору, вони тяжіють до болонської школи.
З відсталими традиціями феррарської школи особливо рішуче пориває Франческо дель Косса, який після розпису Палаццо Скіфанойя, ображений низькою оплатою, виїхав до Болоньї і залишився там назавжди. Там він написав портрет молодої людини, яка зближує його з самими передовими італійськими портретистами того часу. У своїх розписах палаццо через велику кількість фігур він був змушений шукати різноманітні портретні рішення. Спираючись на цей досвід та використовуючи передові принципи флорентійського і нідерландського портрета він створив новий тип портретної композиції, яка незабаром з'явиться і в інших художніх школах Італії. Модель зображена не в профіль, а майже в фас, на тлі фантастичного скелястого пейзажу, рука чоловіка протягнута вперед. Завдяки цій побудові портрет набув психологічної активності. Модель вимагає уваги, наче вступає у розмову. У руках він тримає якусь коштовність (це або вказівка на його професію, бути може, ювеліра, або натяк для того, кому призначений портрет). Цей мотив широко поширений у нідерландців, але до цього майже не зустрічався у італійців. Зате зображення людини на тлі відкритого пейзажу не зустрічалося у нідерландців (за винятком Мемлінга). Цю ідею Косса міг почерпнути тільки у П'єро делла Франческа, але він створив на її основі щось нове і досить органічне. Автономна замкнутість образу, яка була притаманна профільному портрету, нарешті була зруйнована і поступилася місцем більш зрілим і реалістичним формам портрета.

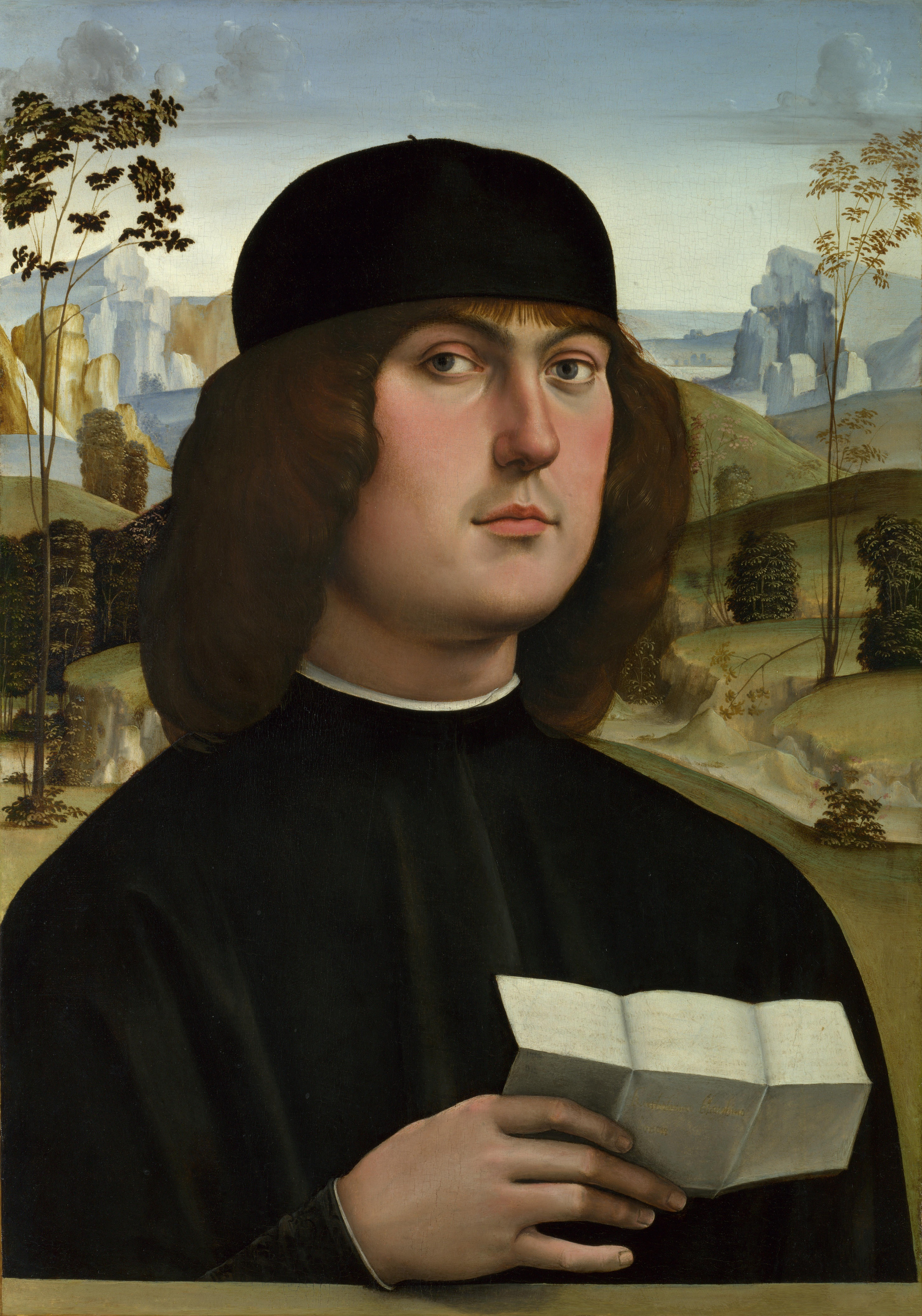
Франческо Франча. «Портрет гуманіста Бартоломео Бьянкіні»

Рішення, знайдене в цьому портреті, через багато років повторить його учень Франческо Франча в портреті гуманіста Бартоломео Бьянкіні — і тут рука з листом у руці буде спиратися на парапет і злегка виступати вперед, але в жесті вже не буде нав'язливої демонстративності, і пейзаж перестане бути фантастичним, а стане правдоподібним.

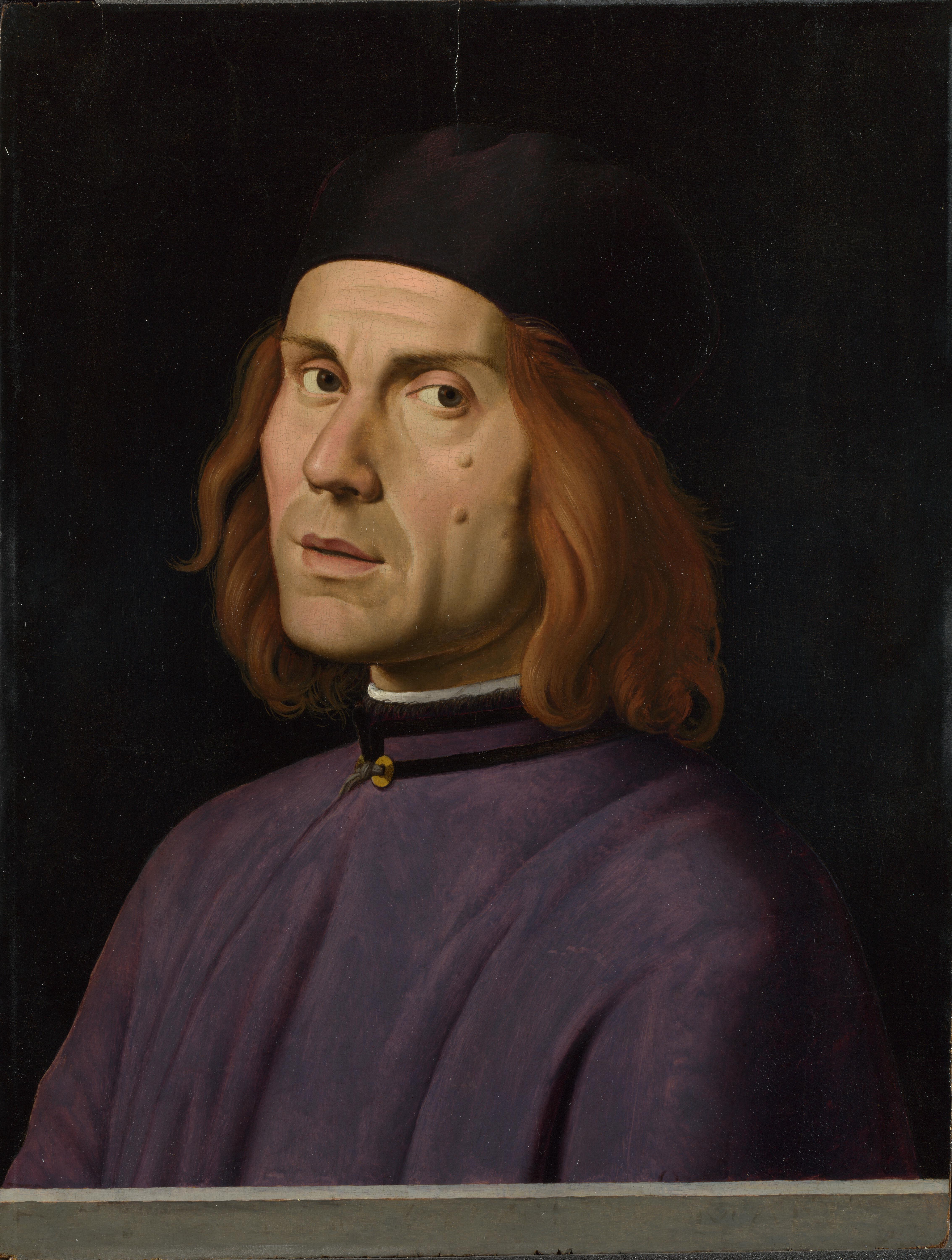
Лоренцо Коста. «Баттіста Ф'єра»

Ці нові тенденції, характерні для феррарського портрета пізнього кватроченто, проявляться і в зрілих роботах Лоренцо Коста, який також працював в Болоньї. Там він написав «Портрет Джованні Бентівольйо» (якого вже портретував Ерколе де Роберті в диптиху, і сам він у вотивній фресці в Капелі Бентівольйо, див. вище). Згідно з новими смаками він написав свою модель не в профіль, а в три чверті, на темному нейтральному тлі, і завдяки цьому характер образу рішуче змінився — на зміну «медальєрній» героїзованості і спрощеності профілю прийшло реалістичне правдиве зображення людини. Потім Лоренцо Коста перебрався з Болоньї в Мантую і до того часу від його Феррарсько жорсткості нічого не залишилося, його мистецтво стало дещо млявим і сентиментальним. До цього періоду відноситься його «Портрет Баттіста Ф'єра» — цей погрудний портрет за парапетом на темному фоні показує знайомство з досягненнями венеційського портретного мистецтва 1500-х років. Скошений погляд активно виразний, голова нахилена, губи напіввідкриті — поза і міміка моделі здається живою. Більш одноманітні його жіночі портрети — миловидні, з кокетливим нахилом.

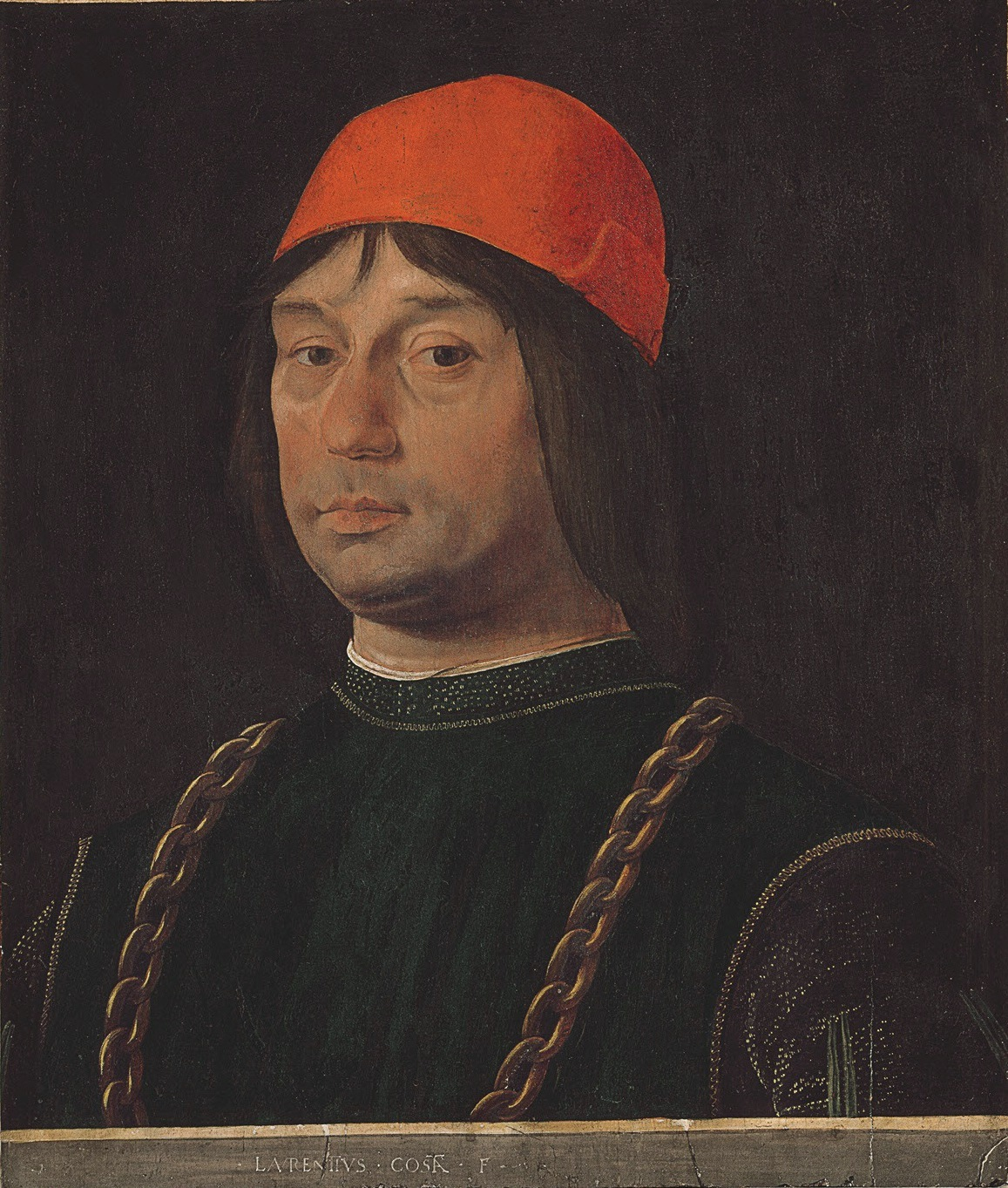
Лоренцо Коста. «Джованні Бентівольйо»
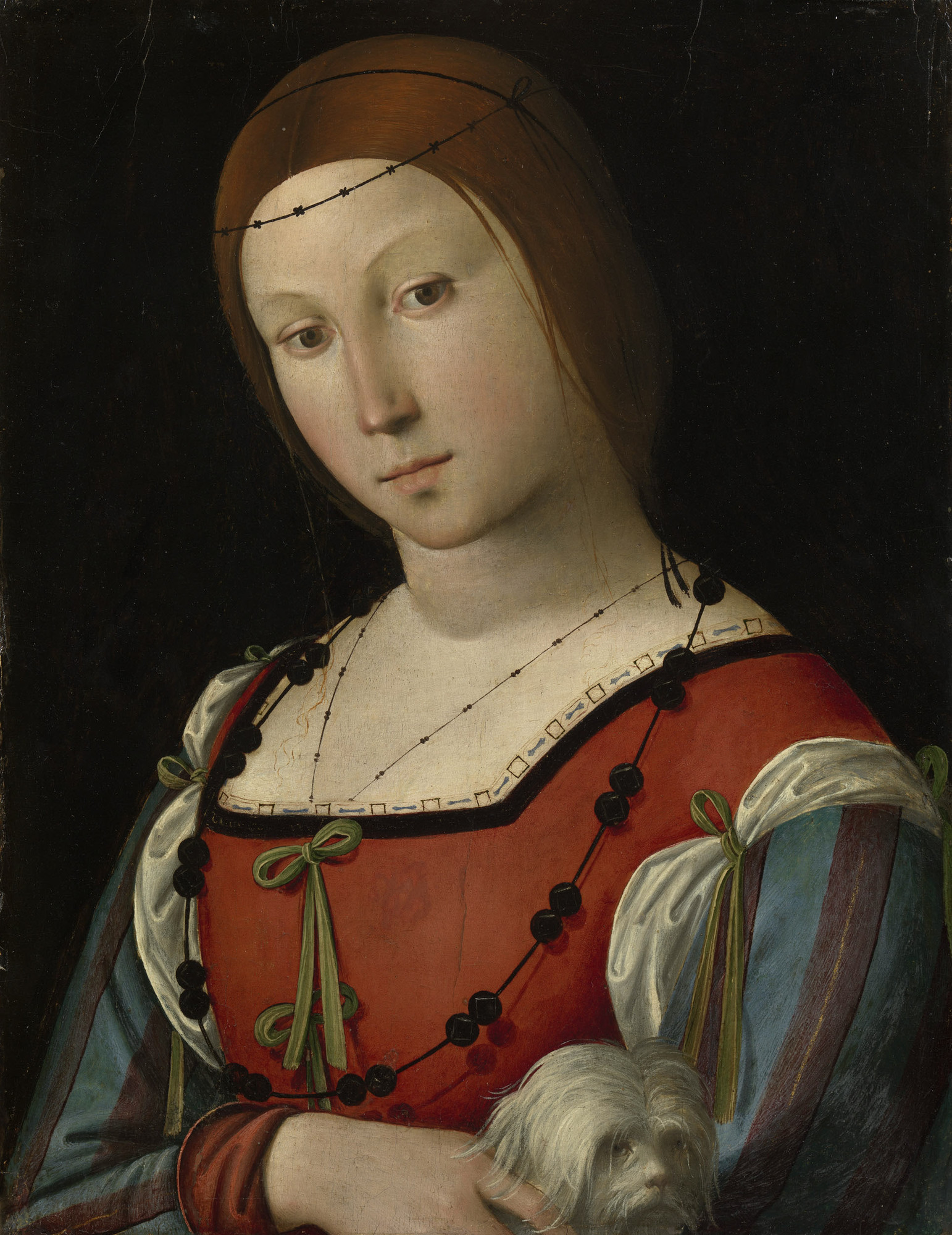
Лоренцо Коста. «Портрет невідомої з хатньою собачкою на руках», Лондон, Гемптон Корт
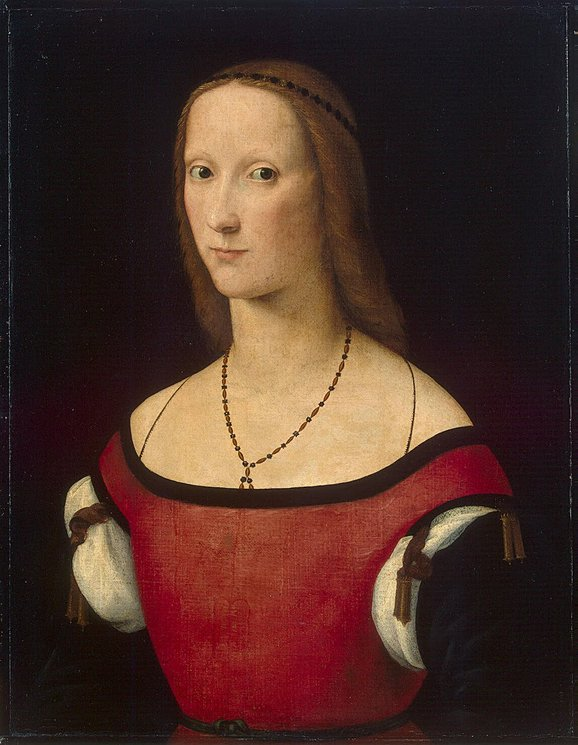
Лоренцо Коста. «Портрет невідомої», Ермітаж

У своїх наступних портретах Франча і Лоренцо Коста показують еклектичну залежність від нових прийомів Рафаеля і інших майстрів Високого Відродження і їх творчість відноситься до наступного періоду розвитку італійського портрета.

#### Ломбардський портрет
Ломбардія займала особливе місце в мистецькому житті Північної Італії. До середини XV століття ренесансний рух її майже не торкався, і в її мистецтві панувала інтернаціональна готика. Міланські герцоги, які зберігали зв'язок з Бургундією, Фландрією, Францією і Південною Німеччиною, запрошували іноземних майстрів і в своїх смаках орієнтувалися на готику по інший бік Альп, причому на найбільш консервативні течії. Тільки у 2-й пол. XV століття, коли влада в Мілані перейшла від Вісконті до Сфорца, політичні обстановка змінилася і виникли більш сприятливі умови для розвитку ренесансного мистецтва. Тоді в ломбардському живописі складається оригінальний художній напрям, представниками якого стали Фоппа, Бергоньйоне, Бутіноне і Дзенале.

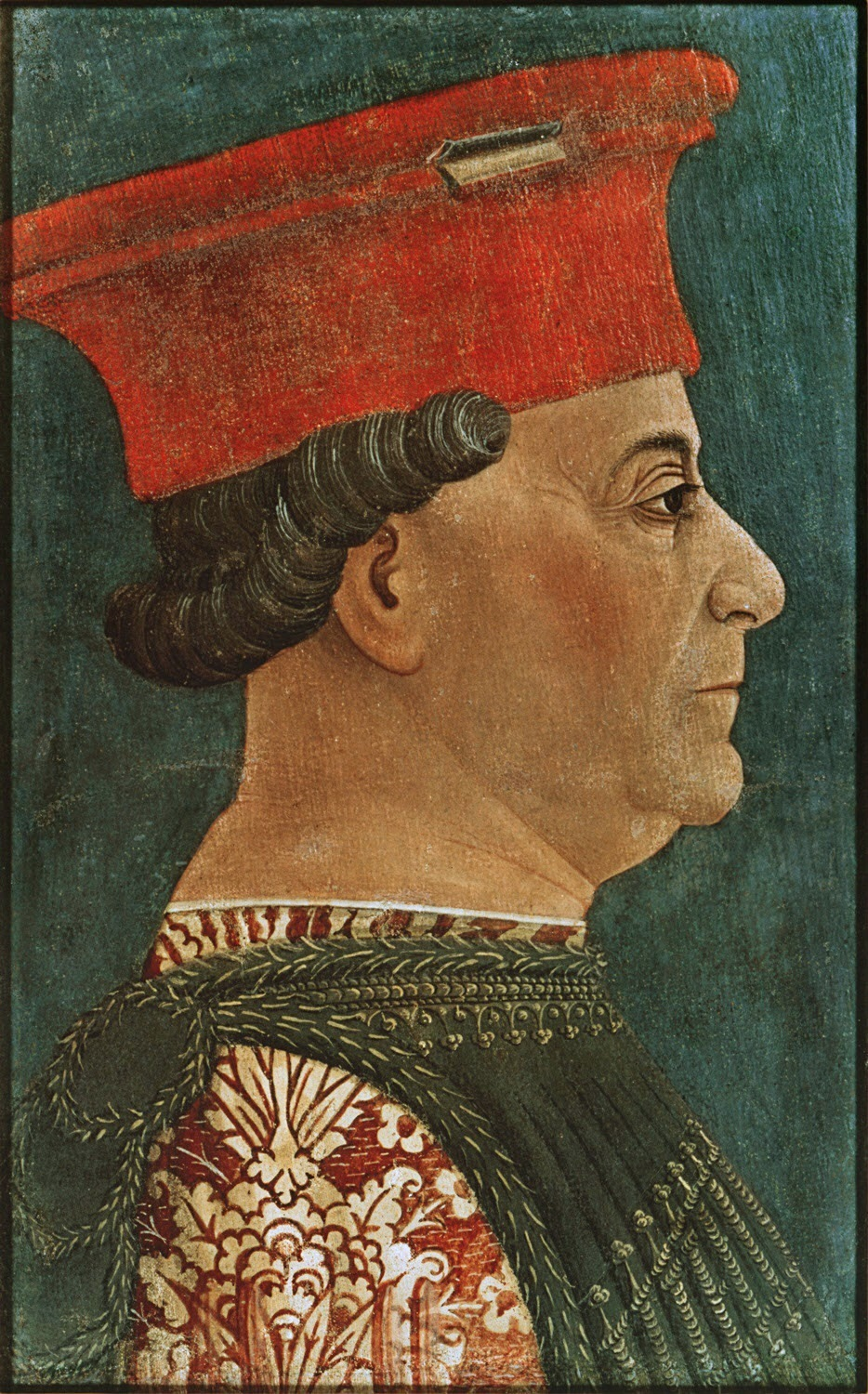
Боніфачо Бембо. «Франческо Сфорца»

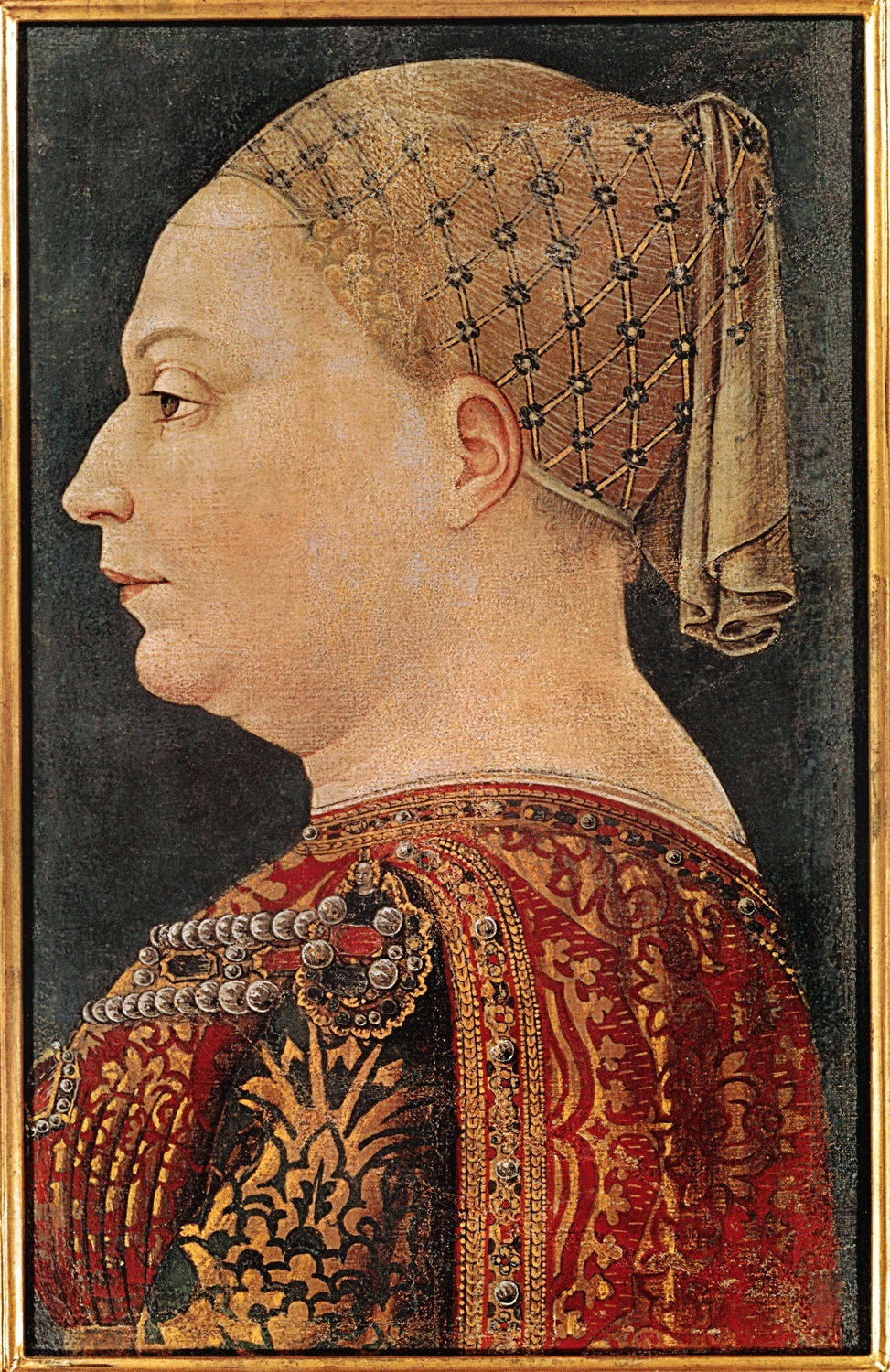
Боніфачо Бембо. «Бьянка Марія Сфорца»

Ломбардський живопис сформувалася під впливом падуанського, який з середини XV століття був головним форпостом ренесансної культури на Півночі Італії, а також під впливом заальпійських країн, з якими зберігав традиційні зв'язки. Тому в мистецтві ломбардців поряд з відгомонами манери Мантеньї довго простежуються нідерландські та провансальські нотки (особливо в П'ємонті і Лігурії). Наприкінці XV століття він також зазнав дуже сильного впливу Леонардо да Вінчі.
До середини XV століття в Ломбардії також не існувало місцевих традицій портрета. Міланський герцог і його двір замовляли свої зображення приїжджим (Пізанелло, якийсь німець Нікколо, Бальдассаре д'Есте, Дзанетті Бугатто). Про Дзанетті Бугатто збереглася величезна кількість документів, що розповідають про його роботу для міланського герцога, про 2 роки, проведені ним у майстерні Рогіра ван дер Вейдена, але жодна з зазначених картин не збереглася. З його ім'ям пов'язували диптих, що нині вважається роботою Боніфачо Бембо — портрет Франческо Сфорца і його дружини Бьянки Марії Вісконті — але це профільні готичні портрети написані знеособлено, за манерою вельми схожі на аналогічні портрети тих же моделей в Сант Агостіно в Кремоні (роботи Боніфачо Бембо). Мистецтвознавці дуже хочуть ідентифікувати роботи Дзанетті і думають, що зробити це можна за відбитком сильного нідерландського впливу. Можливо, ним написаний чоловічий портрет з Шатору, який ймовірно зображує Альберто Контаріні, хоча, можливо, це чисто нідерландська робота. Інший чоловічий портрет (Ізола Белла, зібрання Борромео), який раніше приписували Бернардіно Бутіноне, а тепер — Філіппо Маццола, безумовно італійський, але з північними рисами.

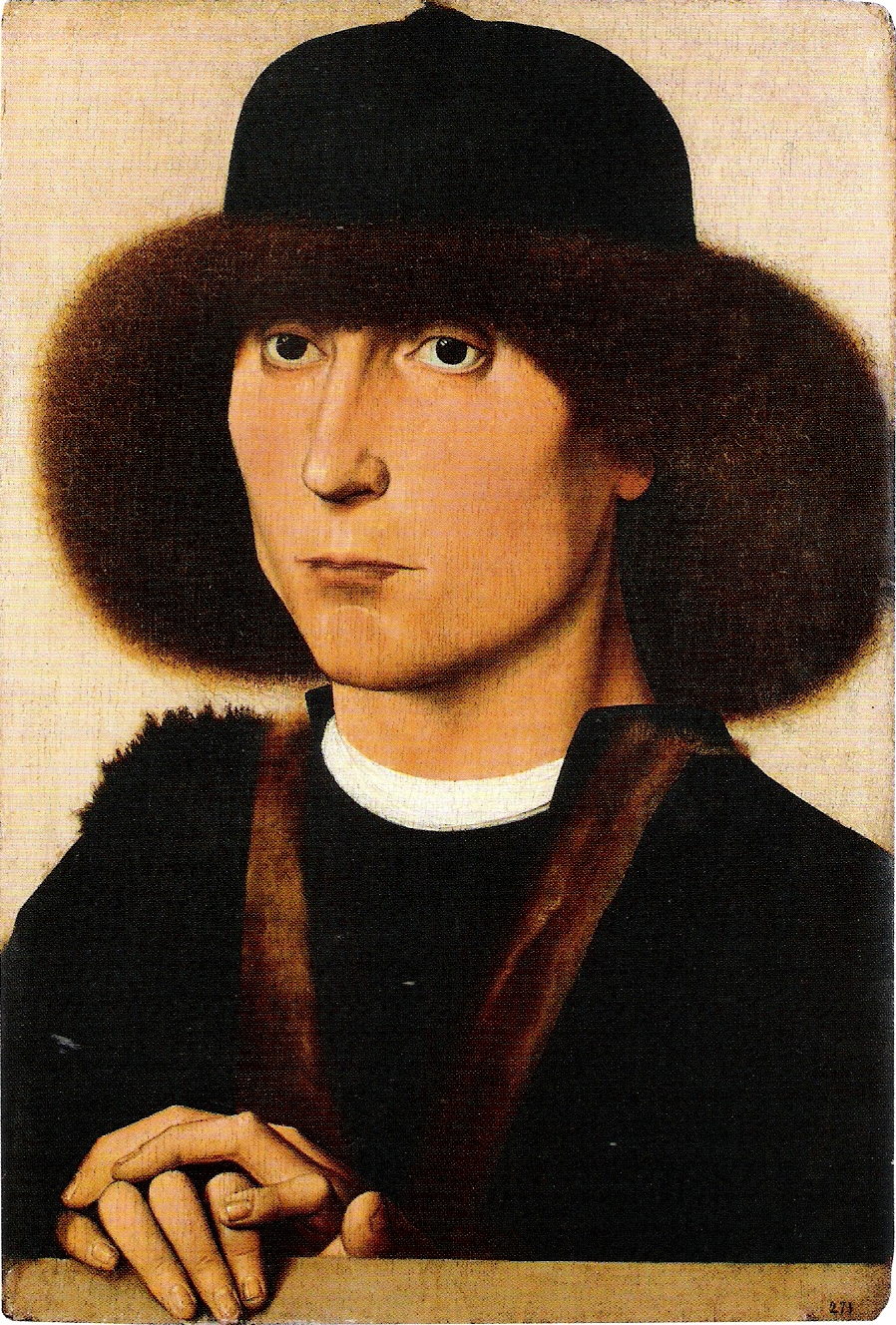
Невідомий художник (Джанетто Бугатто?). «Портрет Альберто (?) Контаріні», Музей Шатору
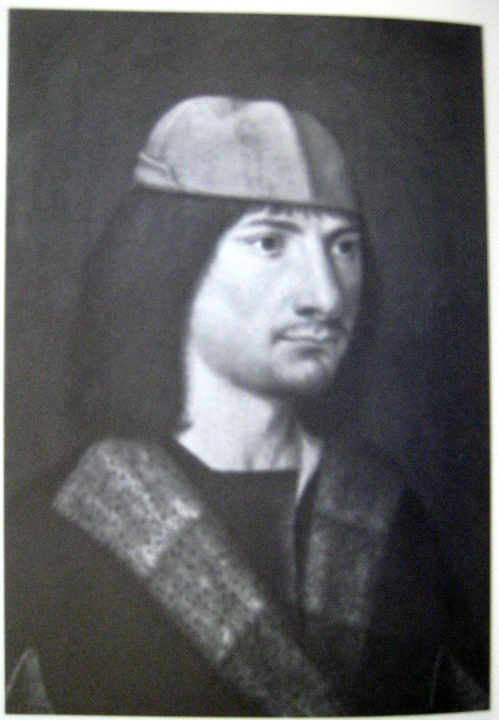
Невідомий художник (Джанетто Бугатто?). «Чоловічий портрет», Кастелло Сфорцеско
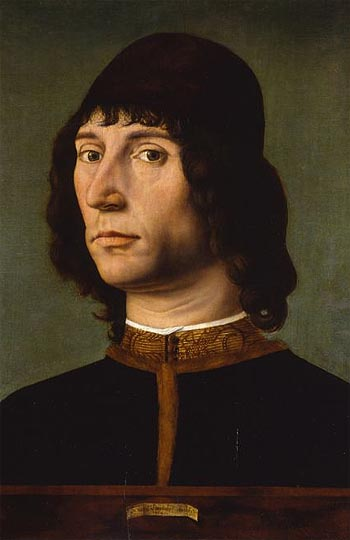
Невідомий художник (Філіппо Маццола?). «Чоловічий портрет», Ізола Белла, колекція Борромео

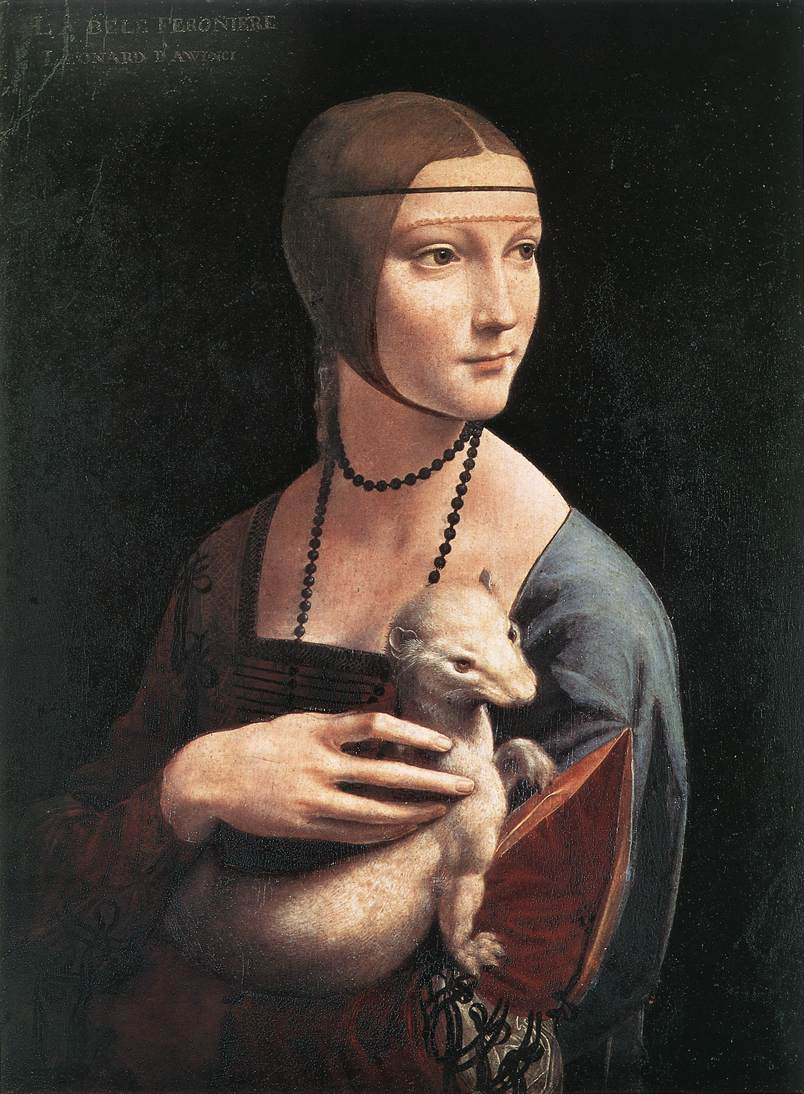
Леонардо да Вінчі. «Пані з горностаєм»

Хто б не був автором цих двох портретів, це — ранні і найбільш типові приклади прямого використання в Ломбардії північноєвропейської портретної традиції. Але в них обох це використання носить ще зовнішній і неорганічний характер, і тому вони — чужорідна ланка в ланцюгу розвитку портретного мистецтва Італії. Тільки великі ренесансні майстри (П'єро делла Франческа, Мантенья, Антонелло да Мессіна — кожен по своєму) зуміли органічно сприйняти і творчо використовувати традиції нідерландського портрета.
Нова ломбардская школа живопису (Вінченцо Фоппа, Амброджо Бергоньйоне, Бутіноне, Дзенале, Браманте і Брамантіно) склалася в останній третині XV — початку XVI століття. Вона була пов'язана з ренесансним мистецтвом інших художніх шкіл Північної Італії та виступила противагою консервативним течіям 1-ї половини і середини століття з їх готикою і еклектично засвоєними формами мистецтва Нідерландів. Але Фоппа, Бергоньйоне та інші не були портретистами, і в цьому жанрі себе не проявили. Ломбардський портрет пізнього кватроченто, зберігаючи частково свої старі традиції, опинився під сильним впливом Леонардо, який приїхав до Мілана в 1482 і набув у Флоренції новаторського досвіду. З його міланської майстерні в 1480-ті роки вийшло 4 портрета. Їх задум належав самому Леонардо, але ступінь його особистої участі в їх створенні різна.

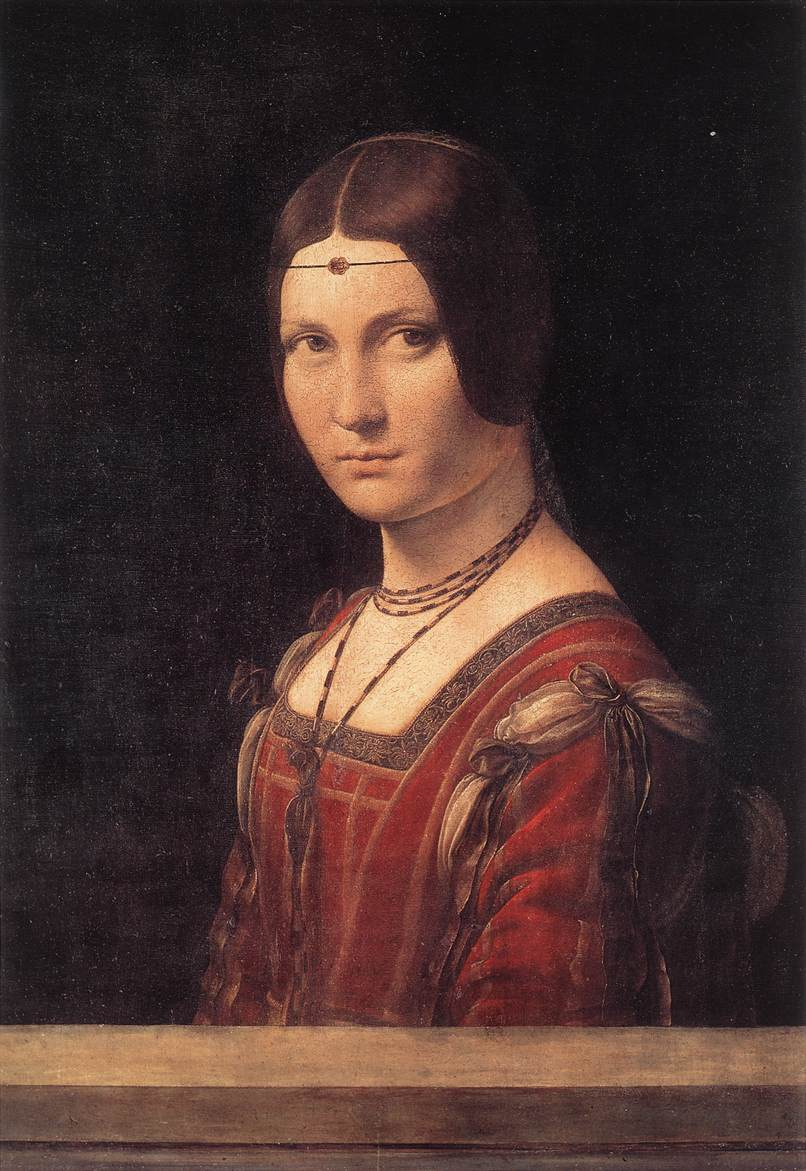
Міланська майстерня Леонардо да Вінчі. «Прекрасна Ферроньєра»

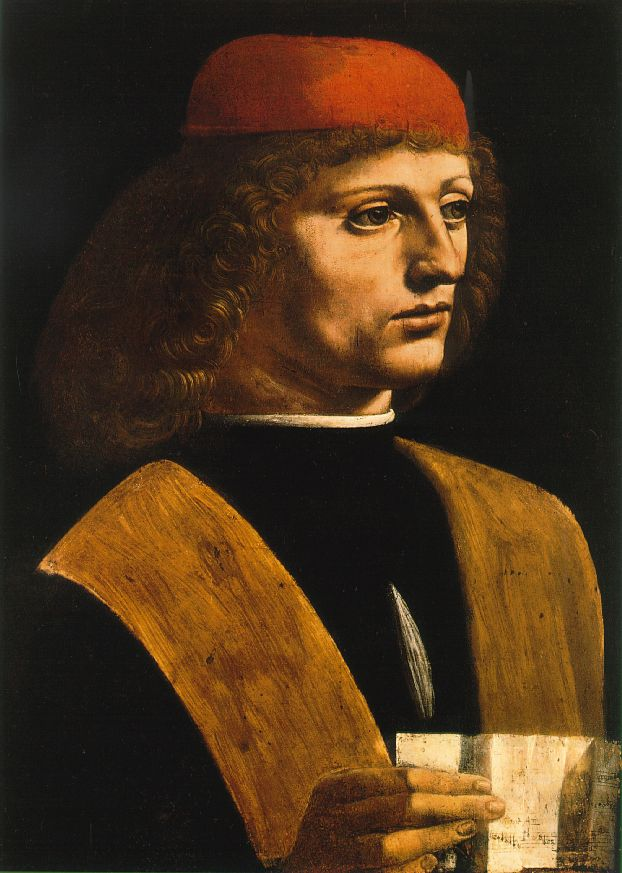
Міланська майстерня Леонардо да Вінчі. «Портрет Франкіно Гаффуріо»

«Пані з горностаєм» (Портрет Чечилії Галлерані, бл. 1483-86) — найбільш оригінальний за композицією і, мабуть, самий авторський. Слідуючи флорентійським зразкам 1470-х років, Леонардо зобразив свою модель по пояс, отримавши тим самим можливість показати руки. Крім того, введений сильний контрапостів — плечі і обличчя розгорнуті в різні боки. «Портрет Франкіно Гаффуріо», відомого музиканта і регента Міланського собору, більш традиційний. Модель передана в три чверті, в дусі часу — роз'яснювальна деталь в руці (листок з нотними записами). «Прекрасна Ферроньєра», очевидно, теж робота школи Леонардо, приваблює своєю відкритістю.
Леонардо, тим не менше, був змушений рахуватися з місцевою традицією профільного портрета, що стійко зберігалася у північноіталійських придворних художників. Але, будучи флорентійцем, він був чутливий до графічної гостроти профілів. Жіночий портрет, намальований срібним штифтом з Віндзора — прекрасний приклад цьому. Більш відомий т. зв. «Портрет Беатріче д'Есте», написаний, мабуть, Амброджо де Предісом, хоча профіль міг бути написаний рукою самого Леонардо.

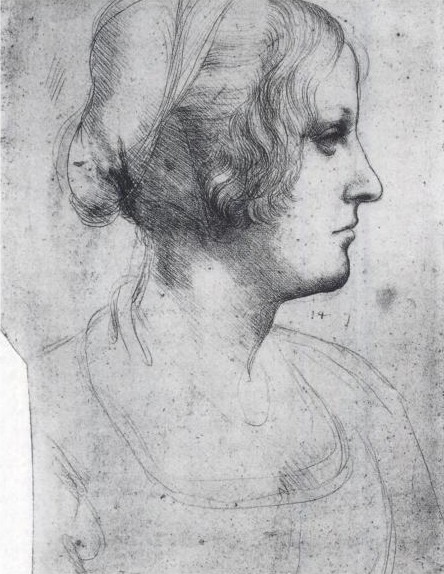
Леонардо да Вінчі. «Жіночий портрет», малюнок. Віндзор
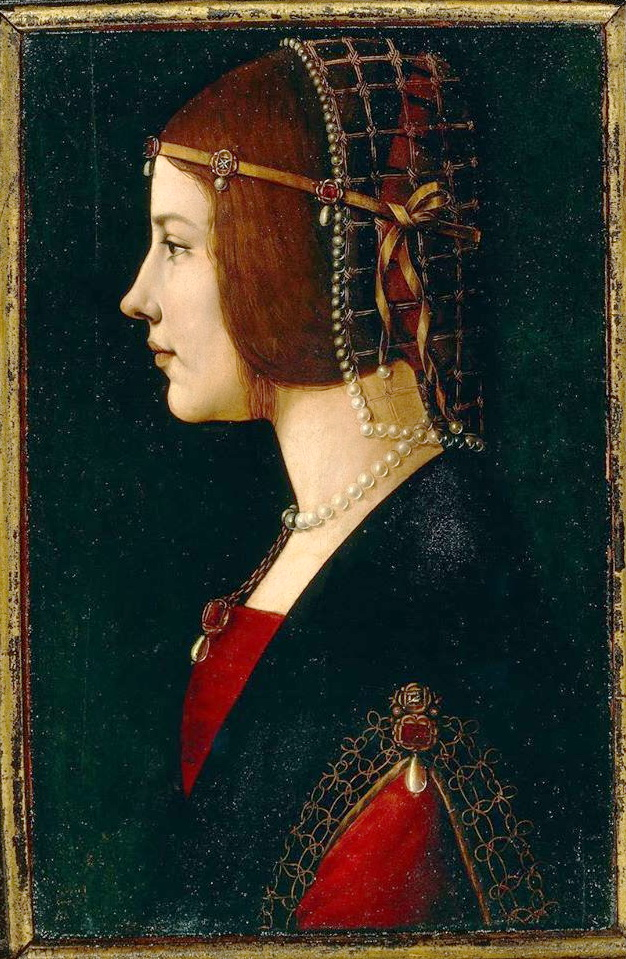
Амброджо де Предіс. Т.зв. «Портрет Беатріче д’Есте»
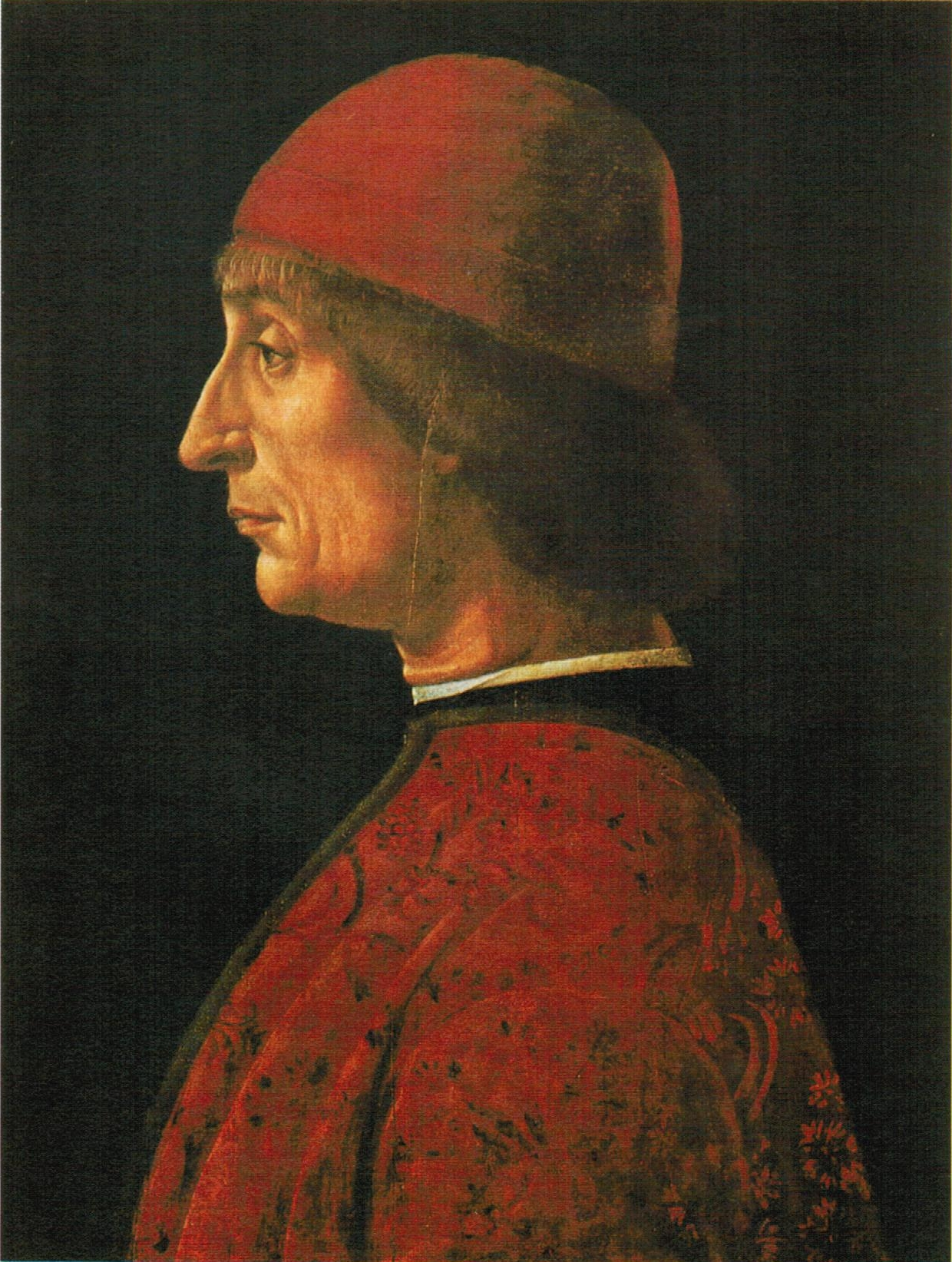
Вінченцо Фоппа. «Портрет Франческо Брівіо»

Саме такий тип композиції — профіль на темному тлі, виявився найбільш звичним для міланських портретистів, в першу чергу Амброджо де Предіса. Цей майстер працював у міланському Монетному дворі, виготовляючи малюнки монет і медалей, що прищепило йому любов і майстерність до профільного портрета. Йому приписується ціла група подібних зображень, головним чином, жіночих. Але на відміну від Леонардо, тут силуети промальовані жорстко і трактовані площинно, з бідним світлотіньовим моделюванням обличчя. Профільний портрет роботи Фоппа демонструє велику творчу самостійність, використовуючи уроки Леонардо у світлотіньовому опрацюванні рельєфу обличчя.

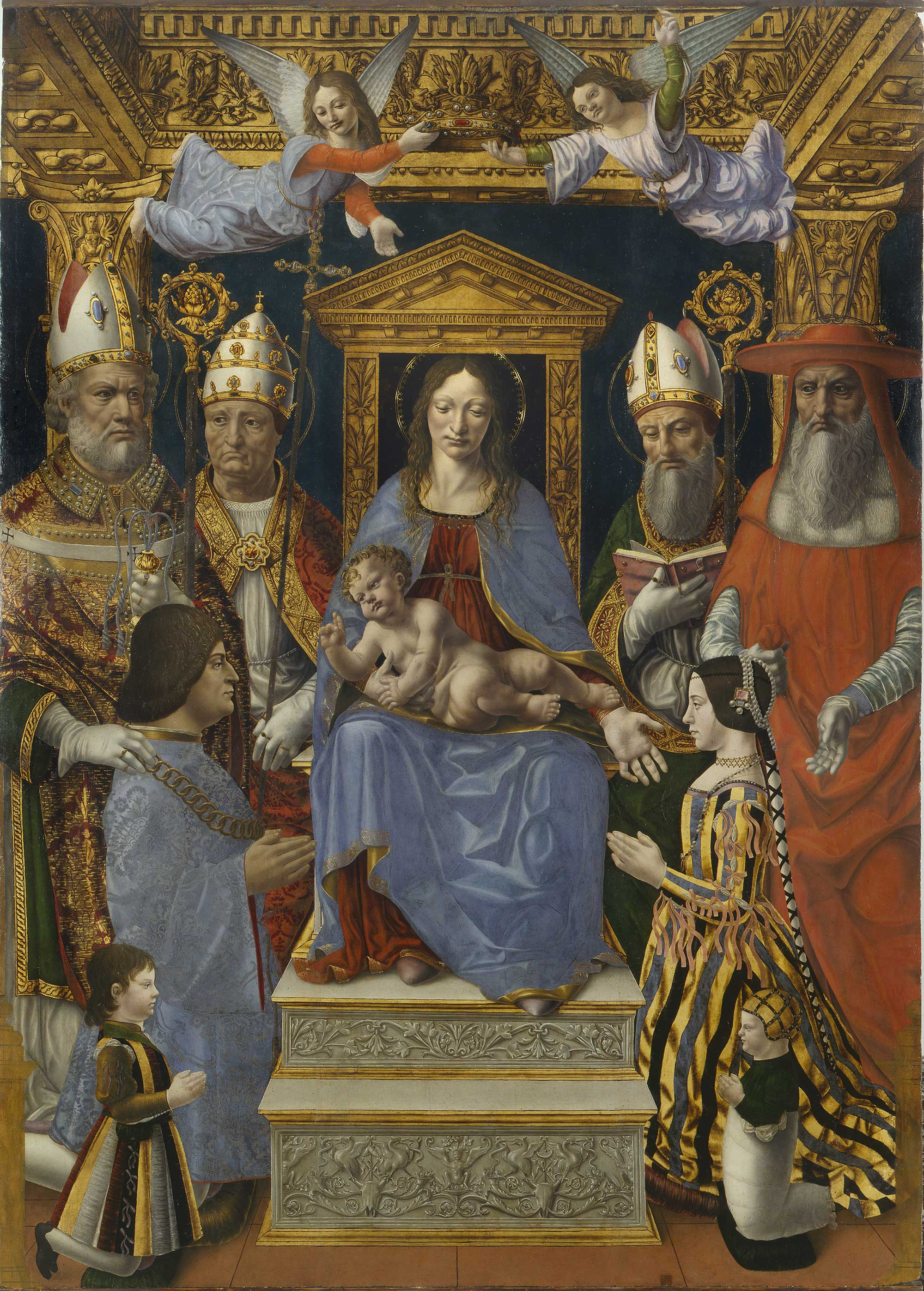
Фернандо де Льянос. «Вівтар Сфорца»

Амброджо де Предіс іноді звертався до нового типу композиції у три чверті, використовуючи темний фон. Тут він цілком залежав від Леонардо. Ще сильніше леонардівська школа портретування виразилася у творчості Джованні Антоніо Больтраффіо. Його «Портрет хлопчика» із Вашингтона виконаний вельми тонко і безпосередньо.

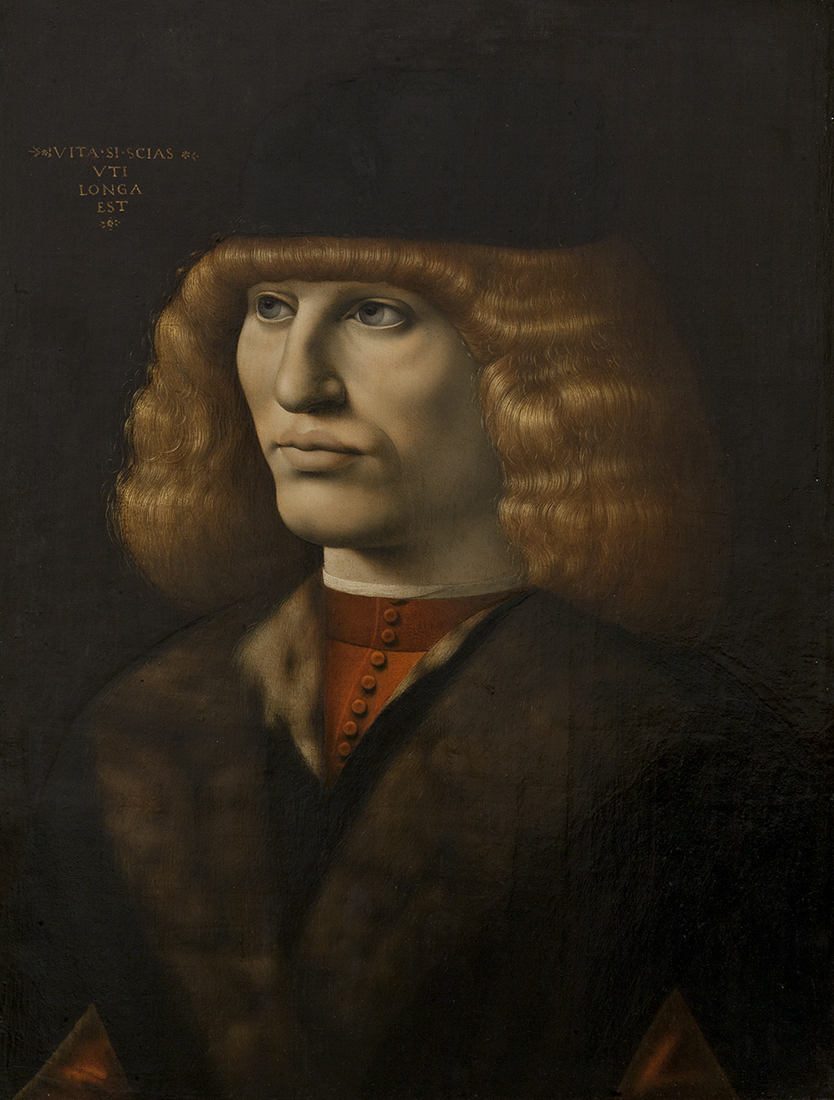
Амброджо де Предіс, «Чоловічий портрет», Мілан
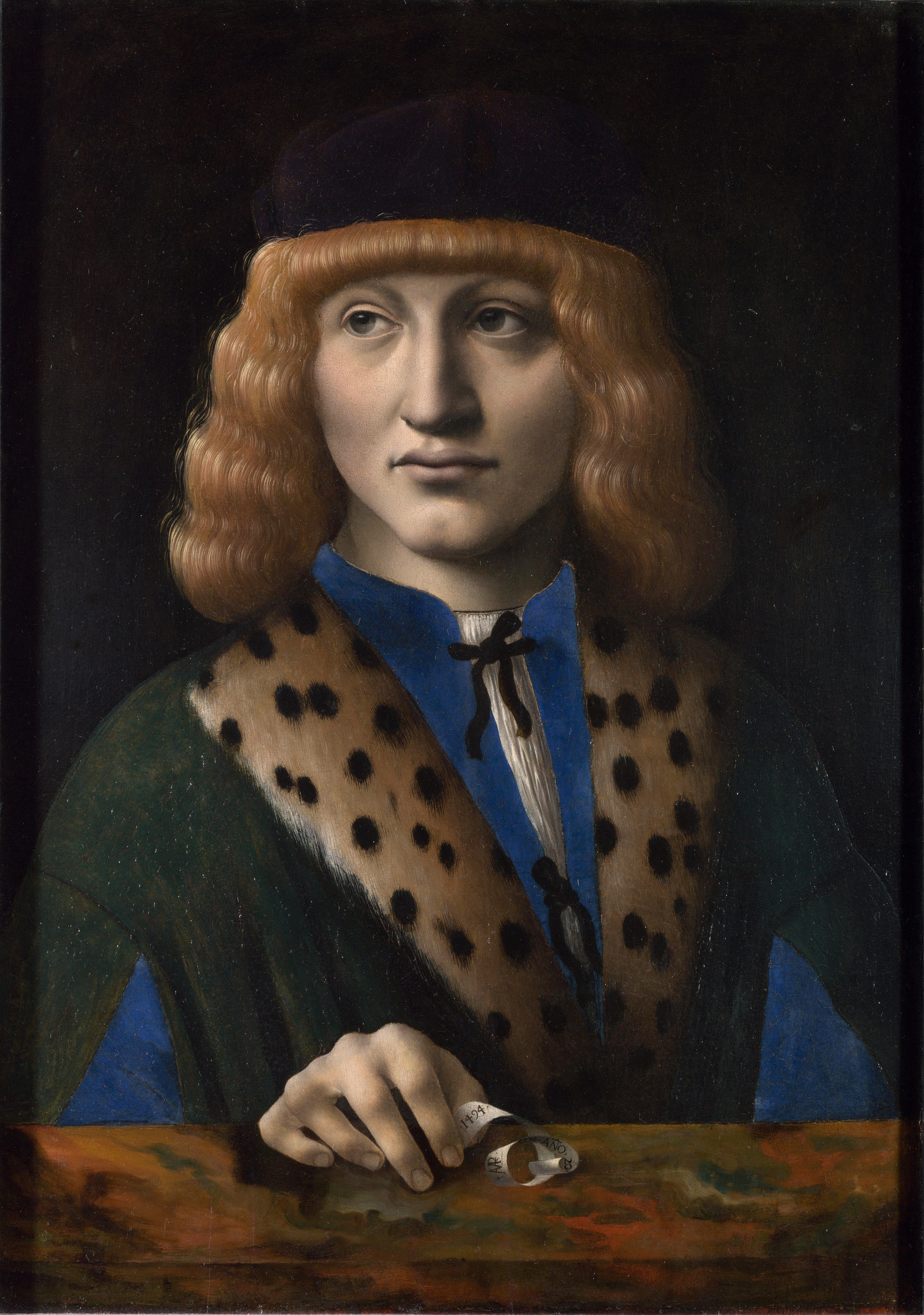
Амброджо де Предіс, «Портрет Франческо ді Бартоломео Акінто (?)»
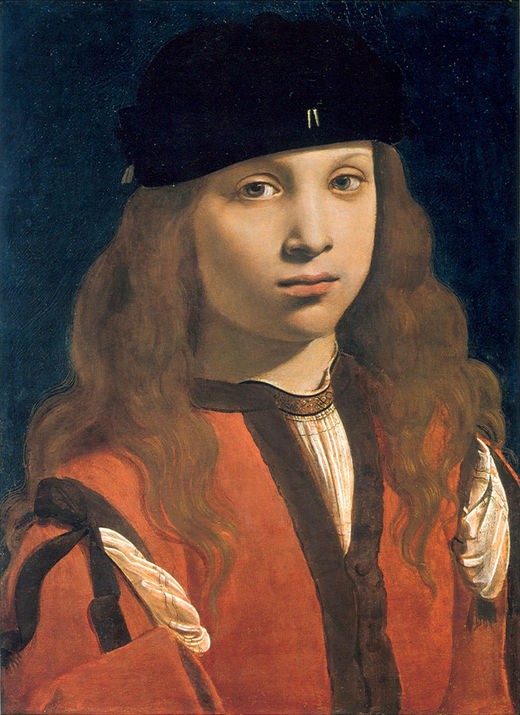
Джованні Антоніо Больтраффіо, «Портрет хлопчика», Вашингтон

У ломбардському портреті кінця XV — поч. XVI століття старе і нове співіснувало. Найбільш архаїчну лінію представляє Майстер Вівтаря Сфорца (Фернандо де Льянос), який написав профільні донаторскі зображення Лодовіко Моро з родиною біля підніжжя трону цілком леонардескної Богоматері, а також примітивні портрети Бернардіно деї Конті. А твори Больтраффіо і особливо Андреа Соларіо (який крім Мілана працював у Венеції) вже тісно пов'язані з новими прийомами портретування, які були характерні для всіх художніх шкіл пізнього кватроченто.

#### Антонелло да Мессіна
Творчість Антонелло да Мессіна є прикладом того, як в італійському живописі приблизно з 1470 року нові форми портрета поширюються в різних центрах майже одночасно, іноді — незалежно один від одного, і нерідко — завдяки встановленню контактів між художніми школами і визначальній ролі декількох провідних майстрів. Так, одночасно з Мантенья в 1470-ті роки на далекій околиці — в Сицилії, висунувся інший великий майстер портрета — Антонелло да Мессіна, який створив ряд творів, що є зразком погрудного портрета у три чверті і на десятиліття визначили основний шлях розвитку венеційського портрета (до того ж, він підкорив венеційців, коли навчив їх писати олійними фарбами). Він є в строгому сенсі слова першим італійським майстром станкового портрета. Він ніколи не писав фресок з прихованими портретами і донаторів в вівтарних картинах. Збереглося близько 10 його достовірних портретів, але в розвитку станкового портретного живопису Раннього Ренесансу він займає дуже важливе місце.

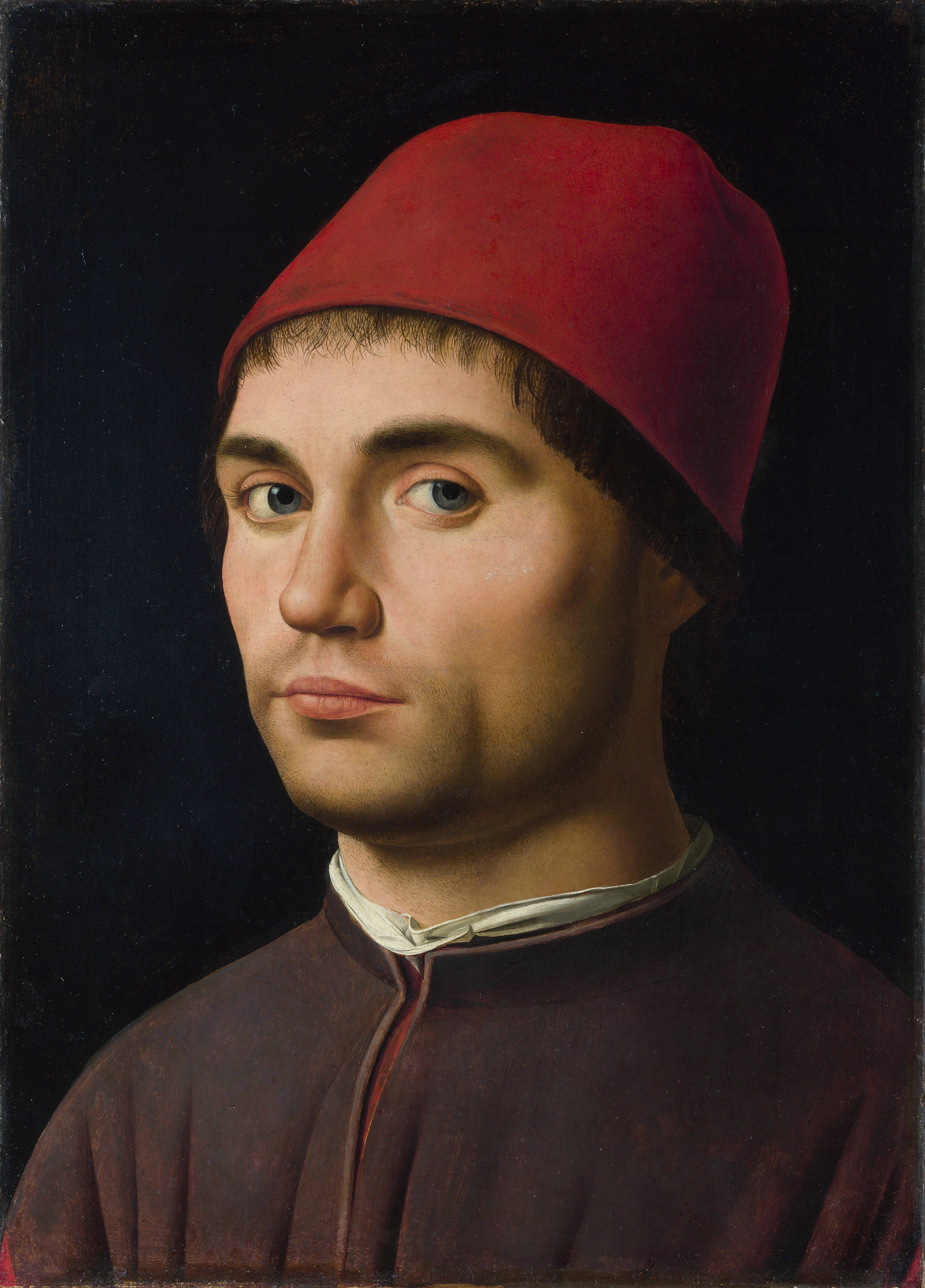
Антонелло да Мессіна. «Чоловічий портрет (Автопортрет?)», Лондон, Національна галерея

Всі його збережені роботи належать до його зрілого періоду (Сицилія і Венеція, 1465-76 роки). Він використовує одну вироблену формулу портретної композиції, не змінюючи її надалі, крім того, не змінюючи і ідеал, з яким зіставляється жива модель. Це відбувалося тому, що він спирався на давно сформовану традицію нідерландського портрета, яку він прямо застосував до італійського розуміння образу людини. Швидше за все, поява станкового портрета в його творчості прямо пов'язана з його гарячим захопленням нідерландським живописом. Народження портретного жанру в його творчості прямо також збіглося з періодом активного залучення до форм і ідеалів Ренесансу. Антонелло орієнтується на самий передовий напрямок цього періоду — творчість Яна ван Ейка і запозичує у нього композицію, техніку і колорит. Можливо, він здійснив поїздку до Нідерландів.
З творчості ван Ейка він вибирає найбільш лаконічне і пластичне рішення композиції — а одночасно, і найбільш емоційне. Антонелло завжди пише модель погрудно, з парапетом, завжди в головному уборі і поглядом прямо на глядача. Він не пише руки і не зображує аксесуарів. Завдяки парапету на передньому плані і перспективній рамі портретний бюст, трохи відсунутий в глибину, набуває просторовості. Точка зору трохи знизу надає зображенню відтінок монументальності. На «кам'яному» парапеті завжди зображений зім'ятий папірець, «прикріплений» краплею сургучу, з надписом «Антонелло Мессінець мене написав» і датою. Ілюзія тривимірності посилюється м'яким світлоповітряним середовищем. Обличчя звернене назустріч спадному зліва світлу, його тонко моделюють прозорі тіні, які поступово згущуються до країв картини і стають зовсім непроникними на задньому плані. Найближчою аналогією в Нідерландах до його портретів може служити портрет невідомого в червоному тюрбані. Антонелло та ван Ейк схожі не тільки композицією, але і живописом, глибокими і барвистими тонами, які отримані тонкими прозорими шарами олії; рентген показує, що їх роботи ідентичні по техніці. Але метод побудови живописної форми, який використовує Антонелло, має й свої особливості. Його малюнок нарочито округлий і спрощений, на відміну від нідерландців, він не вивчає відмінності, а узагальнює. Деталі нечисленні, портрети нагадують круглу скульптуру, яку ніби то розфарбували — форми обличчя стереометризовані.

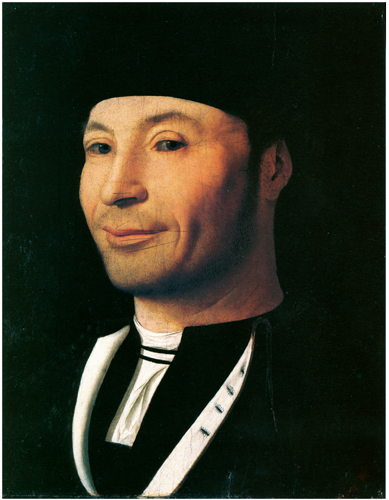
Антонелло да Мессіна. «Чоловічий портрет», Чефалу

Змиття і ушкодження верхнього шару фарби в більшості творів Антонелло дуже сильні, і тому деякі дослідники вбачали стилістичні відмінності в картинах художника, тоді як це, за вказівкою Гращенкова, різна збереженість. Погляд моделей Антонелло дуже виразний, він проривається через відчуженість і психологічну замкнутість образу, трохи скошений в бік, протилежний повороту голови і від того здається напруженим. Антонелло не використовує композиційних хитрощів нідерландців і слідує вдало знайденій формулі портрета, повторюючи її раз у раз — навіть з одним типом одягу: простою курткою зі стоячим комірцем. Гранично спростивши композицію портрета, він досяг незвичайної ясності і сконцентрованості образотворчих засобів.
Крім релігійного живопису (див. його «Ecce homo») на нього могли вплинути скульптурні портрети (Доменіко Гаджині, Франческо Лаурана 1460-70-х років — плечові бюсти). Антонелло передає портретованих відчутно тривимірно, але, на відміну від скульптури — не в нерухомому фасі, а в рухомому повороті у три чверті, контрапості. Скульптури Лаурани підказали художнику, наскільки виразними бувають стеореметричні узагальнені форми.

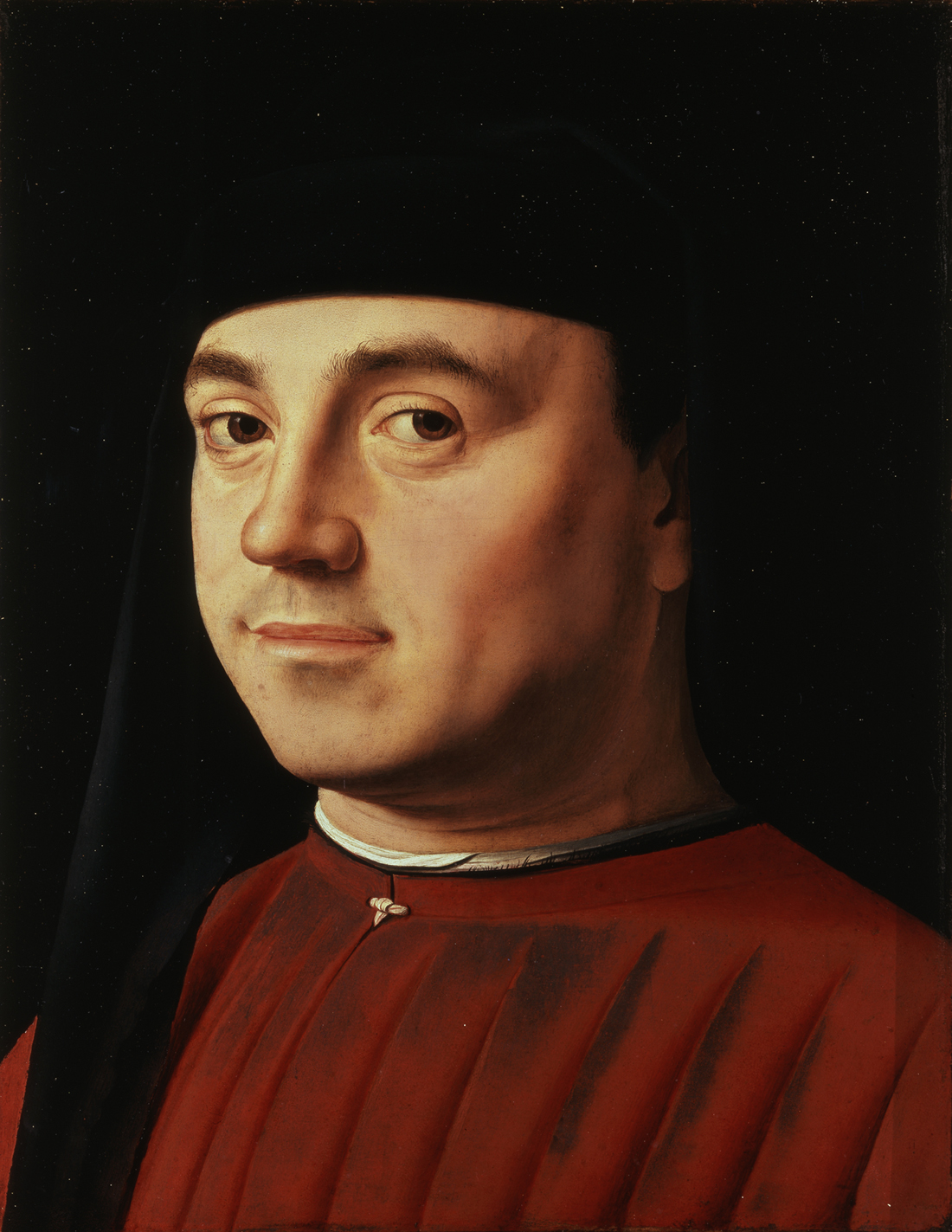
Антонелло да Мессіна. «Чоловічий портрет», галерея Боргезе

Самим раннім його збереженим портретом вважається «Портрет невідомого» з Чефалу. Він верістичний, як ніколи не були до цього портрети кватроченто. І на відміну від нідерландських портретів модель цієї картини посміхається. Антонелло став першим художником XV століття, який зумів відкрити виразність посмішки. Але в його творчості це теж частина портретної формули, вона багато в чому споріднена з архаїчною посмішкою грецької скульптури. У ранніх портретах ця посмішка більш відверта, потім вона замінюється більш тонкою мімікою — з розімкнутими губами, немов у момент розмови.

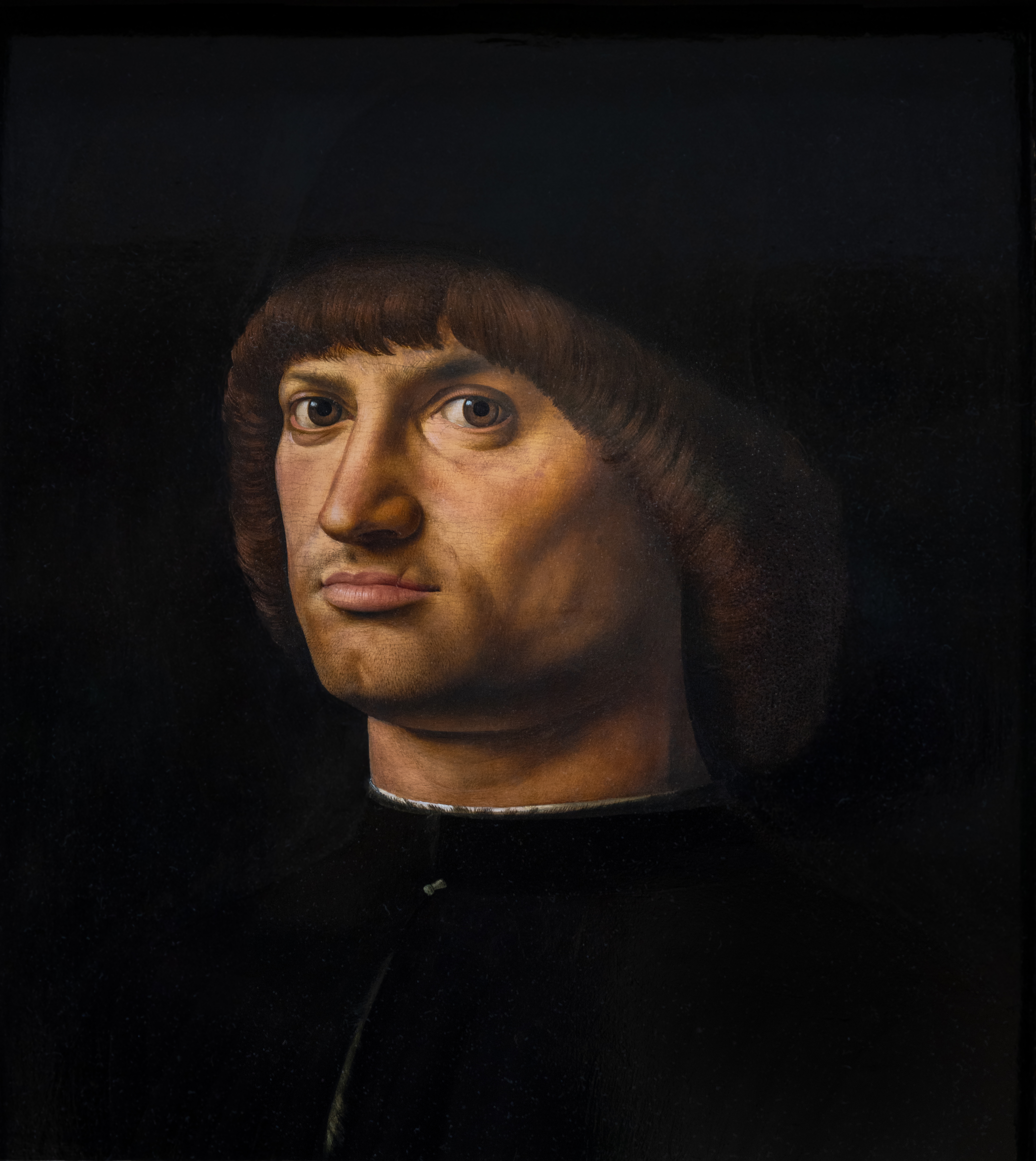
Антонелло да Мессіна. Т. зв. «Кондотьєр», Лувр

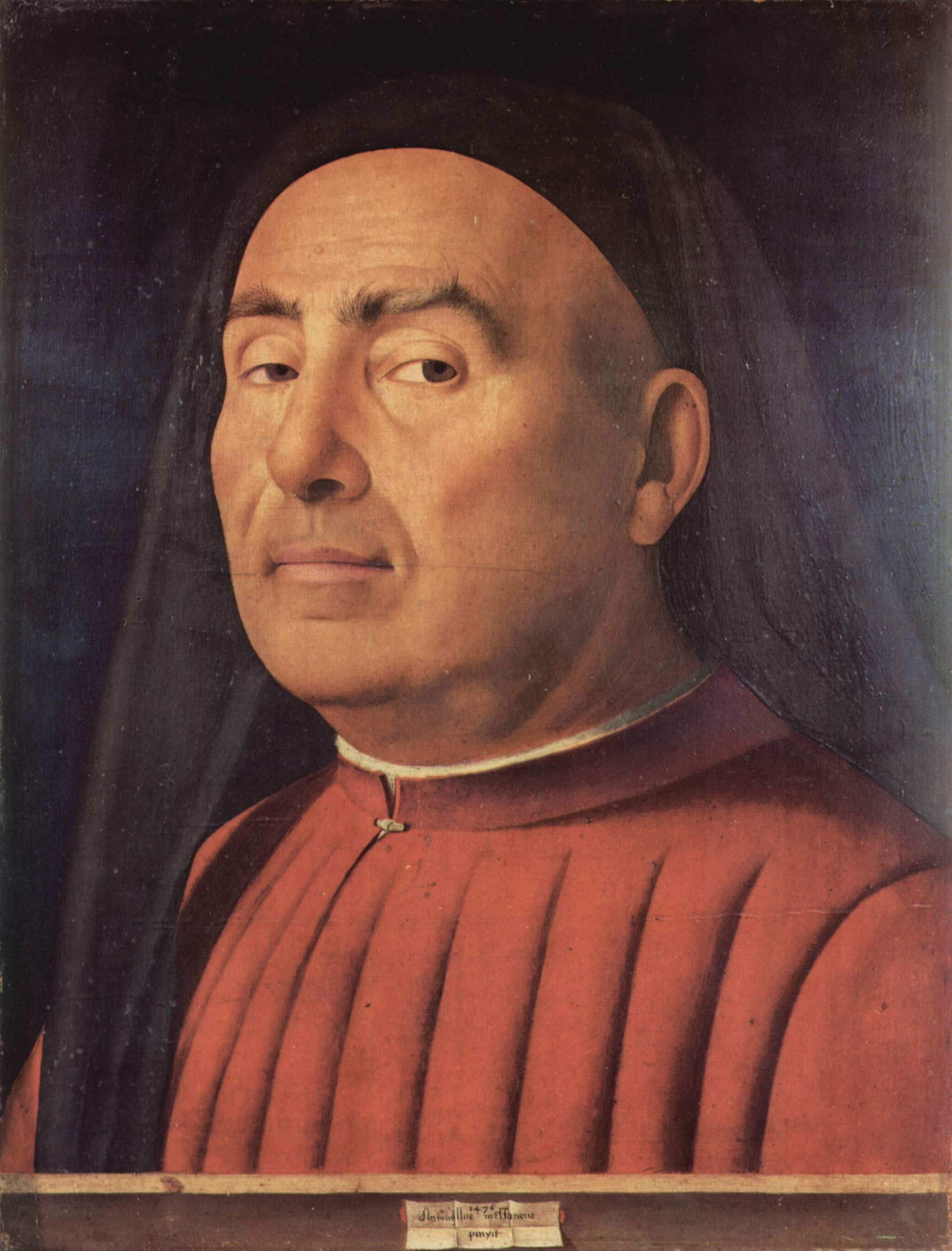
Антонелло да Мессіна. «Портрет старого (Трівульціо де Мілано?)», Турин

З 1475 року Антонелло два роки жив у Венеції, до цього періоду відносяться найкращі його портрети. У них зберігається ілюзіонізм на зразок нідерландського, але вони насичуються героїчними інтонаціями (сприйнятими у Мантеньї). До цього періоду відноситься «Чоловічий портрет» з галереї Боргезе, а також т. зв. «Кондотьєр» з Лувру (1475), який за виконанням один із найбільш «нідерландських» портретів Антонелло, а за інтерпретацією образу — один з найбільш італійських по духу. У нідерландських портретистів не зустрічалося такого енергійного рельєфу, пластичної сміливості узагальнення обличчя. Погляд «кондотьєра» пронизливий, напружено застиглий. Цей луврський портрет явно навіяний героїчними образами Мантеньї, але в ньому немає типізації, більше індивідуального. (На думку Гращенкова, моделлю цього портрета міг бути знаменитий кондотьєр Роберто да Сансеверіно). У портреті з галереї Боргезе Антонелло дає погрудне зображення крупнішим планом, точку зору бере трохи зверху, і від цього всі форми і обриси стають рухливими, в перспективному скороченні змінюються абрис щоки і носа, сильніше скошені очі, а рельєф створюється тінями більш виразно. Нові композиційні прийоми, знайдені ним в портреті з Боргезе, отримують подальший розвиток. Портрет старого (Трівульціо де Мілано?) — шедевр того часу, художник написав чоловіка з відтінком іронічної зневаги на обличчі. У ньому зображення енергійно висунуте на передній план, заповнює весь вільний простір, ніби впритул підступаючи до глядача — це враження досягається сильним зсувом точки зору вниз, коли портретний бюст будується в перспективному ракурсі «знизу вгору». Завдяки цьому прийому особливості портретного мистецтва Антонелло виходять особливо загостреними. Зіниці знаходяться в різкому русі. Плечі розгортаються в глибину (це підкреслюють кінці капуччо), а голова повертається з глибини і з запізненням слідує за швидким поглядом.

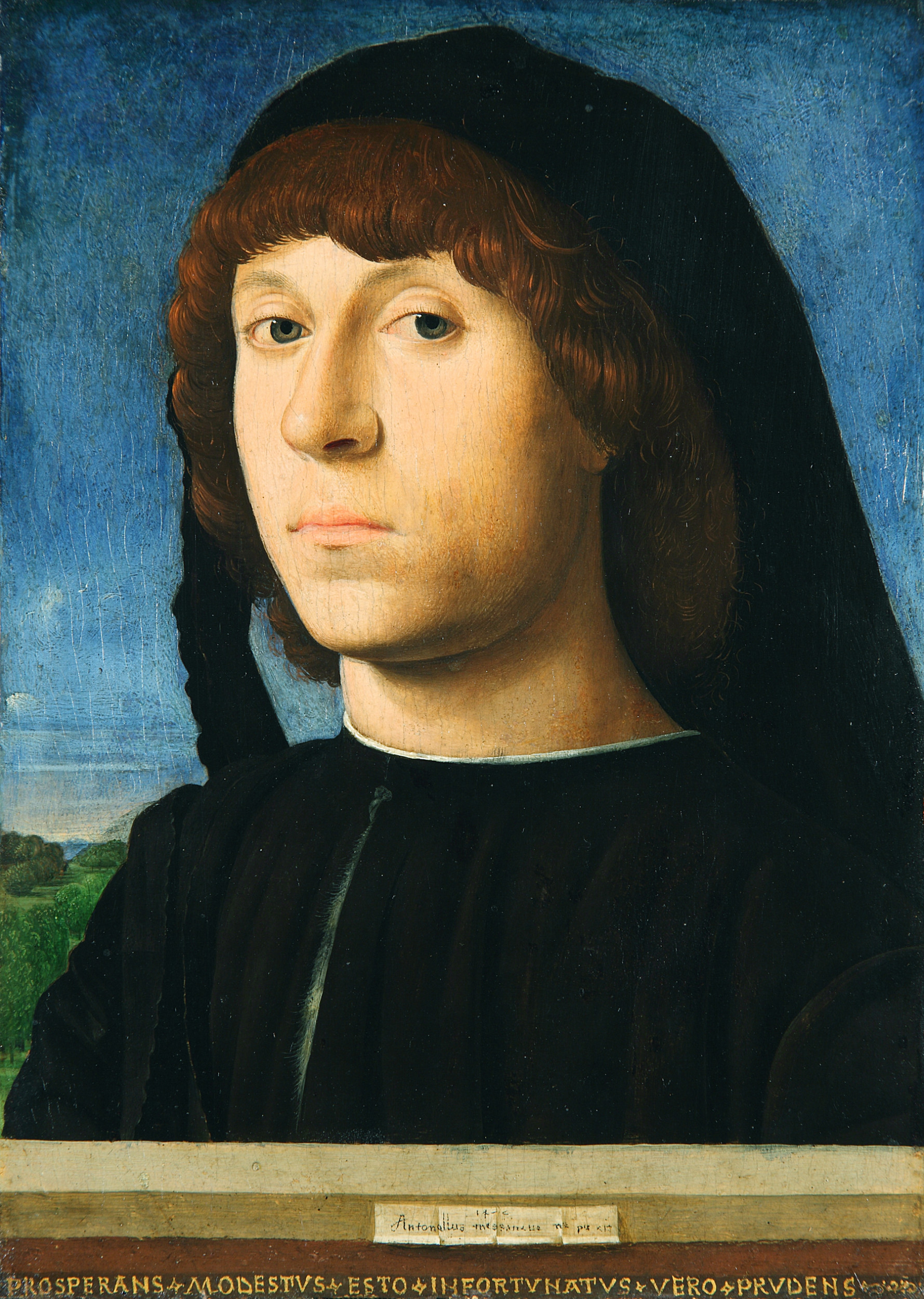
Антонелло да Мессіна. «Чоловічий портрет», Берлін

З часом його мистецтво стає більш класичним і «пленерним». До цього періоду відноситься його останній портрет (з Берліна). У ньому відчувається вплив живопису П'єро делла Франчески, але освітлення у пейзажі та обличчі неузгоджені (через що навіть припускали, що спочатку фон був темним, а потім переписаний пейзажним). У цьому боязкому експерименті Антонелло не зміг відтворити світлоповітряну єдність голови та пейзажу, які пізніше з'являться у венеційському портреті. Художник постарався гармонізувати пейзаж і парапет, давши їм єдине перспективне скорочення. Але така високо взята точка зору виявилася недостатньо ув'язана з портретним бюстом, зображеним злегка «знизу вгору». Змінити подібним чином одного разу знайдену портретну формулу Антонелло спонукали такі фактори — тяжіння передових венеційських живописців до «пленеризму», а також те, що у Венеції в нього перед очима опинилися готові зразки подібного нового рішення. Вони озиралися на нові рішення Мемлінга, який давав розворот у три чверті на тлі пейзажу і вже не показував обрамлення вікна або лоджії (що раніше обмежували навколишній простір). За письмовими джерелами відомо, що кілька картин Мемлінга знаходилося в будинках венеційських патриціїв.
На відміну від Мемлінга Антонелло не дає розвиненого пейзажного фону. Ландшафт займає маленький шматочок простору — все інше небо з білими хмарами. На його тлі чітко читається темний силует голови. Світлий фон, натомість звичного для художника темного, дає можливість більш м'якого і прозорого світлотіньового ліплення обличчя. Слабшає гострота персональної характеристики моделі, немає контрапосту, погляд спокійніше і губи нерухомі. Перед нами — спокій, новий художній ідеал, який визначить провідний напрямок у розвитку венеційського портрета. Цікаво, що ні в одному портреті Антонелло, що, мабуть, зображували південноіталійських баронів і венеційських патриціїв, немає надлишкової розкоші одягу, яка дозволила б здогадатися про їхнє становище. Всі ці образи підкреслено демократичні. Художник демонструє їх людську, особисту унікальність, а не станову винятковість.

#### Венеційський портрет
Антонелло да Мессіна здійснив величезний вплив на венеційський живопис, в той же час, і венеційці вплинули на сицилійського майстра. Потрапивши до Венеції (середина 1470-х рр.), він ще не знайшов там цілком сформованої живописної школи: вона лише формувалася з різних стилістичних тенденцій і напрямків. Він значно прискорив процес складення: будучи майстром, який поєднує витонченість нідерландців з пластичністю і монументальністю П'єро делла Франческа, він показав їм приклад, яка не могли дати Мантенья і місцеві муранські художники.

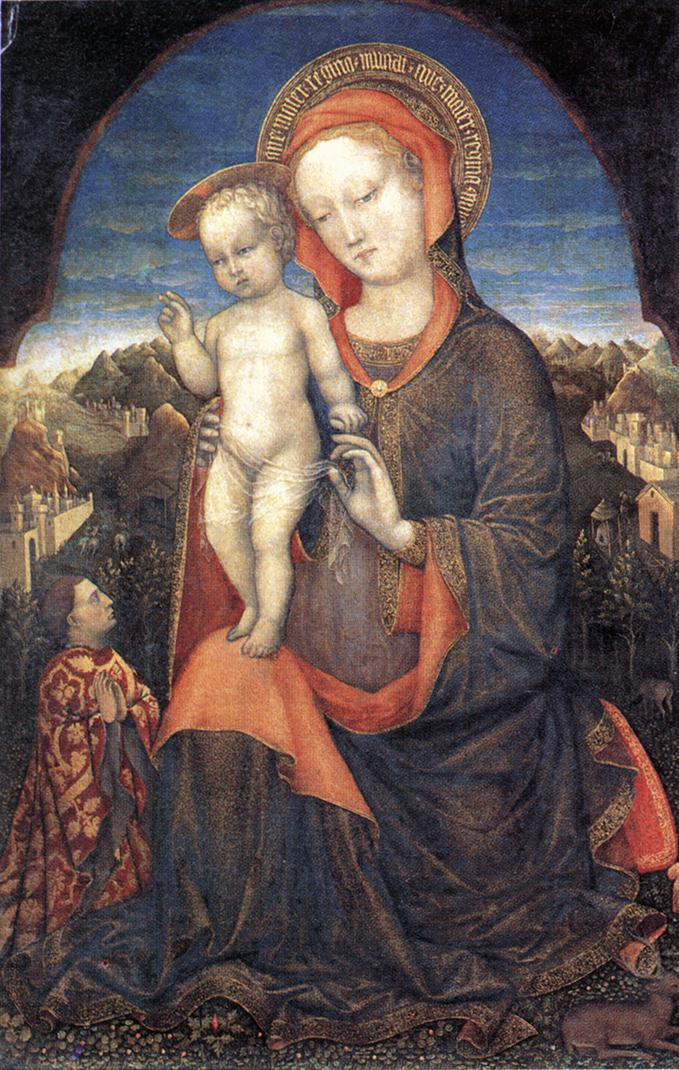
Якопо Белліні. «Мадонна з Леонелло д'Есте»

До моменту прибуття Антонелло до Венеції там вже існувала своя традиція портрета, яка через географічну відокремленість міста була специфічною. У мистецтві Венеції сплавлявся вплив візантійської художньої культури, східні елементи, готична культура півночі, а також запізніле включення в ренесансний рух. Завдяки розширенню території республіки в XV століття вона підпорядковує собі частину Ломбардії і розширює культурні та мистецькі зв'язки з Падуї та іншими центрами Північної Італії. З 2-ї пол. XV століття починається підйом венеційського живопису. Цікаво, що найкращі художники Венеції отримували регулярну платню і були на службі у республіки.

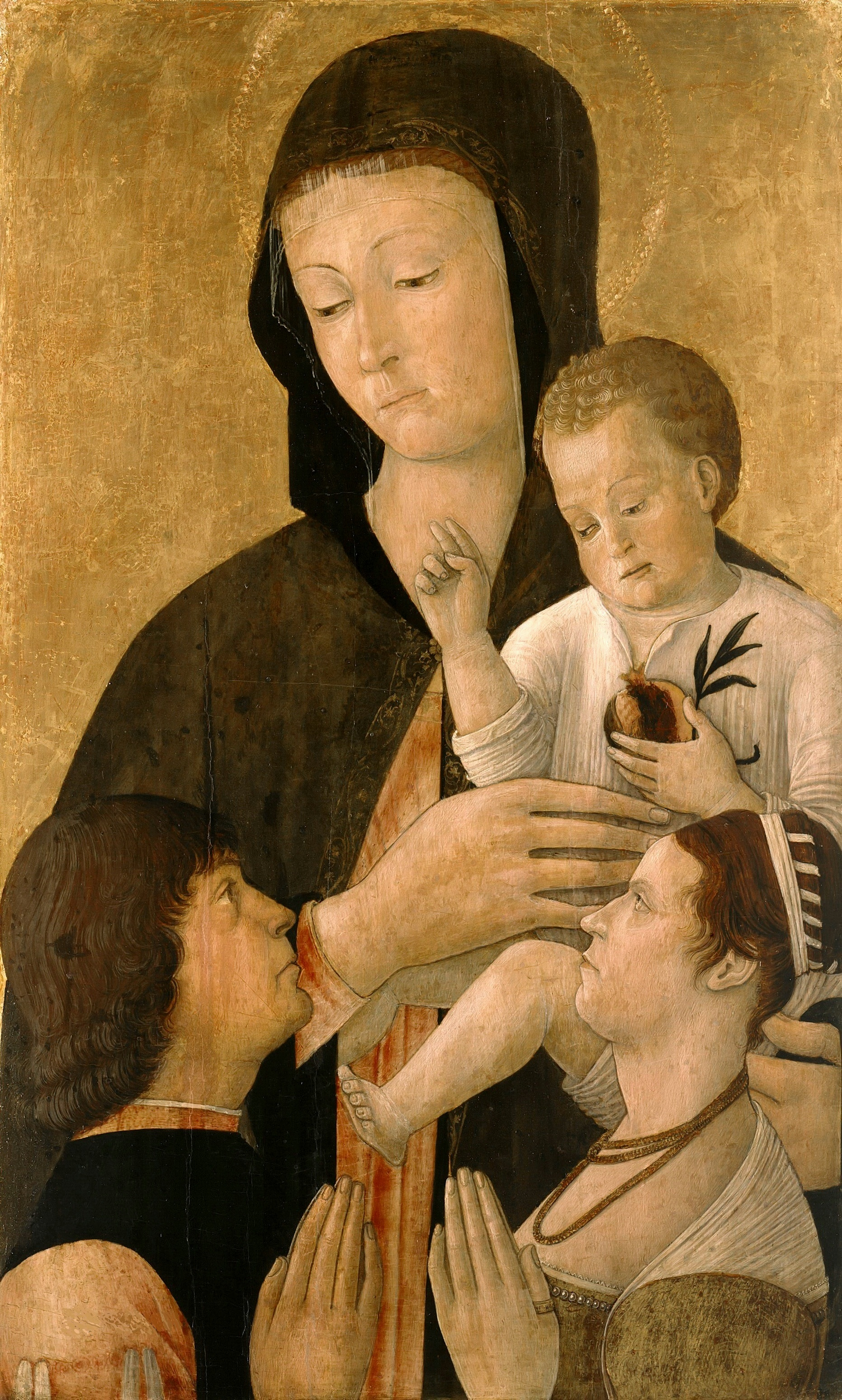
Джентіле Белліні. «Мадонна з донаторами», Берлін

Першим портретистом Венеції на підставі ряду даних можна вважати Якопо Белліні. Згадуються його незбережені профільні портрети Леонелло д'Есте, Джентіле да Фабріано, батька філософа Леоніко Томео. Уявлення про портрет д'Есте дає його ж «Мадонна д'Есте», де Леонелло зображений як донатор. Профіль моделі позбавлений карбованості, він більш прозаїчний, але в ньому пом'якшені природні недоліки обличчя. Ідентифікувати станкові портрети Якопо Белліні важко (пор. з його профільним малюнком з Лувру), оскільки вони позбавлені індивідуальності майстра, лише повторюючи типові форми північноіталійського профільного портрета 2-й чверті XV століття, поступаючись йому в натуралістичній гостроті. У його портретних образах немає нічого специфічно венеційського. Проте, перебуваючи у Флоренції, він вивчив молоде ренесансне мистецтво і залишив своїм синам Джентіле Белліні і Джованні Белліні «книги малюнків», які послужили навчальним посібником їм та іншим венеційцям.

##### Брати Джентіле і Джованні Белліні

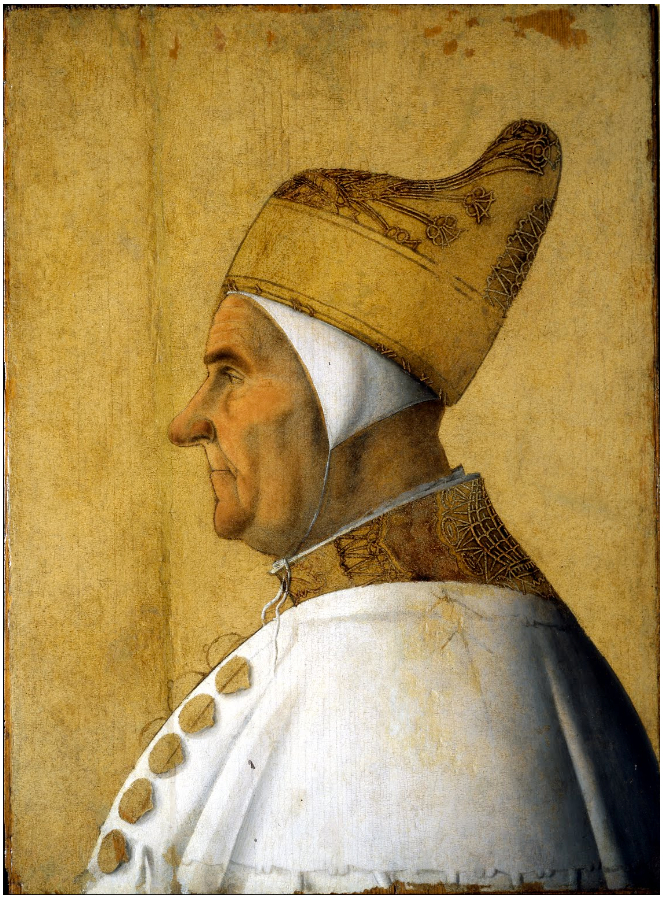
Джентіле Белліні. «Дож Джованні Моченіго»

У 2-й половині XV століття у Венеції вже стала усталеною традиція писати станкові портрети дожів. Одним з проявів культу дожа був звичай поміщати його портрет у парадних залах Палаца дожів. Цей портрет мав певні політичні функції і його можна назвати свого роду «державним портретом», його завданням було зберегти образ правителя, і через цю меморіальну і репрезентативну функції виникала художня специфіка такого портрета. Яскравим зразком цього венеційського портретного жанру стала творчість Джентіле Белліні.
Джентіле Белліні, син і учень Якопо, мав великий успіх у Венеції і став після смерті батька офіційним живописцем республіки. Уявлення про ранній стиль його портретів, близький Якопо, дають портрети донаторів в «Мадонні» з Берліна. Перша датована робота Джентіле — «Святий Лоренцо Джустініані» (1465). Про те, що він особливо цінувався як портретист, свідчить його поїздка до Константинополя, куди він був посланий в 1497 році на прохання турецького султана Мехмеда II. Йому приписується велика група портретів дожів, яка може, втім, бути і повтореннями, оскільки погана збереженість цих зображень не дає можливість оцінити стиль. Всі портрети, що відносяться до доконстантинопольського періоду, утворюють стилістичну групу: погрудне зображення дожа подане строго у профіль, на голові традиційна шапка дожа, під якою видніє білий чепець із зав'язками, що закриває вуха, на плечах — розкішна мантія з великими ґудзиками. Ця застигла композиція, яка збереглася без змін майже до кінця XV століття, явно сходить до традицій Якопо Белліні і Пізанелло.

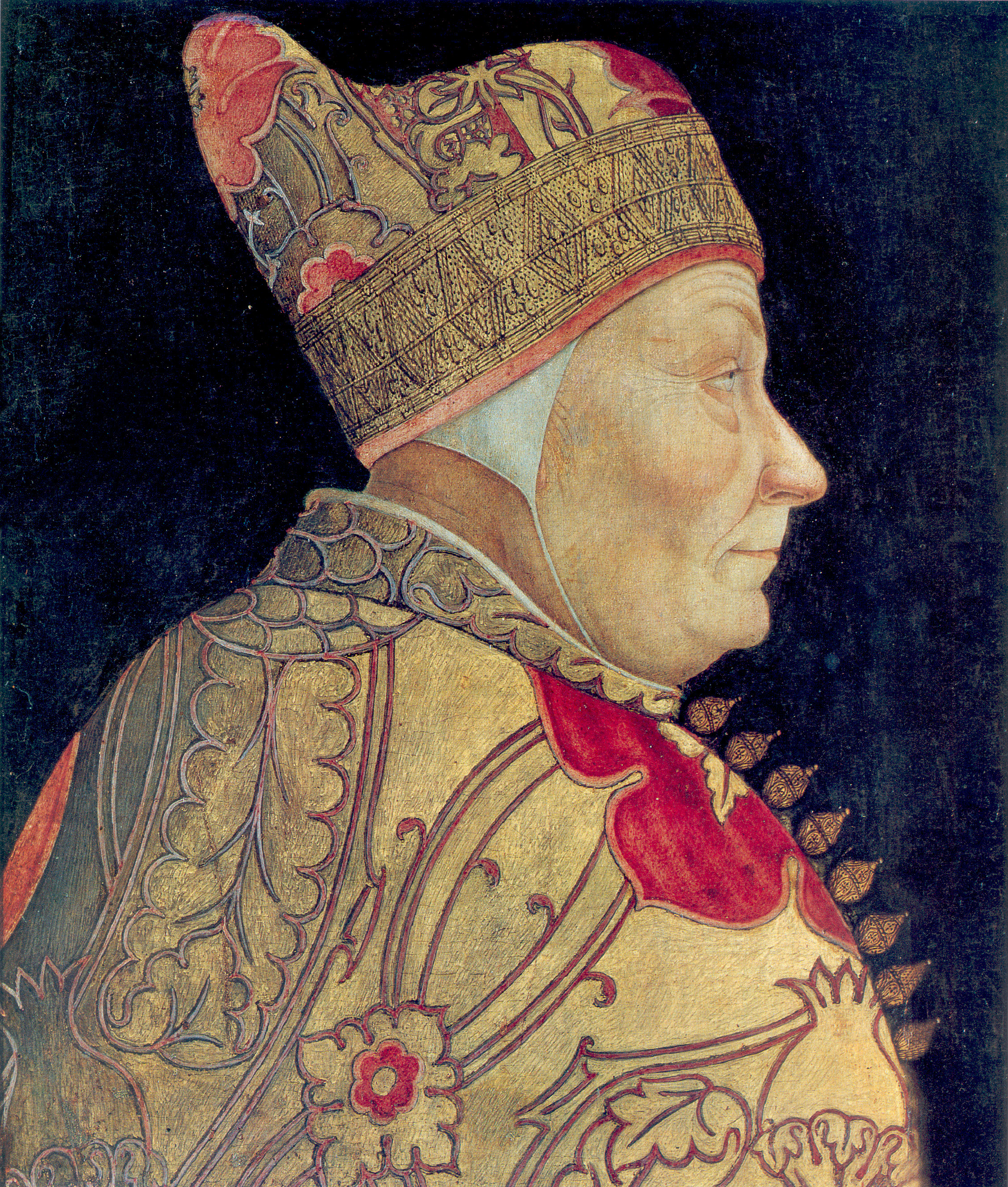
Лаззаро Бастіані (приписувався Джентіле Белліні). «Дож Франческо Фоскарі»
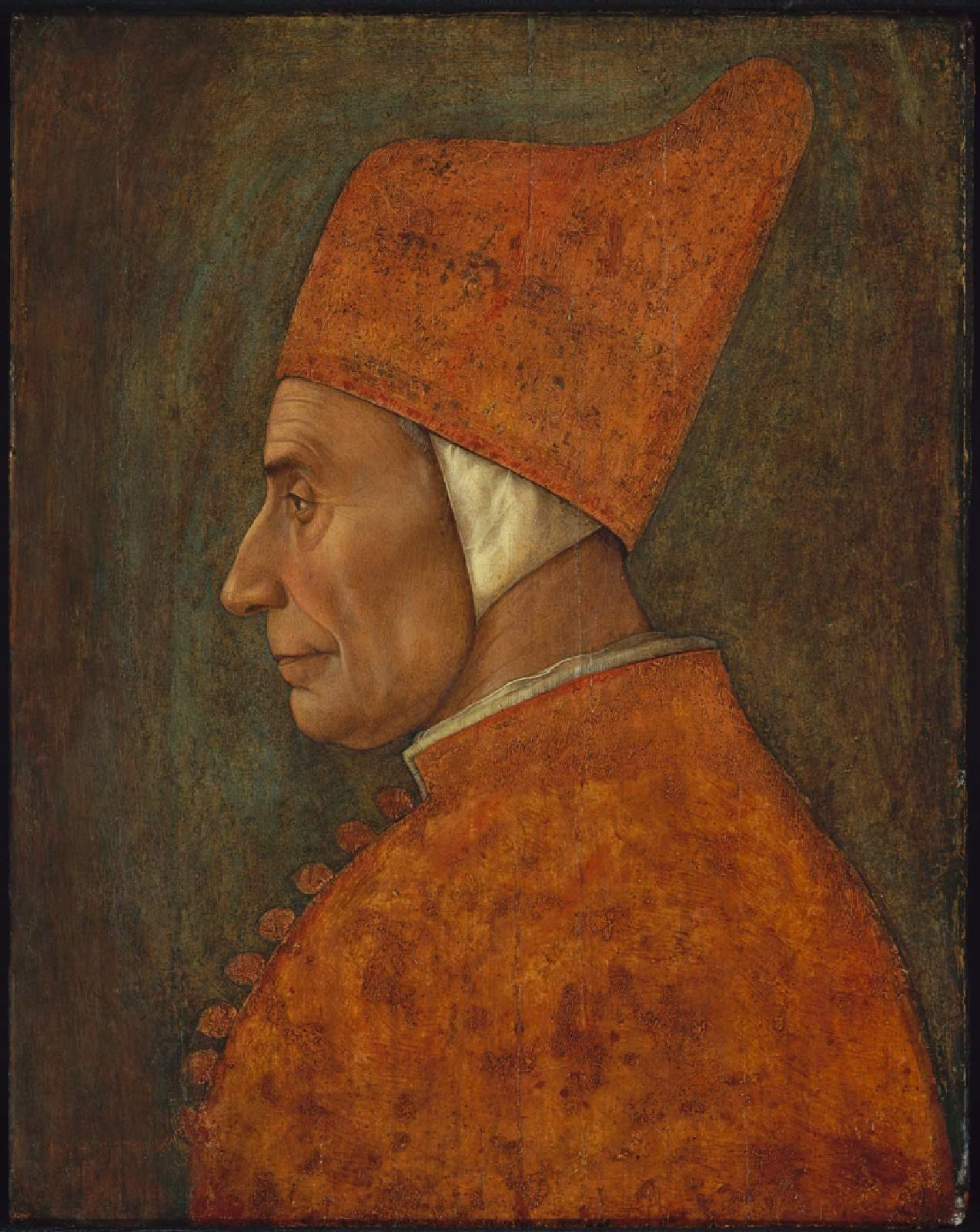
Джентіле Белліні (?). «Дож (Паскуале Маліп'єро)»
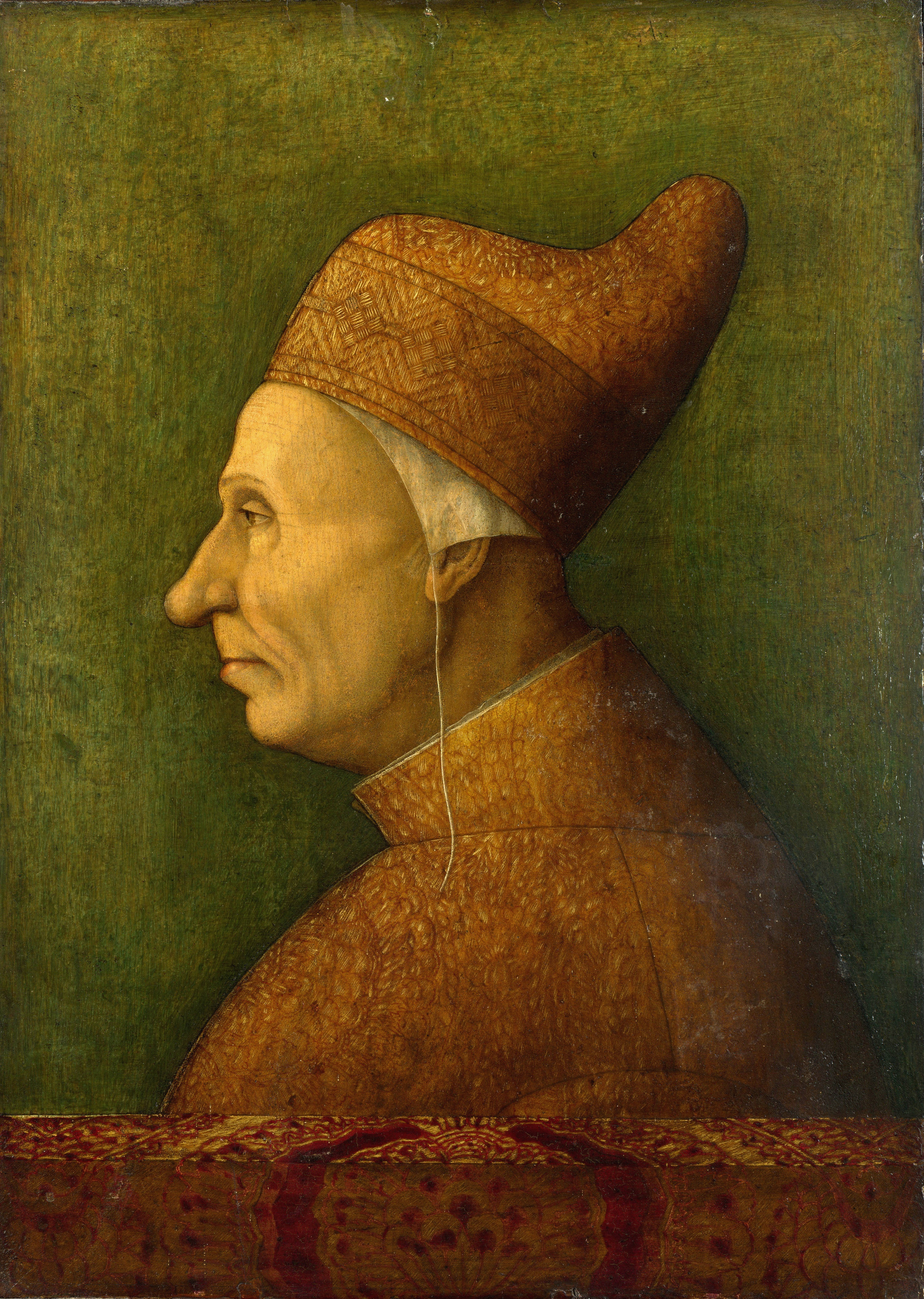
Копія Джентіле Белліні. «Дож Нікколо Марчелло»

«Франческо Фоскарі» зазвичай вважається найбільш ранньою роботою Джентіле; можливо, це копія з портрета дожа, виконаного його батьком — картина надмірно жорстка у малюнку і спрощена в моделюванні. «Паскуале Маліп'єро» і «Нікколо Марчелло», певно, лише копії втрачених оригіналів Джентіле, вже більш артистичні. Особливо нові якості мистецтва Джентіле виступають в його найбільш достовірній і вдалій роботі цього періоду — «Портреті Джованні Моченіго», написаній перед самим від'їздом до Константинополя. Від інших картин цієї групи він відрізняється витонченістю і м'якістю живописного виконання. У своїх портретах дожів Джентіле створює характеристику моделі з двох суперечливих основ, що виходять зі специфіки цього «державного» жанру — неповторне закарбування своєї моделі (це особливо помітно в акуратній передачі старечої некрасивості), але без розкриття індивідуальності, а лише з передачею високого сану моделі. Сувора профільна композиція, пишність вбрання (контрастує з прозаїчністю старечого обличчя), перебільшена масивність бюста під широкою мантією — це підкреслює величність дожа. Художник зображує не конкретну людину, а посадову особу, наділену чеснотами державного діяча. Дожі на його портретах завжди непорушні, замкнуті, урочисто застиглі, не збентежені звичайними емоціями.
Це була консервативна, застигла офіційна лінія портретного мистецтва, яка розвивалася автономно, не зачеплена героїзмом Мантеньї і новими ідеями Антонелло да Мессіни. У цих темперних портретах Джентіле повністю ігнорував усі ті досягнення, які Антонелло вже показав венеційським майстрам.

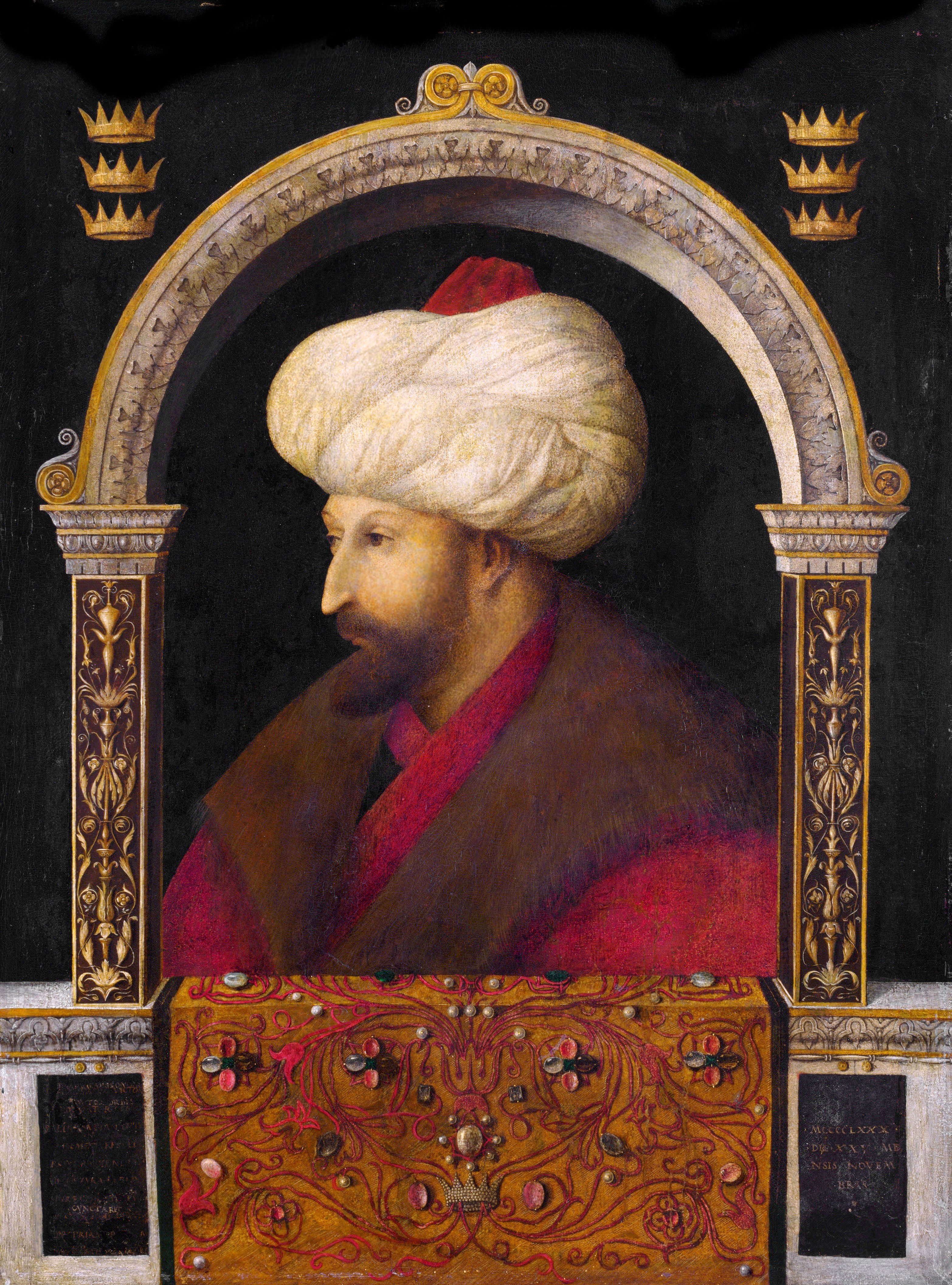
Джентіле Белліні. «Портрет султана Мехмеда II»

У Константинополі він створив портрет султана Мехмеда II (погано зберігся), в якому він робить крок уперед до нового стилю і зображує султана не в профіль, а дещо у розвороті. Цей поворот, втім, ще недостатньо обіграний пластично, а лінія обличчя майже профільна.
У середині 1470-х років відбуваються зміни в творчості його брата Джованні Белліні. До того часу він позбувається залежності від Мантеньї і змінює сувору патетику ранніх робіт на м'яку поетичність образів. Поступово він замінює свого старшого брата у ролі офіційного живописця республіки і одночасно стає популярним майстром у венеційських патриціїв, які під впливом ренесансної ідеології заохочували розвиток мистецтв і замовляли багато камерних творів. Джованні писав протягом 50 років, але більшість його портретів загинула, а багато хто з підписаних його ім'ям — всього лише робота майстерні, тому, як зазначає Гращенков, достовірними його творами можна визнати не більше 12 портретів. Відомі імена лише двох моделей з його збережених портретів; також він писав дожів, сенаторів, воєначальників (ці зображення примикають до старого жанру «державного» портрета, їхній вигляд відзначений печаткою станової винятковості, пишність одягу підкреслює офіційний вигляд). Друга група портретів — приватні особи, патриції, філософи, гуманісти: вони завжди одягнені дуже просто, без відзнак, замкнені в світі своїх почуттів, образи злегка ідеалізовані і подані крізь призму гуманістичних уявлень про особистість, за композицією вони тяжіють до портретів Антонелло да Мессіна.
Джованні більш обдарований, ніж його консервативний брат Джентіле, він рано зближується з Мантеньєю, а вже у поважному віці, охоче буде переймати досягнення своїх учнів Джорджоне і Тиціана. Він достатньо сприйнятливий, і тому його стиль зазнав величезної еволюції, композиція, манера, стиль постійно змінювалися під впливом нових ідей.

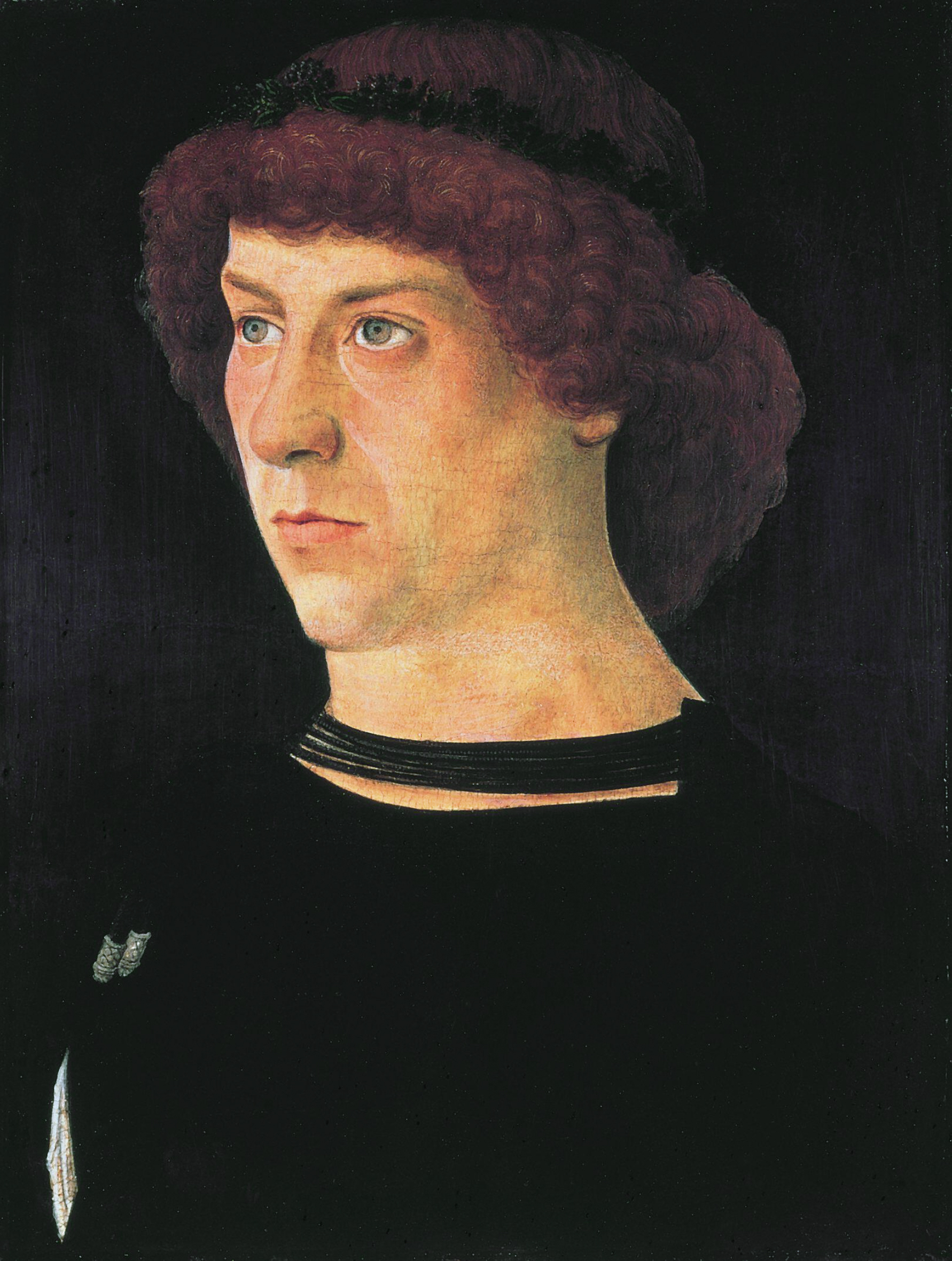
Джованні Белліні. «Йорг Фуггер»
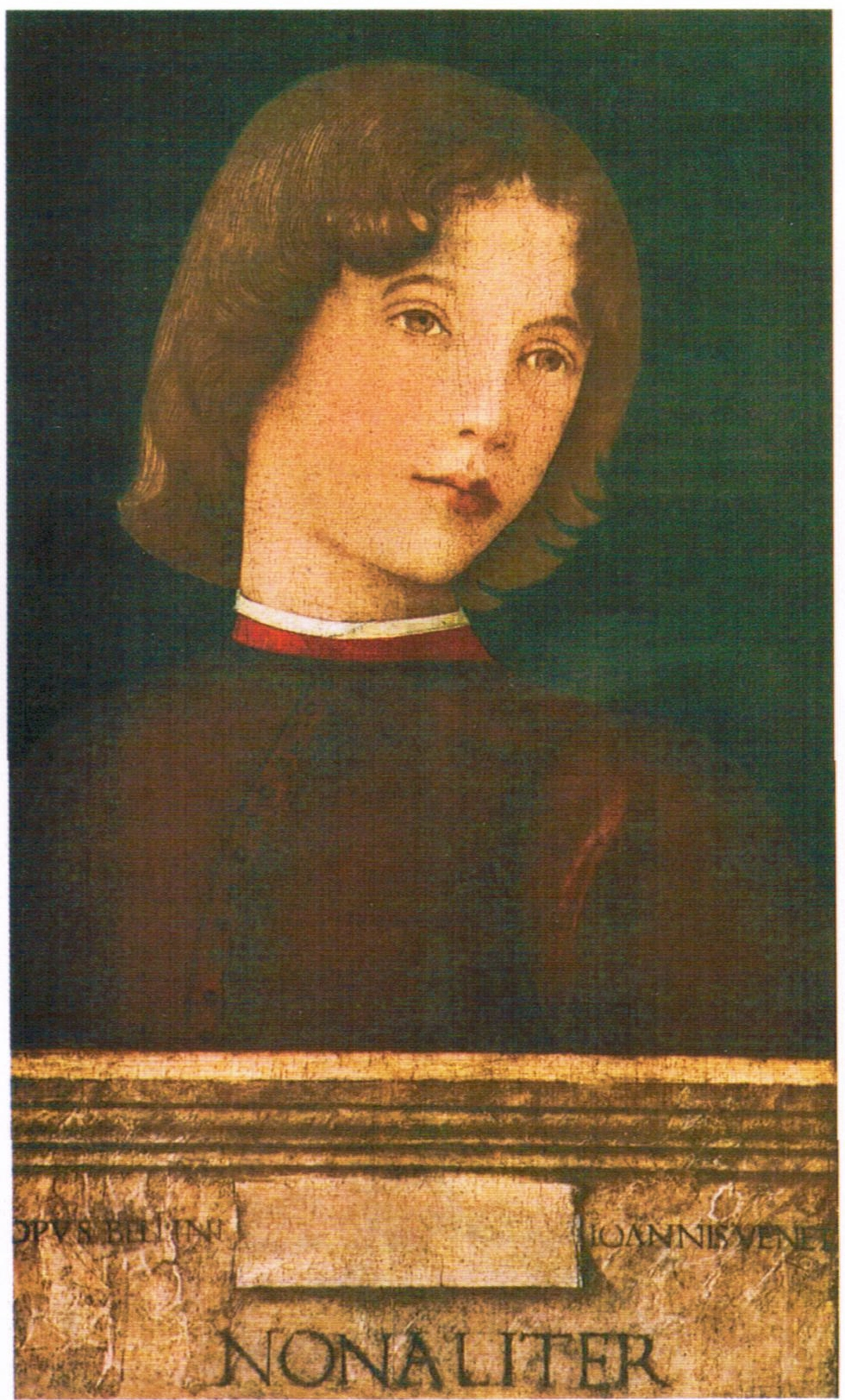
Джованні Белліні. «Портрет хлопчика»
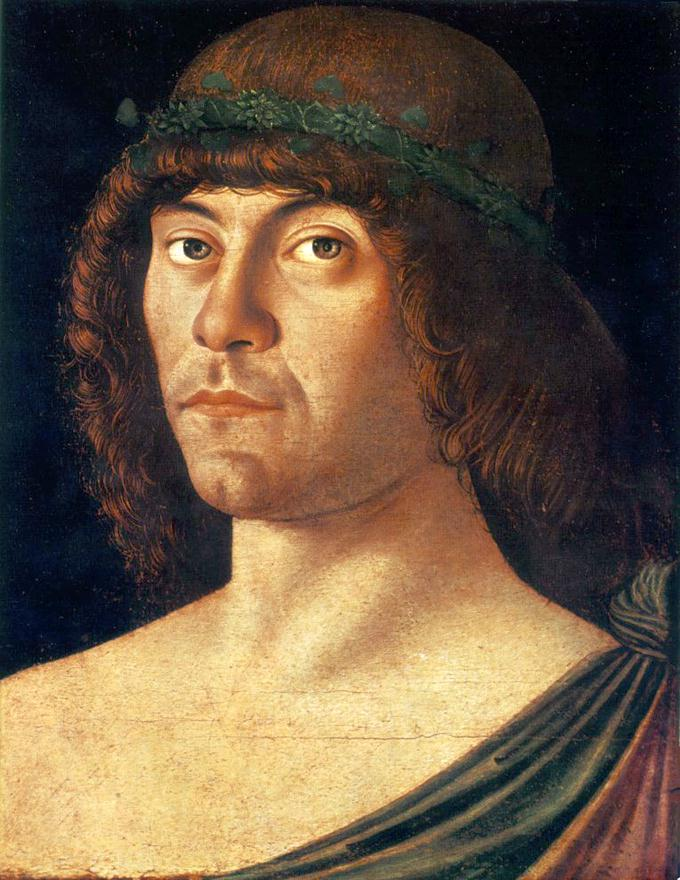
Джованні Белліні або невідомий наслідувач Антонелло да Мессіна. «Портрет гуманіста», Кастелло Сфорцеско.
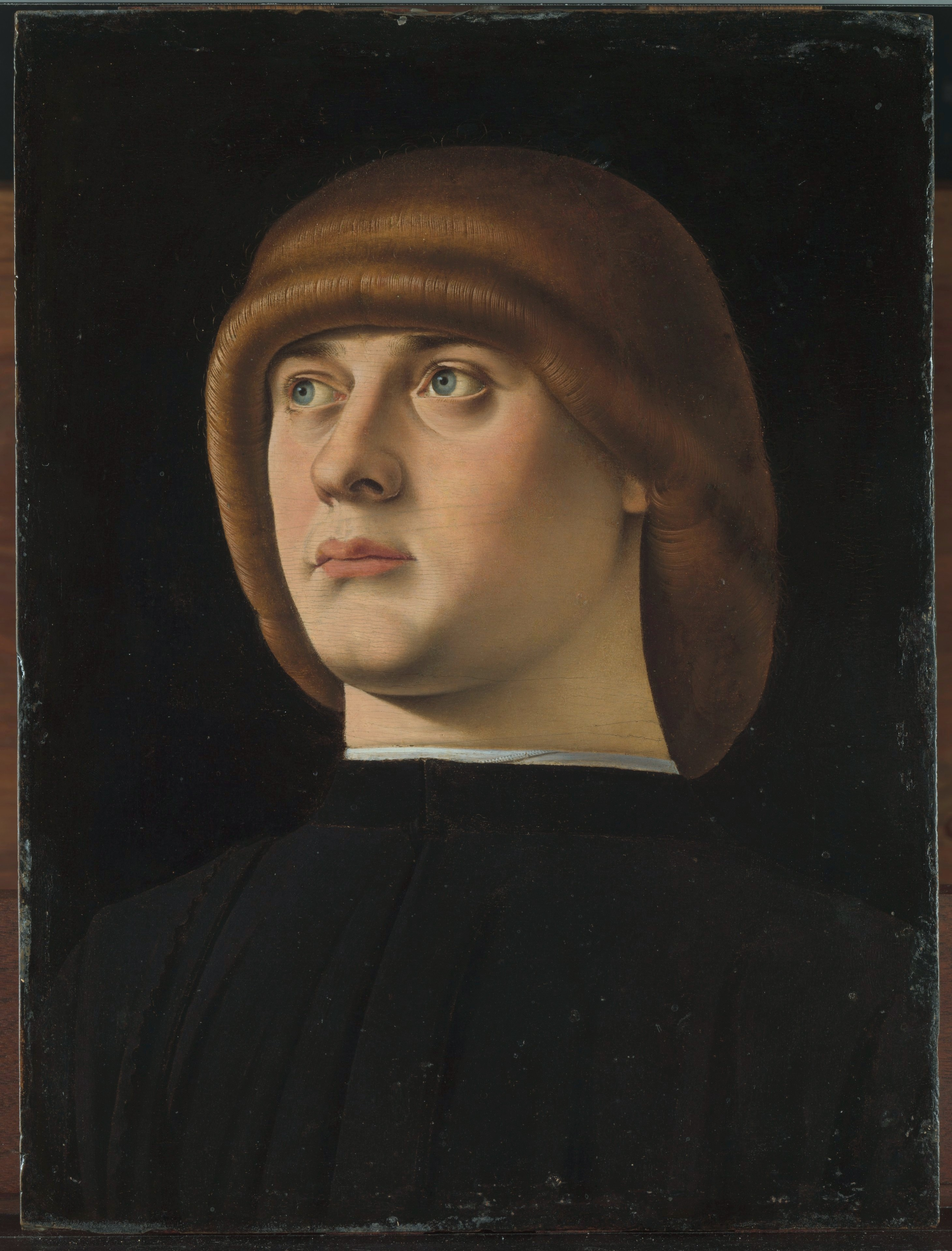
Джакометто Венеціано. «Портрет молодої людини», Метрополітен

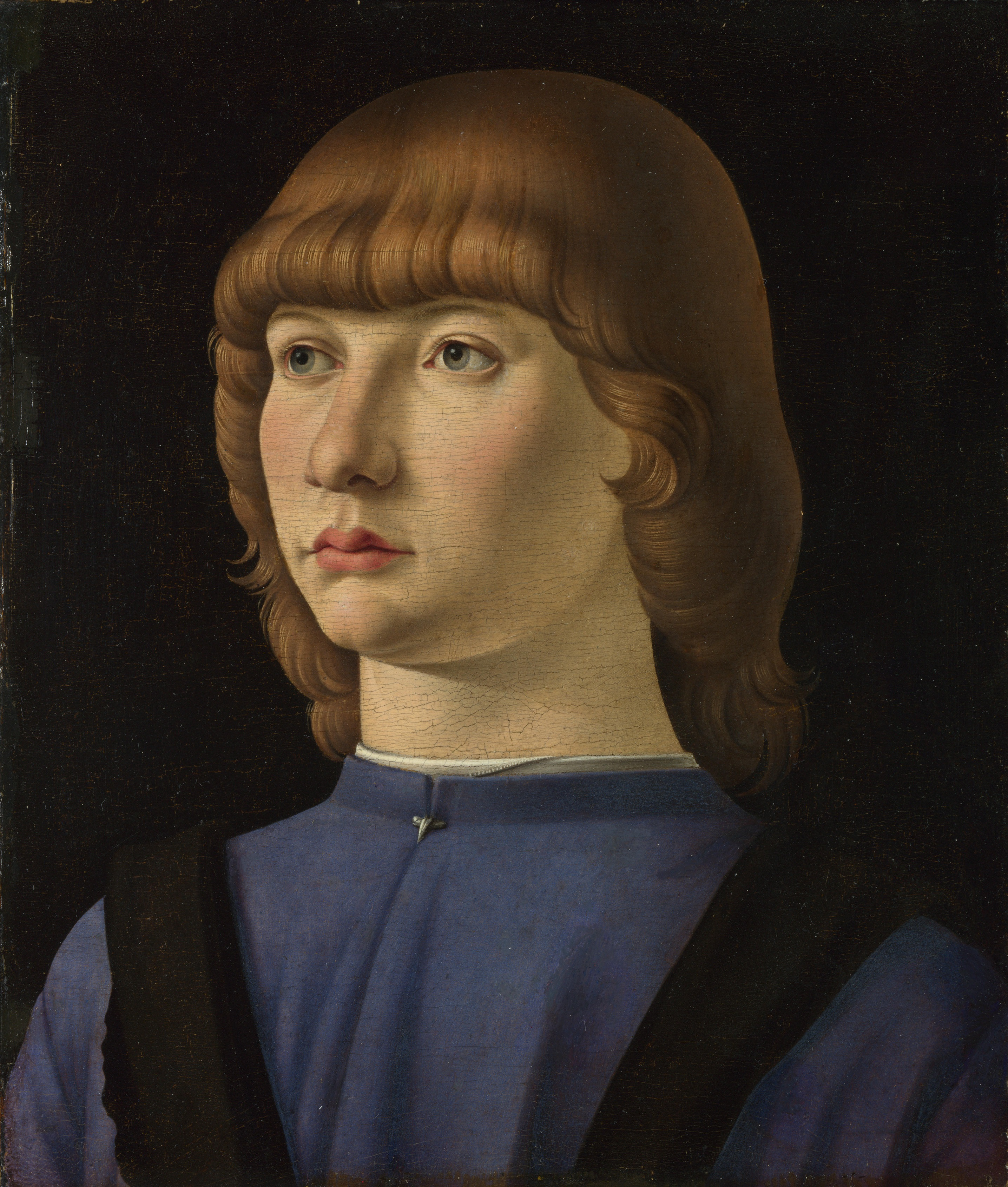
Джакометто Венеціано. «Портрет хлопчика». Лондон

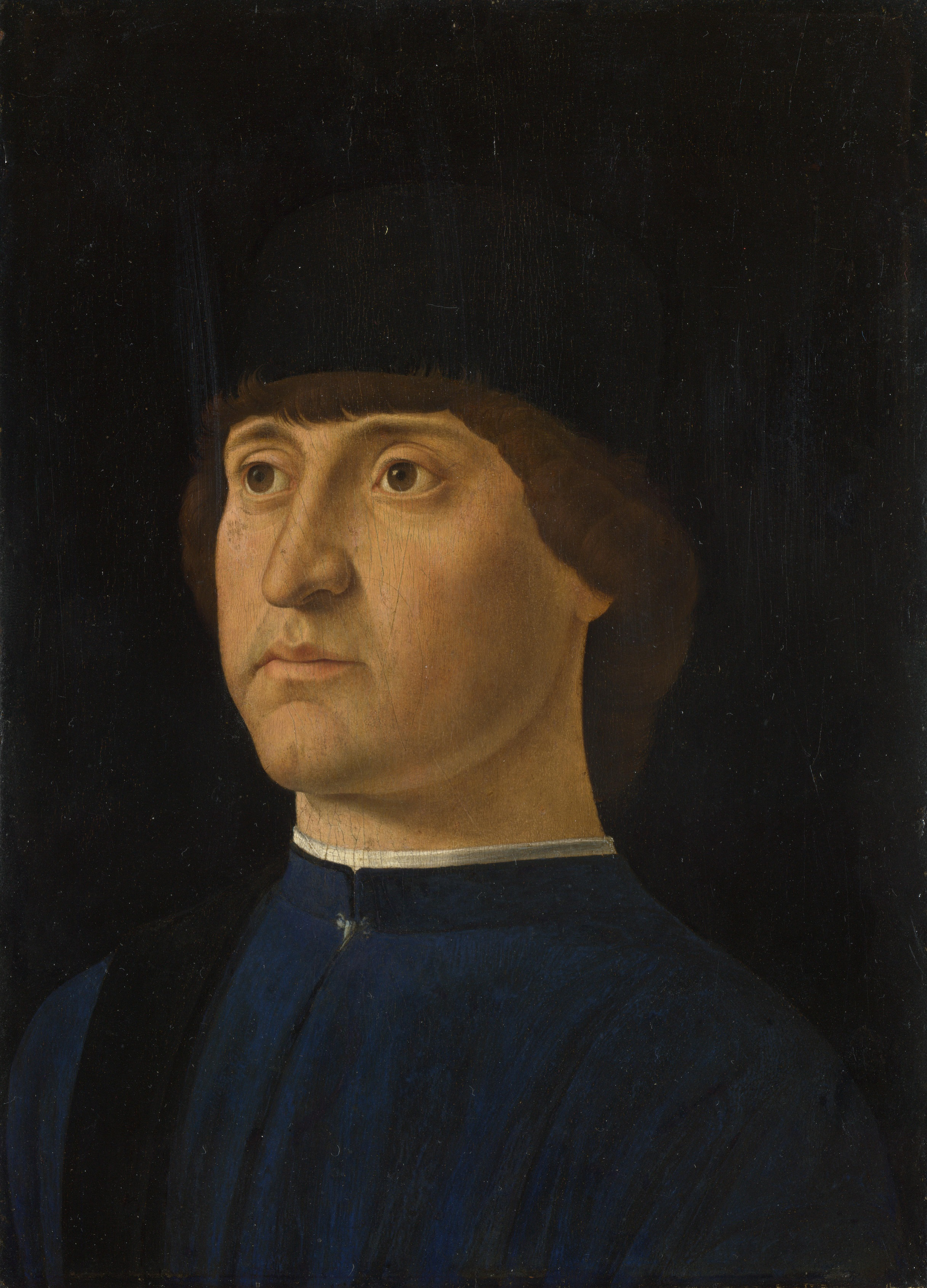
Джакометто Венеціано. «Портрет чоловіка», Лондон

Загадковим є ранній етап його портретної творчості — чи слідував він манері батька і брата, або наслідував раннім портретам Мантеньї? Перший з його збережених портретів — «Йорг Фуггер» (1474) не натякає на соціальний стан моделі. Зовнішність романтична, одяг скромний, на голові вінок. Це перший відомий венеційський портрет, де модель зображена не в профіль, а в повороті у три чверті. Джованні рішуче пориває зі стійкою традицією і переходить до передової течії портрета кватроченто 1470-х років. Можливо, цей портрет показує вплив на Джованні Рогіра ван дер Вейдена, але у венеційця немає жорсткості і внутрішньої напруженості останнього, образ спокійний і простіший, форми м'якші, абрис обличчя і моделювання об'ємів більш узагальнені. Тверезому відтворенню деталей нідерландця протипопставлена менш індивідуальне поетичне трактування образу. «Портрет хлопчика», можливо, більш ранній, міг бути посмертним зображенням. Після 1474 року Джованні знайомиться з роботами Антонелло да Мессіна і виробляє нові прийоми. Він не був самотній в цьому — цілий ряд венеційських живописців в той час зазнали цього впливу — наприклад, Джакометті Венециано, який належав до місцевих наслідувачів Антонелло да Мессіна і його «нідерландської» манери живопису, одночасно зазнаваючи впливу Джованні Белліні середини 1470-х років. Цьому майстру нині приписуються два портрети з Лондона, які раніше вважали роботами Джованні Белліні і Альвізе Віваріні. Вони невеликі за розміром, з нідерландською мініатюрністю письма, а також темними фонами і виявленою пластикою в дусі Антонелло. Але замкнутість композиції відсилає до стилю Джованні Белліні.

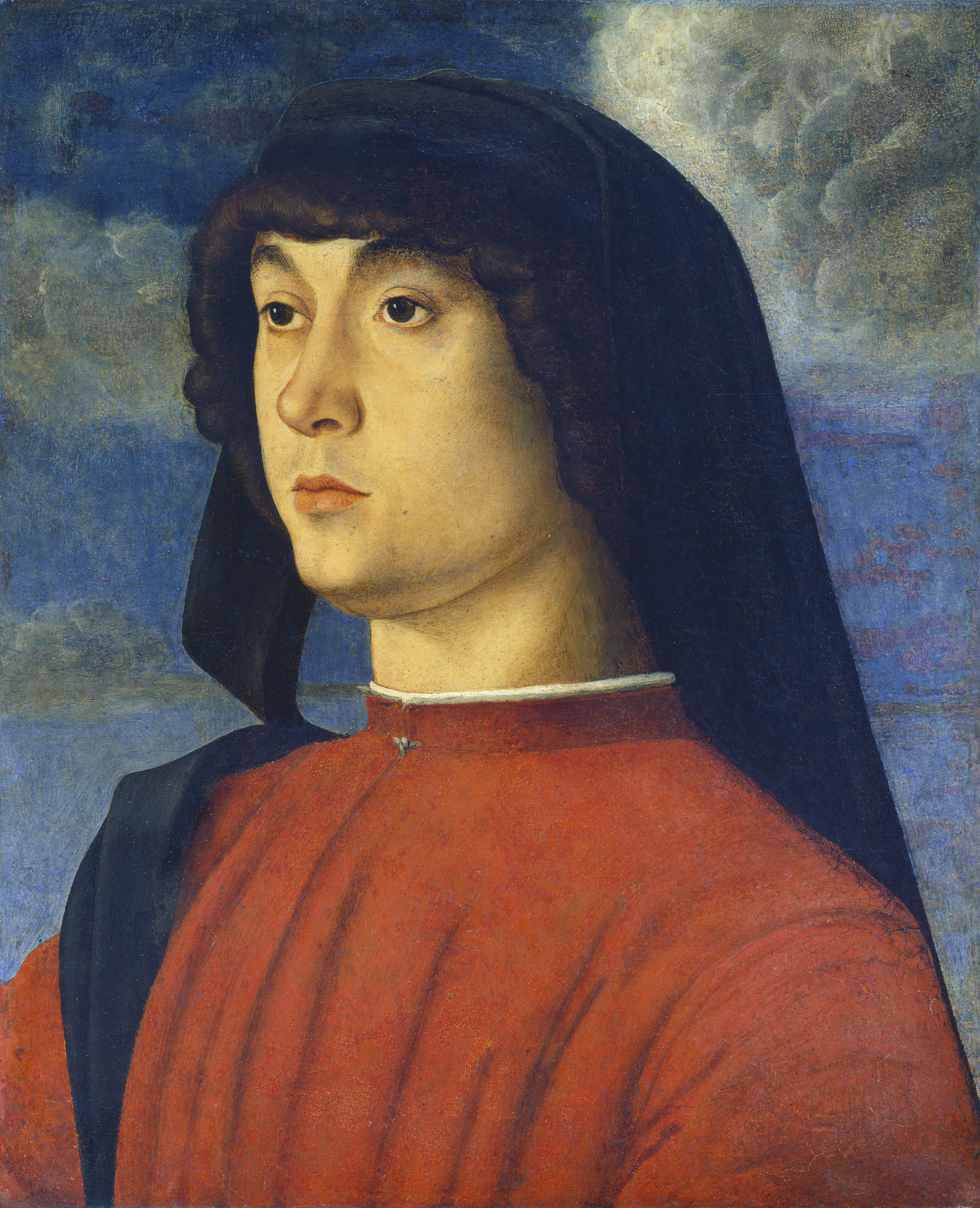
Джованні Белліні. «Чоловічий портрет», Вашингтон

Нововведення, застосоване Антонелло да Мессіна в його пізньому портреті — заміна нейтрального фону на пейзажний, через що образ ставав поетичніше, кольори м'якше, а композиція більш просторовою та повітряною, припала до душі венеційцям. Джованні Белліні теж надихнувся особливостями пізніх робіт Антонелло. Прикладом його стилю в останні два десятиліття XV століття є портрет з Вашингтона (бл. 1480). Тут видно, що художник зберіг вироблений раніше тип композиції (який ми бачили в портреті Фуггера), але надав йому іншого емоційного забарвлення, зобразивши на тлі неба. Простір небес ніби розсовує тісні межі маленької картини, наповнюючи її світлом і повітрям. Але він відмовився від нідерландської традиції зображати конкретний пейзаж, замінивши його ідеальним. Цьому типу композиції він буде слідувати до самого кінця століття. До такого типу відноситься ряд портретів (Рим, Уффіці, Падуя, Вашингтон, Лувр).

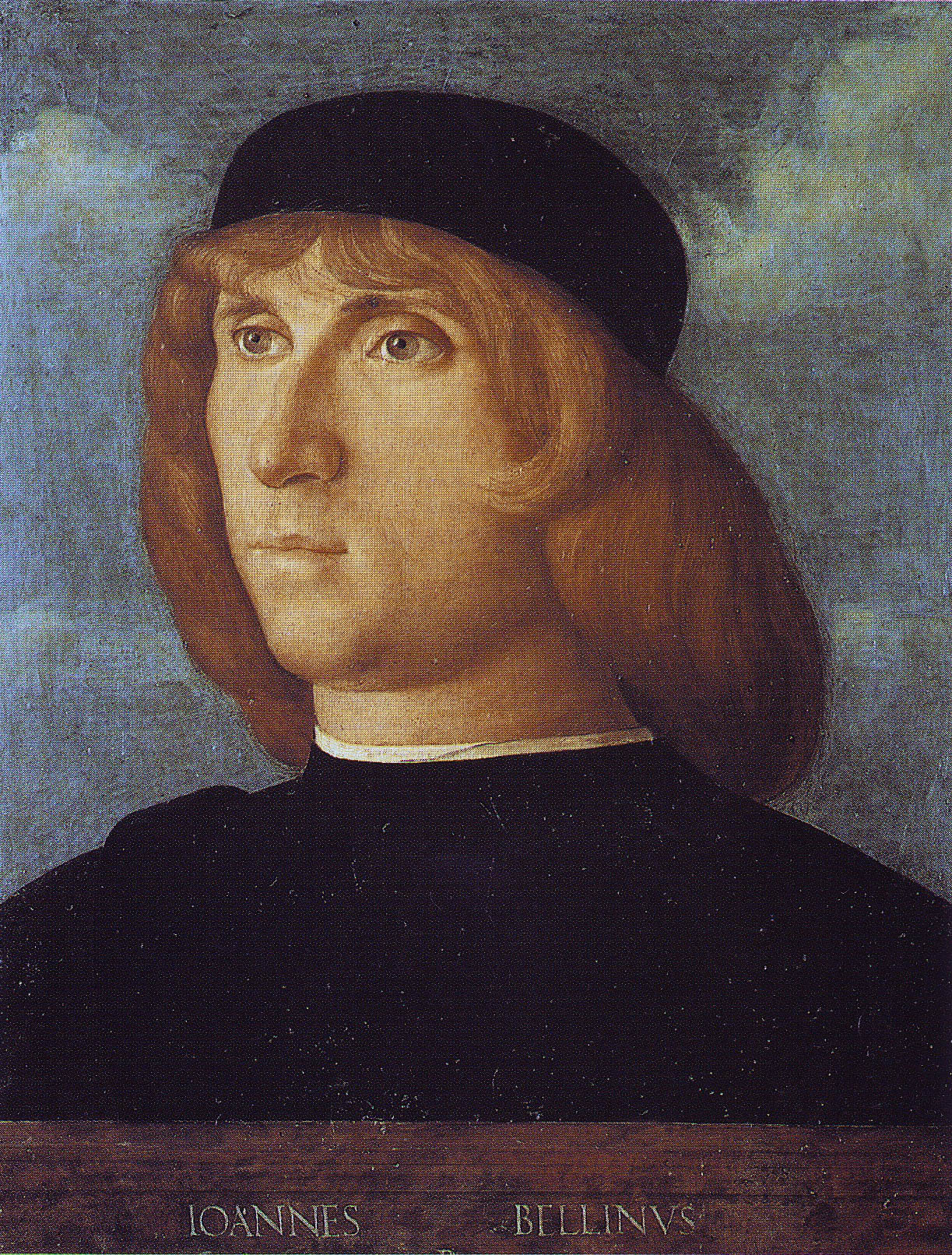
Джованні Белліні, «Чоловічий портрет», Рим
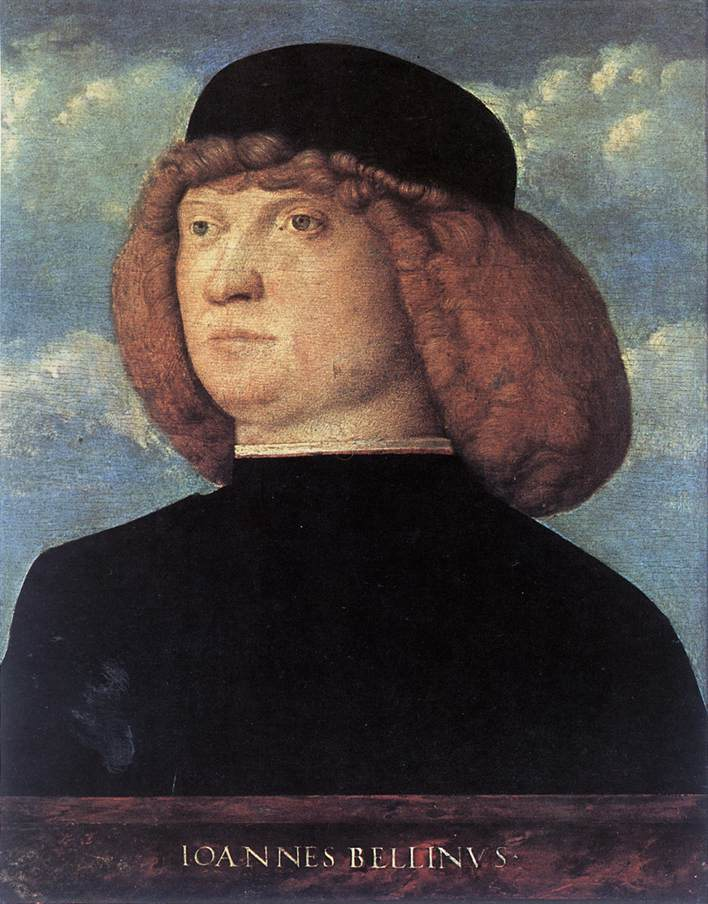
Джованні Белліні, «Чоловічий портрет», Уффіці
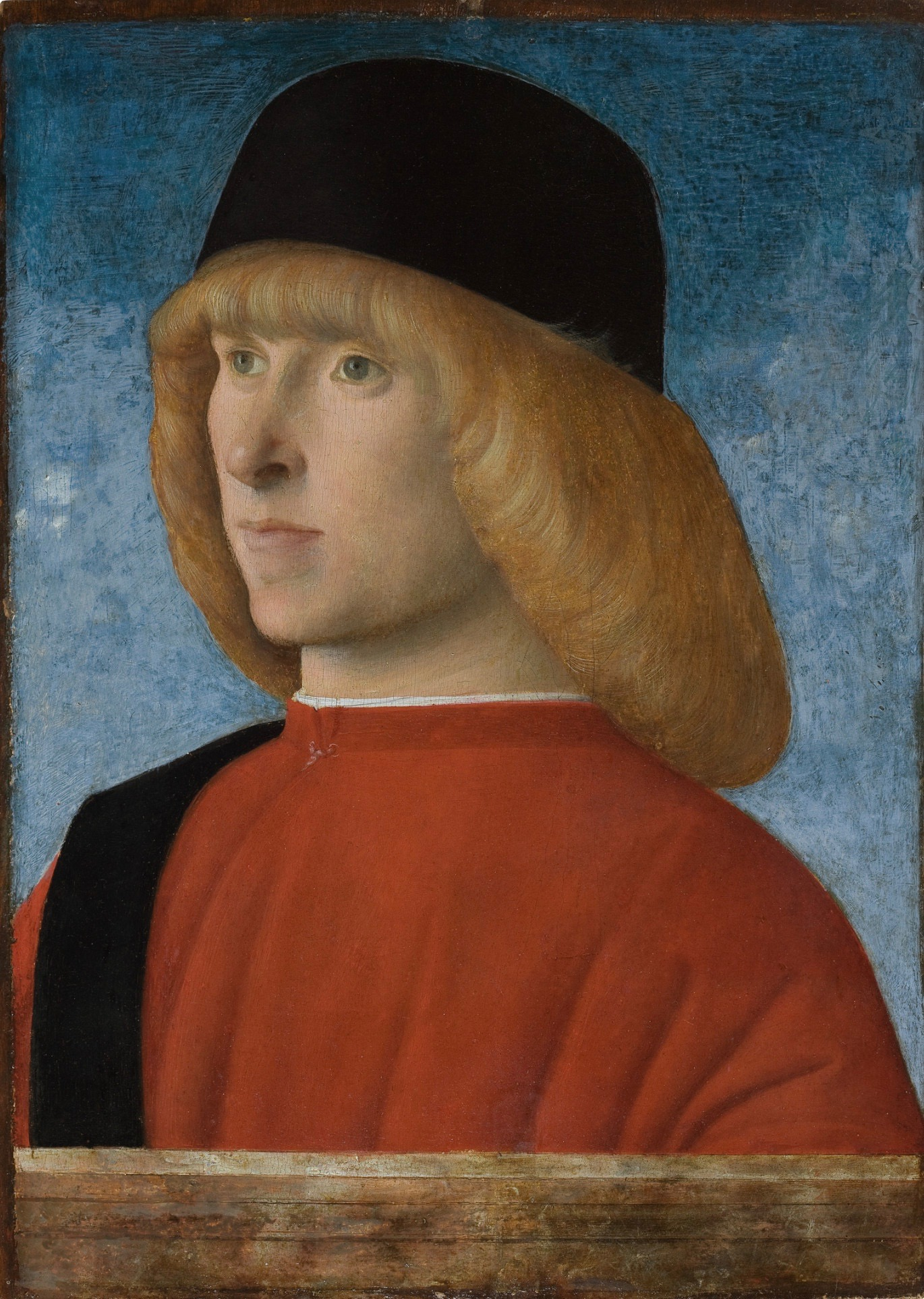
Джованні Белліні, «Чоловічий сенатор», Падуя
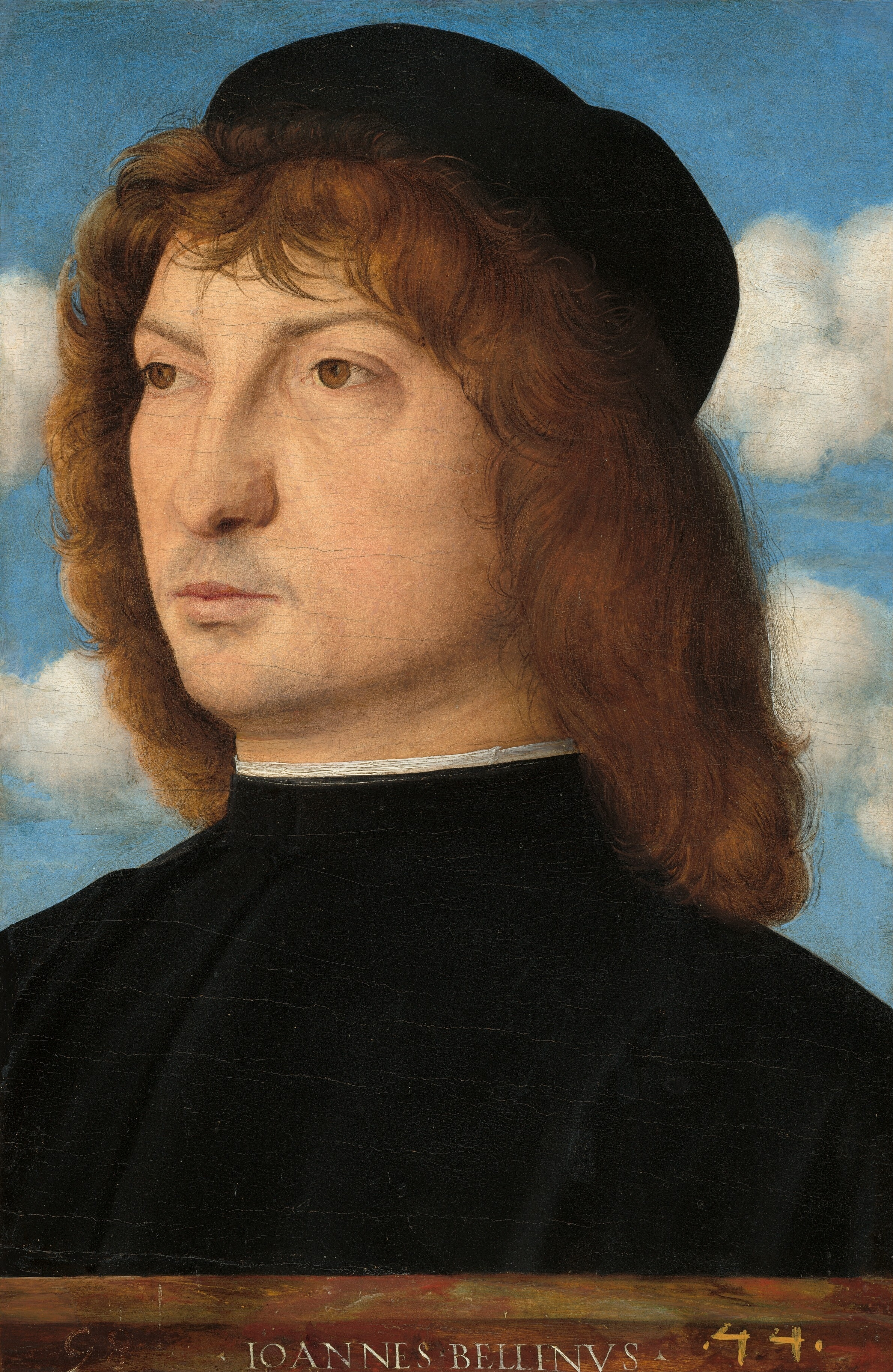
Джованні Белліні, «Чоловічий портрет», Вашингтон

У них відображена знайдена Джованні художня формула, проста і незмінна — модель завжди зображена погрудно, у повороті ліворуч у три вчерті, за невисоким парапетом, зазвичай з cartellino із підписом майстра (це сходить до формули Антонелло). Погляд моделі спрямований у бік від глядача, повітряний фон з блакитним небом без пейзажних мотивів, точка зору помітно знизу вгору — це нові риси, введені Белліні в успадковану ним традицію. Крім того, з роками поступово зростає м'якість у трактуванні жипописної форми. У його попередника Антонелло побудова портретного бюста була динамічнішою — поворот плечей, рух голови і погляду не збігались, а у Белліні вони паралельні один одному, від чого виникає відчуття незворушного спокою. Інша відмінність — в подачі моделі: у Антонелло вони були демократичні, а Белліні зображує своїх знатних венеційців замкнутими, він дає нам відчути дистанцію, яка відокремлює нас від цих високопоставлених людей. Їх простота і спокій породжені свідомістю власного міцного суспільного становища, їхній вигляд має ледь помітний відбиток станової винятковості.

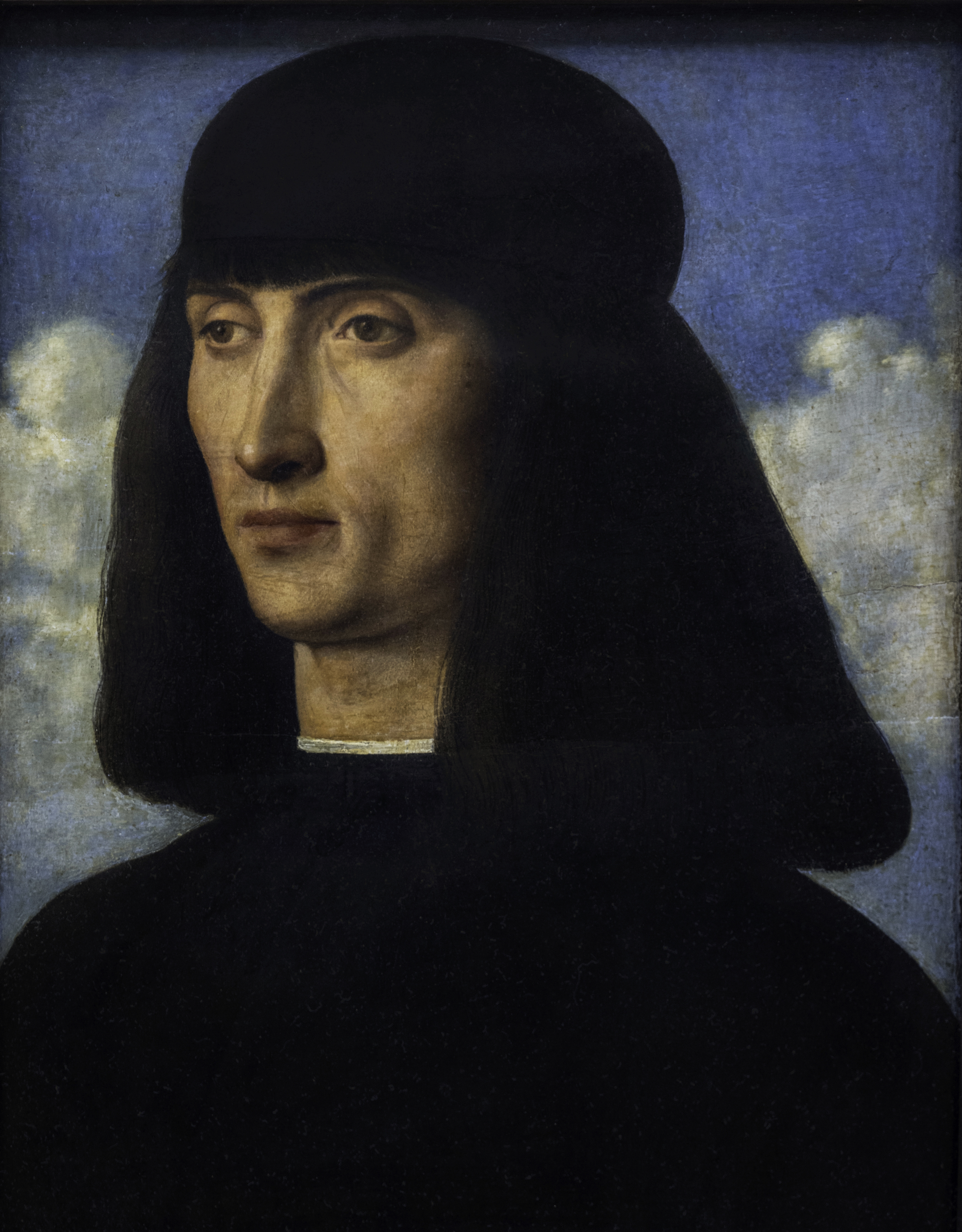
Джованні Беллині, «Чоловічий портрет», Лувр

У другій половині XV століття венеційська держава зазнає серйозних труднощів, патриціат відчуває сильне соціальне розшарування, багато його представників вже не задовольняються офіційною діяльністю і звертаються до гуманістичної культури. Саме в цьому середовищі склався новий ідеал людини, який відобразив Джованні Белліні в своїх портретах. Цей ідеал такий: «людина, що веде незалежний спосіб життя, але готова за законами своєї спільноти добровільно виконувати волю держави. Тут немов примиряються два протилежних принципи в розумінні людської особистості: один виходить з гуманістичного усвідомлення індивідуальності, інший з підпорядкування цій індивідуальності жорстким нормам суспільного життя». Він портретує представників цього прошарку, що володіє особливою душевною витонченістю, причому з кожним наступним портретом Белліні образ людини стає складнішим, досягаючи найвищої емоційної та інтелектуальної зрілості в портреті невідомого з Лувру, де він зобразив розумну людину, що гостро відчуває і живе багатим духовним життям.
Тут очевидні нові віяння часу — ні героїзовані образи Мантеньї, ні реалістичні Антонелло не могли відобразити цих людей, що цікавляться гуманістичною культурою, трохи більш поетизованих, меланхолійних та самозаглиблених, ніж люди попереднього покоління. Белліні дуже тонко вловив нові настрої своїх замовників і, «напевно, всім цим людям було приємно бачити себе на портретах Белліні трохи більше мрійливими і поетичними, ніж вони були насправді».

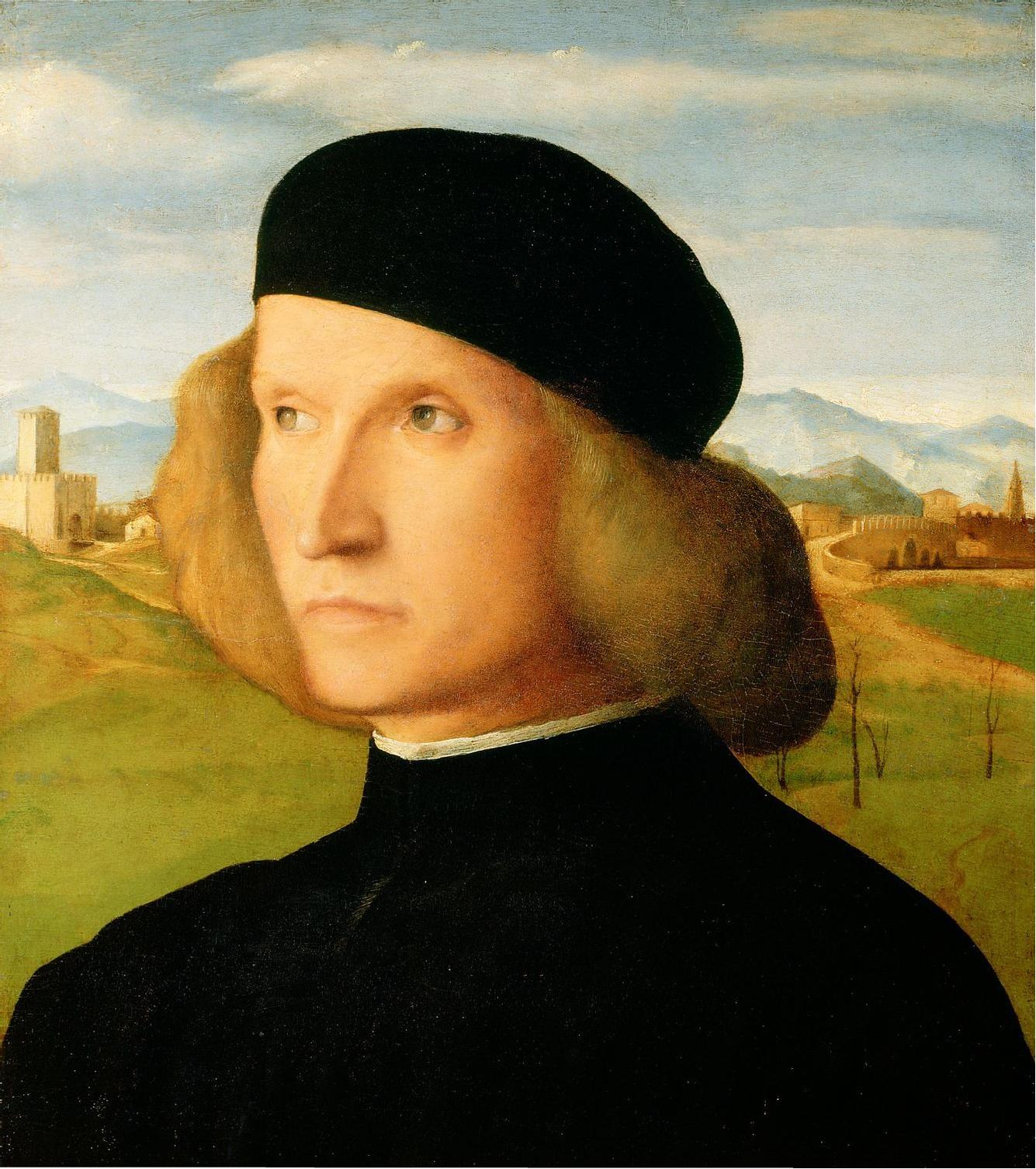
Джованні Белліні. «Портрет чоловіка в чорному», Лондон

«Портрет чоловіка в чорному» (Королівська колекція, Лондон) — новий крок у розвитку цієї лінії портрета. Він відзначений витонченістю і внутрішньою шляхетністю, аристократизм тут не тільки становий, але й духовний. Композиційна формула залишається незмінною, але слабшає напруженість пози, статура більш природна, погляд скошений, і тому обличчя трохи пожвавлений. Такий погляд, що ухиляється в сторону, поворот голови, що тяжіє до профілю, — підсилюють відчуття замкненості і непроникності образу. Художник не хоче розкривати внутрішній світ моделі з усією визначеністю, його модель — в повному душевному спокої, з трохи відчуженим відчуттям споглядальності. Пейзаж з м'якими відтінками на задньому плані сприяє враженню. Портретний бюст поданий з точки зору трохи знизу вгору, а пейзаж узятий трохи зверху. Високий горизонт з горами тісно пов'язує ландшафт з портретним зображенням. Пейзаж вже не просто фон, а важливе символіко-поетичне доповнення портретного образу.

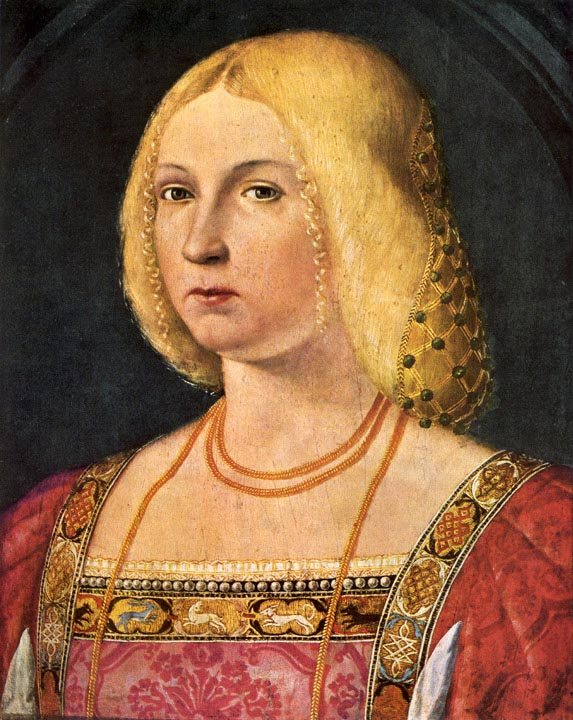
Невідомий художник (Франческо Біссоло?). «Жіночий портрет», Лондон

Жіночі портрети у Венеції (на відміну від Флоренції і придворних центрів Північної Італії) замовляти довгий час не було заведено. Вони з'являються тільки з самого кінця XV століття. Спочатку це були уславлені жінки (королева Катерина Корнаро, поетеса Джироламо Корсі Рамос). Потім кількість жіночих портретів швидко зростає. Згадується незбережений портрет, написаний Белліні для П'єтро Бембо, що зображав його кохану Марію Саворньян, та інші його роботи цього типу. Потім почнуть з'являтися портрети куртизанок. Це були портрети традиційної композиції — погрудний з поворотом у три чверті. Композиційним аналогом до них можна вважати портрет невідомої (бл. 1510, Лондон), приписуваний Франческо Біссоло, учневі Белліні. (Дюрер, перебуваючи у Венеції, для своїх жіночих портретів (1, 2) також взяв за зразок жіночі портрети Белліні). Принаймні, чотири жіночих портрета приписуються Вітторе Карпаччо, але вони більш архаїчні і нагадують манеру Джентіле Белліні і німецьких портретистів — його образи вельми приземлені і прозаїчні. Судячи з усього, Белліні використовував одну й ту ж композиційну схему і для чоловічих, і для жіночих портретів приватного призначення і досяг більшого успіху в передачі духовного життя, ніж Карпаччо, але судити про це ми не можемо за відсутністю пам'яток.
Також, як офіційний живописць республіки, Белліні написав безліч портретів офіційних осіб, але всі вони загинули у пожежах, які знищили Палац дожів. Вціліли тільки поодинокі твори майстра і його школи, які були більш простими і камерними повтореннями оригінальних портретів. В цих лавах він довгий час залишався більш близьким до стилю свого брата Джентіле, ніж до Антонелло, оскільки замовлення передбачали велику традиційність.

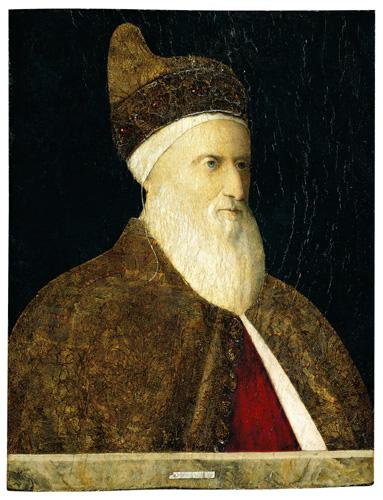
Джентіле Белліні. «Портрет дожа Агостіно Барбаріго»

Його брат Джентіле Белліні, повернувшись з відрядження до Константинополя, прагне наблизиться до нового течії, яку очолює його брат Джованні. Манера Джентіле стає м'якшою, він часто використовує поворот у три чверті. «Портрет дожа Агостіно Барбаріго» — найкращий зразок його стилю цих років. Як і в більш ранніх його портретах, ґудзики, шиття і т. д. рельєфно виліплені зі стуку, це змішання живопису і примітивного рельєфу створює архаїчний відтінок. Настільки ж відсталими є його групові портрети в монументальних полотнах з циклу історії св. Хреста (див. вище). У пізніх портретах одноплановість і схематичність, нарешті, зникає: немолода королева Катерина Корнаро зображена прозаїчно і правдиво, у двох чоловічих портретах з Лондонської національної галереї має місце живе трактування образу.

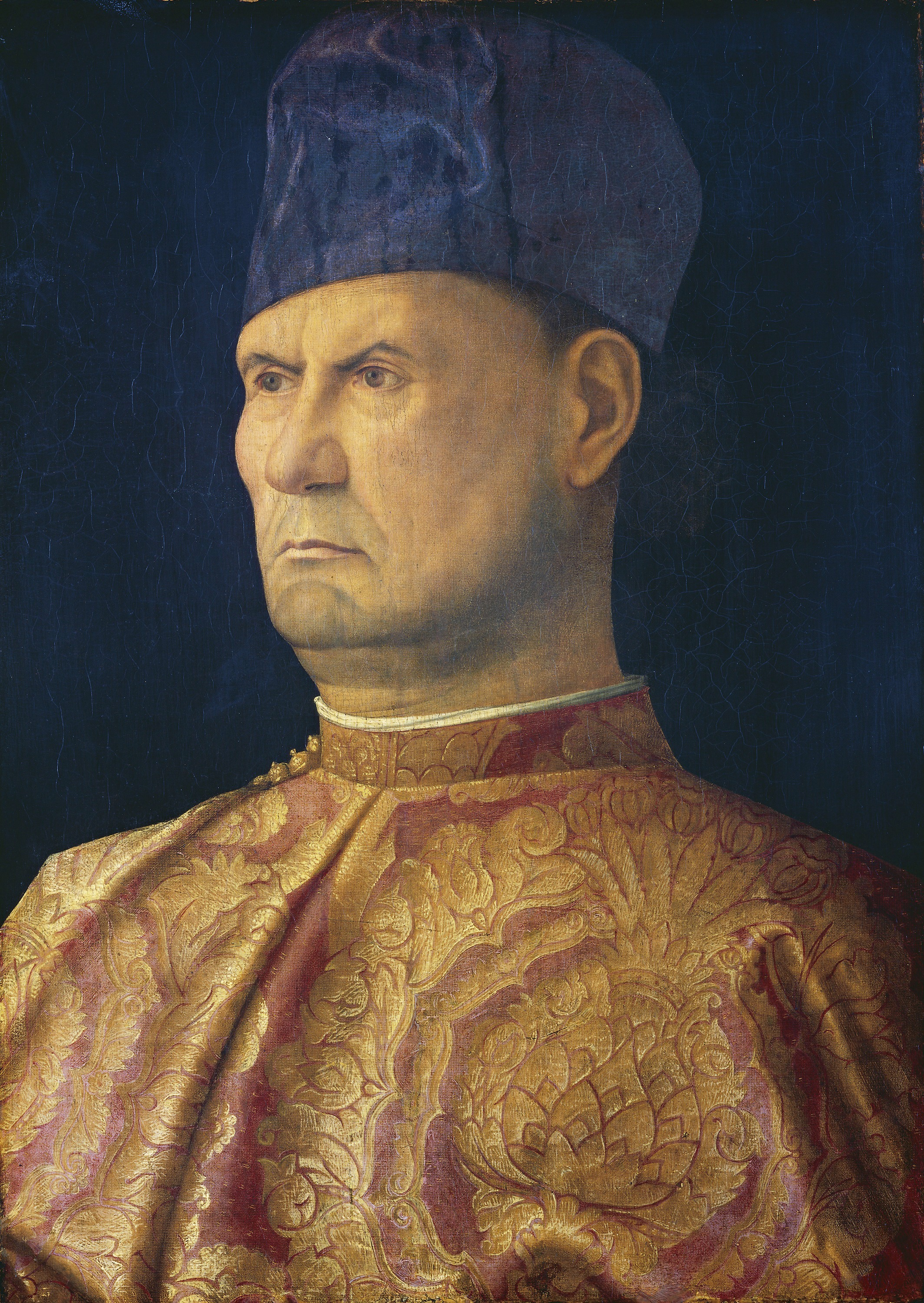
Джованні Белліні. «Кондотьєр», Вашингтон

Пізніше творчість Джентіле розвивалась під впливом відкриттів його молодшого брата Джованні; Джованні в свою чергу вловив в офіційних портретах пензля старшого брата ту тему подачі образу, яка йшла від Мантеньї (і не була притаманна Антонелло да Мессіна). Це був образ державного діяча або воєначальника, якому влада дала певні риси характеру. Джованні став продовжувати жанр «державного портрета» і знайшов йому нову, більш реалістичну художню форму, а також зумів створити широку соціальну й психічну типізацію образу, якої ще не знав Джентіле.

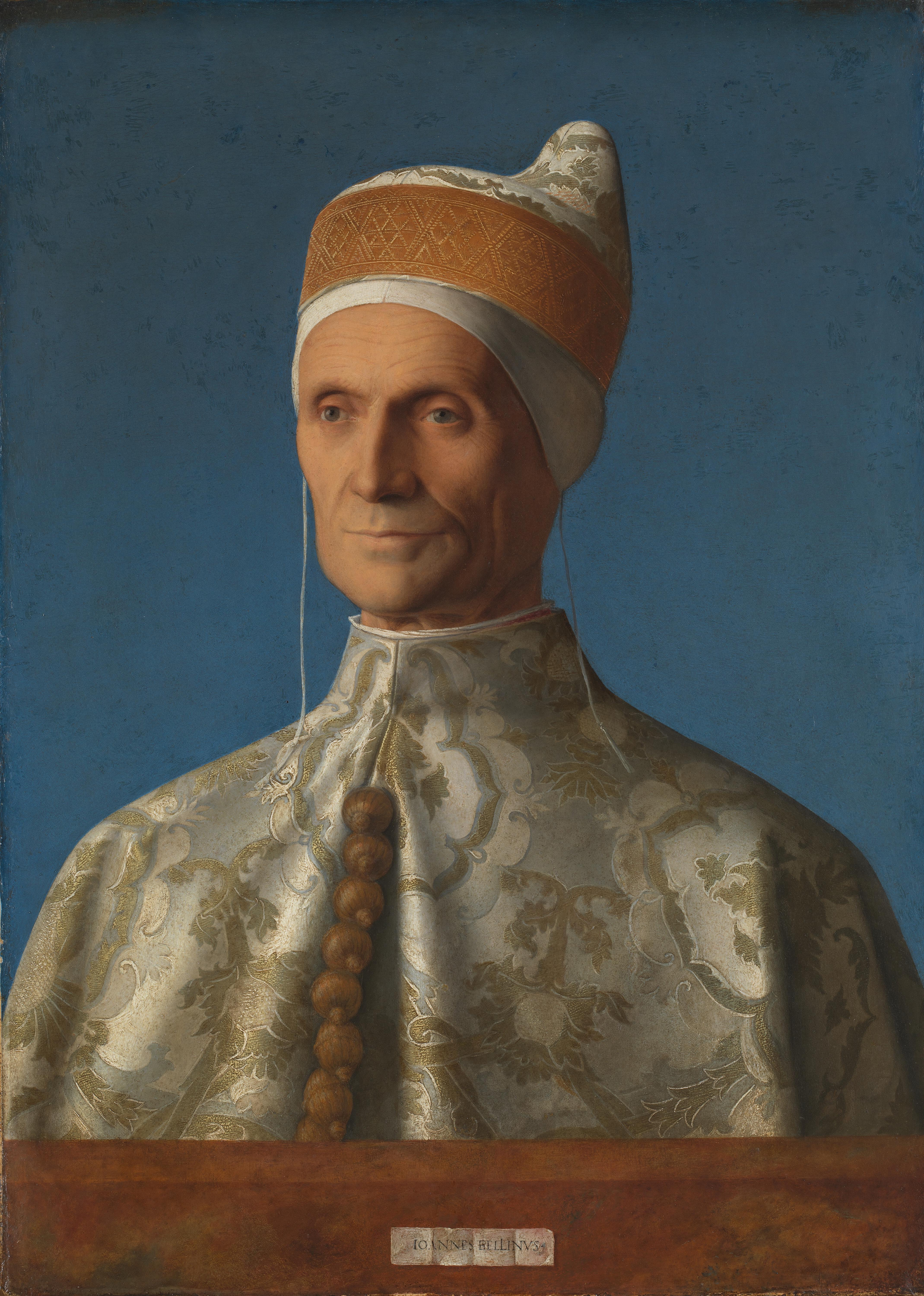
Джованні Белліні. «Портрет дожа Леонардо Лоредано»

Його невідомий «Кондотьєр» по суті повторює знайому за попередніми роботами майстра композицію — але за своїм настроєм рішуче їм протистоїть. Голова і плечі рішуче виступають на темному фоні (поетизація засобами пейзажу тут не потрібна), обличчя модельоване енергійно і позбавлене ідеалізації. Підкреслені грубий і сильний характер моделі, але при цьому в портреті виражене величне героїчне начало.
Набільш вишукане і глибоке тлумачення образу державного діяча Джованні Белліні дав у «Портреті дожа Леонардо Лоредана» (1501). У ньому поєднуються глибина індивідуального образу з типовими рисами. Художник, зображаючи політика з сильним характером, уникає різких контрастів, передає і зовнішні риси, і душевний гармонійний стан. Цей портрет став втіленням у фарбах ідеї венеційської державної мудрості, яка ставиться вище особистого і випадкового, поєднуючи в собі силу і спритність, гордість і нещадність. У Джованні традиційний жанр «державного портрета» набуває і життєвої, і політичної повнокровності. Однак, цей портрет навряд чи є повторенням офіційного, який висів у Палаці дожів — судячи за іншими збереженими портретам дожа, копіями втраченого портретрету роботи Белліні, він був профільним, у парадному вбранні на тлі пейзажу венеційської лагуни.

#### Підсумки періоду
До кінця XV століття, при всіх стилістичних відмінностях шкіл та індивідуальностей майстрів, у розвитку станкового портрета намічається певна єдність в розумінні образу людини і засобах художньої виразності. Майже всюди — тяжіння до стриманості, замкнутості і споглядальності портретного образу. Окремі спроби психологічного поглиблення на даному етапі ще не отримують повної творчої реалізації — внутрішній світ моделі як і раніше мислиться в своїй типовій цілісності. Майстри Флоренції, Умбрії, Феррари, Болоньї, Мілана, Венеції тощо, провідні й другорядні, використовують одні й ті самі прийоми побудови портретної композиції, яка існує в кількох типових варіантах. Модель дається в три чверті або в фас, у погрудді або по пояс (з руками), на нейтральному (темному або світлому) тлі, або ж в інтер'єрі з 1-2 вікнами, або ж на тлі пейзажної панорами. Своєрідність місцевих шкіл виявляється лише в колористичній будові і в трактуванні пейзажу.
Багато формально-типологічних особливостей портрета пізнього квадроченто перейшли в портрет Високого Відродження. Але в нову епоху (якщо відкинути компромісні рішення, які були у низки портретистів Тоскани, Емілії, Ломбардії, Венеції та Венето у 1500-20-х рр.) Композиція і образний зміст радикально переробляються в бік більшої репрезентативності, соціальної конкретності та індивідуальної психологічної поглибленості.
Хоча вважається, що портрет Високого Відродження має більшу вагу в традиції європейського портретного мистецтва, більш скромні портрети Раннього Відродження мають свою цінність. Ніколи більше новий ідеал людини (народжений Ренесансом), не матиме такої простої, ясної і цільної форми вираження, як в XV столітті. Пізніше портретний образ буде багатшим, складнішим і витонченішим, матиме більше гостроти і драматизму, але в ньому бракуватиме радісного і сильного почуття першого відкриття цінності людської особистості, вираження в ній безтурботної гармонії індивідуального начала і типових рис.